# Collection de peintures du musée de l'Ermitage
Cet article recense la collection de peintures du musée de l'Ermitage à Saint-Pétersbourg à laquelle ont été adjoints quelques dessins.
Les pays sont classés par ordre alphabétique, les auteurs par ordre chronologique et les titres des œuvres par ordre alphabétique.
Certaines œuvres ont des titres différents selon les sources; pour limiter le nombre d'erreurs, on a ajouté, entre parenthèses, le numéro d'inventaire lorsqu'il a été trouvé.
Les dates des naissances sont celles fournies par les pages Wikipédia en français sinon par les pages Wikipédia en langue du pays natal des artistes ou d'autres sites s'intéressant au marché de l'art.
La nationalité des artistes est quelquefois incertaine car des artistes naissaient dans un pays et passaient une partie de leur vie dans un autre.
Les liens renvoyant à des pages Wikipédia en langues non francophones, trop nombreux, ont été supprimés mais il est facile de les retrouver en écrivant les noms des artistes en caractères latins. Ceux renvoyant à des pages en caractères cyrilliques ont été conservés car leur transcription est délicate.
Une très grande partie des œuvres répertoriées ci-dessous ont été documentées dans le site «Crotos».

## Peintres allemands et prussiens
- Hans Holbein l'Ancien (1460-1524) :  Portrait de ses deux fils Hans Holbein le Jeune et Ambrosius Holbein pointe d'argent sur papier préparé au blanc
- Hans Wertinger, bavarois (1465/1470-1533) : Le Mois d'octobre (5579) - Crucifixion avec Saints et donateurs
- Albrecht Dürer (1471-1528) : Le Bain des hommes xylogravure (Г-2192) - L'Église Saint-Jean aquarelle et gouache - La Grande Fortune ou Némesis, gravure - Vierge à l'Enfant fusain
  - Vue d'une maison avec un toit délabré, école d'Albrecht Dürer (OP-16069)
- Lucas Cranach l'Ancien (1472-1553) : Le Christ enfant (ГЭ-3759) - Portrait de Martin Luther (ГЭ-8600) - Portrait de Philippe Mélanchthon (ГЭ-8601) - Portrait d'Albert de Brandebourg (ГЭ-686) - Portrait d'un chevalier et de ses deux fils (ГЭ-5452) - Portrait d'une femme (ГЭ-683) - Vénus et Cupidon (ГЭ-680) - La Vierge et l'Enfant Jésus sous le pommier (ГЭ-684)
- Hans von Kulmbach (1476, 1481 ou 1482-1522) : Le Christ et Marie devant Dieu le Père (ГЭ-696)
- Bartholomaeus Bruyn le Vieux (1493-1555) : Crâne dans une niche (ГЭ-5197) - Portrait d'une mère avec sa fille (ГЭ-679) - Portrait d'un père avec ses trois fils (ГЭ-678)
- Ambrosius Holbein (vers 1494-après 1519) : Portrait d'un jeune homme des Pastorino de Piedmont (ГЭ-685)
- Hans Holbein le Jeune (Vers 1497-1543) : Portrait de deux jeunes, un nain dans un paysage urbain, gravure - Portrait d'une dame et de sa fille avec Bartholomaeus Bruyn le Vieux (ГЭ-679)
- Christoph Amberger (vers 1505-entre 1561 et 1562) : Portrait d'une jeune fille avec Jan van Scorel (ГЭ-682) - Portrait d'un jeune homme avec une fourrure avec Jan van Scorel (ГЭ-681)
- Lucas Cranach le Jeune (1515-1586) : Le Christ et la femme adultère (ГЭ-3673) - Cléopâtre VII (ГЭ-8504) - Marc Antoine (ГЭ-8505)
- Hanns Lautensack (1524-1560) : Vue d'une ville au bord d'une rivière et d'une église sur la rive droite eau forte
- Hans von Aachen (1552-1615) : Allégories de la Paix, de l'Art et de la Richesse (ГЭ-695) - Portrait de Rodolphe II par son atelier (ГЭ-2465) salle 255 - La Sainte Famille (ГЭ-2370)
- Hans Rottenhammer, bavarois (1564-1625) : Allégorie de l'été (ГЭ-693) - Le Festin des Dieux ou Les Noces de Thétis et de Pélée (ГЭ-688) - (ГЭ-689)
- Georg Flegel (1566-1638) : Nature morte avec fleurs et hors d'œuvre (ГЭ-6054)
- Pieter Schoubroeck (1570-1607) : Paysage avec Diane et Actéon (ГЭ-425) - Scènes de la vie de Moïse : la punition de Coré et de sa bande (ГЭ-2144)
- Adam Elsheimer (1578-1610) : Saint Christophe (ГЭ-694) - Le Sermon de saint Jean le Baptiste (ГЭ-6891) - Tobie et l'ange (ГЭ-2640)
  - Entourage : Forêt (ГЭ-690)
- Christof Angermair (1580-1633) : Dessins : 24 dessins pour les 24 cases blanches d'un échiquier en ivoire et en argent (Э-7344)
- Hendrik van der Borcht l'Ancien (1583-1651) : Nature morte avec une collection de curiosités (ГЭ-2445)
- Joachim von Sandrart (1606-1688) : Allégorie de la vanité (ГЭ-776)
- Frans Rijckhals (1609-1647) : Nature morte avec homard et fruits (ГЭ-3075)
- Johann Heinrich Schönfeld (1609-1682) : L'Enlèvement des sabines (ГЭ-1335) - (ГЭ-2513)
- Christopher Paudiß (1618-1666) : Nature morte (ГЭ-1035) - Portrait d'un jeune homme coiffé d'un bonnet de fourrure (ГЭ-1976) - Tête de jeune fille (ГЭ-81)
- Jacob Matthias Weyer (vers 1620-1670) : Bataille (ГЭ-3310)
- Jürgen Ovens (1623-1678) : Autoportrait (ГЭ-2782) - Portrait de famille (ГЭ-715)
- Juriaen Jacobsen (1625-1685) : Chasse au sanglier (ГЭ-2649)
- Matthias Scheits (1630-1700) : L'Adoration des bergers (ГЭ-3164)
- Carl Borromäus Andreas Ruthart (1630-1703) : Histoire de Tobie (ГЭ-7324)
- Johann Heinrich Roos (1631-1685) : Campement de gitans au milieu de ruines antiques (ГЭ-1805) - Paysage italien (ГЭ-1341) - Troupeau au milieu des ruines (ГЭ-3235)
- Johann Philip Lemke (1631-1711) : Promenade (ГЭ-2182)
- Johann Karl Loth (1632-1698) : Eliézer de Damas et Rébecca au puits (ГЭ-3675)
- Johann Heiss (1640-1704) : La Fête d'Esther (ГЭ-1637)
- Philipp Peter Roos (1655-1706) : Paysage avec une cascade (ГЭ-1336) - Paysage avec une grotte (ГЭ-6474) - Paysage avec un troupeau (ГЭ-1790)
- Christoph Ludwig Agricola (1667-1719) : Paysage (ГЭ-2555)
- Georg Johann Mattarnovi (1677-1719) : Derviche  (ЭРЖ-1837)
- Johann Gottfried Tannauer (1680-1733/1737) : Pierre Ier le Grand sur son lit de mort (ЭРЖ-1819) - Portrait de Pierre Ier le Grand (ЭРЖ-2212) - Portrait de Piotr Andreïevitch Tolstoï président d'une association de commerçants (ЭРЖ-1853)
- Johann Philipp von der Schlichten (1681-1745) : Vertumne et Pomone (ГЭ-2500)
- Balthasar Denner (1685-1747) : Portrait d'une vieille femme (ГЭ-1326), (ГЭ-1798), (ГЭ-7326) - Portrait d'un vieil homme (ОР-43531) - Saint Jérôme (ГЭ-1324) - Vieil homme prenant son repas (ГЭ-8365)
- Johann Alexander Thiele (1685-1752) : Paysage avec rivière et pont (ГЭ-2532)
- Wenzel Lorenz Reiner (1689-1743) : Paysage avec un troupeau (ГЭ-2029)
- Johann Christian Vollerdt (1708-1769) : Paysage (ГЭ-2549)
- Philipp Hieronymus Brinckmann (1709-1760) : Paysage - Paysage avec un berger qui indique le chemin à une passante (ГЭ-2163) - Paysage de forêt sous la tempête (ГЭ-2082)
- Anton Kern (1710-1747) : Automne et Hiver (ГЭ-2178) - Été et Printemps (ГЭ-2177)
- David Lüders (1710-1759) : Portrait de l'ambassadeur de Russie Pierre Tchernychev avec sa famille (ЭРЖ-2930) - Portrait de la princesse Anastasia Ivanovna Dolgorouki (ЭРЖ-1063) - Portrait du philosophe Grigori Nikolaïevitch Teplov (ru) (ЭРЖ-3486)
- Aert Schouman (1710-1792) : Cordonnier (ГЭ-1079)
- Christian Wilhelm Ernst Dietrich (1712-1774) : Assomption de la Vierge (ГЭ-3668) - Cascades dans les environs de Rome (ГЭ-4370) - La Descente de croix (ГЭ-1329) - Eunuque (ГЭ-3669) - La Fuite en Égypte (ГЭ-2202) - La Mise au tombeau (ГЭ-1793) - Pause pendant la fuite en Égypte (ГЭ-1794) - Paysage (ГЭ-2603) - Rentrée des foins (ГЭ-8673) - Le Sacrifice d'Isaac (ГЭ-2389) salle 255 - Vue de la campagne romaine (ГЭ-1337)
- Johann Balthasar Frankart (vers 1712-1743) : Portrait du docteur de Pierre Ier le Grand, Arountsi Atstsariti (ru) (ЭРЖ-2602)
- Johann Georg Trautmann (1713-1769) : Apparition d'un ange à des porteuses de myrrhe (ГЭ-2664)
- Georg Christoph Grooth (1716-1749) : Portrait de la Grande-duchesse Iekaterina Alexeeva (ЭРЖ-2474)
- Lukas Konrad Pfandzelt (1716-1786) : Portrait de l'architecte Bartolomeo Rastrelli (ЭРЖ-2635) - Portrait de Pierre III (ГЭ-7307)
- Johann Friedrich Grooth (1717-1801) : Nature morte (ГЭ-2522) - Nature morte avec canard (ЭРЖ-1720) - Nature morte : tétras gris blanc (ЭРЖ-1570)
- Christian Georg Schütz (1718-1791) : Paysage (ГЭ-1630) - Paysage avec un lac (ГЭ-1639) - Paysage de montagnes (ГЭ-1636)
- Johann Gottlieb Schön (1720-1746) : Brise de mer (ГЭ-2571)
- Georg Caspar Prenner (1720-1766) : Portrait du maréchal, comte Karl von Sievers (ЭРЖ-1866)
- Anna Dorothea Therbusch d'origine polonaise (1721-1782) : Portrait d'Anne-Élisabeth-Louise de Brandebourg-Schwedt (ГЭ-4437) - Portrait d'Auguste-Ferdinand de Prusse (ГЭ-4436) - Portrait d'Henri de Prusse (ГЭ-4590)
- Johann Friedrich Weitsch (1723-1803) : Troupeau (ГЭ-2525)
- Anton Raphaël Mengs (1728-1779) : L'Annonciation (ГЭ-1331) - Autoportrait (ГЭ-1330) - Descente du Saint-Esprit (ГЭ-1795) - Le Jugement de Pâris (ГЭ-1325) - Le Parnasse (ГЭ-1327) - Persée et Andromède (ГЭ-1328) - Portrait de Johann Joachim Winckelmann (ГЭ-1358) - Saint Jean-Baptiste prêchant dans le désert (ГЭ-1332)
- Heinrich Buchholz (1735-1780) : Allégorie de la victoire de la flotte russe sur les Turcs pendant la Guerre russo-turque de 1768-1774 (ЭРЖ-1727) - Portrait de Pierre Ier le Grand (ЭРЖ-2388) - Portrait du comte Burckhardt Christoph von Münnich (ЭРЖ-62)
- Jacob Philipp Hackert (1737-1807) : Destruction de la flotte turque dans la baie de Tchesmé (ГЭ-2048) - Grande cascade à Tivoli (ГЭ-7634) - Paysage italien (ГЭ-3667) - Ruines d'un temple en Sicile (ГЭ-7381) - Villa de Maecenas et les cascades de Tivoli (ГЭ-7156) - Vue de Caserte (ГЭ-7157) - Vue de la baie de Baja (ГЭ-7310) - Vue de Montesarchio (ГЭ-10087)
- Jacob Wilhelm Mechau (1745-1808) : Paysage de montagne (ГЭ-5401)
- Karl Friedrich Knappe (1745-1808) : Vue de la place du Sénat de Saint-Pétersbourg (ЭРЖ-1910)
- Carl Traugott Fechhelm (1748-1819) : Décor de théâtre gothique crayon et encre - Dessin d'une fontaine aquarelle et crayon
- Franz Kobell (1749-1822) : Paysage (ГЭ-2510) - Paysage (ГЭ-2511)
- Andreas Caspar Hüne (1749-1813) : Portrait de l'impératrice Catherine II
- Johann Friedrich August Tischbein (1750-1812) : Portrait de femme (ГЭ-4235) - Portrait de la famille Saltykov (ГЭ-5250) - (ГЭ-5771) salle 174 - Portrait de la reine Louise de Prusse (ГЭ-9786) - Portrait de l'impératrice Élisabeth Alexeïevna de Russie (ЭРЖ-3279) - Portrait de Marie-Thérèse Charlotte de Bourbon (ГЭ-1344) - Portrait d'une jeune femme (ОР-27104) - Portrait du prince Nikolaï Saltykov (ГЭ-5812) salle 171
- Heinrich Friedrich Füger (1751-1818) : Portrait de Marie-Thérèse de France (ГЭ-1344) - Portrait de Nikolaï Borissovitch Ioussoupov (ГЭ-5770)
- Johann Christian Klengel (1751-1824) : Paysage (ГЭ-2547)
- Johann Heinrich Wilhelm Tischbein (1751-1828) : Conradin de Souabe et Friedrich de Baden attendant le verdict (ГЭ-7155) - Portrait de la princesse Natalia Vladimirovna Saltykova (ru)
- Heinrich Buchholz (1753-1781) : Allégorie de la victoire de la flotte russe sur les Turcs pendant la Guerre russo-turque de 1768-1774 (ЭРЖ-1727) - Portrait du comte Munnich (ЭРЖ-62)
- Friedrich Georg Weitsch (1758-1828) : Portrait de Nikolaï Kamenski (ГЭ-4756)
- Johann Georg Mayr (1760-1816) : Vue du Palais d'Hiver de Île Vassilievski (ЭРЖ-2219)
- Johann Christian Reinhart (1761-1847) : Paysage classique avec berger, dessin à la plume avec encre de chine, lavis marron, crayon et aquarelle - Paysage idéal (ГЭ-5498)
- Gerhard von Kügelgen (1772-1820) : Portrait du comte Piotr Alexeïevitch Pahlen (ЭРЖ-122)
- Karl von Kügelgen (1772-1832) : Autoportrait (ГЭ-4284) - La Vallée de Belbekskaïa dessin - Vue de la forteresse de Théodosie sépia - Vue du parc de Tsarskoïe Selo (ГЭ-2683)
- Caspar David Friedrich (1774-1840) : Sur le voilier (ГЭ-9773) - La Barrière rocheuse à Neurathen (ОР-46033) - Bateau sur la plage, lever de lune (ОР-43910) - Paysage du soir avec deux hommes (ГЭ-10005) - Lever de lune sur la mer (ГЭ-6396) - Cygnes dans les roseaux à l'aube (ГЭ-4633) - Fenêtre donnant sur le parc crayon et sépia (ОР-43909) - Hibou dans une fenêtre gothique (ОР-43908) - Hibou volant dans un ciel éclairé par la lune (ОР-43906) - Lever de lune sépia sur crayon (ОР-43907) - Matin dans les montagnes (ГЭ-9772) - Nuit au port ou Sœurs sur le balcon (ГЭ-9774) - Plage avec des filets de pêche (ГЭ-6480) - Le Rêveur (ГЭ-1360) - Souvenirs dans le massif des Géants (ГЭ-4751)
- Franz Ludwig Catel (1778-1856) : Vue du Colisée, la nuit (ГЭ-7562)
- Ferdinand Jagemann (1780-1820) : Portrait de Johann Wolfgang von Goethe (ГЭ-7341)
- Friedrich Johann Gottlieb Lieder (1780-1859) : Portrait d'Alexandre Tchernychev aquarelle (OPm-2320)
- Joseph Karl Stieler (1781-1858) : Portrait du duc Joseph de Saxe-Altenbourg et de sa famille (ГЭ-5344) - Portrait du duc Maximilien de Leuchtenberg (ГЭ-8802)
- Leo von Klenze (1784-1864) : Vue du Walhalla près de Regensburg (ГЭ-4214)
- Karl Franz Edlinger (1785-1823) : Portrait de Nikolaï Logguinovitch Manzeï miniature (ЭРР-9078)
- Franz Riepenhausen (1786-1831) : Chanteur (ГЭ-8371)
- Albrecht Adam, d'origine bavaroise (1786-1862) : Chevaux devant l'entrée (ГЭ-5443)
- Franz Wolfgang Rohrich (1787-1834) : Portraits d'une dame et d'un enfant (ГЭ-1789)
- Carl Christian Vogel von Vogelstein (1788-1868) : Portrait de Boris Rikhter (ru) (ГЭ-6137)
- Johann Friedrich Overbeck (1789-1869) : Le Triomphe de la religion dans les arts (7597)
- Peter von Hess (1792-1871) : Bataille de Krasnoï (ЭРЖ-2647) - Bataille de la Moskova (ГЭ-5919) - Bataille de Smolensk (ГЭ-5905) - Bataille de Viazma (ГЭ-5920) - Bataille de Winkowo ou Bataille de Taroutino (ГЭ-5909) - Matin à Partenkirchen (ГЭ-5777) - Traversée de la rivière Bérézina (ГЭ-9776)
- Philipp Veit (1793-1877) : Allégorie de la Russie (ГЭ-4622)
- Heinrich Gottlieb Ludwig Reichenbach (1793-1879) : Aria interrompue (ГЭ-3541)
- Carl Joseph Begas (1794-1854) : Portrait du sculpteur Bertel Thorvaldsen (ГЭ-5761)
- August Matthias Hagen (1794-1878) : Baie (ГЭ-5871)
- Franz Krüger (1797-1857) : Portrait d'Alexandra Feodorovna de Russie (ГЭ-5759) - Portrait d'Alexandre Arkadievitch Souvorov (ГЭ-4297) - Portrait d'Alexandre Bobrinski (ЭРЖ-982) - Portrait d'Alekseï Obolenski (ru) en uniforme d'aide de camp de la garde impériale (ГЭ-7233) - Portrait du prince amiral gouverneur de Finlande Alexandre Sergueïevitch Menchikov (ЭРЖ-31) - Portrait d'Alexeï Fiodorovitch Orlov (ЭРЖ-210) - Portrait du prince Dmitri Volkonski (1805-1859) (ЭРЖ-958) - Portrait de Fersen (?) (ЭРЖ-981) - Portrait de Hans Ernst Karl von Zieten - Portrait de Nicolas Ier (ГЭ-7687) - Portrait de Paul Kisseleff (ЭРЖ-212) - Portait de Piotr Kleïnmikhel (ru) (ЭРЖ-211) - Portrait du comte Aleksandr Kouchelev-Bezborodko (ru) (ГЭ-5763) - Portrait du comte Pierre Wittgenstein (ГЭ-9645) - Portrait du comte Piotr Chouvalov (ГЭ-7231) - Portrait du comte Woldemar Adlerberg (ГЭ-4555) et (ЭРЖ-237)? - Portrait du général russe Ivan Paskevitch (ГЭ-5997) - - Portrait du grand-duc Constantin Nikolaïevitch de Russie (ЭРЖ-640) - Portrait du prince Nikolaï Saltykov (ГЭ-5762) - Portrait du prince Pierre Mikhaïlovitch Volkonsky (ГЭ-5961) - Portrait équestre du grand-prince Aleksandr Nikolaïevitch (ГЭ-7572)
- Wilhelm von Kügelgen (1802-1867) : Portrait d'Alexandre Ier (ГЭ-4502)
- Johann Heinrich Richter (1803-1845) : Portrait d'Eugène de Beauharnais (ГЭ-7219)
- Hermann Anton Stilke (1803-1860) : Apparition de sainte Catherine et de saint Michel à Jeanne d'Arc, partie gauche du triptyque (ГЭ-5003) - Jeanne d'Arc au cœur de la bataille, partie centrale du triptyque (ГЭ-5005) - La mort de Jeanne d'Arc sur le poteau, partie droite du triptyque (ГЭ-5004)
- Theodor Hildebrandt (1804-1874) : Enfants attendant la fête de Noël (ГЭ-7614)
- Carl Timoleon von Neff (1804/1805-1877) : Portrait d'une inconnue (ЭРЖ-1258) - Portrait d'une jeune femme (ЭРЖ-1273)
- Georg Heinrich Crola (1804-1879) : Les Chênes (8665)
- Ludwig Elsholtz (1805-1850) : Le Maréchal Gebhard Leberecht von Blücher sur le champ de bataille (ГЭ-10618)
- Karl Ferdinand Sohn (1805-1867) : Portrait de la grande-princesse Marie Mikhaïlovna de Russie (ГЭ-4943)
- Franz Xaver Winterhalter (1805-1873) : Portrait de la comtesse Olga Chouvalova (ru) (ГЭ-5817) - Portrait de la comtesse Varvara Alekseïevna Moussina-Pouchkina (ГЭ-7382) - Portrait de la grande-duchesse de Leuchtenberg, Marie Nikolaïevna de Russie (ГЭ-5979) - Portrait de la grande-princesse Elena Pavlovna (ГЭ-5263) - Portrait de la princesse Tatiana Ioussoupov (ru), née comtesse de Ribeaupierre sans diadème (ГЭ-5816) - Portrait de la princesse Tatiana Ioussoupov (ru), née comtesse de Ribeaupierre avec diadème (ЭРЖ-1337) - Portrait de l'impératrice Alexandra Feodorovna de Russie (ГЭ-6818) - Portrait de l'impératrice Maria Alexandrovna (ГЭ-7539) - Portrait de Sofia Andreïevna Bobrinskaïa née Chouvalova (ГЭ-9616) - Portrait de Sofia Ouroussova (ru), princesse Radzivill (ГЭ-4253) - Portrait de Sofia Petrovna Narychkine (ГЭ-5800) - Portrait du comte Alekseï Bobrinski (ru) (ГЭ-9621)
- Andreas Leongard Roller (1805-1891) : Esquisses de trois compositions Deux intérieurs de palais et une arcade de palais avec une rotonde au centre crayon
- Adolph Friedrich Vollmer (1806-1875) : Vue sur la mer (ГЭ-10159)
- Friedrich Eduard Meyerheim (1808-1879) : Scène près de la fenêtre (ГЭ-7270)
- Carl Friedrich Lessing (1808-1880) : Couple royal en deuil de leur fille morte (ГЭ-4778) - Paysage de montagnes (9033)
- Friedrich Randel (1808-1886) : Portrait d'Ivan Paskevitch (ГЭ-4927) - Portrait du comte Alexeï Fiodorovitch Orlov (ЭРР-9438)
- Georg Bottmann (1810-1891) : Portrait d'Alexandre II (ЭРЖІІ-692) - Portrait d'Alexandre Nikolaïevitch Golitsyne, copie d'une partie du tableau de Karl Brioullov (ЭРЖ-1508) - Portrait de Fabian Gottlieb von Osten-Sacken (ГЭ-5950) - Portrait de l'amiral Alexis Samouïlovitch Greig (ЭРЖ-36) - Portrait de l'amiral Lodewijk van Heiden (ЭРЖ-30) - Portrait de l'amiral Mikhaïl Lazarev (1788-1851) (ЭРЖ-25) - Portrait de Nicolas Ier (ЭРЖ-619) - Portrait de Nicolas Ier (ЭРЖ.ІІ-673) - Portrait de Nicolas Ier (ЭРЖ.ІІ-677) - Portrait de Pavel Pavlovitch Gagarine (ЭРЖ-1516) - Portrait de Pierre Mikhaïlovitch Volkonsky (ЭРЖ-203) - Portrait du prince général Ilarion Vassiltchikov dans l'uniforme du régiment de dragons de la garde impériale, copie (ЭРЖ-204) - Portrait du comte Aleksandr Adlerberg (ru) II (ЭРЖ-239) - Portrait du comte Alexandre von Benckendorff dans l'uniforme de l'escadron de gendarmerie de la garde impériale, copie (ЭРЖ-209) - Portrait du comte Charles Robert de Nesselrode (ЭРЖ-1523) - Portrait du comte Charles Robert de Nesselrode (ЭРЖ-2583) - Portrait du comte Georges Cancrin (1774-1845) (ЭРЖ-206) - Portrait du comte Ivan Paskevitch (ЭРЖ-2002) - Portrait du comte Mikhaïl Semionovitch Vorontsov (ЭРЖ-2003) - Portrait du comte ministre de la justice Viktor Panine (ЭРЖ-1519) - Portrait du comte Piotr Palen (1778-1864) (ЭРЖ-233) - Portrait du comte Piotr Valouïev (ЭРЖ-1524) - Portrait du comte Viktor Kotchoubeï (1768-1834) (ЭРЖ-1522) - Portrait du général Alexandre von Lüders (ЭРЖ-235) - Portrait du général, le comte Pavel Nikolaïevitch Ignatiev (1797-1879) (ЭРЖ-232) - Portrait du grand-duc Constantin Nikolaïevitch de Russie (ЭРЖІІ-670) - Portrait du grand-duc Michel Nikolaïevitch de Russie (ЭРЖ-643) - Portrait du grand-duc Michel Nikolaïevitch de Russie (ЭРЖ-3369) - Portrait du grand-duc Nikolaï Pavlovitch copie d'une œuvre de George Dawe (ГЭ-4451) - Portrait du maréchal Alexandre Bariatinsky (ЭРЖ-230) - Portrait du maréchal comte Fabian Gottlieb von Osten-Sacken (ЭРЖ-144) - Portrait du maréchal comte Hans Karl von Diebitsch (1785-1831) (ЭРЖ-202) - Portrait du maréchal prince Pierre Wittgenstein (ЭРЖ-142) - Portrait du ministre Pierre Mikhaïlovitch Volkonsky (ЭРЖ-2581) - Portrait du prince Alexandre Gortchakov (ЭРЖ-1518) - Portrait du prince Mikhaïl Gortchakov (ЭРЖ-214) - Portrait du prince Vassili Andreïevitch Dolgoroukov (1804-1868) (ЭРЖ-231) - Portrait équestre de Paul Ier avec ses fils Alexandre et Constantin accompagnés par Joseph roi de Hongrie (ЭРЖ-2024)
- Alexandre von Kotzebue (1815-1889) : Bataille dans la vallée de Mutten les 19 septembre 1799 et 20 septembre 1799  (ЭРЖ-2651) - Bataille de Kulm, le 17 août 1813 (ЭРЖ-2235) - Bataille de Kunersdorf le 1er août 1759 (ЭРЖ-2638) - Bataille de Novi le 4 août 1799 (ЭРЖ-2099) - Bataille de Poltava le 27 juin 1709 (ЭРЖ-2695) - Bataille de Trebbia le 8 juin 1799 (ЭРЖ-2631) - Bataille de Zorndorf le 14 août 1758 (ЭРЖ-2649) - Le Passage du Saint-Gothard par les troupes d'Alexandre Souvorov en 1799 (ЭРЖ-2648) - Prise de Berlin le 28 septembre 1760 (ЭРЖ-2630) - Prise de Narva (ГЭ-4635) - Alexandre Souvorov franchissant le Col du Panix (ЭРЖ-2567) - La Traversée du Pont du Diable le 14 septembre 1799 (ЭРЖ-2629) - La Ville de Riga jurant allégeance à la Russie en 1710 (ЭРЖ-2376)
- Andreas Achenbach (1815-1910) : Paysage avec une rivière (9179) - Paysage avec un torrent (ГЭ-8299) - Rivage d'une mer gelée ou Paysage d'hiver - Paysage le soir (ГЭ-3796)
- Alfred Rethel (1816-1859) : Némésis (ГЭ-7168)
- Hermann Eduard Hartmann (1817-1880) : Portrait d'Ivan A. Orlov (1795-1874) lieutenant-général des troupes cosaques (ЭРЖ-224)
- Adolf Jebens (1819-1888) : Le Bateau impérial près du Quai du Palais (ЭРЖ-2621)
- Albert Schwendy (1820-1902) : Vue depuis les moulins royaux au Mühlendamm (de) à la Lange Brücke (de) à Berlin
- Carl-Johann Lasch (1822-1888) : Portrait de Iossif Guermane (ru) (ЭРЖ-3206) - Portrait de Sophie Guermane (ЭРЖ-3207) - Portrait du fils aîné de R. F. Guermane (ЭРЖ-3208) - Portrait du fils cadet de R. F. Guermane  (ЭРЖ-3209) - Portrait d'une femme (ЭРЖ-1284)
- Friedrich Kaulbach (1822-1903) : Nonne jouant du violon (9093)
- Richard Lauchert (1823-1868) : Portrait de la grande duchesse Olga Feodorovna (ЭРЖ-645)
- Oswald Achenbach (1827-1905) : Feu d'artifice à Naples (ГЭ-7329) - Jardin de monastère (3798)
- Anselm Feuerbach (1829-1880) : Autoportrait (ГЭ-4307) salle 340
- Ludwig Knaus (1829-1910) : Fillette dans un champ (ГЭ-8225) - Incendie dans une ferme (4414) - Premiers gains (ГЭ-3526) - Tête de paysanne (8928)
- Franz von Lenbach (1836-1904) : Famille de l'artiste (ГЭ-10076) - Portrait de la soprano Marcella Sembrich, pastel sur carton - Portrait de Lolo Lenbach (ГЭ-9147) - Portrait de Marion Lenbach (ГЭ-8884) - Portrait de Wilhelm Busch (ГЭ-7752) - Portrait d'homme (ГЭ-8976) - Portrait d'homme (ГЭ-10607) - Le Prince Otto von Bismarck (ГЭ-8389)
- Hans von Marées (1837-1887) : La Cour de la résidence de Munich (ГЭ-5755)
- Otto Friedrich Gebler (1838-1917) : Moutons (9011)
- Hans Thoma (1839-1924) : Adam et Ève (ГЭ-5757)
- Paul Friedrich Meyerheim (1842-1915) : Lions (8952)
- Nathaniel Sichel (1843-1907) : Aimée
- Wilhelm Leibl (1844-1900) : Jeune Savoyard en plein sommeil  (ГЭ-5780)
- Karl Rudolf Sohn (1845-1908) : Portrait de la grande-duchesse Élisabeth de Hesse-Darmstadt (ГЭ-9468)
- Otto Piltz (1846-1919) : Tête de jeune fille (ГЭ-8930)
- Eduard von Grützner (1846-1925) : Dégustation (9021) - Visite chez les moines (9094)
- Max Liebermann (1847-1935) : Jeune fille assise ou Dans le champ (ОР-42322)
- Karl Buchholz (1849-1889) : Journée d'automne (6486)
- Rudolf Wimmer (1849-1915) : Portrait d'Édouard Totleben  (ГЭ-5946)
- Oskar Freiwirth-Lützow (1862-1925) : Cher invité venu de loin (ЭРЖ-1726) - Portrait de Vasco de Gama (ЭРЖ-2720)
- Franz von Stuck (1863-1928) : Combat pour une femme (ГЭ-9175)
- Heinrich Vogeler (1872-1942) : Ouvrier de chantier naval à Hambourg (9169)
- Heinrich Ehmsen (1886-1964) : Les Enfants du peintre (9176) - Exécution par peloton d'exécution ou La Veste rouge (9088) - Mineur à Positano (8910) - Pêcheuses à Amalfi (8984) - Procession de mariage (9051) - Soldats gazés (8938)
- Heinrich Campendonk (1889-1957) : L'Homme et les bêtes en pleine nature (9137)
- Otto Nagel (1894-1967) : Ancien travailleur (9073)
- Wilhelm Lachnit (1899-1962) : Pont (8897)
- Anselm Kiefer (1945-?) : Aurore (КСИ-1711) salle 353

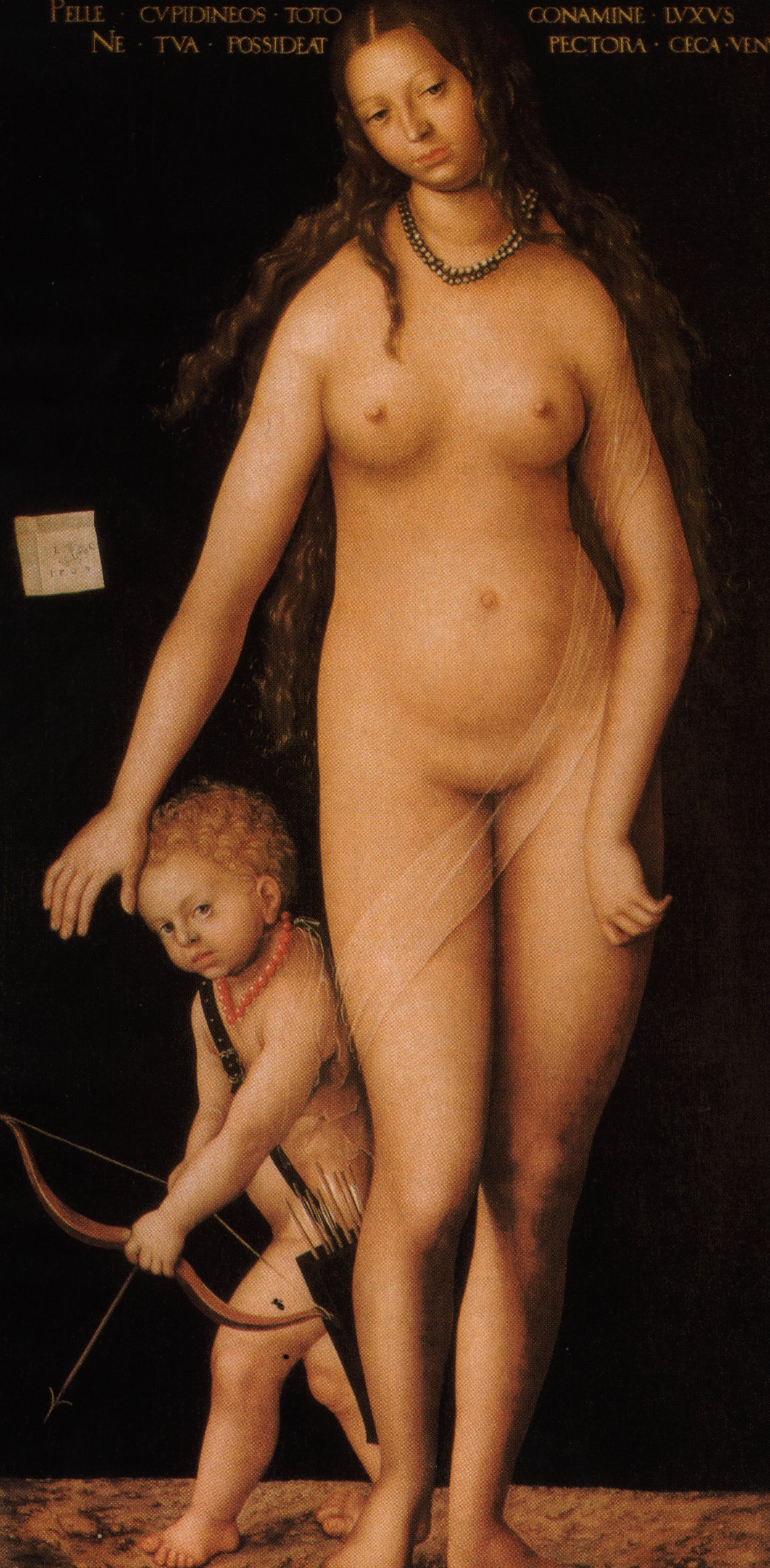
Lucas Cranach l'Ancien - Vénus et Cupidon
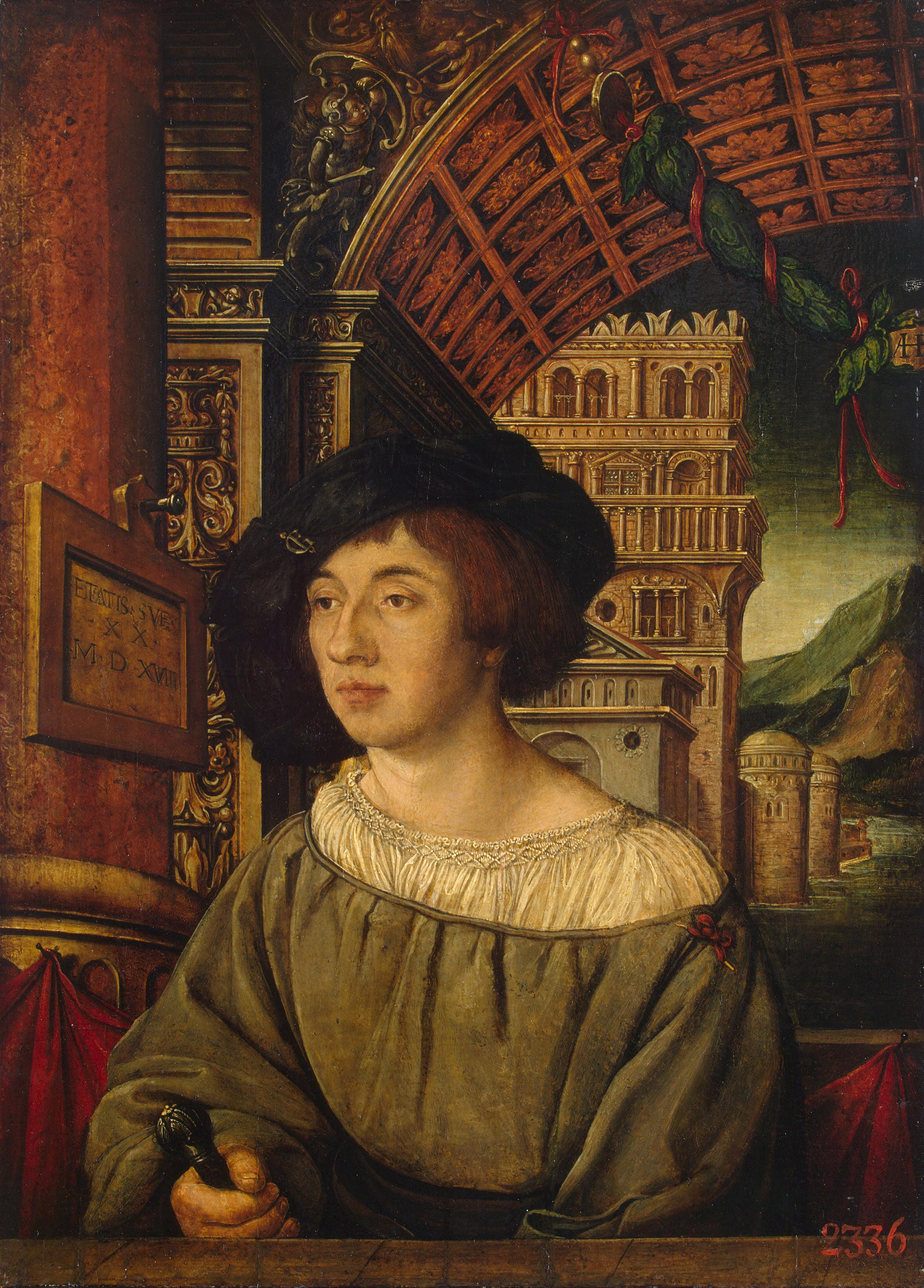
Ambrosius Holbein - Portrait d'un jeune homme
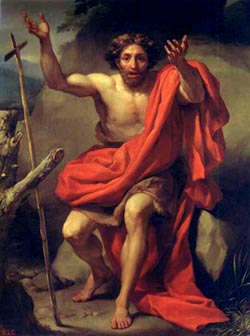
Anton Raphaël Mengs - Saint Jean-Baptiste
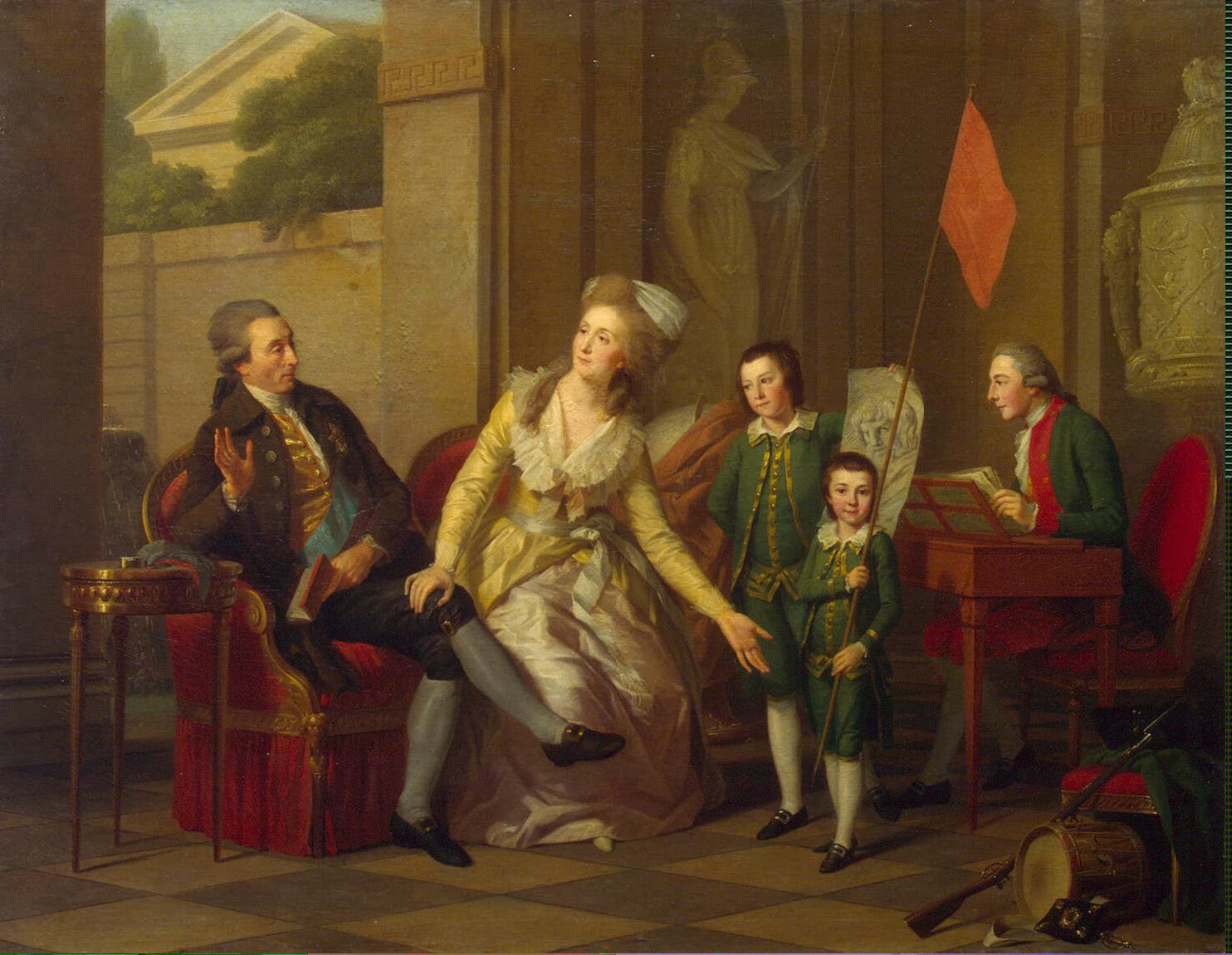
Johann Friedrich August Tischbein - Portrait de la famille Saltykov
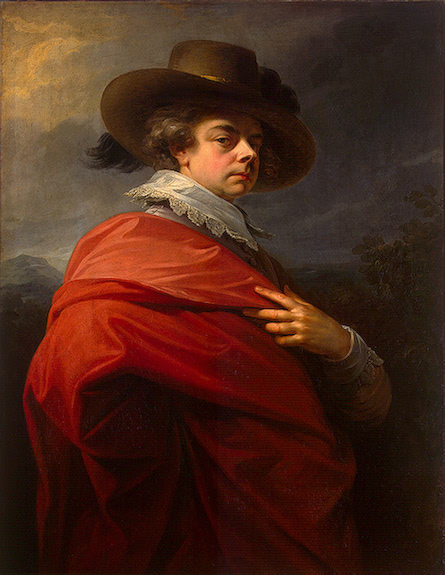
Heinrich Friedrich Füger - Portrait de Nikolaï Borissovitch Ioussoupov
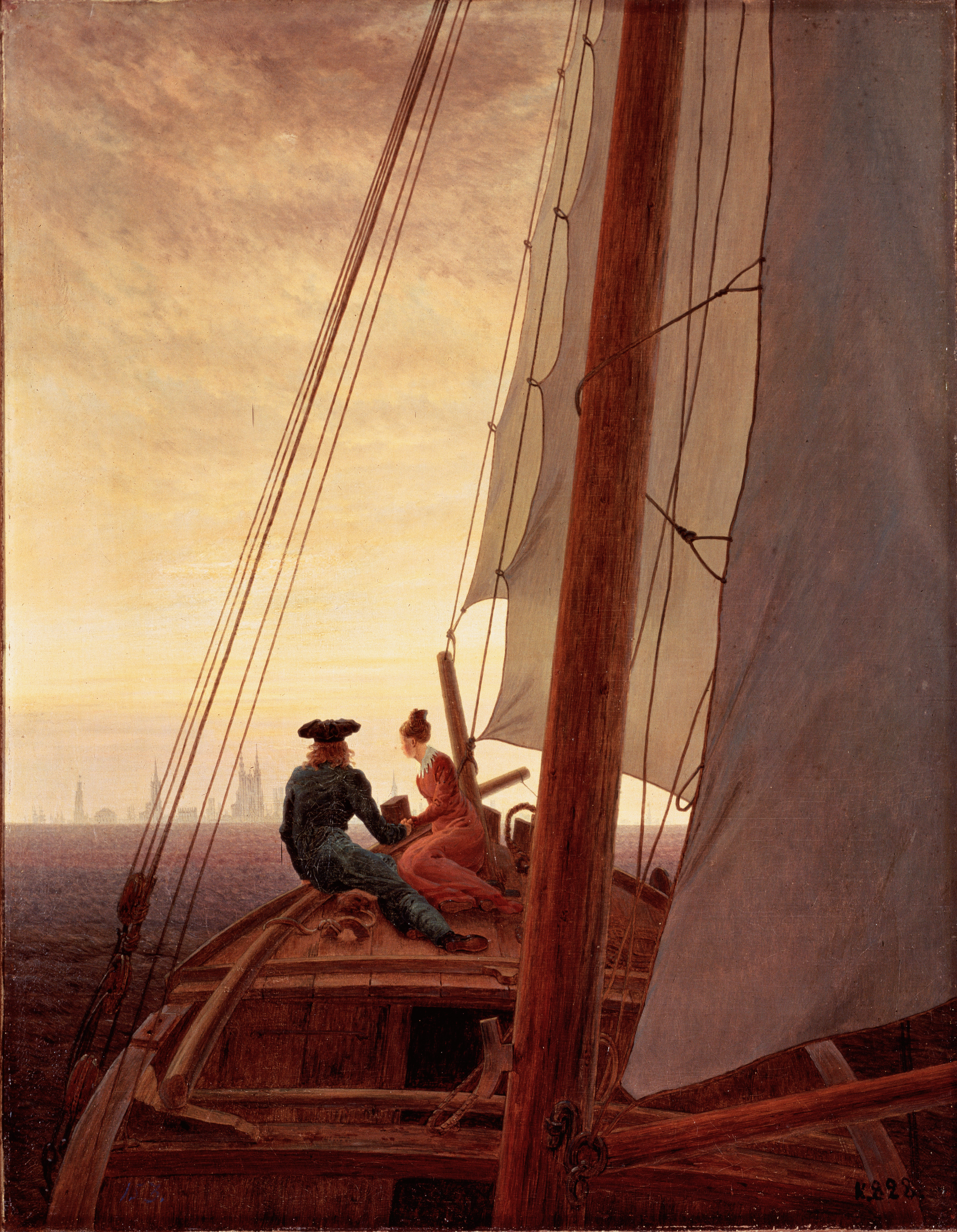
Caspar David Friedrich - À bord du voilier
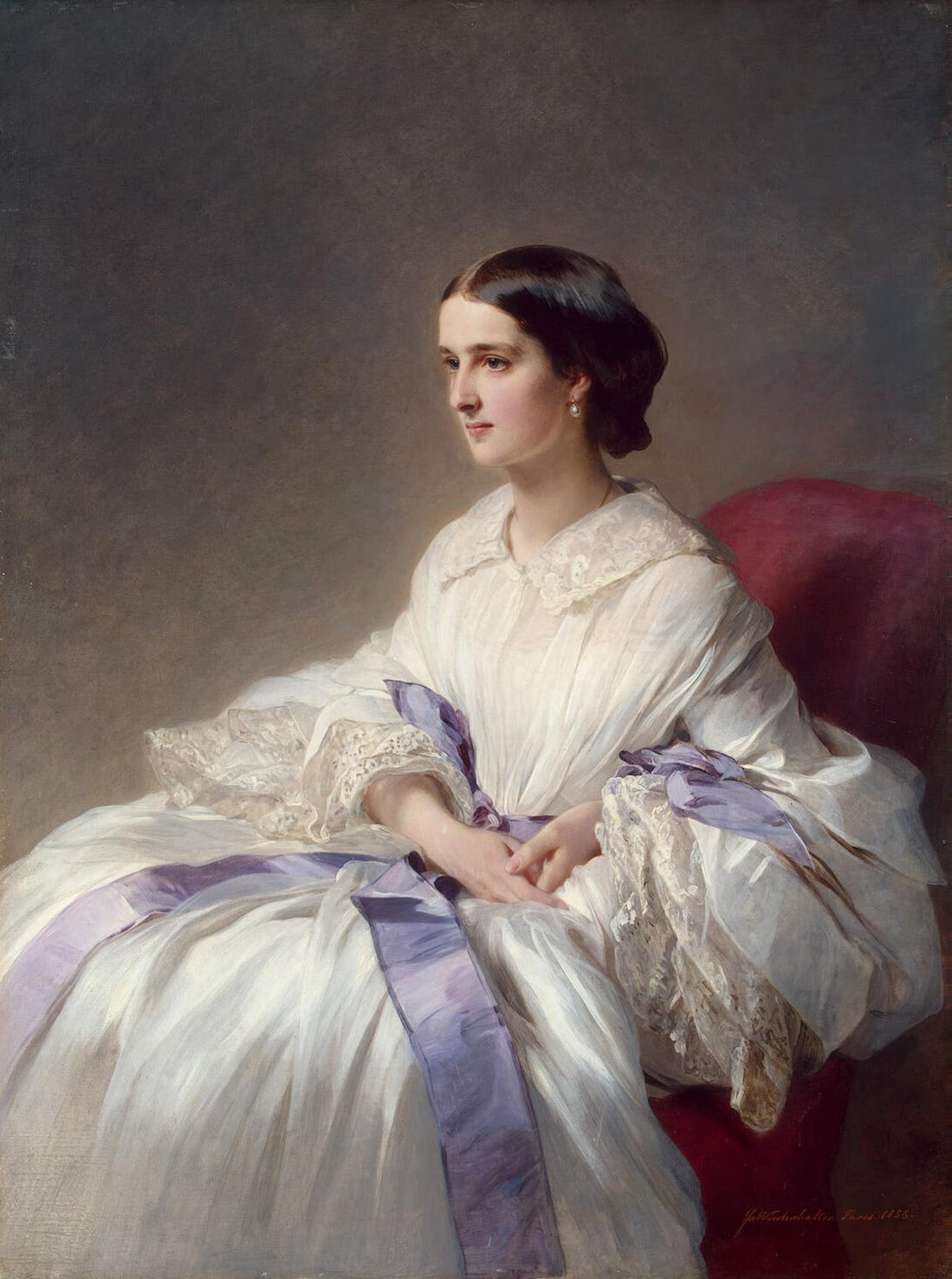
Franz Xaver Winterhalter - Portrait de la comtesse Olga Chouvalova
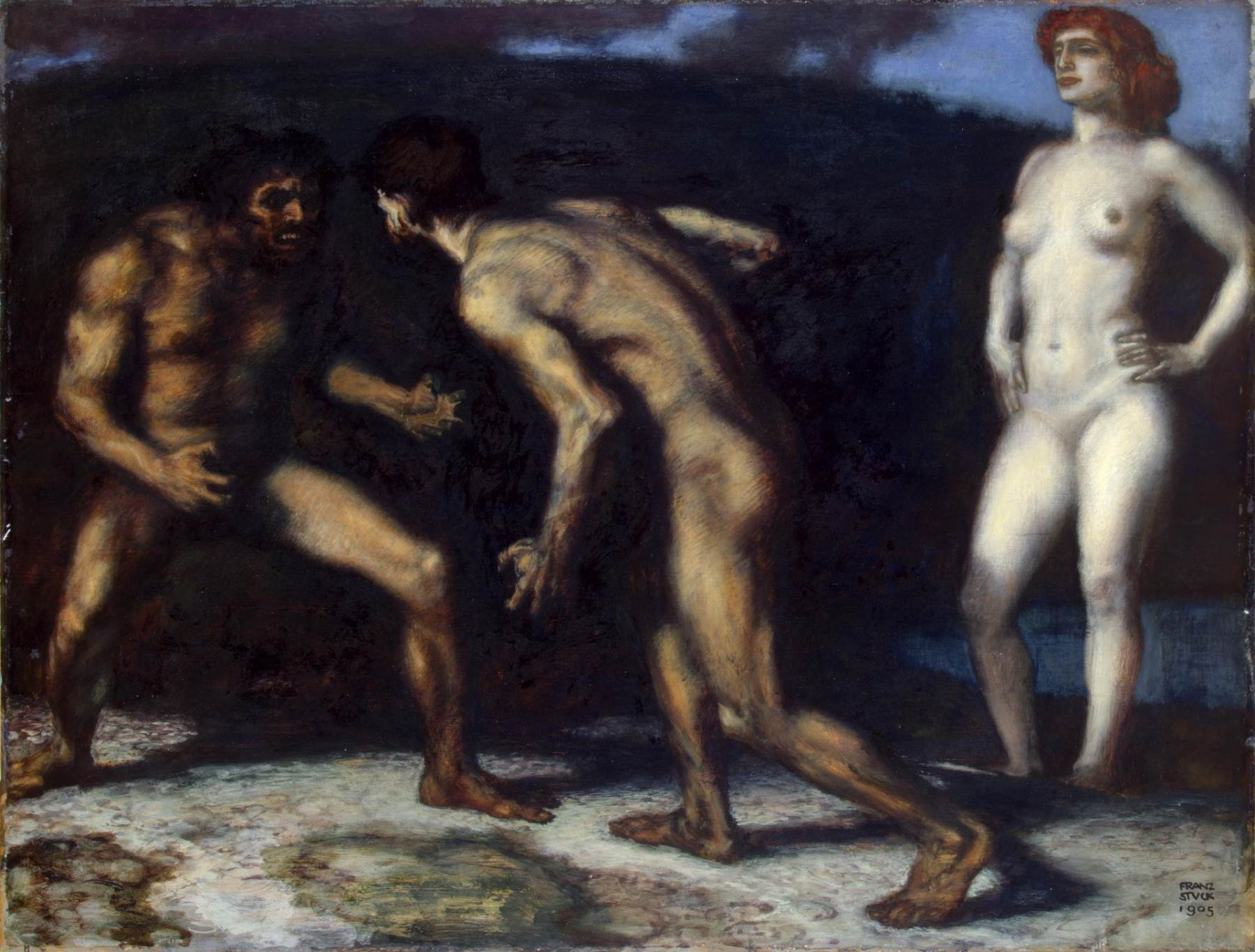
Franz Von Stuck - Combat pour une femme

## Peintres américains
- Benjamin West (1738-1820) : Portrait de George IV prince de Galles et de Frédéric d'York (ГЭ-9527)
- Gilbert Stuart (1755-1828) : Portrait de Ievguenia Iossifovna Dachkova (ГЭ-9811)
- James Abbott McNeill Whistler (1834-1903) : La Marchande d'oranges (ГЭ-8924) - Au bord de la mer; harmonie en gris et en noir (ГЭ-6527)
- Alfred Henry Maurer (1868-1932) : Au café (8919) - Au jardin (8886)
- Rockwell Kent (1882-1971) salle 338 : 26 œuvres faisant partie d'une collection offerte par l'artiste à l'URSS en 1961. Calme et liberté, côte du Maine - Chasseur de phoque dans le nord du Groenland - Début novembre dans le nord du Groenland - Détroit de l'Amirauté. Terre de Feu - Ébloui par le soleil en Alaska - La Meule de foin de Dan Ward. Irlande - Le Mont Assiniboine dans les Rocheuses canadiennes - Pointe de Terre en hiver - Promontoire de Sturrall dans le Comté de Donegal en Irlande - Reflet d'une montagne dans le sud du Groenland - Les Rocheuses canadiennes - Route d'Asgaard dans les Adirondacks - Le Travail de la femme dans le sud du Groenland - Un jour d'été à Asgaard - Village insulaire. Côte du Maine aux États-Unis
- Eitaro Ishigaki (1893-1958) : Les Cosaques américains (9134)

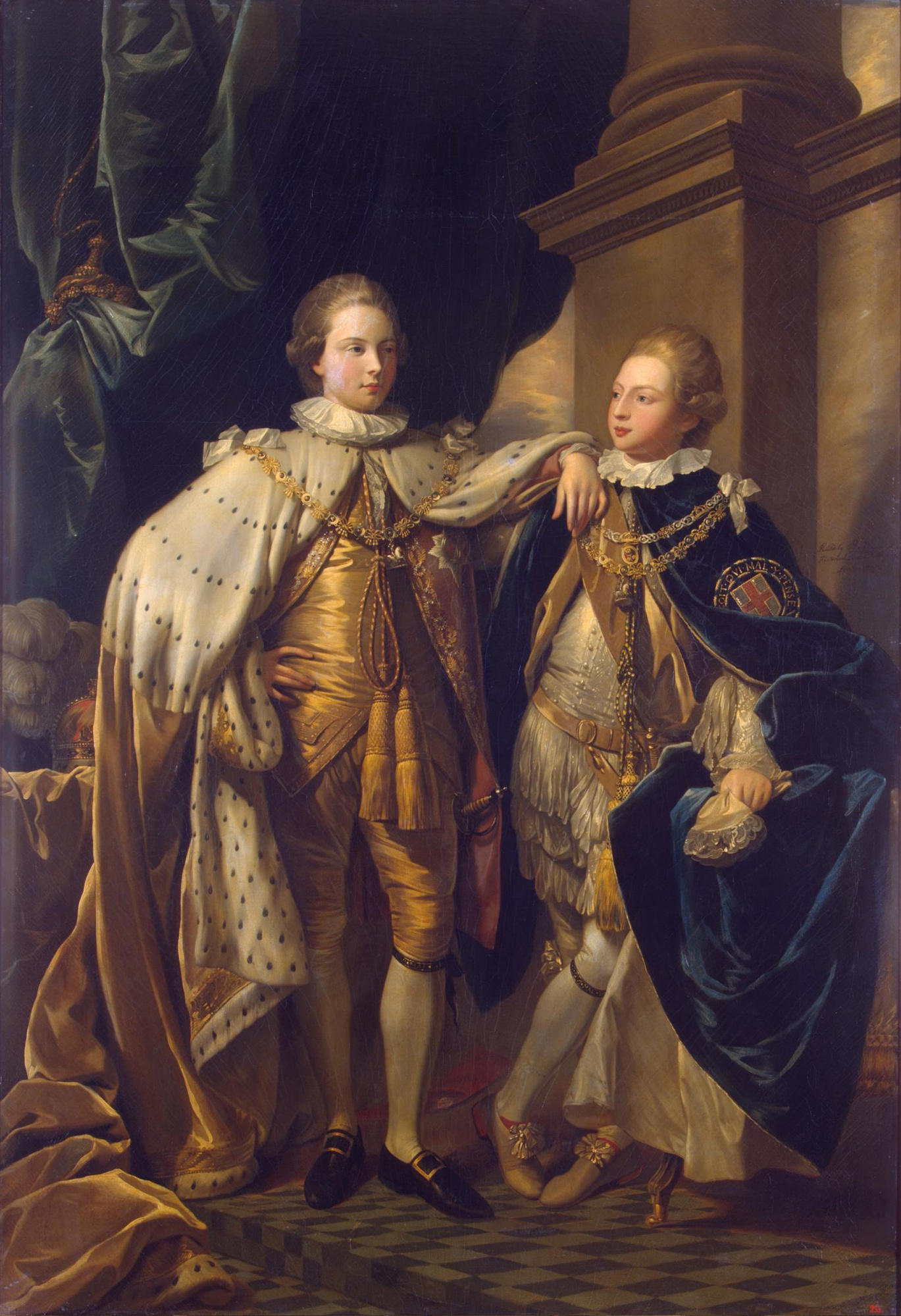
Benjamin West. Portrait de George IV, prince de Galles, et du prince Frédéric d'York
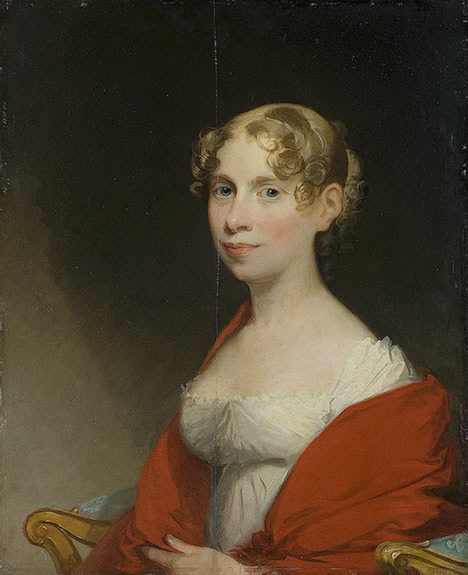
Gilbert Stuart. Portrait d'Ievguenia Iossifovna Dachkova

## Peintres anglais
La peinture anglaise compte plus de quatre cent cinquante toiles dont :
- William Dobson (1610-1646) : Portrait d'Abraham van der Doort (ГЭ-2103)
- Peter Lely d'origine néerlandaise (1618-1680) : Tableau historique : Cunégonde de Luxembourg se soumet à l'ordalie devant un souverain oriental (ГЭ-2210)
- John Riley (1646-1691)
  - Son entourage : Portrait de Sir Benjamin Bathurst (ГЭ-6903)
- Godfrey Kneller (1646-1723) : Portrait de Grinling Gibbons, selon d'autres sites il se trouverait dans un musée anglais (ГЭ-1346) - Portrait de John Locke (ГЭ-1345) - Portrait de Piotr Potiomkine (ru) (ГЭ-10584)
- John Wootton (1682-1764) : Chiens et Pie (ГЭ-9781)
- Joshua Reynolds (1723-1792) : La Clémence de Scipion l'Africain (ГЭ-1347) - L'Amour détachant la ceinture de Vénus (ГЭ-1320) - Hercule enfant étranglant les serpents dans son berceau (ГЭ-1348)
- Thomas Gainsborough (1727-1788) : une peinture : La Femme en bleu (ГЭ-3509)
- Joseph Wright of Derby (1734-1797) : Une forge, vue de l'extérieur (ГЭ-1349) - La Girandole ou Grand Feu d'artifice au Château Saint-Ange à Rome (ГЭ-1315)
- George Romney (1734-1802) : Portrait de Mrs Harriet Greer (ГЭ-3511)
- Richard Brompton (1734-1783) : Portrait de Catherine II (ГЭ-1318) - Portraits des grands-ducs Alexandre et Constantin, enfants (ГЭ-4491)
- Nathaniel Dance-Holland (1735-1811) : Portrait de George III (ГЭ-4469)
- William Marlow (1740-1813) : Vue du rivage (ГЭ-1319)
- Thomas Jones (1742-1803) : Paysage avec Didon et Énée (ГЭ-1343)
- Thomas Rowlandson (1756-1827) : Dîner aquarelle - Femme à vendre encre de Chine, lavis brun, aquarelle et crayon
- John Hoppner (1758-1810) : Portrait de Richard Brinsley Sheridan (ГЭ-3510) salle 299 - Portrait du comte George Spencer (ГЭ-5837)
- John Opie (1761-1807) : Portrait d'une femme : madame Frances Winnicobe? (ГЭ-3514)
- George Morland (1763-1804) : Avant l'orage (ГЭ-5834) - Gitans (ГЭ-5833)
- Thomas Lawrence (1769-1830) : Portrait d'Alexandre Ier à la craie noire et rouge (ОР-44959) - Portrait de Dorothea von Benckendorff dessin - Portrait d'Emily Harriet Wellesley-Pole, Lady Raglan (1792-1881) (ГЭ-3513) - Portrait du comte Klemens Wenzel Lothar von Metternich (ГЭ-5471) - Portrait du comte Semion Romanovitch Vorontsov (ГЭ-1363)
- James Saxon (1772-1819 ou après) : Portrait de Charles Gascoigne (ГЭ-3476) - Portrait de John Rogers (1739-1811) (ГЭ-3475) - Portrait de l'amiral Pavel Tchitchagov (ЭРЖ-17)
- John Augustus Atkinson (vers 1775-1833) : Vue du bâtiment des Douze Collèges, de la place de l'Île Vassilievski, de l'Académie russe des Beaux-Arts, de Kronstadt, des entrepôts et du Globe géant de Gottorf (ЭРЖ-20027) - Vue sur la flèche de l'Île Vassilievski, la Forteresse Pierre-et-Paul, l'Amirauté, l'ancienne cathédrale Saint-Isaac, la statue de Pierre Ier, le Quai des Anglais et le bâtiment de l'Académie des sciences sur l'Île Vassilievski (ERG-20026) - Vue sur la flèche de l'Île Vassilievski, la Forteresse Pierre-et-Paul, la Bourse et l'entrepôt du nouvel échange (ЭРЖ-20029) - Vue sur la rivière Neva, le Quai du Palais, le Palais de Marbre, le Théâtre de l'Ermitage, le Musée de l'Ermitage, le Palais d'Hiver et le parc de l'Amirauté (ЭРЖ-20028)
- George Dawe (1781-1829) : Charlotta Livene (ru) (ГЭ- 9910) - Kirill Narychkine (ru) (ЭРЖ.II-170) - Piotr Meller-Zakomelski (ГЭ-6462) - Portrait d'Alexandre Ier (ГЭ-4467) - Portrait d'Alexandre Sergueïevitch Menchikov (ГЭ-5130) -  Portrait de la grande-duchesse Alexandra Feodorovna de Russie avec ses enfants (ГЭ-5850) - Portrait de la grande-duchesse Marie Pavlovna de Russie (1786-1859) (ГЭ-4518) - Portrait de l'amiral Alexandre Chichkov (ГЭ-5842) - Portrait de l'impératrice Marie Feodorovna (ГЭ-8607) - Portrait de l'impératrice Marie Feodorovna en deuil (ГЭ-8271) - Portrait de Vassili Mikhaïlovitch Lavrentiev (ru) (ЭРЖ-2442) - Portrait de Vassili Trifonovitch Akentiev (ru) (ЭРЖ-2444) - Portrait d'Iegor Iegorovitch Guetgorta (ru) (ЭРЖ-2443) - Portrait d'Ili Grigorievitch Iamnik (ru) (ЭРЖ-2445) - Portrait du comte Alexis Araktcheïev (ЭРЖ-746) - Portrait du général Miguel Ricardo de Álava - Portrait du grand-duc Nikolaï Pavlovitch (ГЭ-5851)
- Richard Evans (1784-1871) : Portrait de Semion Romanovitch Vorontsov (ГЭ-5838)
- George Hayter (1792-1871) : Portrait d'Elzbieta Branicka Woroncow (ГЭ-5836) - Portrait de Sofia Kiselyova (ГЭ-4929)
- Joseph Severn (1793-1879) : Prière à la Vierge Marie à Rome (ГЭ-4216)
- Thomas Witlam Atkinson (1799-1861) : Portrait d'Aleksandr Sokolovski (ru) enfant (ЭРЖ-2672)
- Richard Parkes Bonington (1802-1828) : Barques sur la côte normande (ГЭ-5844)
- Thomas Jones Barker (1815-1882) : La reine Victoria offrant la Bible à un chef africain (ГЭ-7482)
- Edward Burne-Jones (1833-1898) : l'Adoration des mages, carton pour une tapisserie de William Morris
- Frank Brangwyn (1867-1956) : La Miséricorde ou La Charité (9091)
- Charles Sims (1873-1928) : Bacchanales (ГЭ-5162)

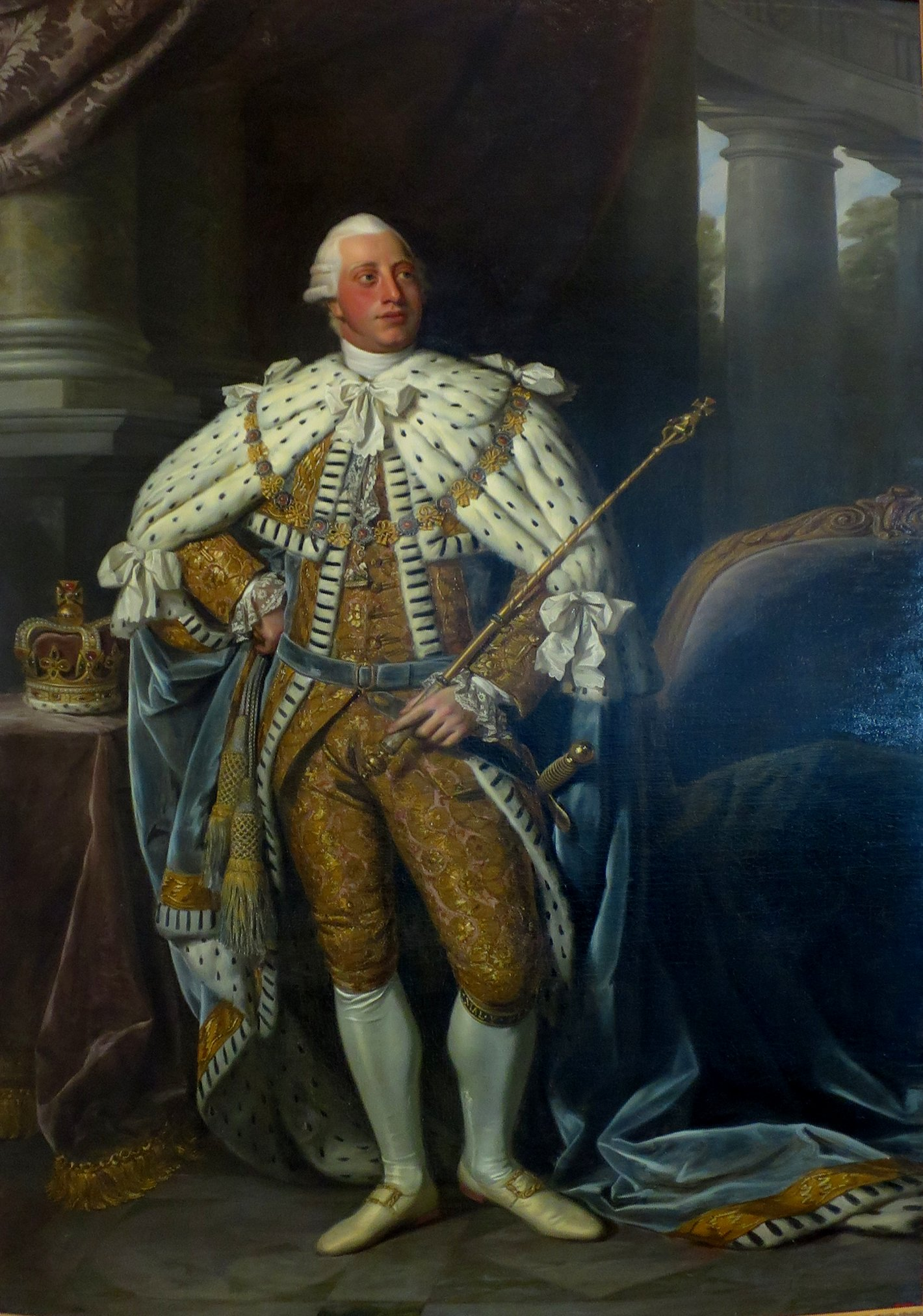
Nathaniel Dance-Holland - Portrait de George III
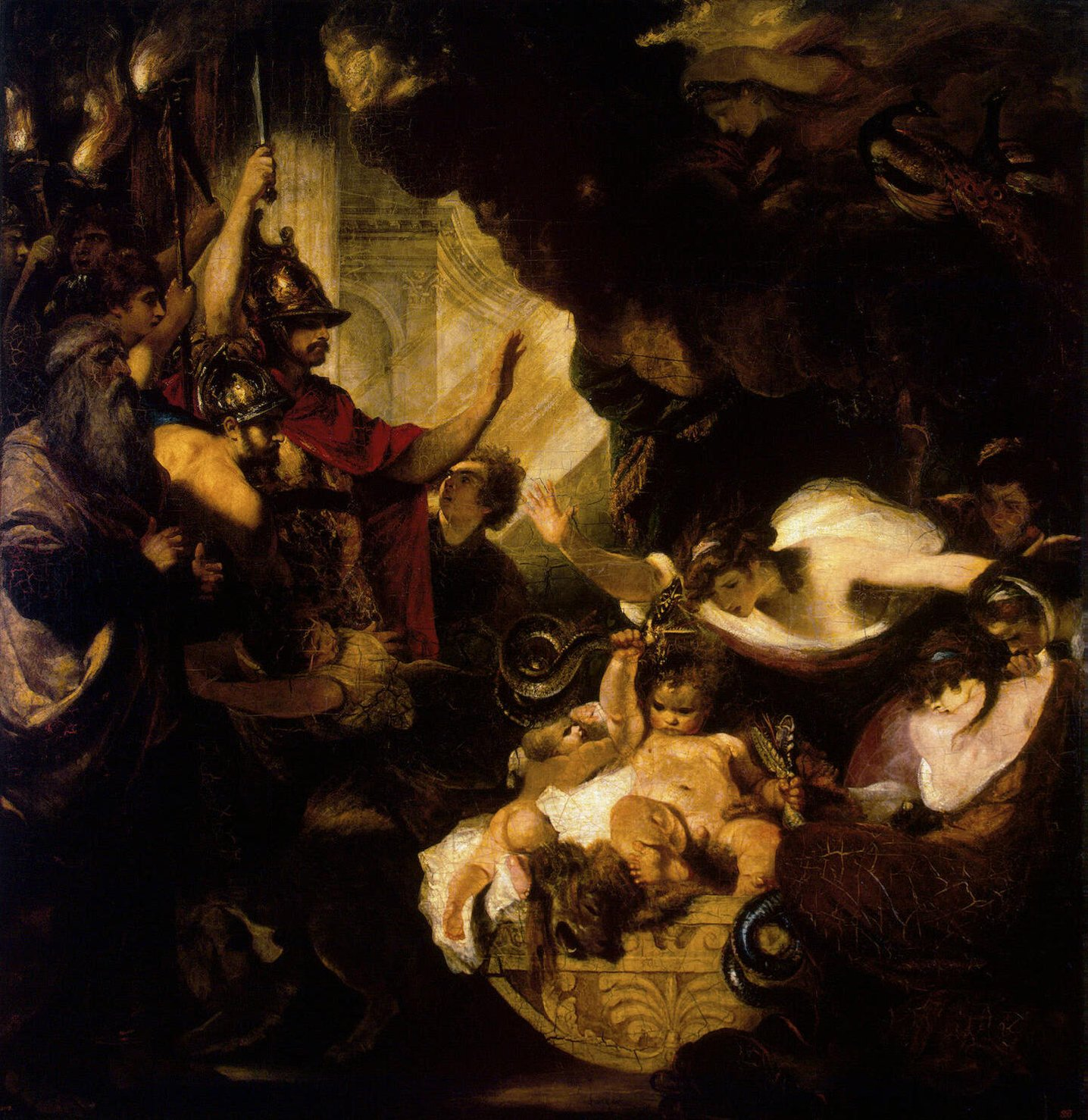
Joshua Reynolds – Hercule enfant étranglant les serpents dans son berceau
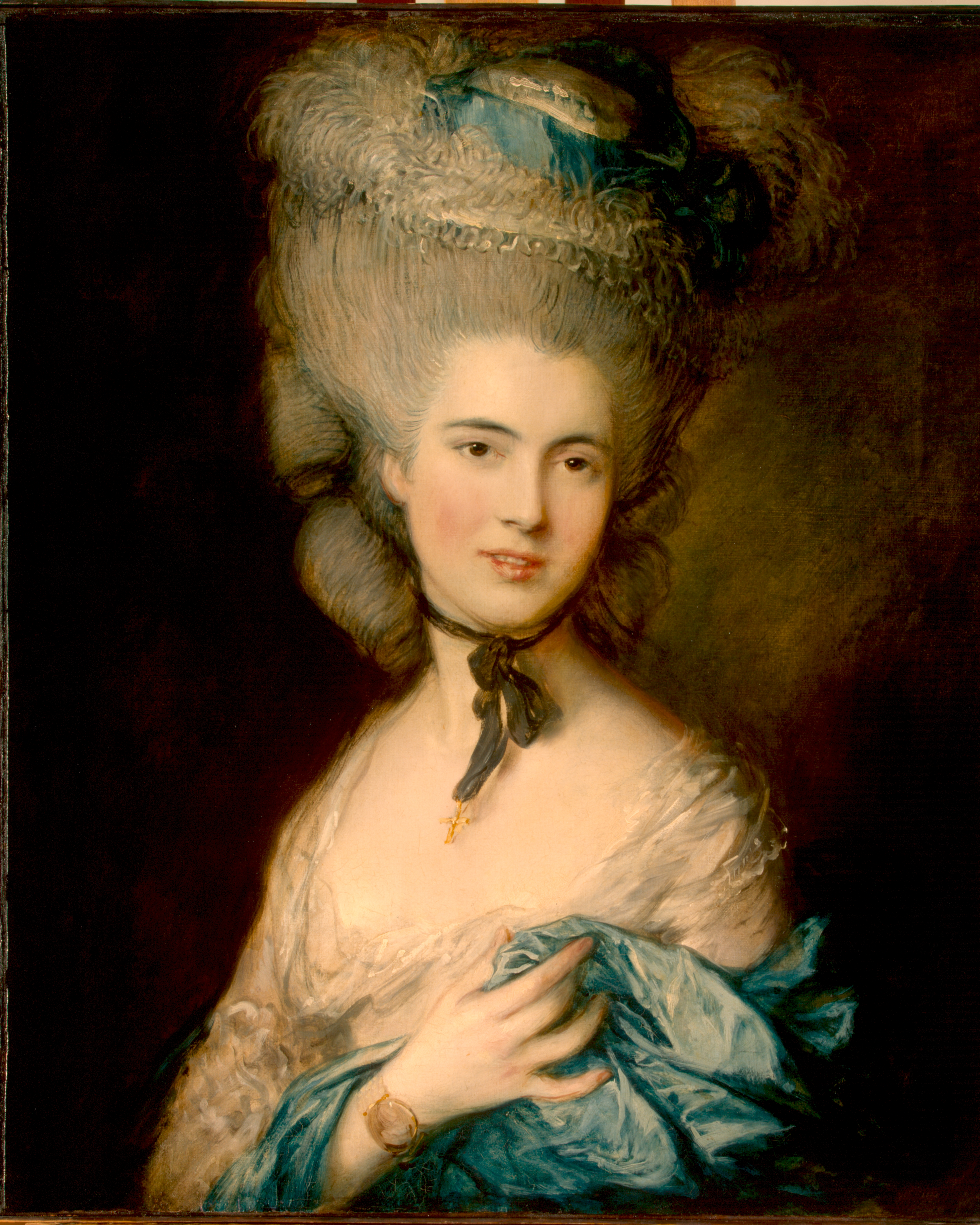
Thomas Gainsborough - La Femme en bleu
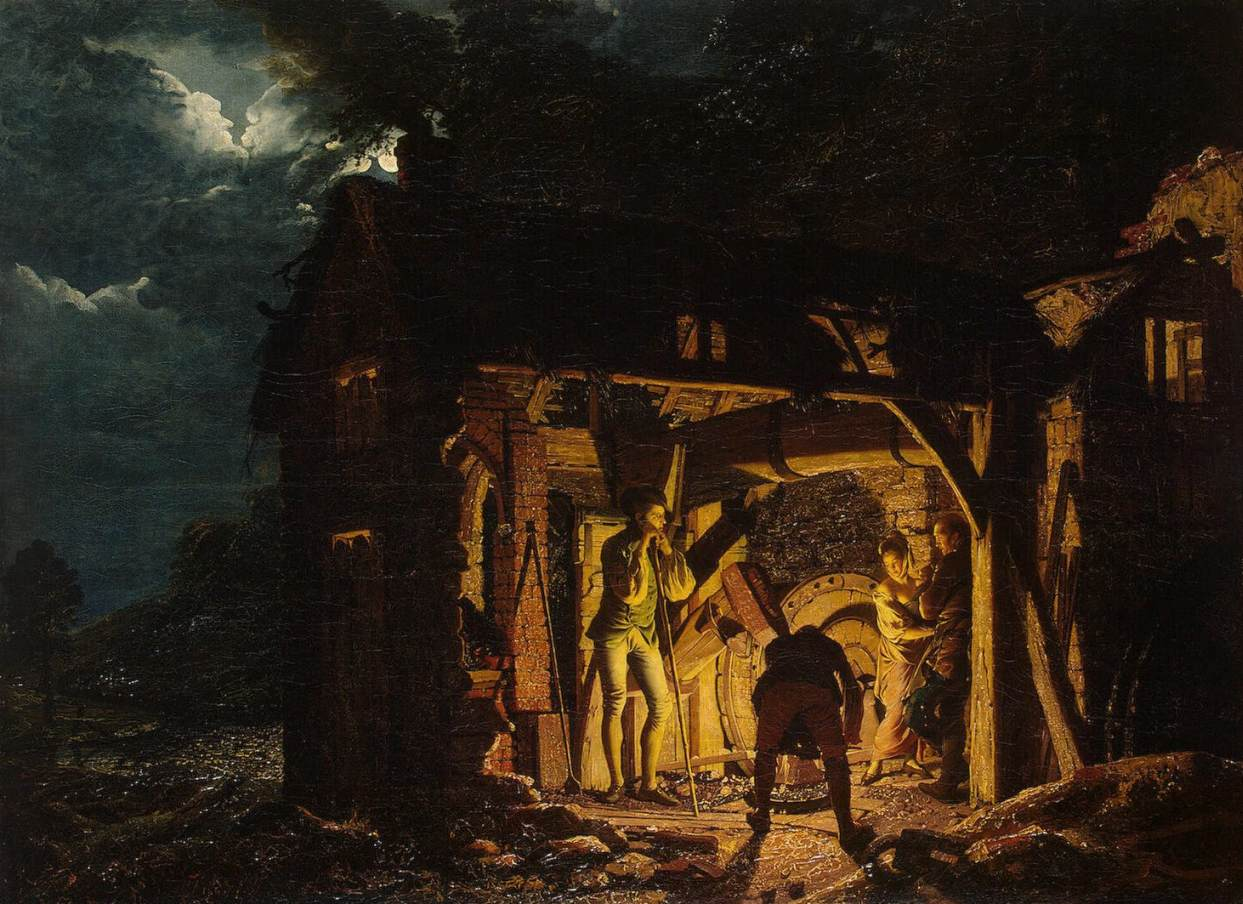
Joseph Wright of Derby – La Forge vue de l'extérieur
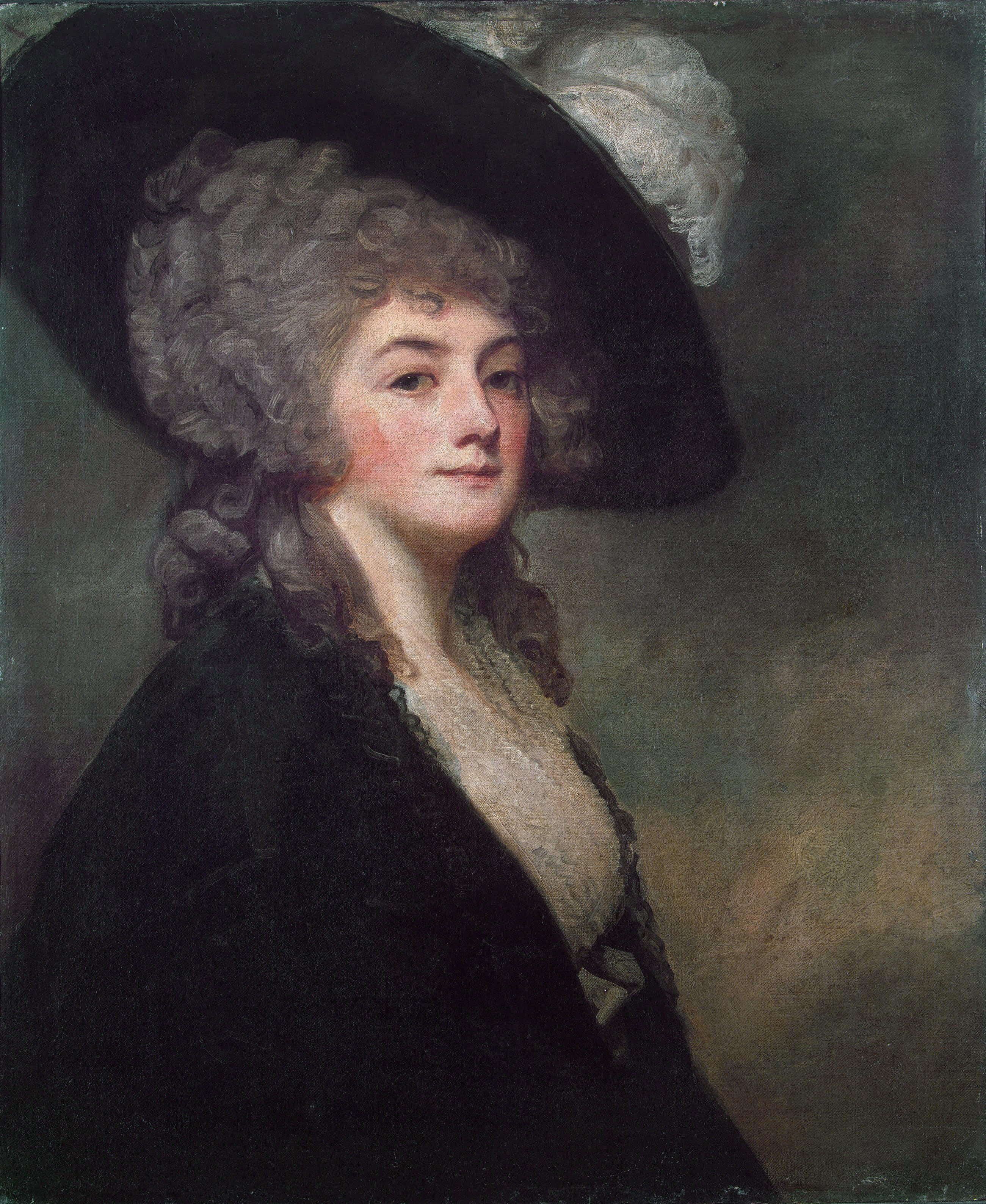
George Romney - Portrait de Mrs Harriet Greer
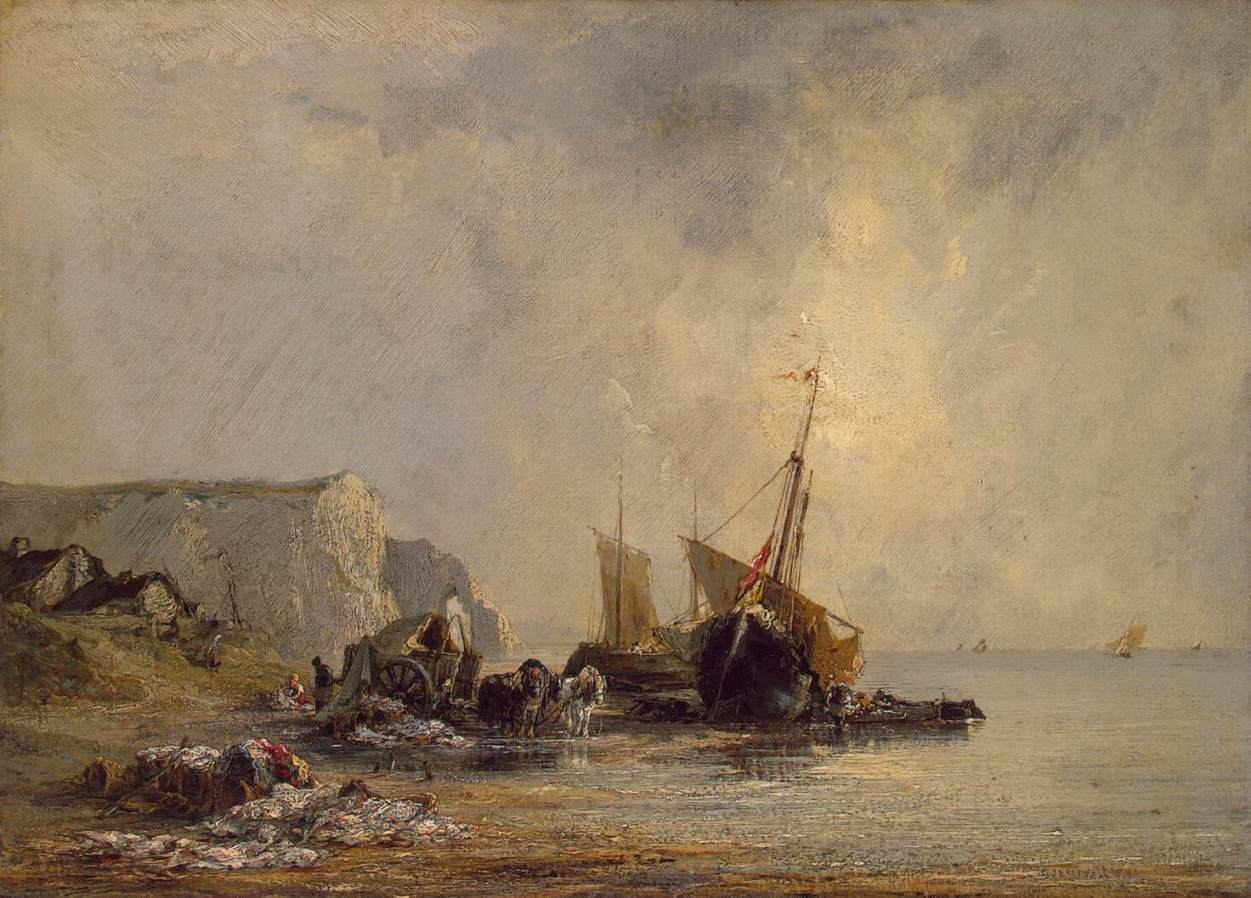
Richard Parkes Bonington – Barques sur la côte normande
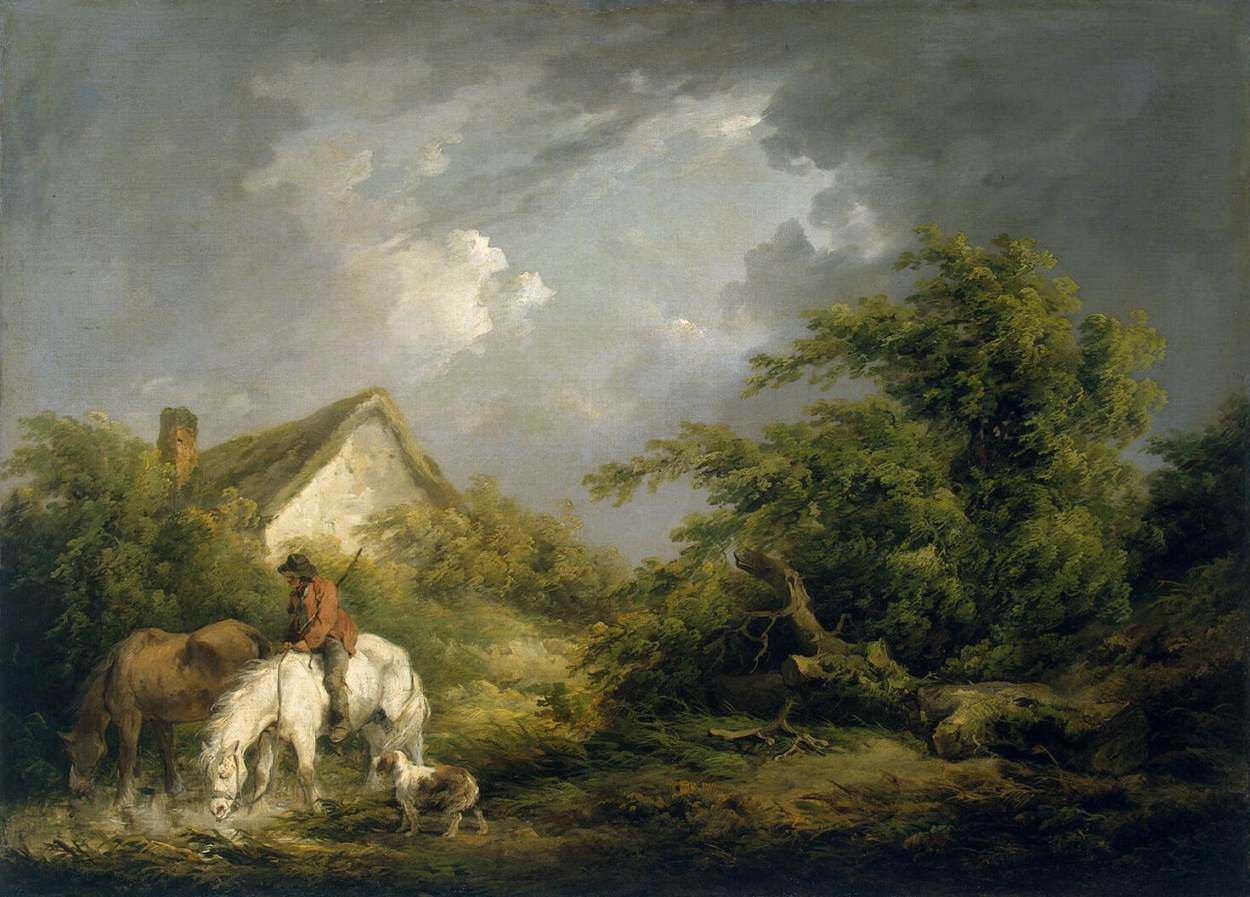
George Morland - Avant l'orage

## Peintres autrichiens
- Wolf Huber (1485-1553) : Paysage
- Johann Anton Eismann (1604-1698) : Bataille entre troupes suédoises et troupes autrichiennes lors de la Guerre de Trente Ans (ГЭ-8679)
- Anton Faistenberger (1663-1708) : Paysage de montagnes (ГЭ-3532)
- Philipp Ferdinand de Hamilton d'origine écossaise (1664-1750) : Nature morte de gibier (ГЭ-2448)
- Franz de Paula Ferg (1689-1740) : Paysage (ГЭ-2708) - Paysage avec la procession de la Reine de Saba (ГЭ-2154) - Paysage avec un treuil (ГЭ-2709) - Paysage boisé avec des voyageurs (ГЭ-2632)
- Johann Georg Platzer (1704-1761) : Le Banquet de Cléopâtre VII (ГЭ-1323) - La Fête de Mars et de Vénus (ГЭ-1321)
- Franz Anton Maulbertsch (1724-1796) : Philippe l'apôtre baptise un eunuque (5758)
- Franz Edmund Weirotter (1733-1771) : Paysage (ГЭ-2573) - Paysage avec une cabane au bord d'une rivière (ГЭ-1631)
- Martin Ferdinand Quadal (1736-1808 ou 1811) : Autoportrait (ГЭ-3537) salle 231 - Portrait du comte Nikolaï Saltykov
- Angelica Kauffmann (1741-1807) : Autoportrait (présumé) au chapeau noir (ГЭ-7261) - Hector appelant Pâris au combat (ГЭ-6472) - Maria "la folle"  (ГЭ-1339) - Le Moine de Calais du Voyage sentimental à travers la France et l'Italie de Laurence Sterne (ГЭ-1340) - Portrait de la comtesse Protassova avec ses nièces (ГЭ-5769) - Portrait présumé de Carl Leberecht Immermann (ГЭ-8364) - Les Adieux d'Abélard et Héloïse (ГЭ-1338) - Une scène du «Voyage sentimental à travers la France et l'Italie» de Laurence Sterne - Vénus persuadant Hélène d'aimer Pâris (ГЭ-5350)- Virgile lisant l'Énéide à Auguste et Octavie la Jeune (ГЭ-4177) salle 255
- Ludwig Guttenbrunn (1750-1819) : Portrait de Dmitri Narychkine (ru) (ЭРЖ-3029) - Portrait de la princesse Iekaterina Golenichtcheva-Koutouzova (ru) (ЭРЖ-2008) - Portrait du prince Alexis Kourakine (ГЭ-5484)
- Johann Baptist von Lampi (1751-1830) : Portrait d'Alexandre Nikolaïevitch Samoïlov (ЭРЖ-2013) - Portraits des grands-ducs Alexandre et de Constantin Pavlovitch de Russie (ГЭ-4487) - Portrait d'Alexeï Moussine-Pouchkine, miniature dans un cadre ovale - Portrait d'Alexeï Moussine-Pouchkine - Portrait de Catherine II (ГЭ-2755) salle 168 - Portrait de Catherine II (ЭРЖ-2021) - Portrait de Iekaterina Samoïlova (ru) (ЭРЖ-1890) - Portrait de l'amiral José de Ribas (ГЭ-5772) - Portrait de Marie Feodorovna, esquisse (ГЭ-4282) - Portrait de Stanislas Auguste Poniatowski (ГЭ-1361) salle 170 - Portrait du chancelier Alexandre Bezborodko (ЭРЖ-2012) - Portrait du pasteur Wilhelm Karl Rosenstrauch (ЭРЖ-3196) - Portrait du prince Alexandre Bezborodko (ГЭ-8392) - Portrait du prince Alexandre Bezborodko dans un cadre ovale (ОРм-1678) - Portrait du prince Boris Golitsyne (ru) - Portrait du prince Grigori Potemkine (ЭРЖ-1879) - Portrait du prince Nikolaï Ioussoupov (ГЭ-5823) - Portrait du prince Nikolaï Ioussoupov avec un chien (ГЭ-5766) - Portrait du prince Platon Alexandrovitch Zoubov (ГЭ-9550)
- Joseph Kreutzinger (1757-1829) : Portrait du comte Alexandre Souvorov (ЭРЖ-1916) - Portrait du prince Alekseï Andreïevitch Golitsyne ambassadeur russe à Vienne (ГЭ-5143)
- Josef Grassi (1757-1838) : Portrait de Iekaterina Bakounina (ГЭ-1364)
- Joseph Anton Koch (1768-1839) : Le Monastère San Francesco di Civitella dans les Monts Sabins près de Rome (ГЭ-5776)
- Karl Gottlieb Schweikart (1772-1855) : Portrait d'un inconnu (ЭРЖ-3192
- Ferdinand Georg Waldmüller (1793-1865) : Portrait d'enfants (ГЭ-5781)
- Peter Fendi (1796-1842) : Halte de soldats (4753)
- Johann Nepomuk Rauch (1804-1847) : Paysage avec des ruines (6148)
- Johann Conrad Dorner (1809-1866) : Portrait d'Elizaveta Stepanovna Jadimerovski (ЭРЖ-1266)
- Franz Schrotzberg (1811-1889) : Portrait d'une jeune dame (ЭРЖ-1301)
- Josef Lauer (1818-1881) : Bouquet de fleurs avec un papillon (ГЭ-10600)
- Karl Chreïntser (ru) (1819-1887) : Portrait de Iegor Khristianovitch von Vessel (ru) (1799-1853) général de corps d'armée, professeur d'artillerie à l'école d'artillerie Mikhaïlovski à Saint-Pétersbourg (ЭРЖ-276)
- August von Pettenkofen (1822-1889) : Enfant gitan (ГЭ-5760)
- Hans Makart (1840-1884) : Portrait de femme (6011)
- Gabriel von Max, austro-hongrois (1840-1915) : Décoloration ou Matin (ГЭ-8946) - L'Enfant trouvé - Sainte Julie ou Une martyre chrétienne sur la croix (8372) - Lady Macbeth
- Heinrich von Angeli (1840-1925) : Portrait d'Alexandre II (ЭРЖ.II-633) - Portrait de François-Joseph Ier (ГЭ-9600) - Portrait de la grande-duchesse Maria Fiodorovna (ГЭ-6975)
- Werner Scholz, d'origine allemande (1898-1982) : Prostituée (8987)

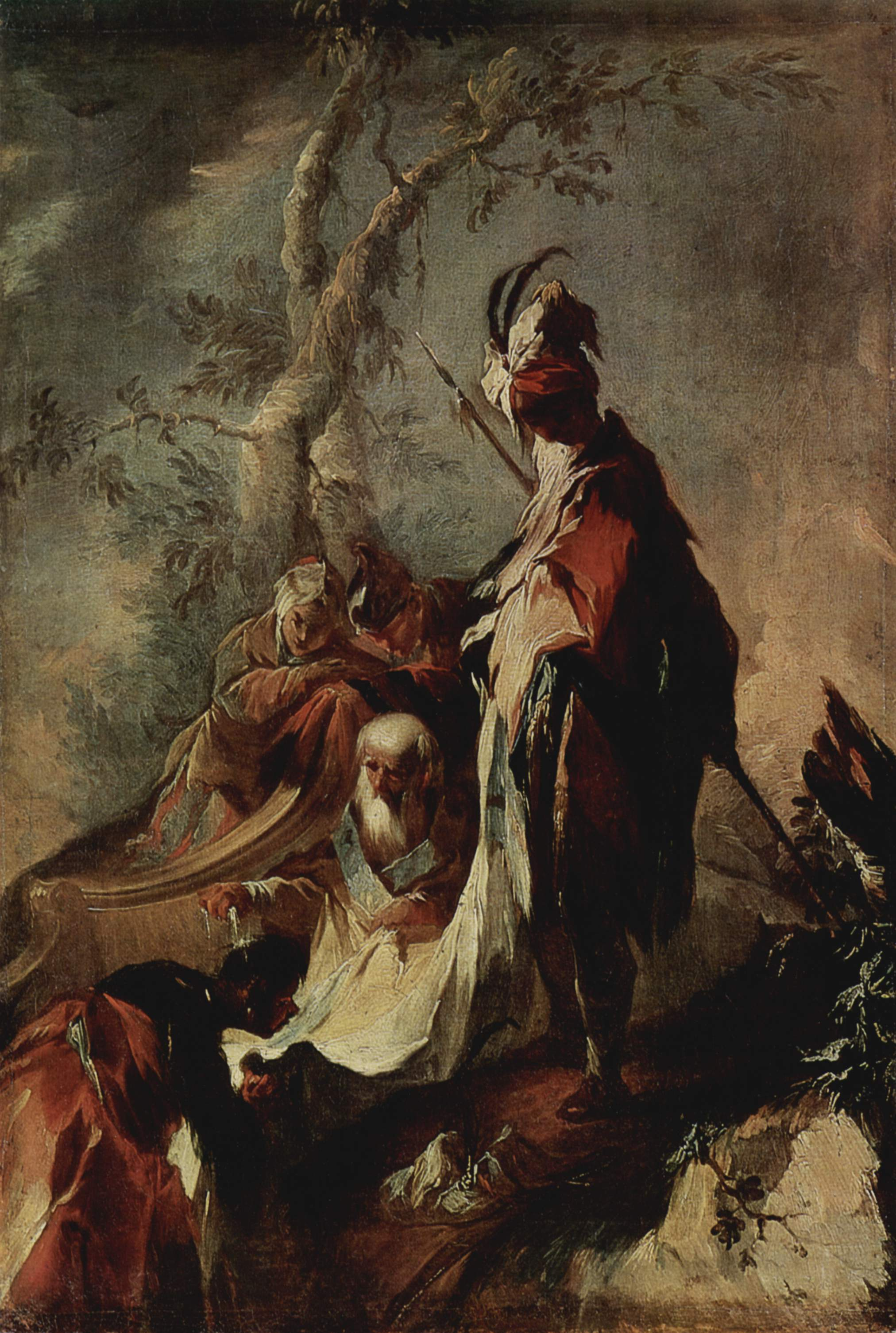
Franz Anton Maulbertsch – Philippe, l'apôtre baptise un ennuque
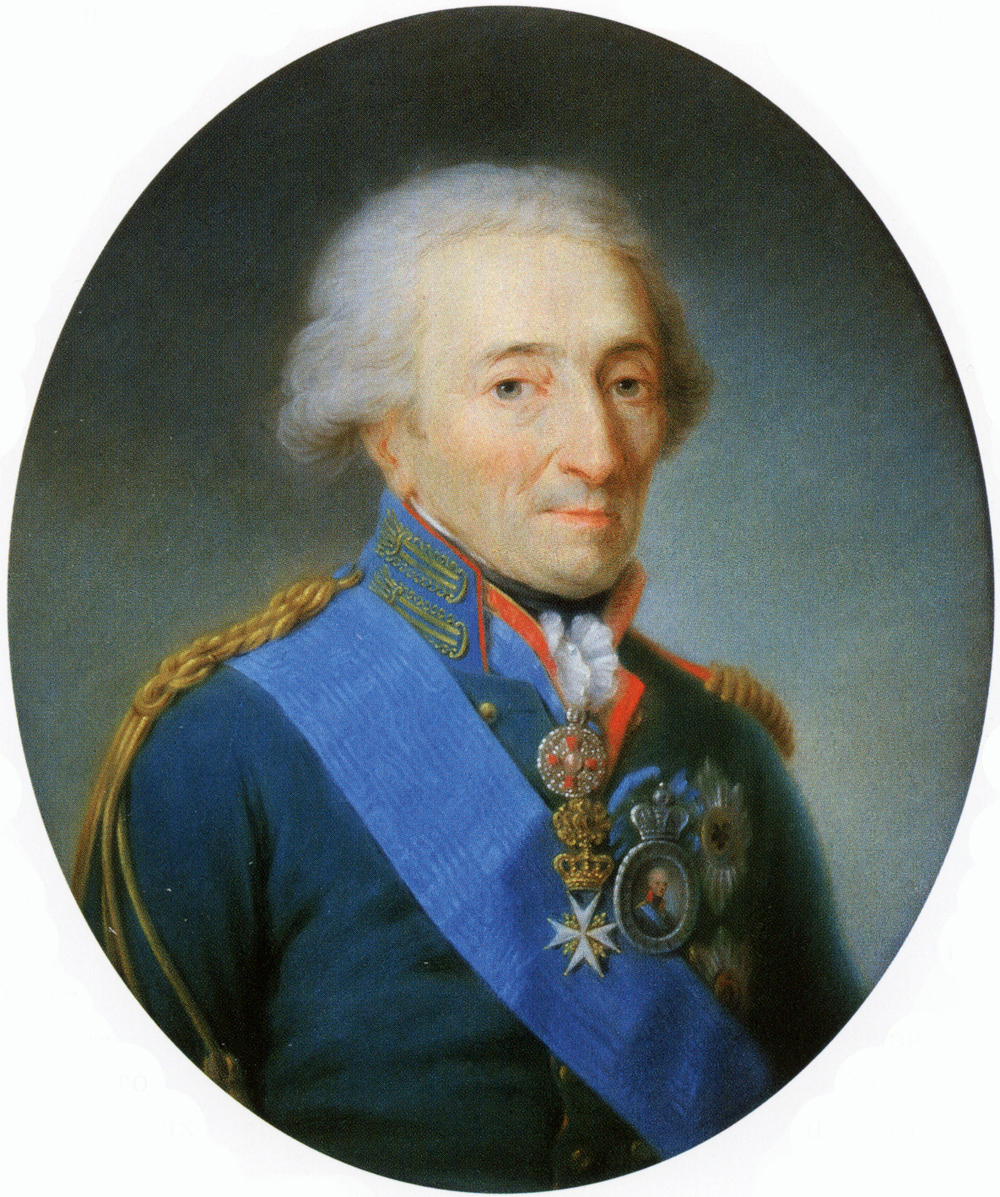
Martin Ferdinand Quadal – Portrait du comte Nikolai Saltykov
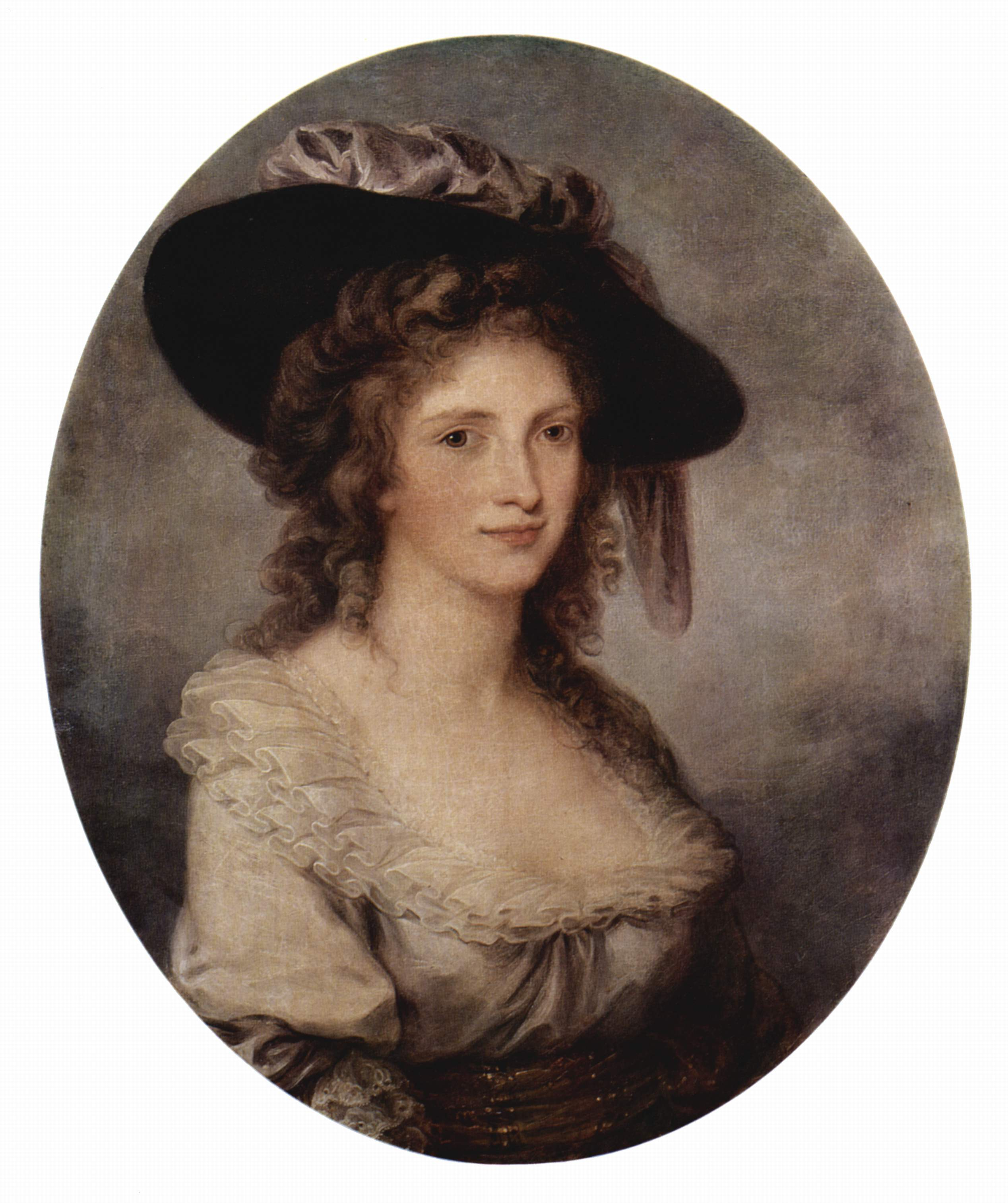
Angelica Kauffmann- Autoportrait au chapeau noir
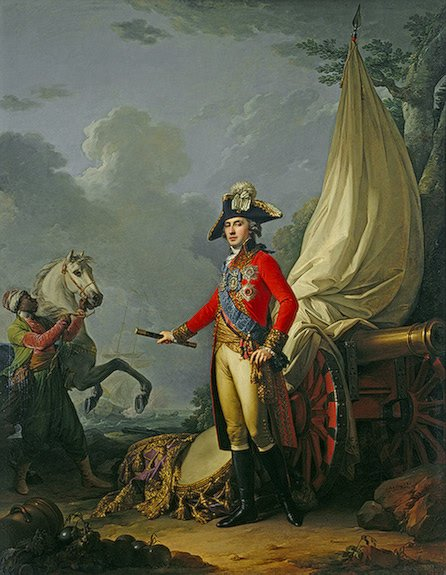
Johann Baptist von Lampi – Portrait du prince Platon Alexandrovitch Zoubov
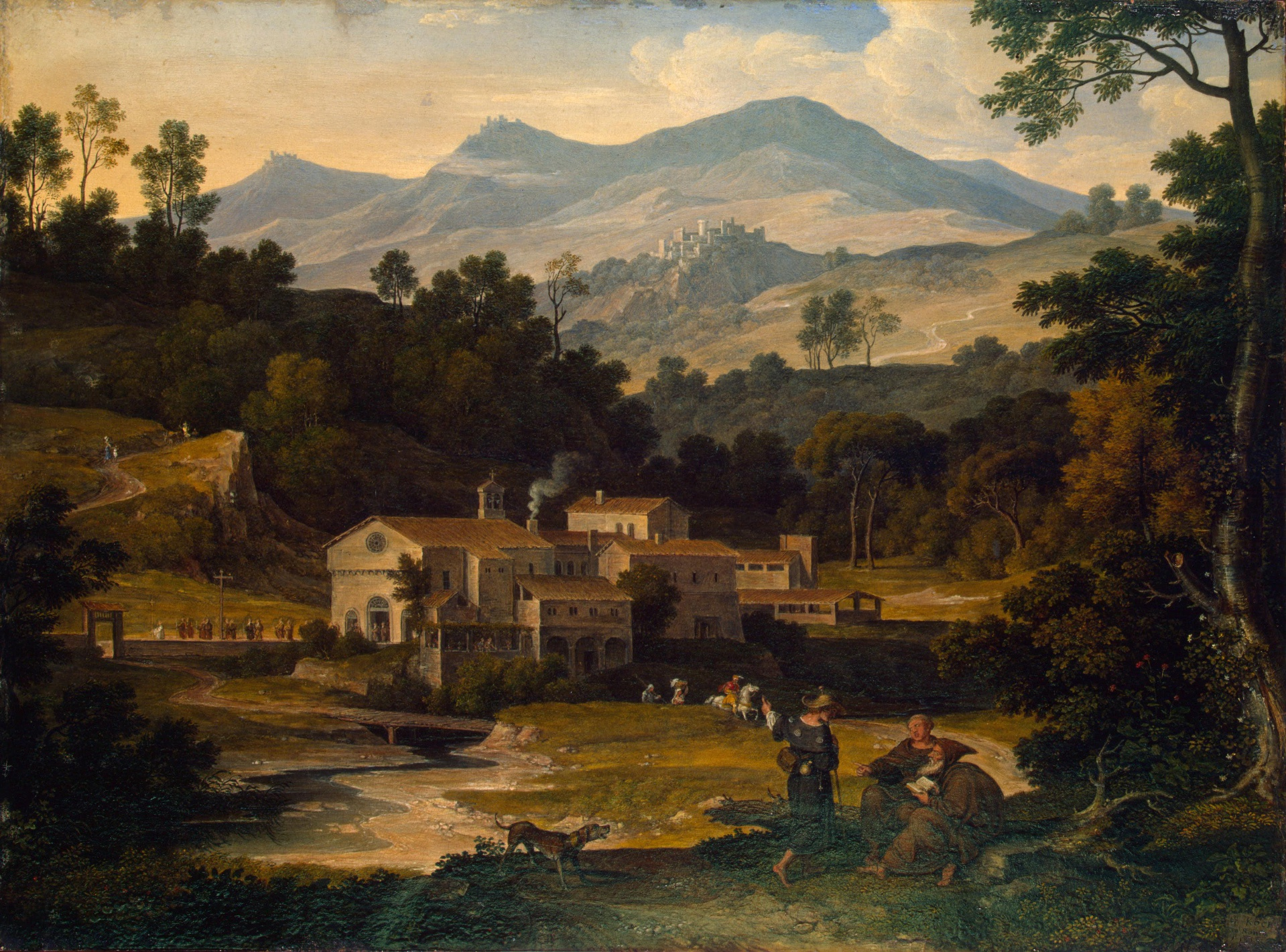
Joseph Anton Koch - Le Monastère San Francesco di Civitella dans les monts Sabins
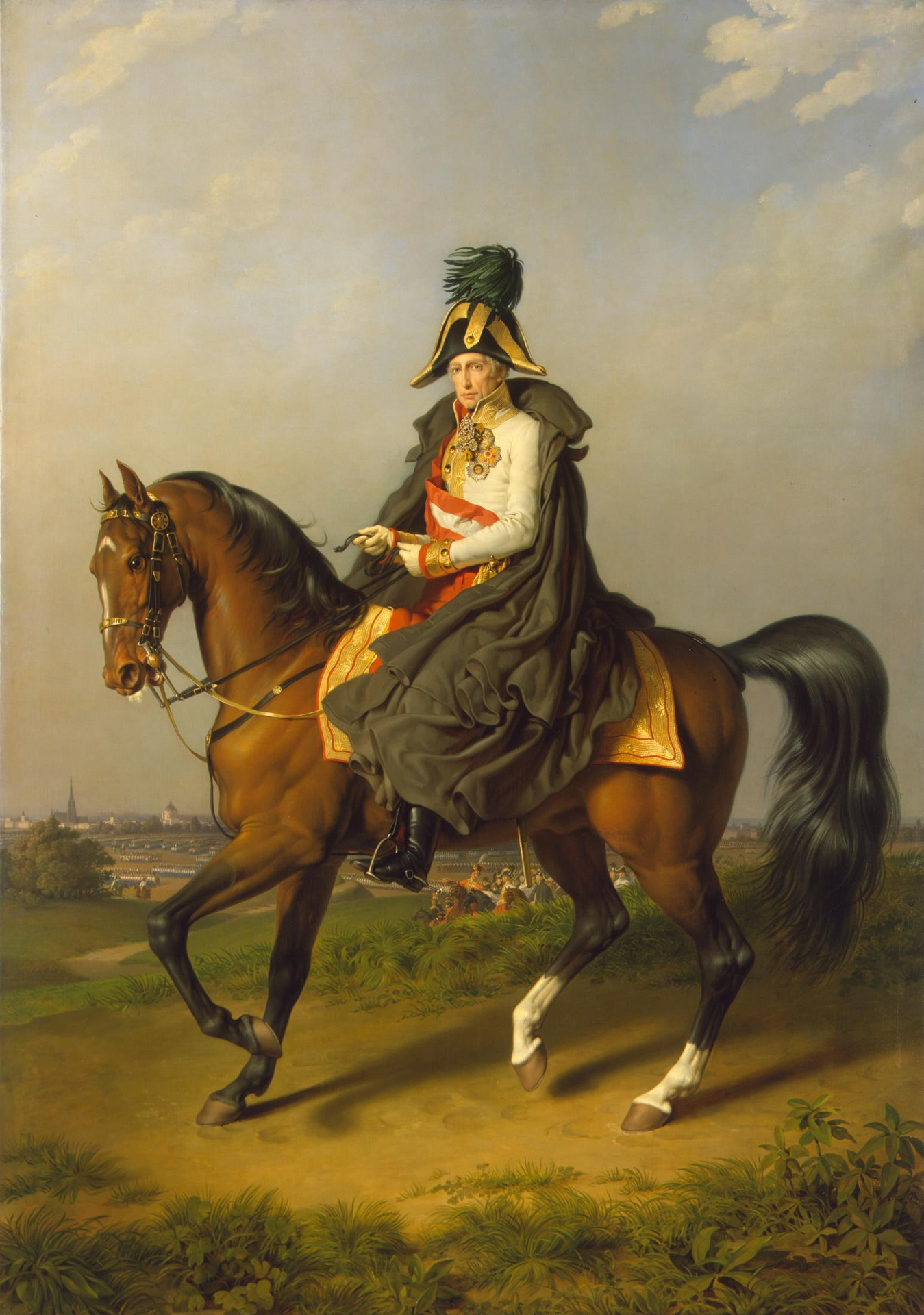
JohannPeter Krafft – Portrait équestre de François Ier (empereur d'Autriche)
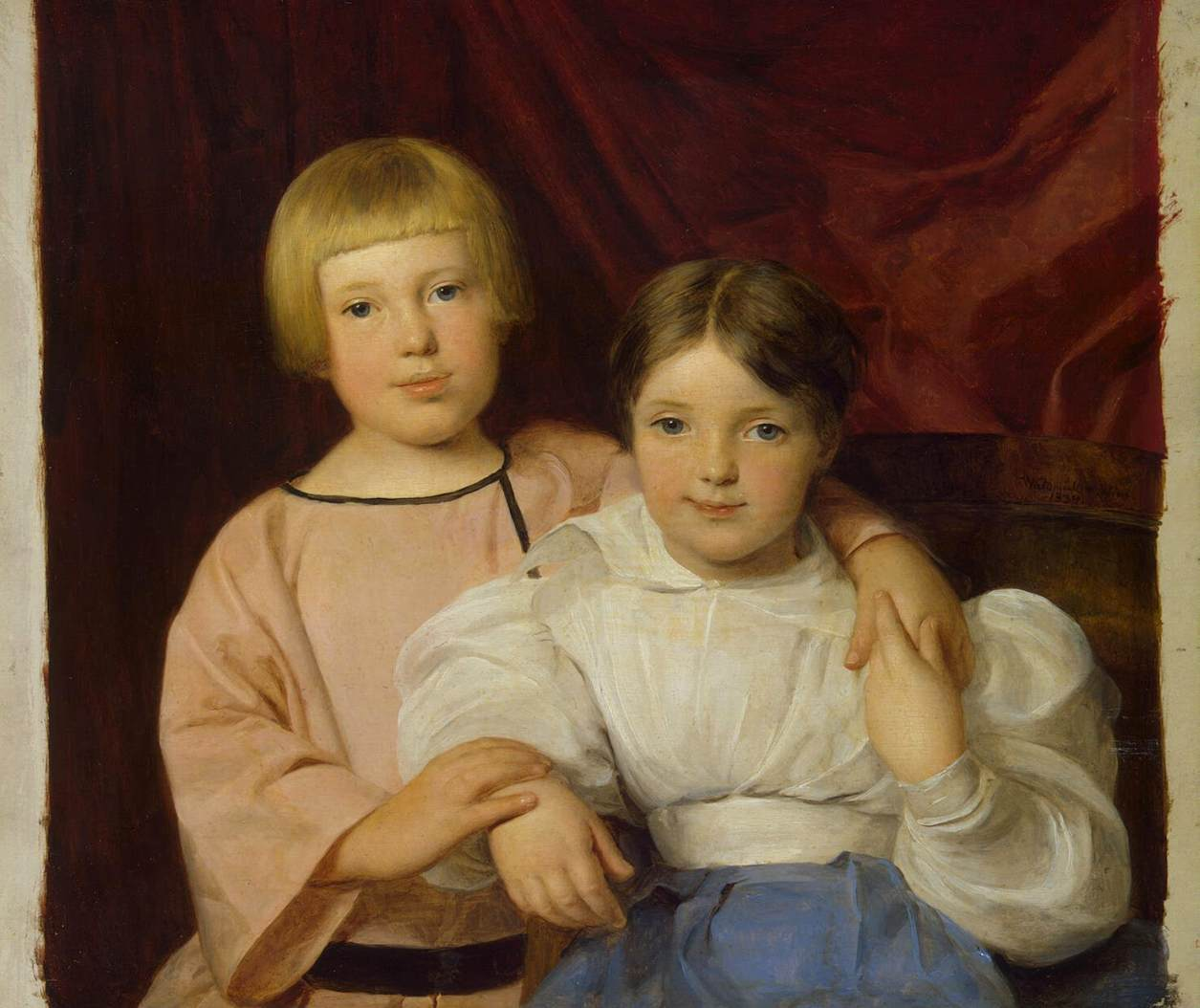
Ferdinand Georg Waldmüller – Portrait d'enfants
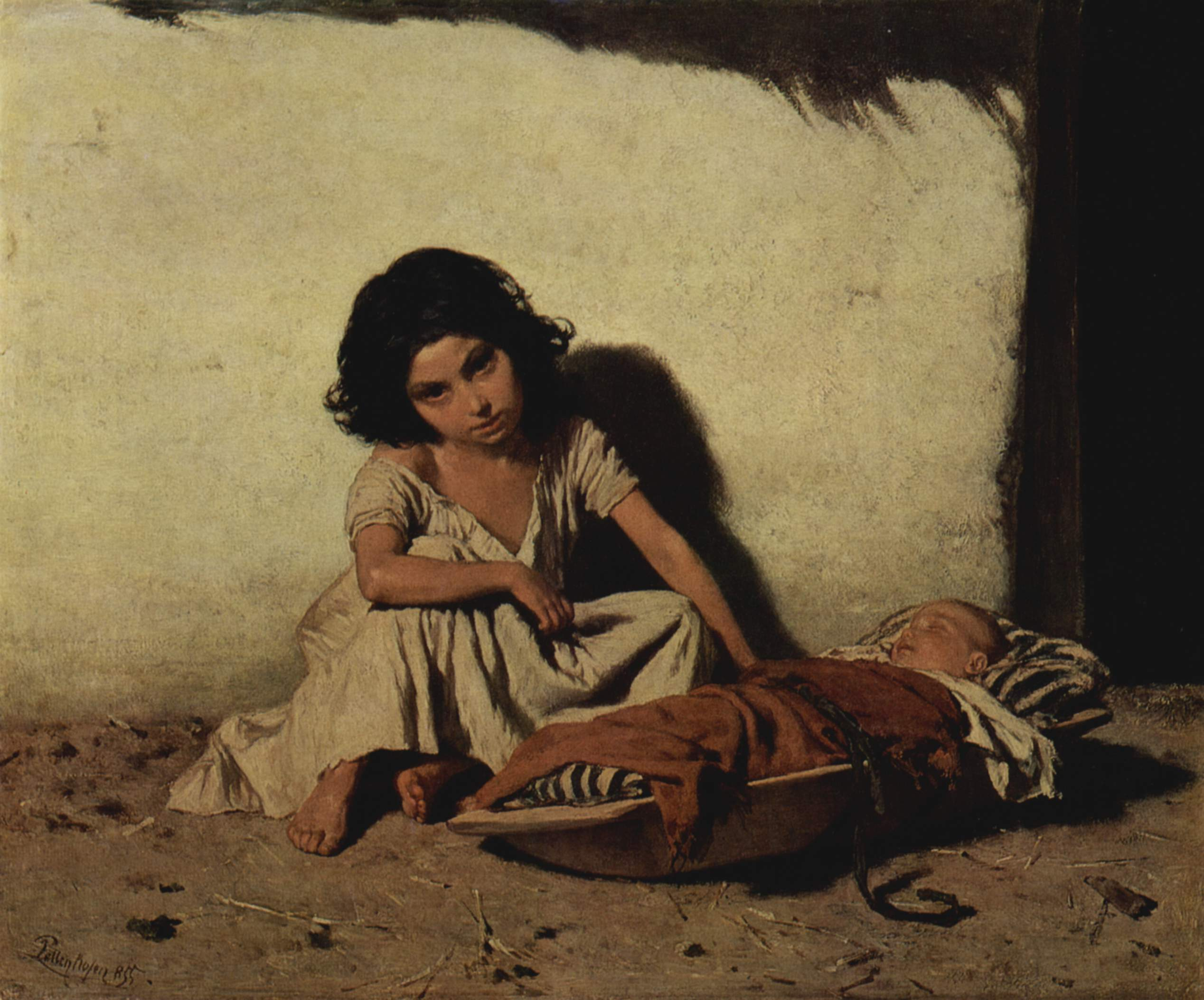
August Xaver Karl von Pettenkofen - Enfant gitan
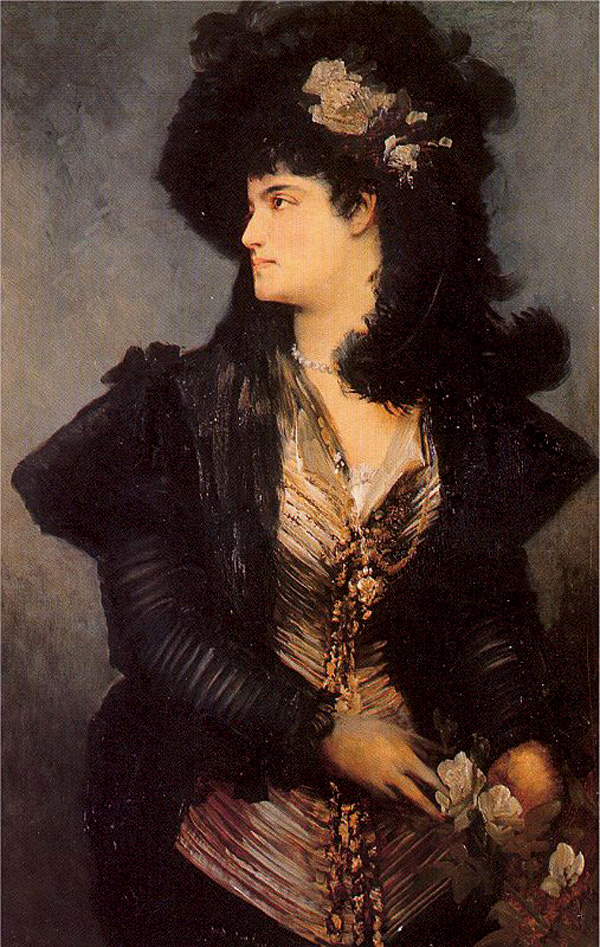
Hans Makart - Portrait de dame
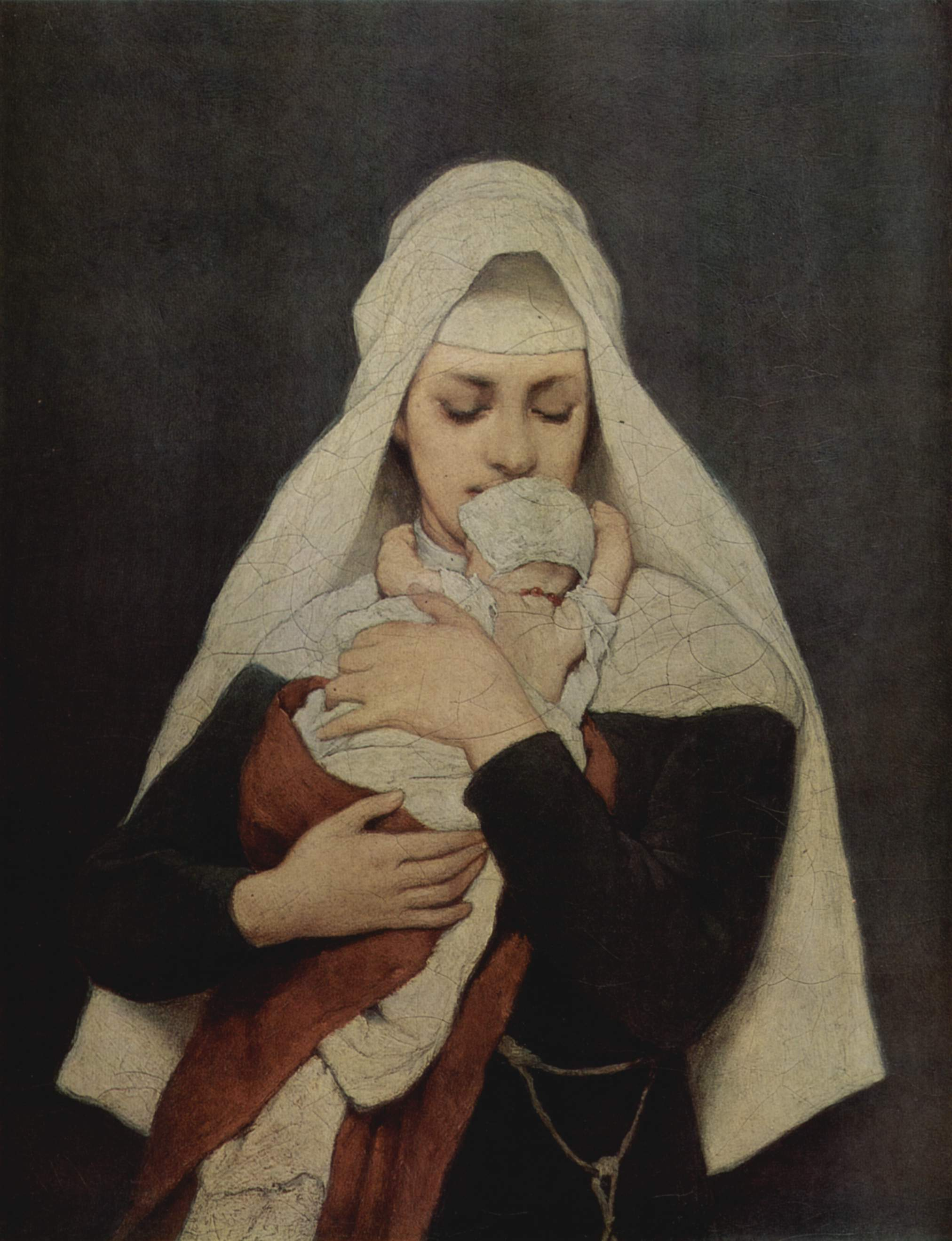
Gabriel von Max - L'Enfant trouvé

## Peintres belges
La liste chronologique des peintres belges commence en 1831 lorsque la partie méridionale du royaume des Pays-Bas devient une monarchie constitutionnelle.
- Léonard Defrance (1735-1805) : Bagarre de femmes dans une auberge (ГЭ-2461) - Bagarre d'hommes dans une chambre d'auberge (ГЭ-2462) - Déjeuner
- Ferdinand de Braekeleer (1792-1883) : Héroïque défense d'Anvers (ГЭ-3814) salle 350 - L'Oiseau s'est envolé (ГЭ-3815) - Tableau de famille (ГЭ-3816)
- Jean-Baptiste Madou (1796-1877) : Étude (ГЭ-5431) - Musicien errant (ГЭ-3913)
- Eugène Verboeckhoven (1798-1881) : Nature morte au lièvre (ГЭ-6911) - Paysage avec un troupeau (ГЭ-6740)
- Henri de Caisne (1799-1852) : Portrait de deux hommes jeunes (ЭРЖ-2027)
- Frans Keelhoff (1802-1893) : Route bordée d'ormes près de Maastricht (ГЭ-3885)
- Jules Victor Génisson [1805-1860) : Intérieur d'église à Averbode (ГЭ-6595)
- François Verheyden (1806-1890) : Serviteur tenant un plateau (ГЭ-8263)
- Louis Gallait (1810-1887) : Les Derniers instants du comte Egmont (ГЭ-3835) - La Famille du pêcheur (ГЭ-5390) - Le Tasse en prison (ГЭ-7449) - Portrait d'Aleksandr Polovtsov (1832-1909) (ЭРЖ-1006) - Sentinelle croate au poste d'Agram (ГЭ-3836)
- Henri Joseph Dillens (1812-1872) : L'archer vainqueur (ГЭ-7532) - Scène de taverne (ГЭ-10299)
- Jan Michiel Ruyten (1813-1881) : Séparation (ГЭ-10016)
- Nicaise De Keyser (1813-1887) : Bataille de Seneffe (ГЭ-3886) - Portrait de la grande-duchesse Olga Nikolaïevna (1822-1892) fille de Nicolas Ier (ЭРЖ-1271) - Portrait de la grande-princesse Anna Pavlovna de Russie exposé à l'extension du musée de l'Ermitage à Amsterdam (ГЭ-4611) - Portrait des fils du duc Alexandre Gortchakov (ЭРЖ- 1437)
- Théodore Fourmois (1814-1871) : Moulin à Éprave (ГЭ-5375) - Paysage avec un moulin à vent (ГЭ-3981)
- Cornelius Johannes Adrianus Seghers (1814-1875) : Madame et Monsieur (ГЭ-3874)
- Henri Leys (1815-1869) : L'Artiste dans son atelier (ГЭ-5271) - Retour à la maison (ГЭ-3908) - Retour d'une balade à cheval (ГЭ-3906) - Salle des gardes (ГЭ-3907) - Une femme allumant des bougies pour la réalisation d'un vœu (ГЭ-9216)
- Charles-Philogène Tschaggeny (1815-1894) : Artiste au travail (ГЭ-3968)
- Joseph Stevens (1816-1892) : La Détresse d'un artiste ambulant (ГЭ-3955) salle 344 - Ennemis (ГЭ-7446)
- Charles Leickert (1816-1907) : Paysage d'hiver avec un moulin (8950) - Paysage urbain (ГЭ-7623)
- Guillaume Van der Hecht (1817-1891) : Ruines du Château de Kenilworth (ГЭ-3837) salle 346
- Johannes Bosboom (1817-1891) : Chapelle du Saint-Sacrement à l'église Saint-Jacques à Anvers (Sint-Jacobskerk) (ГЭ-3812) salle 344
- Adrien de Braekeleer (1818-1904) : Musique de chambre (9014)
- Jean-Baptiste Van Moer  (1819-1884) : Le Studio du peintre (ГЭ-3926)
- François Stroobant (1819-1916) : Vieille maison de Marguerite d'Autriche à Malines (ГЭ-3956)
- Édouard Jean Conrad Hamman (1819-1888) : Désillusion (ГЭ-6587)
- Vital Jean De Gronckel (1820-1890) : Portrait de deux enfants - Portrait des enfants d'Alexandra Petrovna d'Oldenbourg et de Nicolas Nikolaïevitch de Russie (ЭРЖ-1501) - Portrait d'une vieille femme (ЭРЖ-1278)
- Joseph Lies (1821-1865) : Scène dans un parc (ГЭ-4230)
- Adolphe-Alexandre Dillens (1821-1877) : La Capture de Jeanne d'Arc (ГЭ-3831)
- Jean Robie (1821-1910) : Nature morte (ЭРЖ-1566)
- Alfred Stevens (1823-1906) : L'absolution - Une lettre agréable (ГЭ-5790) - Vue de la mer avec des bateaux
- Florent Willems (1823-1905) : Jeune Fille à sa toilette (ГЭ-4030) - Visite (ГЭ-3832)
- Auguste Serrure (1825-1903) : Malentendu ou Scène galante (ГЭ-8381)
- Alexandre Struys: Les oiseaux de proie
- Constant Wauters (1826-1853) : Acteurs avant une représentation (ГЭ-7504) - Foire (ГЭ-8380)
- Gustave Léonard de Jonghe (1829-1893) : Après une promenade (ГЭ-3879) salle 342 - Temps variable (ГЭ-5212)
- Jules Pecher (1830-1899) : Jeune Fille face à un miroir (ГЭ-3934)
- Liévin Herremans (1858-1907) : Visite à l'atelier (ГЭ-10472)
- Pierre Paulus (1881-1959) : Mineur (9076)
- Albert Saverys (1886-1964) : La Lys (8981)
- Kurt Peiser (1887-1962) : Kermesse flamande (9023)
- Robert Crommelynck (1895-1968) : Le Tourbier (9077)
- Frans Depooter (1898-1987) : Autoportrait (8917)

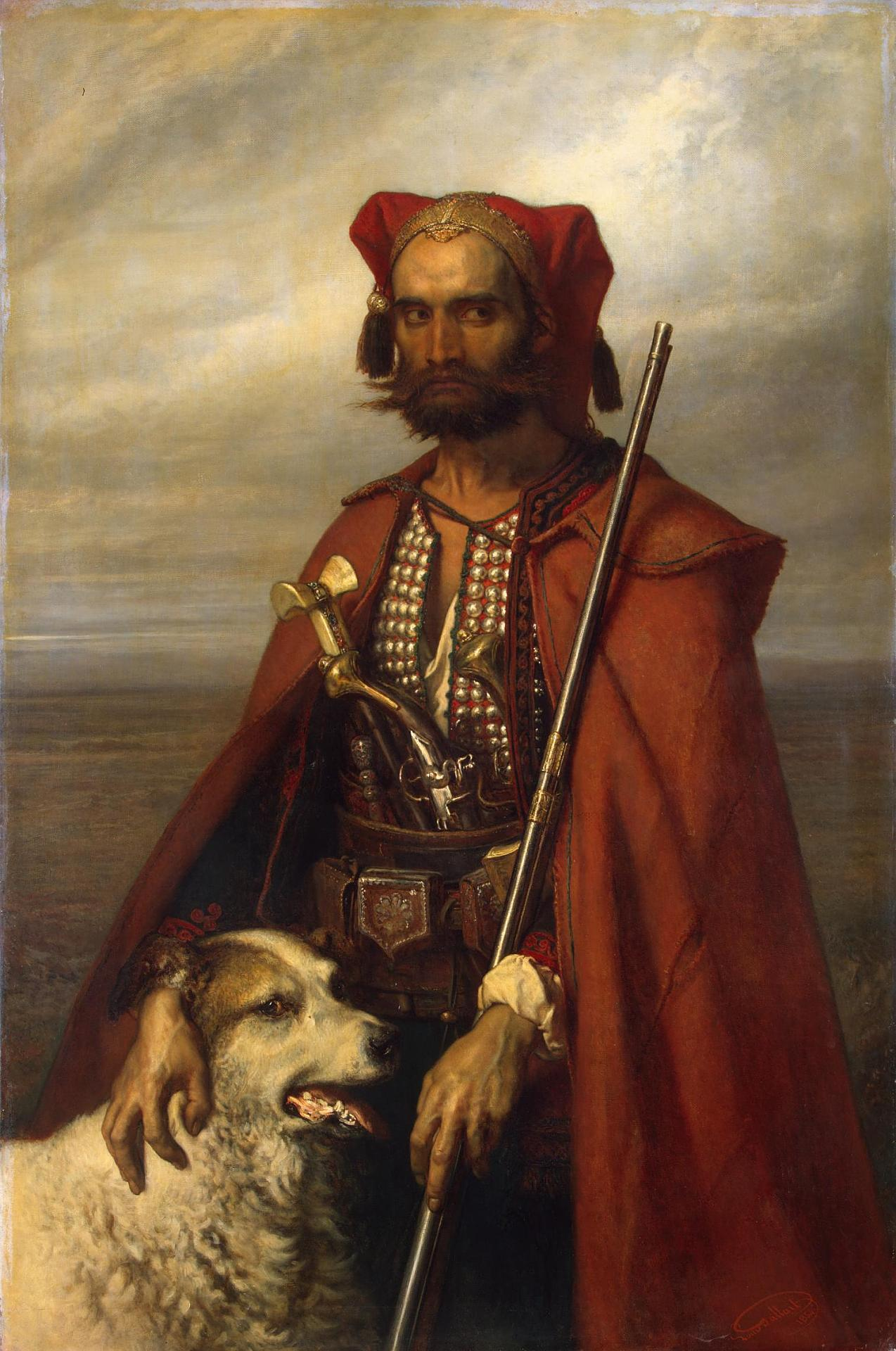
Louis Gallait - Sentinelle croate
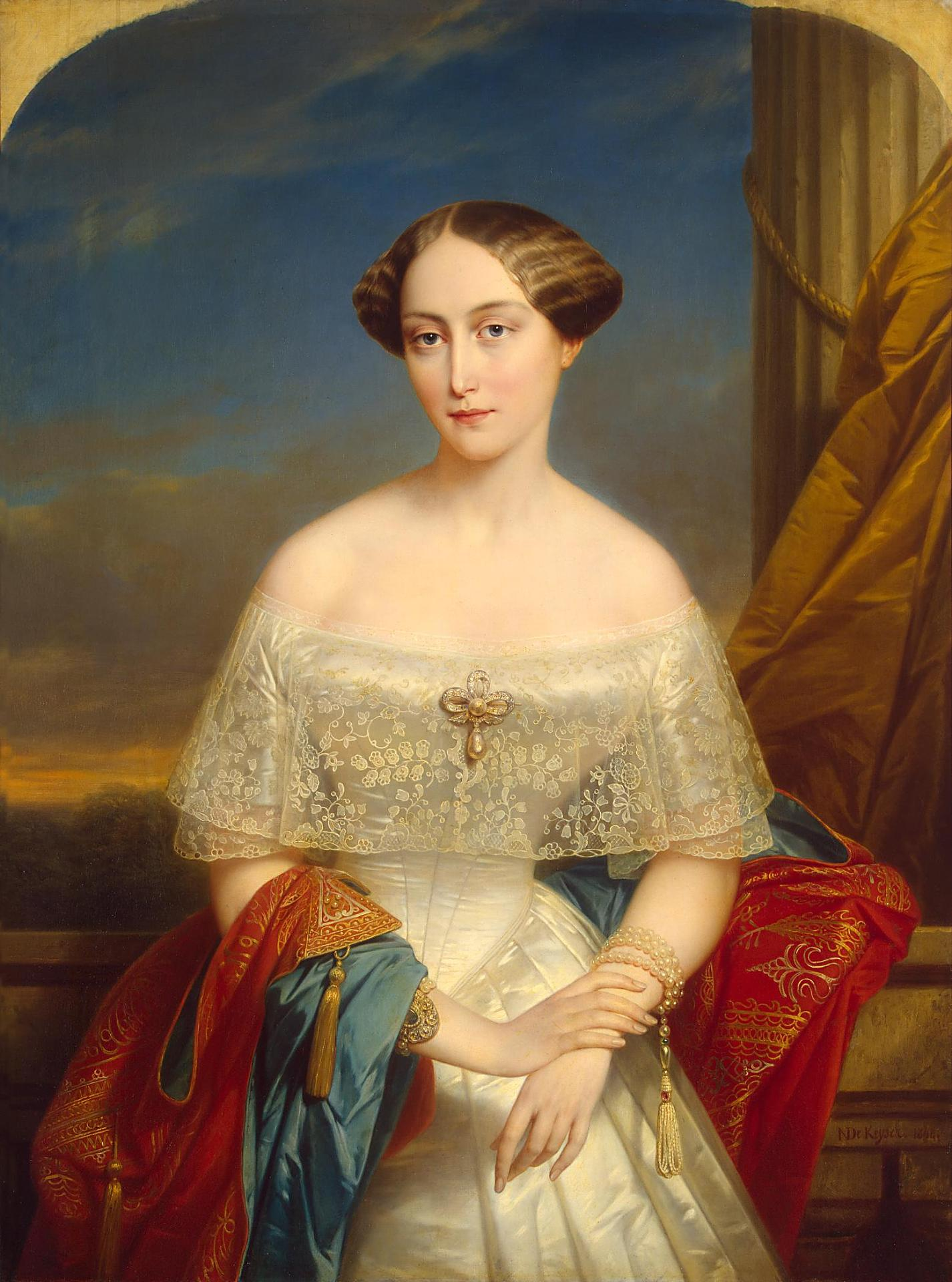
Nicaise De Keyser - Portrait de la grande duchesse Olga Nikolaïevna
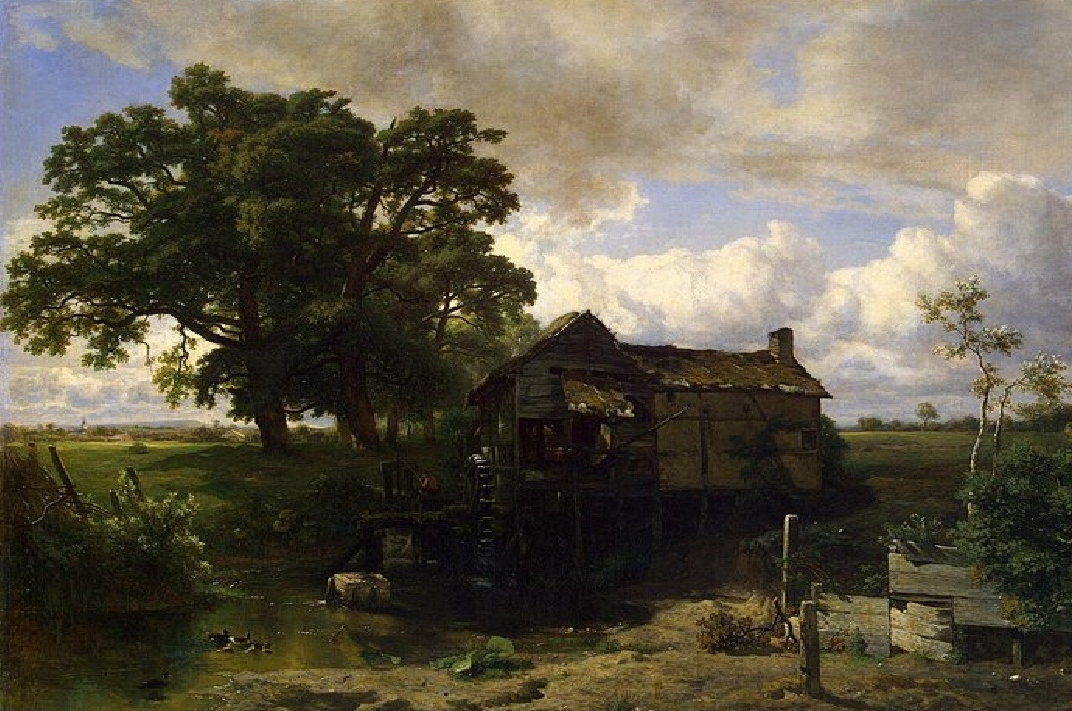
Théodore Fourmois. Moulin à Éprave
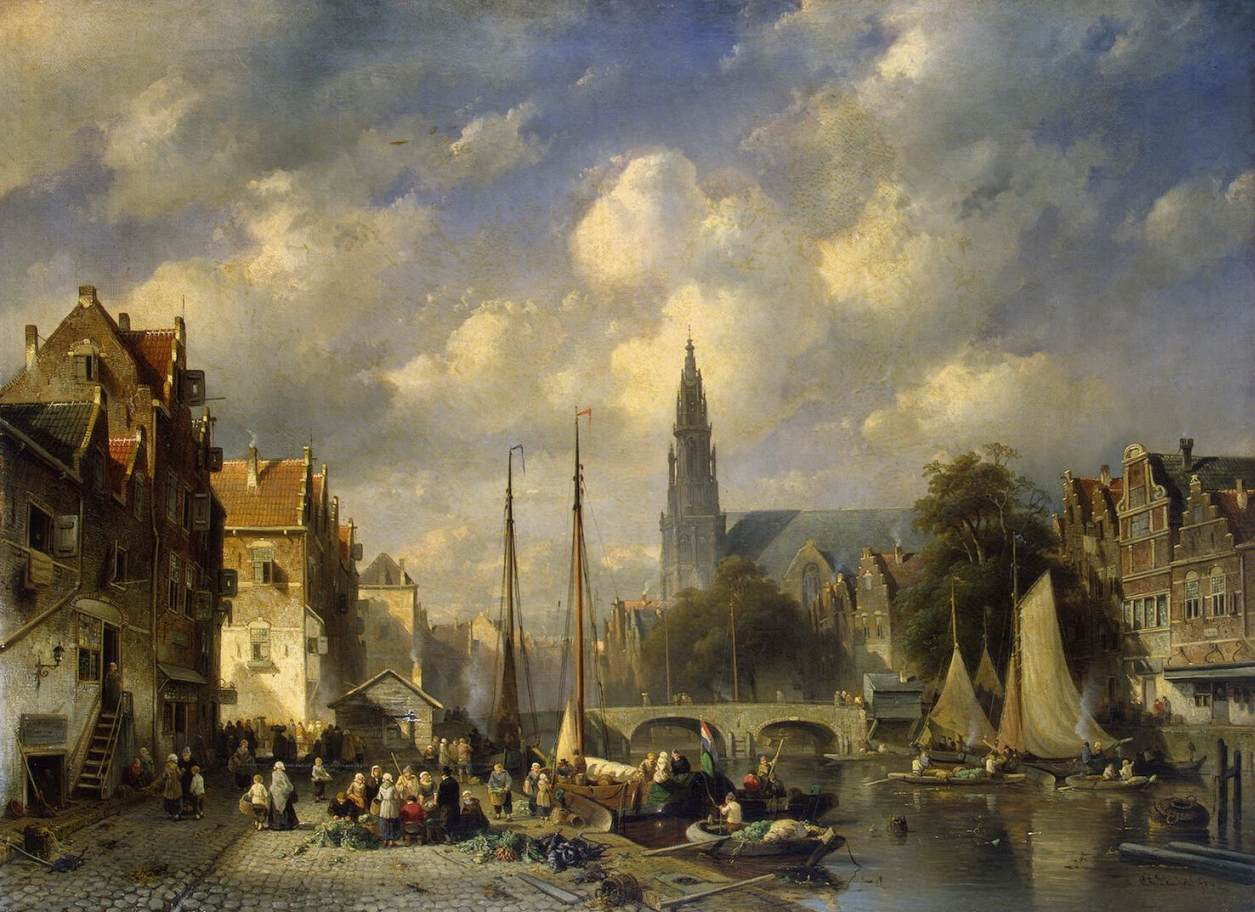
Charles Leickert – Paysage urbain
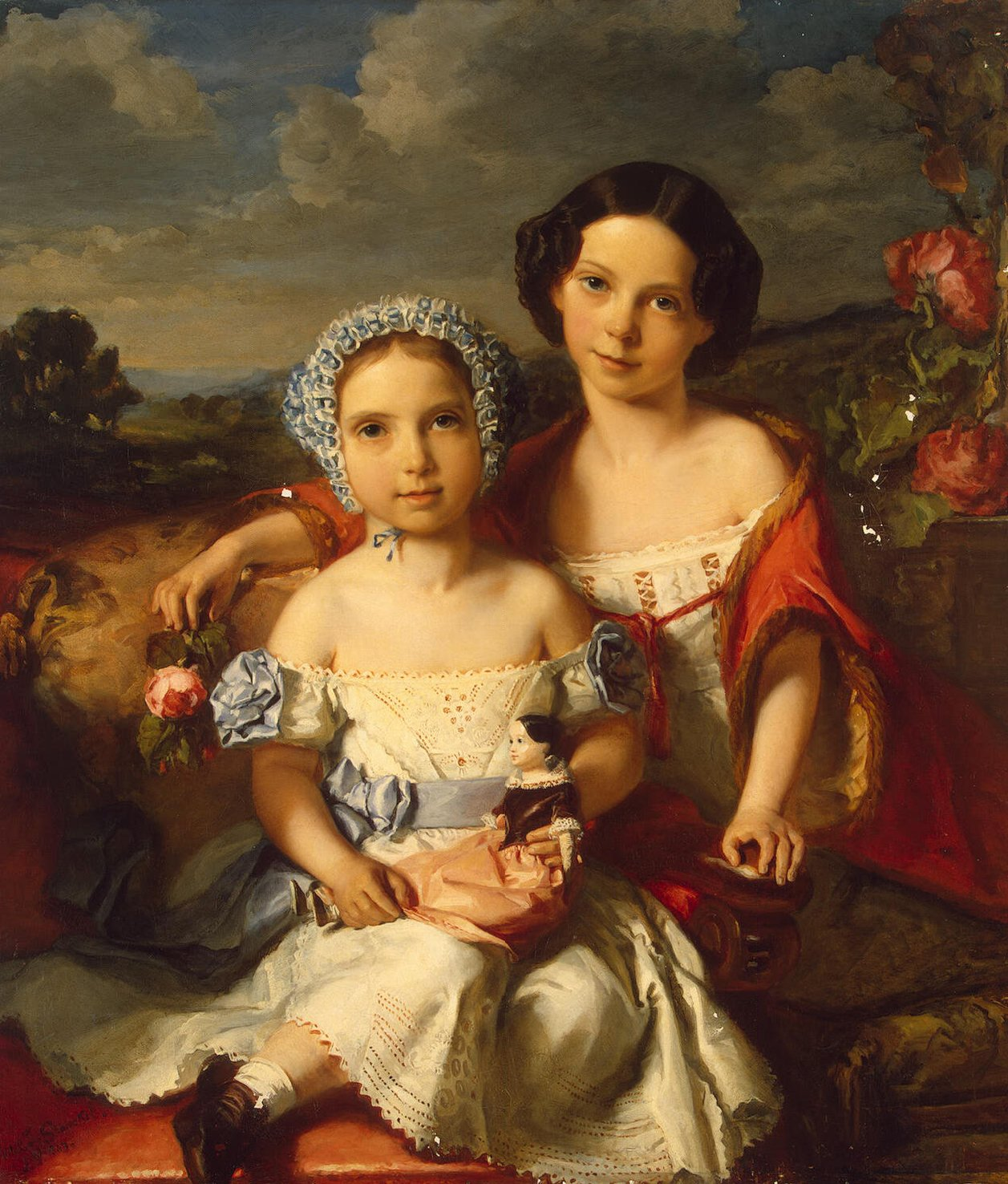
Vital Jean De Gronckel - Portrait de deux enfants
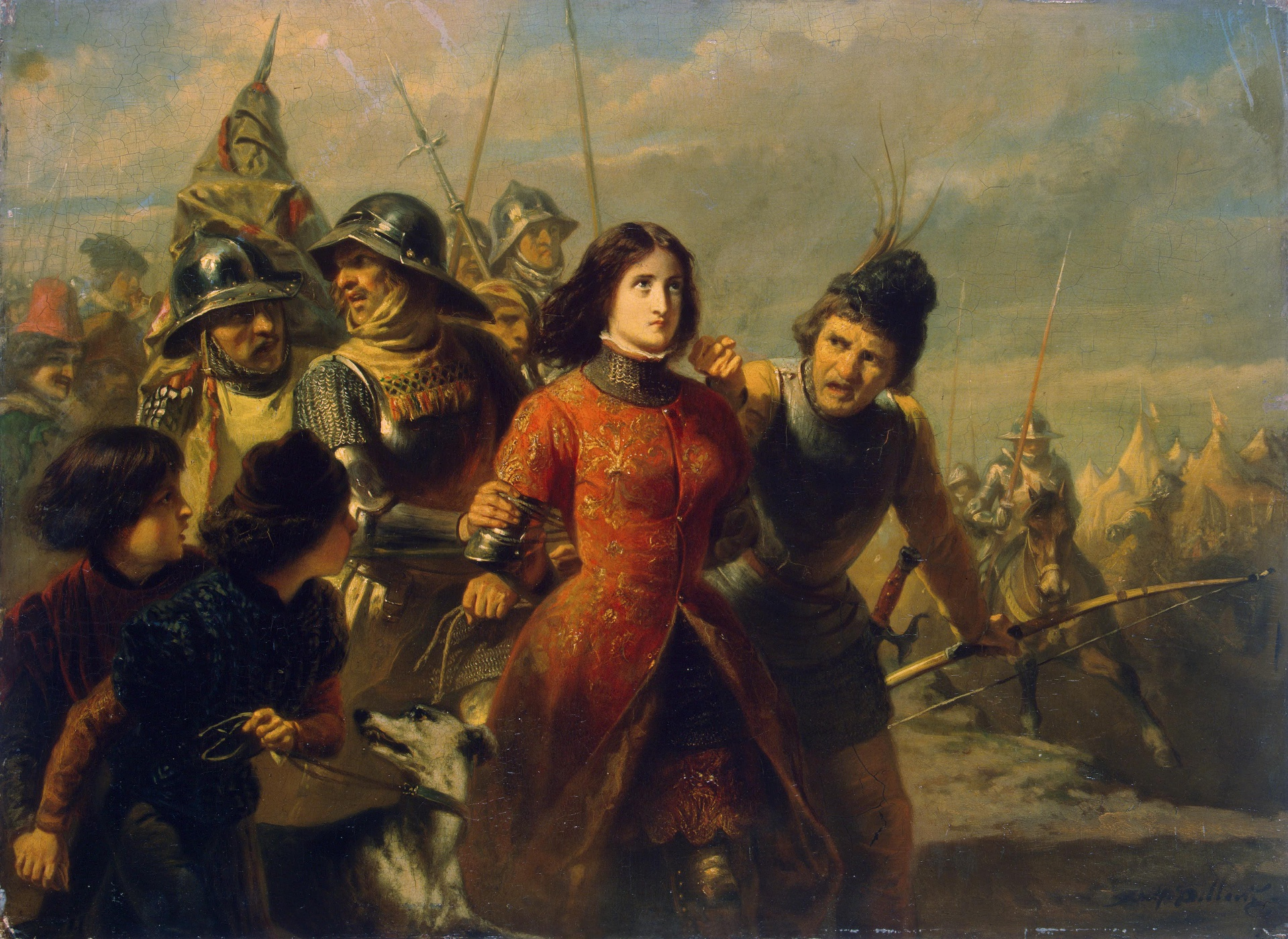
Adolphe-Alexandre Dillens - La Capture de Jeanne d'Arc
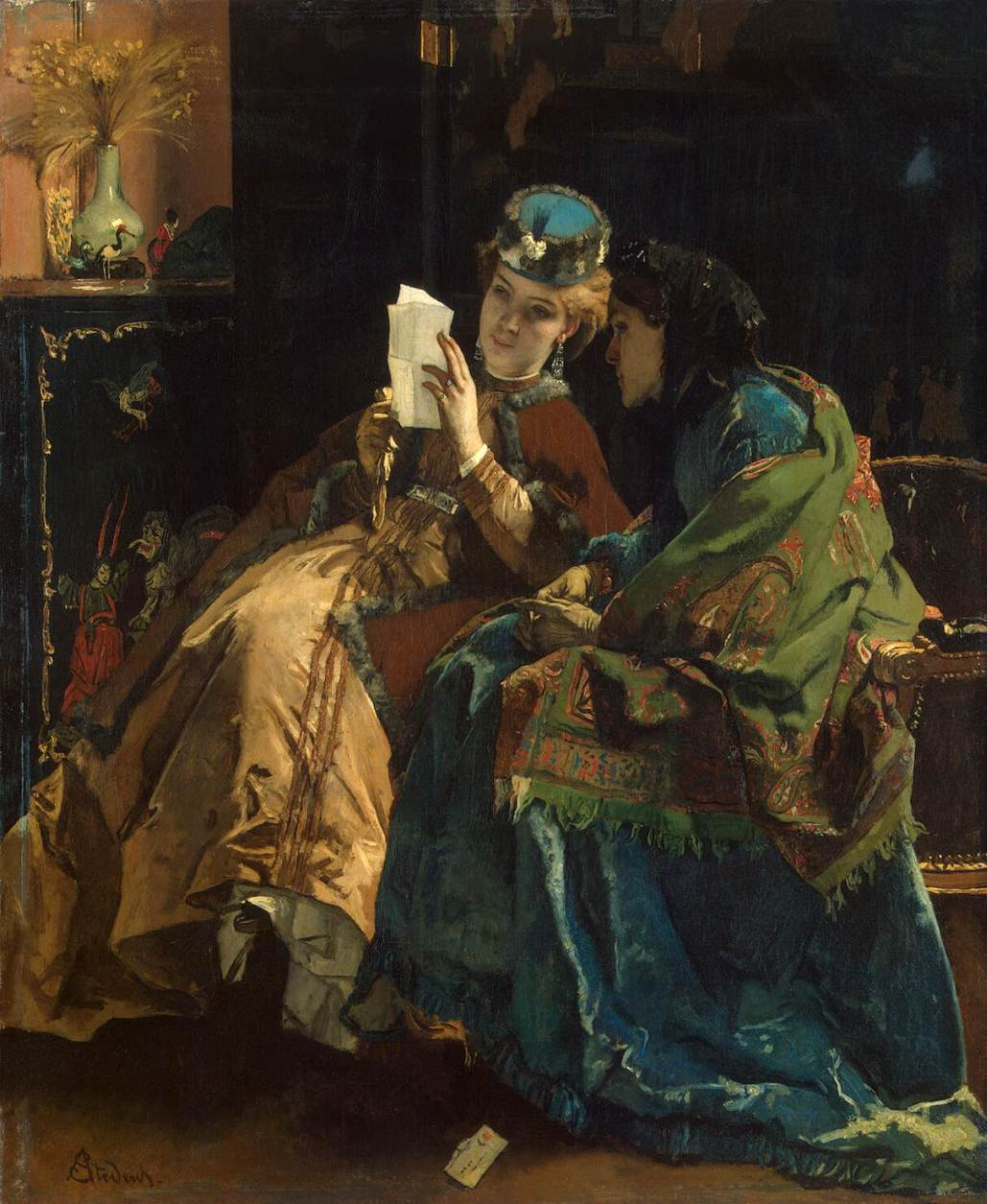
Alfred Stevens - Une lettre agréable

## Peintres danois
- Vigilius Erichsen (1722-1782) : Catherine II devant un miroir (ГЭ-1352) - Le Grand-duc Pavel Petrovitch enfant dans son cabinet (ГЭ-9909) - Portrait de Caspar von Saldern (da) - Portrait de Catherine II de profil (ГЭ-9908) - Portrait du duc Frédéric de Danemark (ГЭ-4455) - Portrait du pasteur Anton Friedrich Büsching (ЭРЖ-1539) - Portrait équestre de Catherine II (ГЭ-1312)
- Peder Als (1725-1775) : Portrait de Christian VII roi de Danemark et de Norvège avec Gotthard Wilhelm Akerfelt (ГЭ-4471)
- Jens Juel (1745-1802) : Portrait de femme (ГЭ-5831)
- Christian Albrecht Jensen (1792-1870) : Portrait d'une femme vêtue d'une robe bleue (ГЭ-8338)
- Ditlev Martens (1795-1864) : L'Incendie de Hambourg en 1842 (ГЭ-9222)
- Morten Thrane Brünnich (1805-1861) : Portrait de la mère de Monsieur Kobylinski, membre du conseil d'état (ЭРЖ-1931) - Portrait de la princesse Tatiana Potiomkine (ru) née Golitsyne  (ЭРЖ-1329) - Portrait de Piotr N. Kobylinski (1785-1850) (ЭРЖ-368) - Portrait d'un inconnu (ЭРЖ-2007)
- Anton Melbye (1818-1875) : Marine  (ГЭ-8149)
- Laurits Tuxen (1853-1927) : Couronnement de l'empereur Nicolas II et de l'impératrice Aleksandra Fiodorovna Romanova dans la Cathédrale de la Dormition de Moscou au Kremlin le 14 mai 1896 (ГРЖ-1638) - Mariage de Nicolas II et de la grande princesse Aleksandra Fiodorovna Romanova (ГЭ-6229) - La Princesse Thyra de Danemark avec sa fille Olga de Cumberland et Hanovre

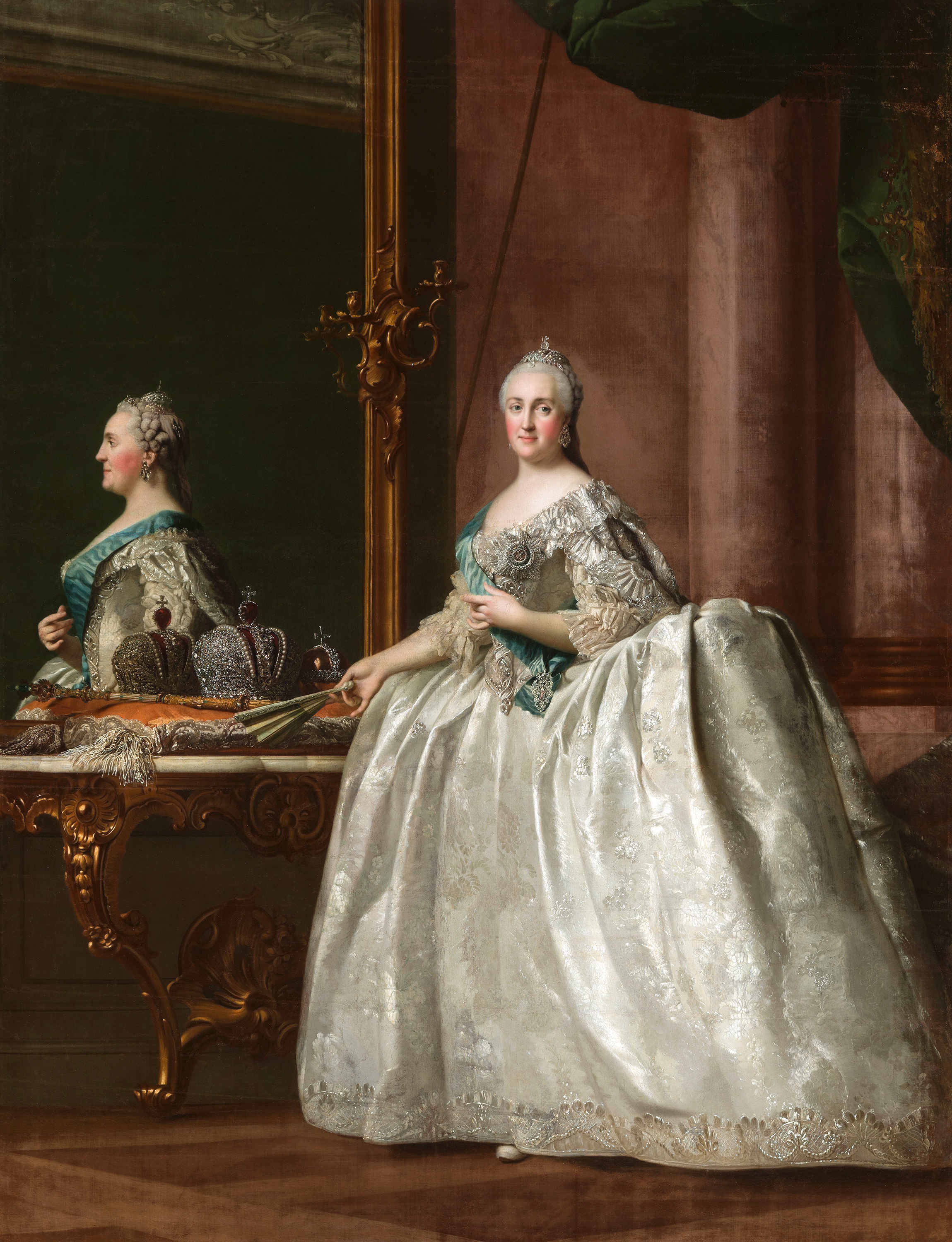
Vigilius Erichsen. Catherine II devant un miroir
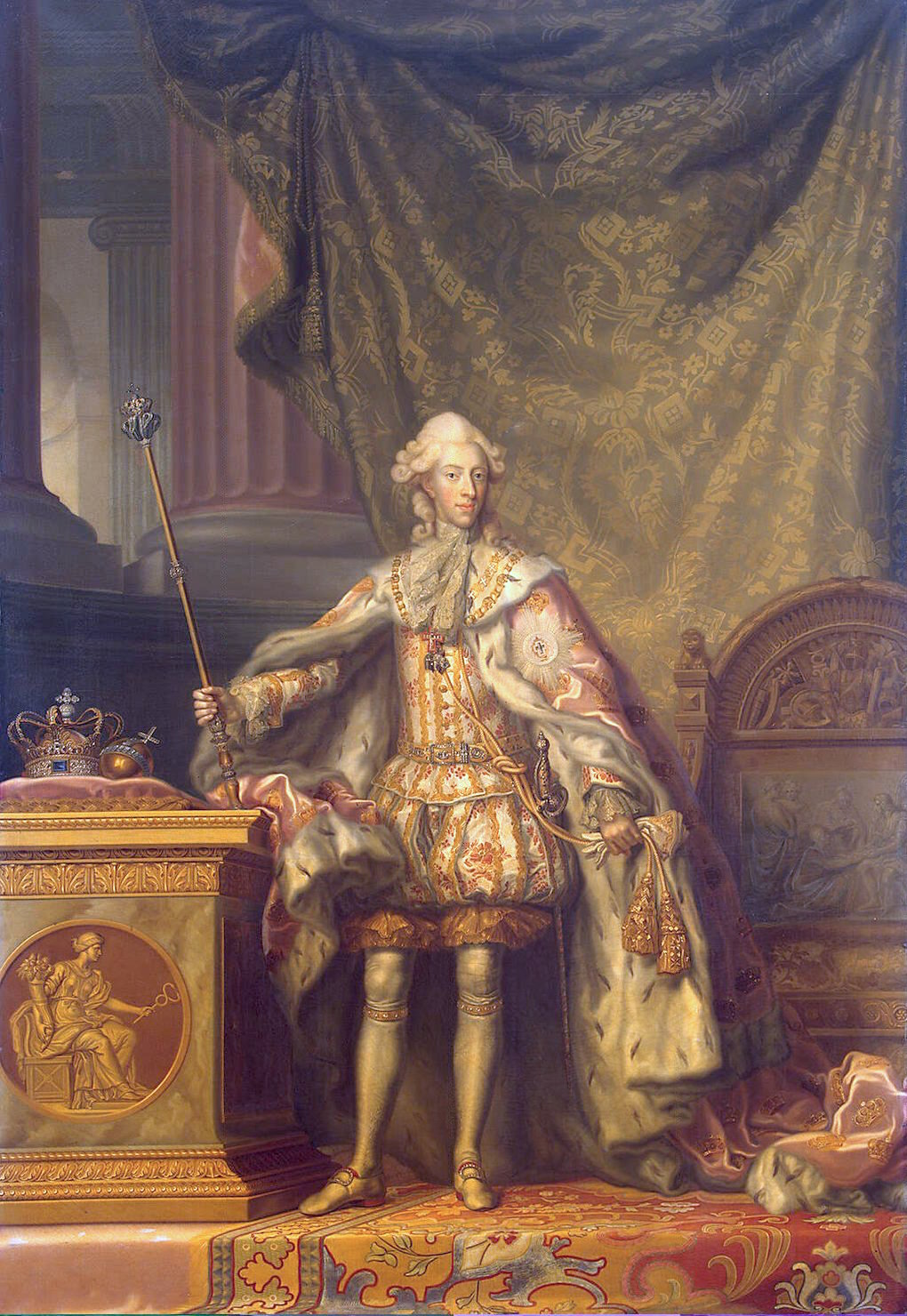
Peder Als. Christian VII roi de Danemark et de Norvège
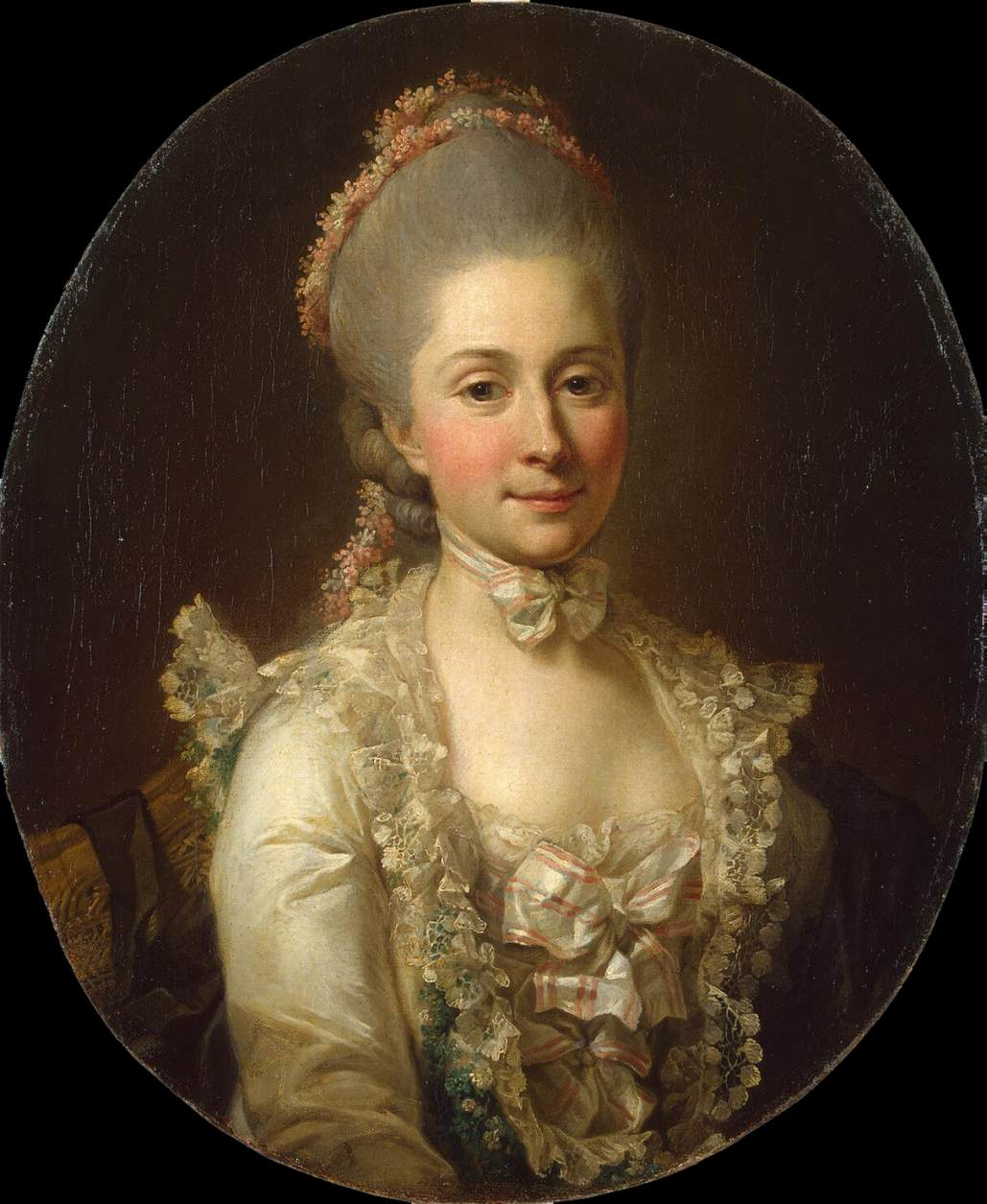
Jens Juel - Portrait de femme
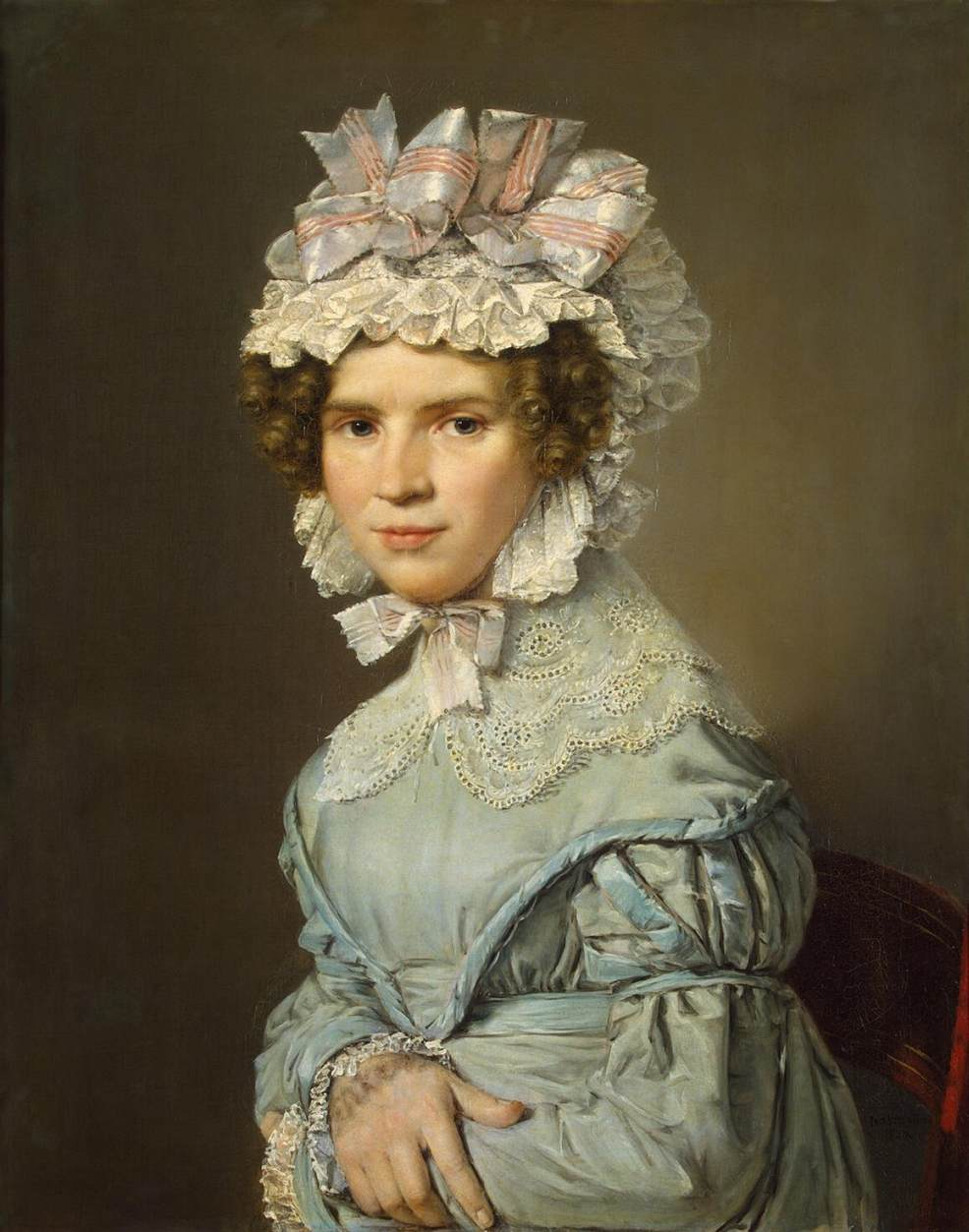
Christian Albrecht Jensen. Portrait d'une femme vêtue d'une robe bleue
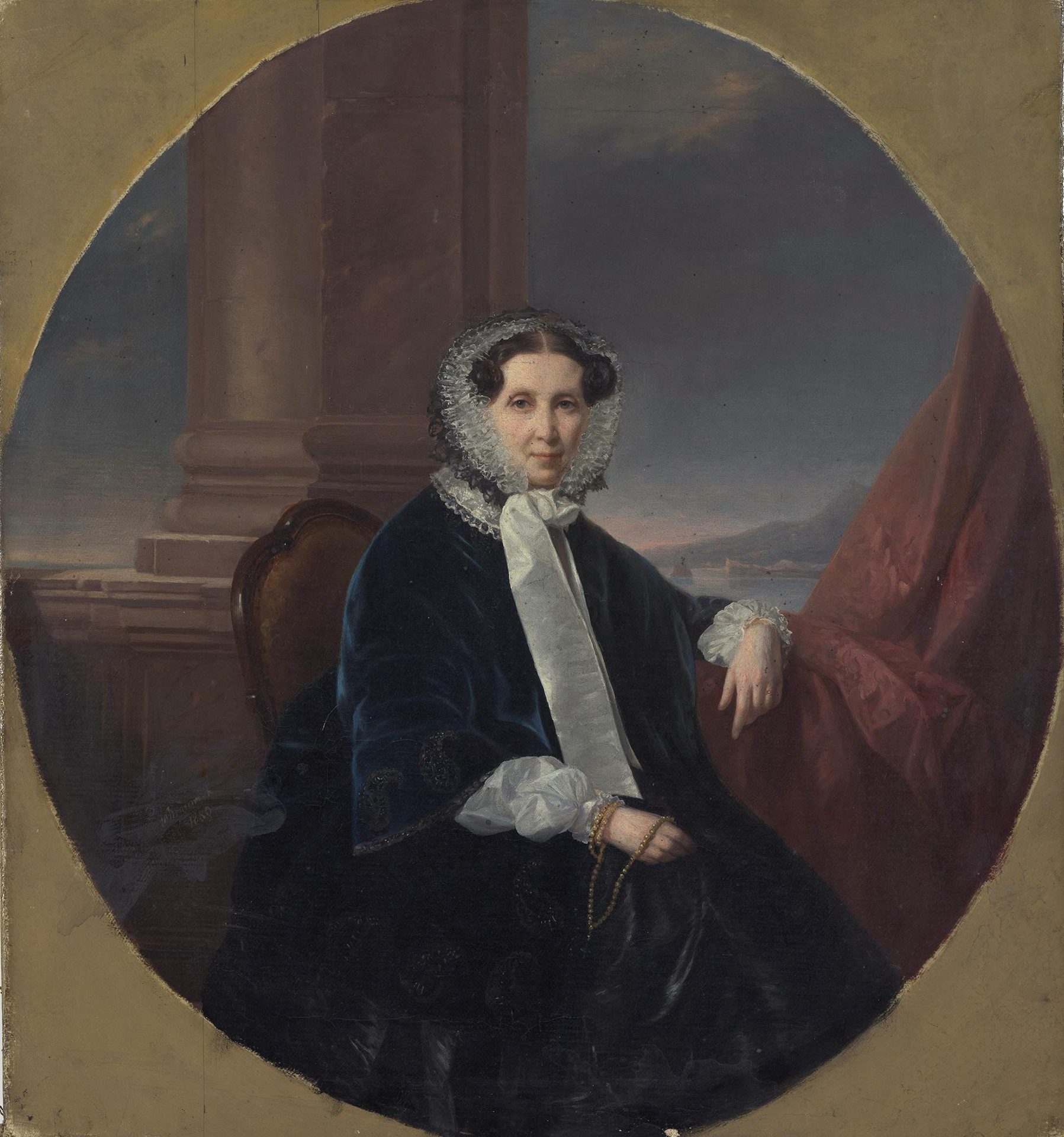
Morten Thrane Brünnich. Portrait de la princesse Tatiana Potemkine née Golitsyne
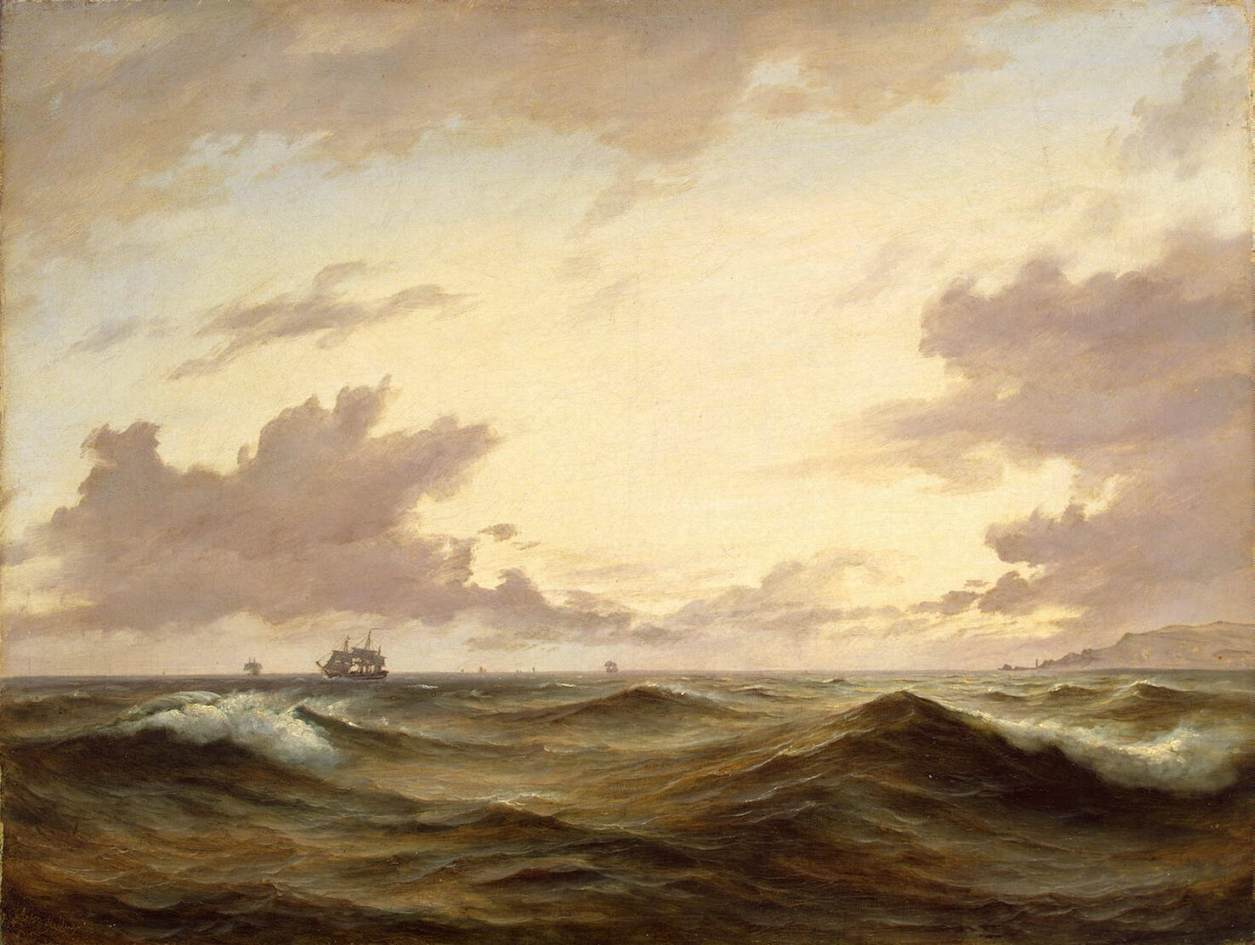
Anton Melbye. Marine
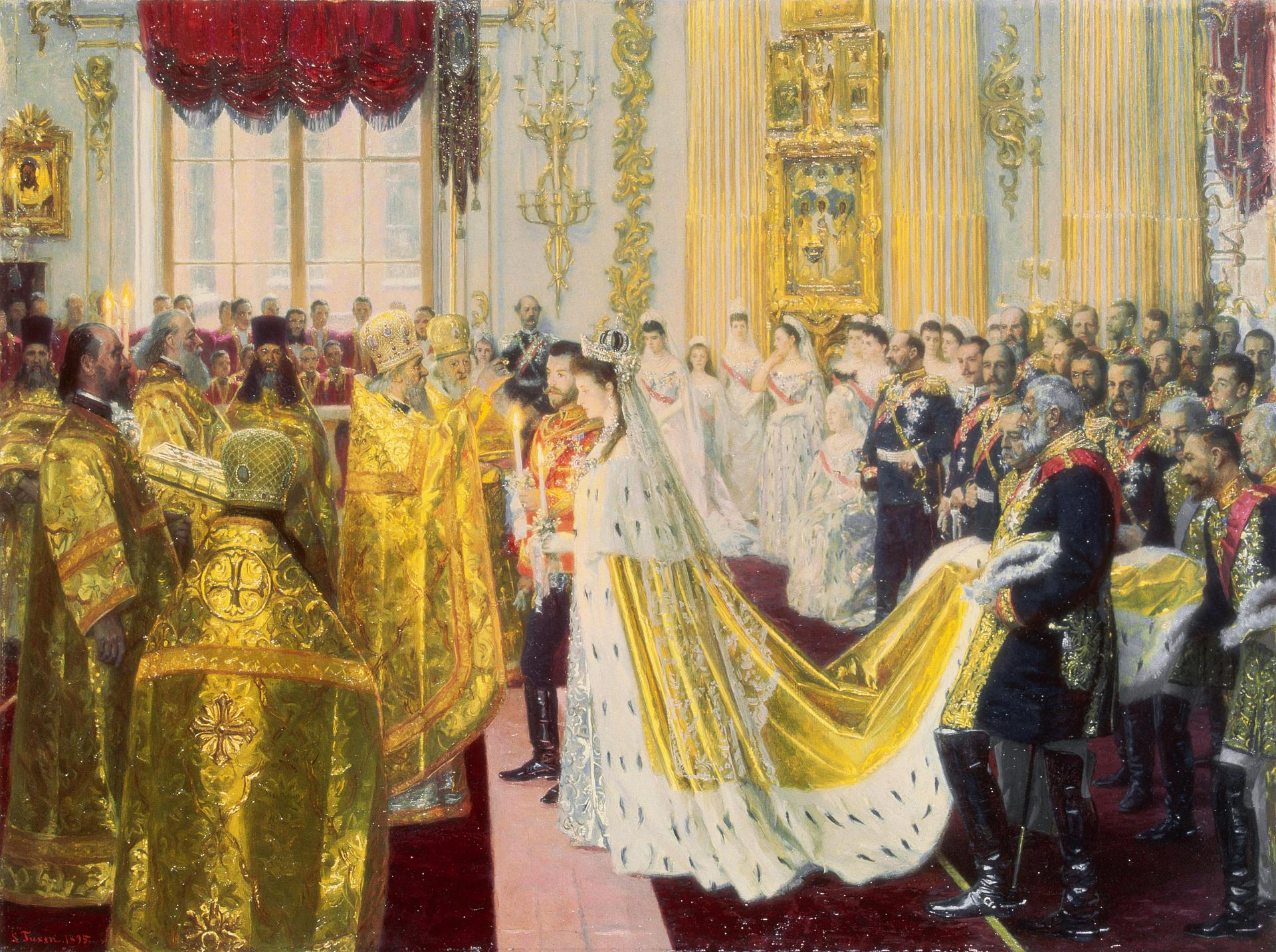
Laurits Tuxen. Mariage de Nicolas II et de la grande princesse Alix de Hesse-Darmstadt. 1895

## Peintres écossais
- William Gouw Ferguson (1632/1633-1689 ou après) : Nature morte avec gibier (ГЭ-2527)
- Charles Cameron (1730-1812) : Projet de décoration de la salle à manger verte du Palais Catherine à Tsarskoïe Selo encre de Chine et aquarelle
- Henry Raeburn (1756-1823) : Portrait de Madame Eleanor Bethune (ГЭ-3512) salle 298
- William Allan (1782-1850) : Bachkirs escortant des prisonniers (ГЭ-9579) - Gardes-frontières (ГЭ-6881)
- Patrick Nasmyth (1787-1831) : Paysage avec un étang (ГЭ-3490) salle 301
- Christina Robertson (1796-1854) : Enfants avec un perroquet (ГЭ-8330) - Les grandes-duchesses Olga Nikolaïevna de Russie et Alexandra Nikolaïevna de Russie filles de Nicolas Ier tsar de Russie (ГЭ-9574) - Portrait de la grande-duchesse Alexandra Nikolaïevna de Russie fille de Nicolas Ier (ГЭ-1351) - Portrait de la grande-duchesse Maria Alexandrovna (ГЭ-4843) - Portrait de la grande-duchesse Maria Alexandrovna aquarelle (ОР-26603) - Portrait de la grande-duchesse Marie Nikolaïevna de Russie duchesse de Leuchtenberg, assise (ОР-18966) - Portrait de la grande-duchesse Marie Nikolaïevna de Russie duchesse de Leuchtenberg, debout (ГЭ-4784) - Portrait de la grande-princesse Olga Nikolaïevna de Russie fille du tsar Nicolas Ier (ГЭ-4593) salle 153 - Portrait de la princesse Zinaïda Ioussoupova (ЭРЖ-1926) - Portrait de la princesse Zinaïda Ioussoupova (ГЭ-7419) - Portrait de l'impératrice Alexandra Feodorovna de Russie, aquarelle sur papier (ОР-26599) - Portrait de l'impératrice Alexandra Feodorovna de Russie (ГЭ-4443) salle 153 - Portrait de l'impératrice Alexandra Nikolaïevna de Russie (ГЭ-1351) salle 153 - Portrait du prince Nicolas Ioussoupov dans sa dixième année (ЭРЖ-1434)
- Robert Macaulay Stevenson (1854-1952) : Paysage de forêt (8973)

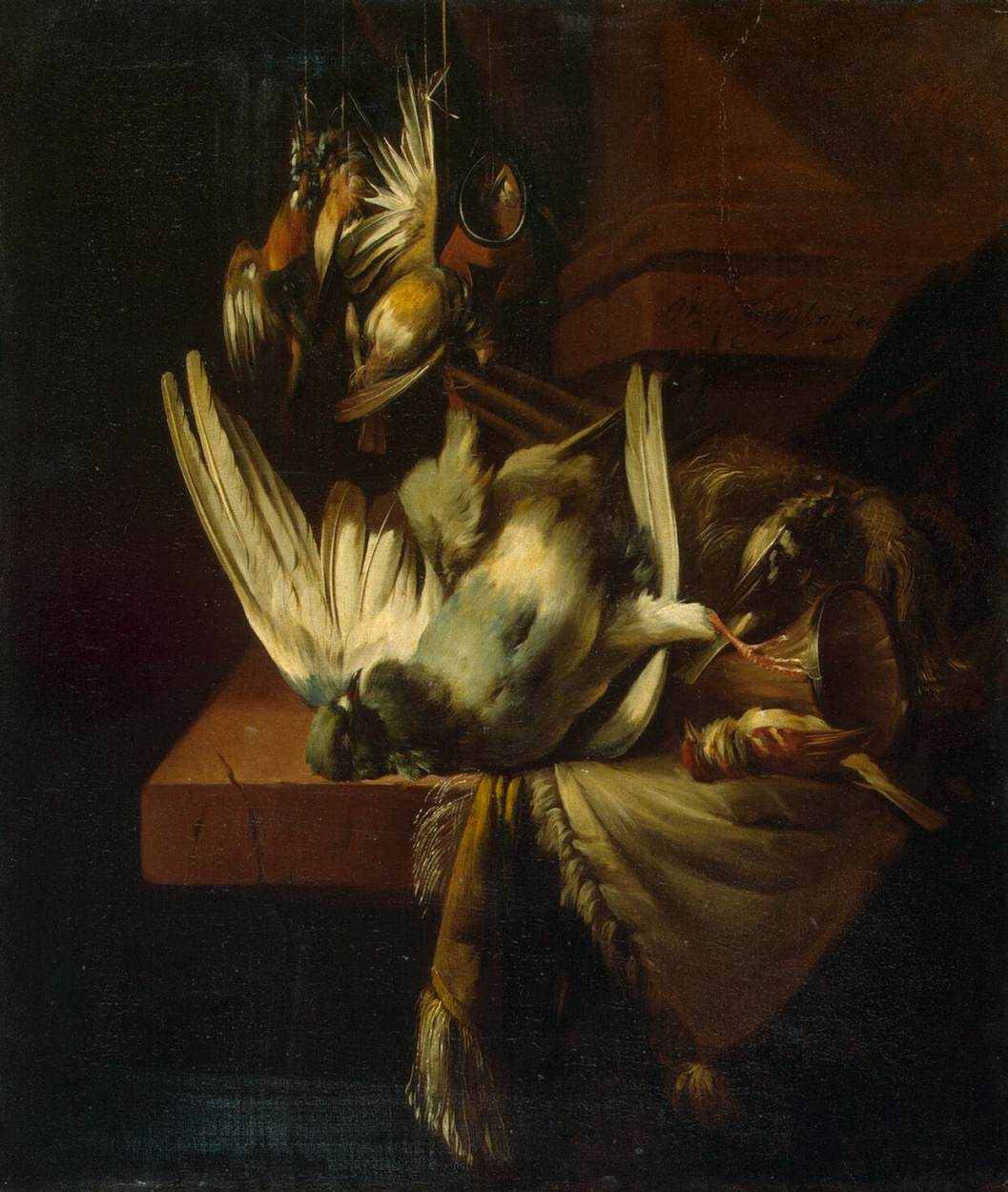
William Gouw Ferguson. Nature morte avec gibier.
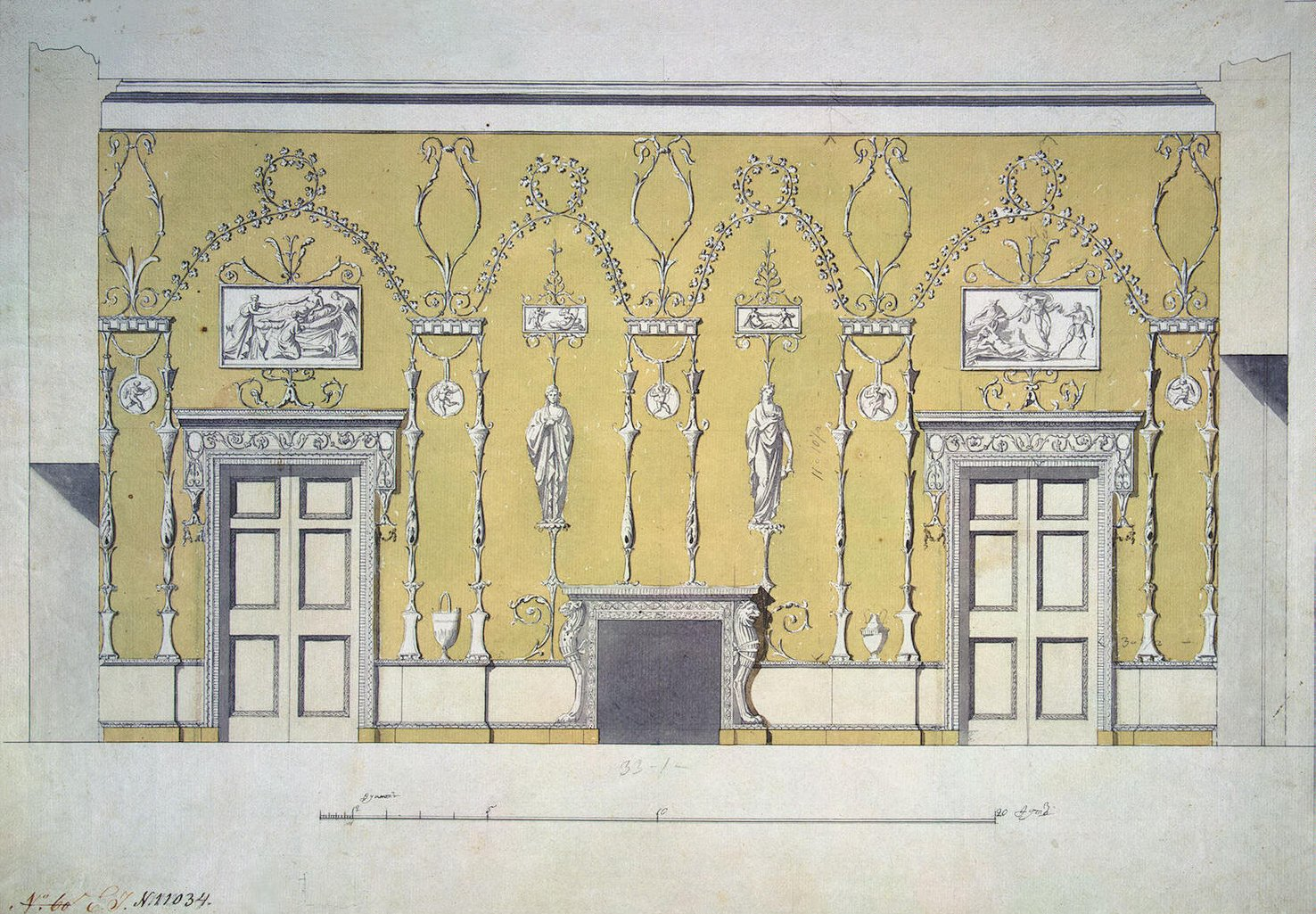
Charles Cameron. Projet de décoration de la salle à manger verte du Palais Catherine à Tsarskoïe Selo. 1780
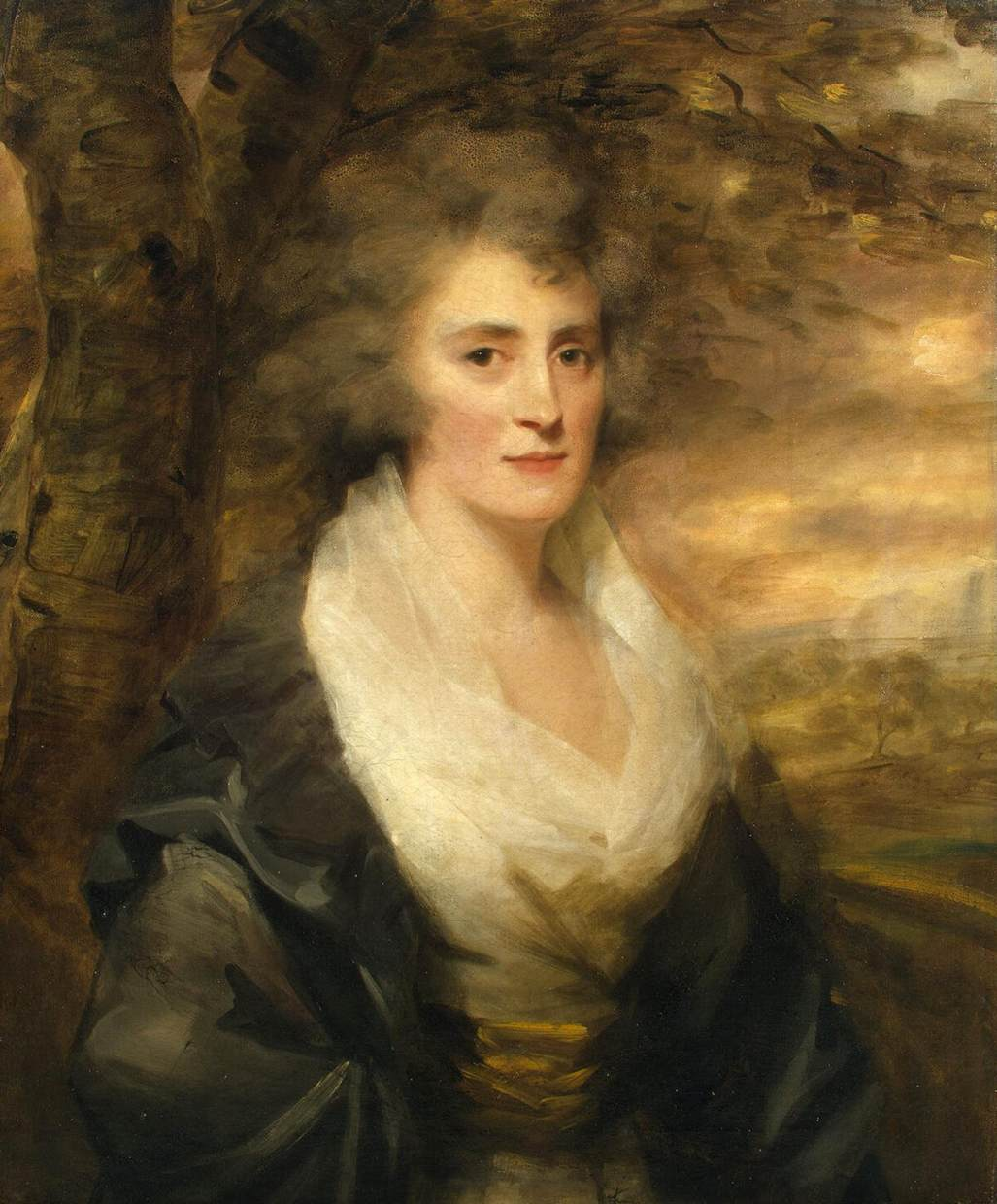
Henry Raeburn - Portrait de Madame Eleanor Bethune
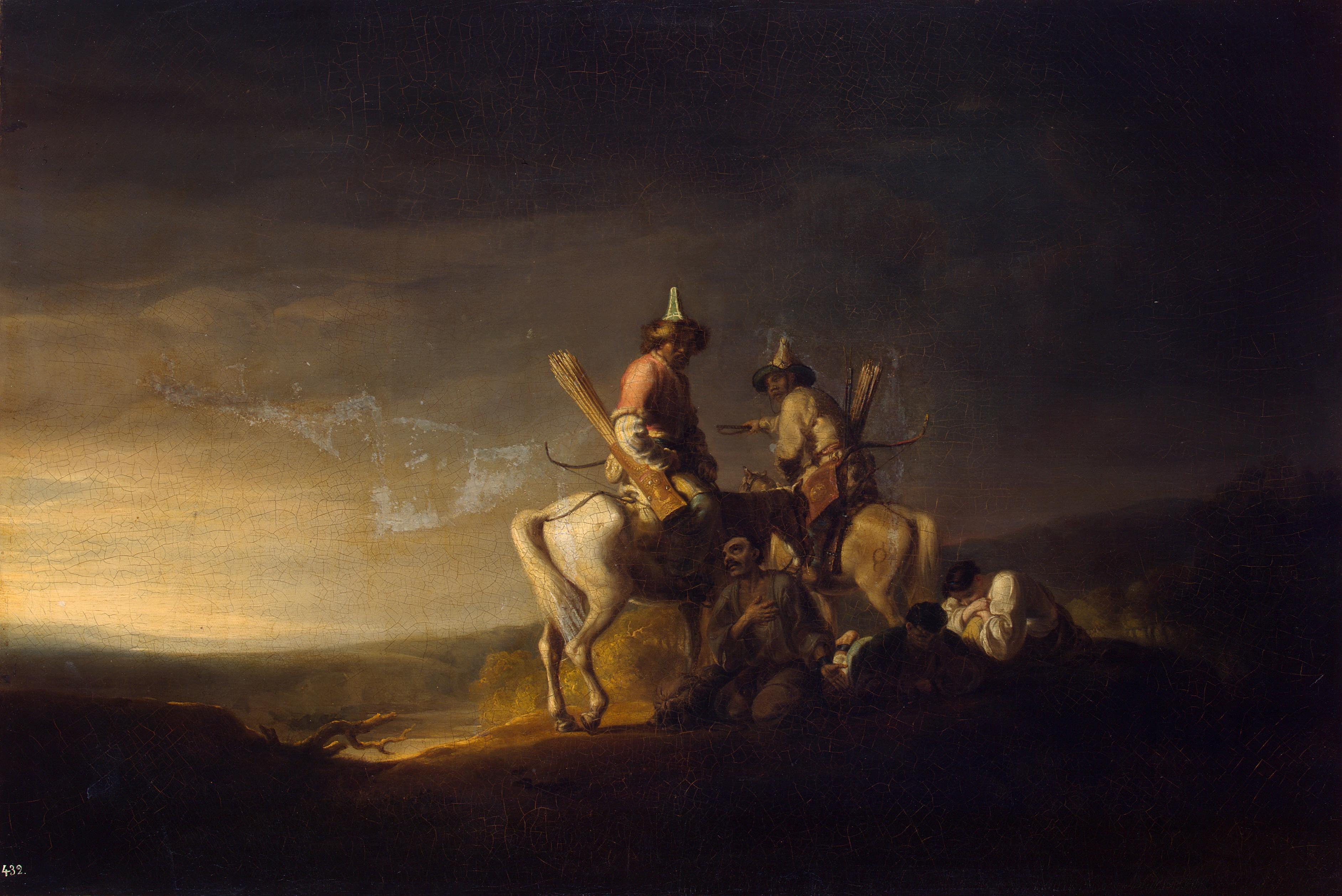
William Allan. Bachkirs escortant des prisonniers
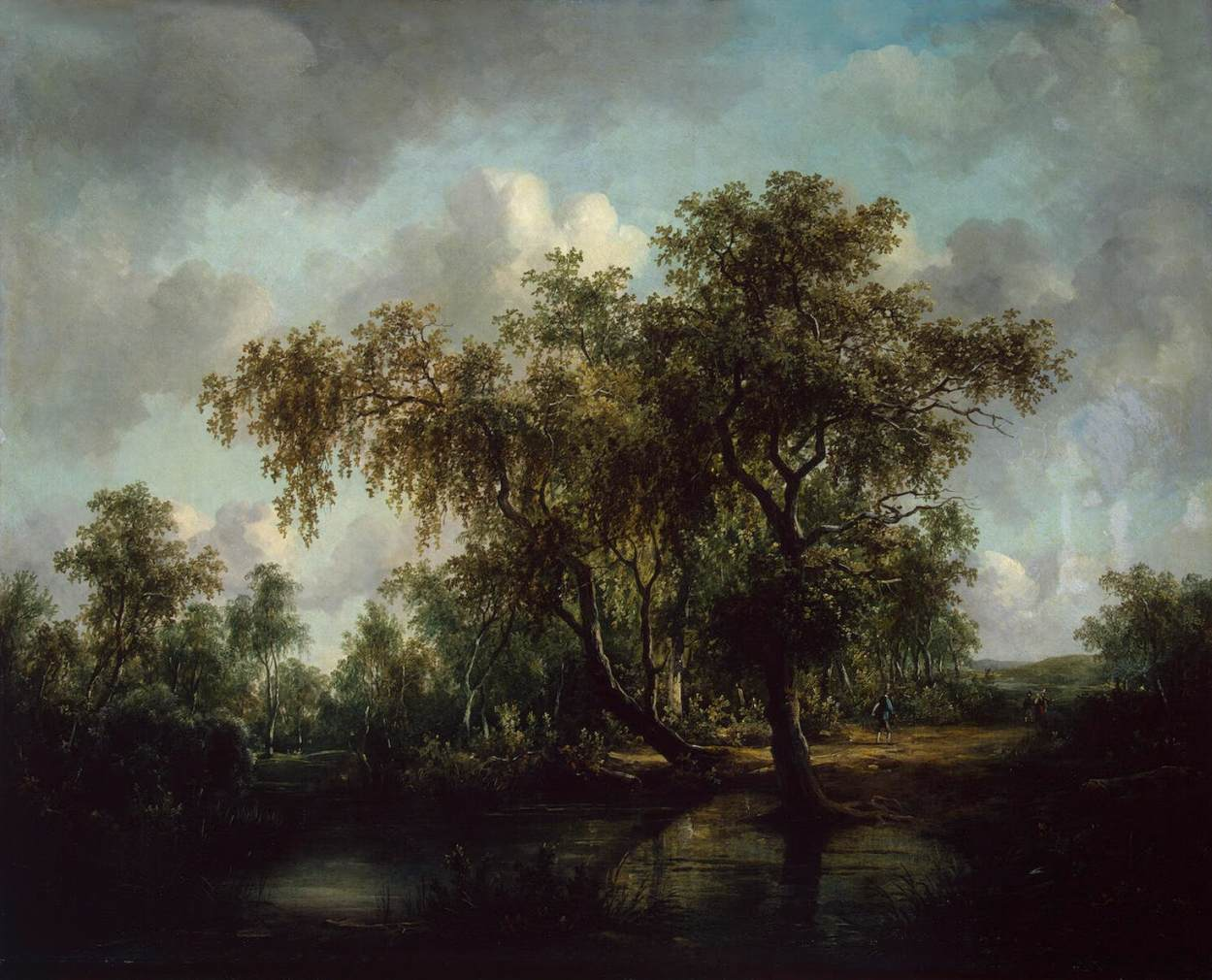
Patrick Nasmyth - Paysage avec un étang
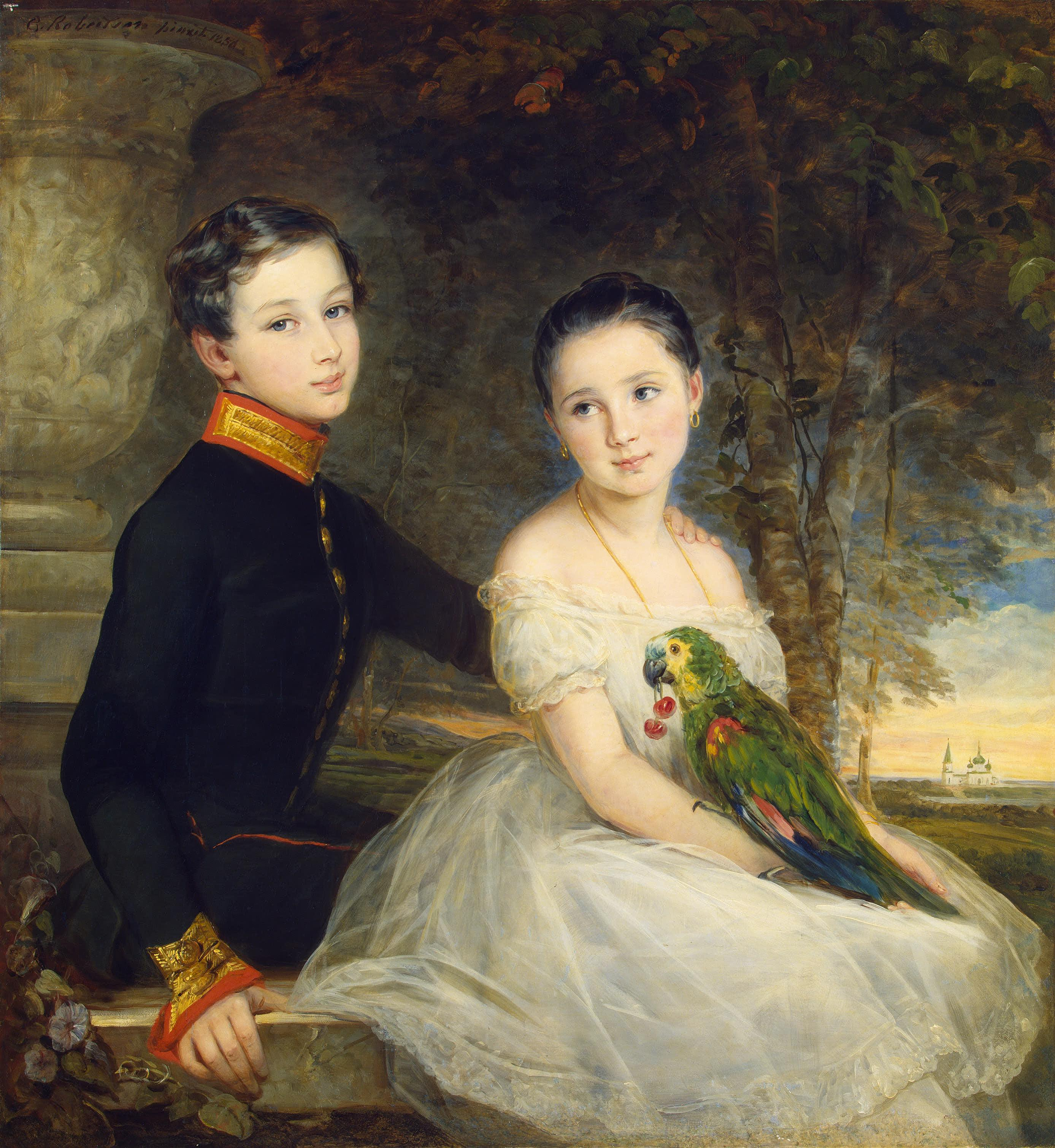
Christina Robertson. Enfants avec un perroquet

## Peintres espagnols
La peinture espagnole est représentée avec près de 200 œuvres.
- Juan de Juanes (vers 1507-1579) : Sainte Anne (ГЭ-381) - Saint Vincent Ferrier (ГЭ-379) - La Vierge à l'enfant avec saint Jean le Baptiste (ГЭ-7405)
- Luis de Morales (1509-1586) : Mater dolorosa ou Le Deuil de la Vierge (ГЭ-358) - la Vierge et l'enfant (à la bobine de fil) (ГЭ-364)
- Juan Fernández Navarrette (1526-1579) : Tête d'un homme (ГЭ-354) - Saint Jean le Baptiste en prison (ГЭ-314)
- Alonso Sánchez Coello (1531/1532-1588) : Le Christ sauveur enfant (ГЭ-384) - Portrait de Giovanna Feltria (ГЭ-7185) - Portrait de l'infante Catherine-Michelle d'Autriche (ГЭ-2594) salle 240
- Miguel Barroso (1538-1590) : Saint André (ГЭ-1472) salle 240 - Saint Jean l'évangéliste donnant la communion à la Vierge (ГЭ-323)
- Le Greco (1541-1614) : Les Apôtres Pierre et Paul (ГЭ-390) - Portrait du poète Alonso de Ercilla (ГЭ-371) - Saint Bernard (ГЭ-10626)
- Juan Pantoja de la Cruz (1553-1608) : L'Infante Catherine Michelle de Savoie - Portrait de Don Diego de Villamayor (ГЭ-3518) salle 240
- Luis de Carvajal (1556-1607) : La Circoncision (ГЭ-1463)
- Juan Sánchez Cotán (1560-1627) : Le Christ sauveur (ГЭ-369)
- Bartolomé González y Serrano (1564-1627) : Portrait de Marguerite Aldobrandini duchesse de Parme (ГЭ-2721) salle 240
- Francisco Ribalta (1565-1628) : Les Apôtres au tombeau du Christ (ГЭ-356) - Le Martyre de sainte Catherine (ГЭ-343) - La Crucifixion ou Les Préparatifs pour la crucifixion ou Le Cloutage sur la croix (ГЭ-303) - Saint Vincent, saint Vincent Ferrier et saint Raymond de Penyafort (ГЭ-374) salle 239
  - Son école : Saint Vincent de Saragosse en prison (ГЭ-374) salle 239
- Pedro Orrente (1580-1645) : Entrée à Jérusalem (ГЭ-5570) - La Multiplication des pains et des poissons (ГЭ-349)
- Juan Bautista Maíno (1581-1649) : Adoration des bergers (ГЭ-315) - la Vierge, sainte Marie-Madeleine et sainte Catherine apparaissant à un dominicain de Soriano (ГЭ-321)
- Juan del Castillo (1584-1640) ou (1593-1657) : Rencontre d'Élisabeth et de Marie (ГЭ-326)
- Luis Tristán (1585-1624) : Portrait de Lope de Vega (ГЭ-353)
- José de Ribera (1591-1652) : Allégorie de l'Histoire - Le Christ à la couronne d'épines (7760) - La Vierge Marie en deuil (ГЭ-1569) - Saint Jérôme écoutant la trompette ou Saint Jérôme et l'ange (ГЭ-311) - Saint Onuphre (375) - Saint Pierre en pénitent (ГЭ-4794) - Saint Sébastien, sainte Irène et sainte Lucine ou Saint Sébastien guéri par sainte Irène (ГЭ-325)
  - École : Caton d'Utique (ГЭ-2145)
- Juan del Castillo (1593-1657) : Marie rencontre Élisabeth (ГЭ-326)
- Juan de la Corte (1597-1660) : Bataille (ГЭ-4185)
- Francisco de Zurbarán (1598-1664) : Le Christ en croix (5572) - Saint Fernando (ГЭ-5158) - Saint Laurent (ГЭ-362) salle 239 - La Vierge enfant en prière (ГЭ-306)
- Francisco Collantes (1599-1656) : Paysage avec ruines (ГЭ-1474) - Saint Jean le Baptiste dans le désert (ГЭ-348)
- Diego Vélasquez (1599-1660) : Portrait de Philippe IV (ГЭ-296) - Portrait du comte-duc d'Olivares (ГЭ-300) - Tête d'homme jeune de profil (ГЭ-295) - Tête d'un garçon qui rit (ГЭ-334) - Trois hommes à table, le déjeuner (ГЭ-389)
  - Son atelier : Portrait de Philippe IV (ГЭ-297) salle 239
- Emmanuel Lombardos (1600- ? ) : Icône : la crucifixion (I-44)
- Alonso Cano (1601-1667) : L'Enfant Jésus et saint Jean (ГЭ-320) - La Mort de saint-Joseph (ГЭ-1466) - Portrait de Garcilaso de la Vega (ГЭ-1691) - Portrait d'Homme (ГЭ-361)
- Girolamo Lucenti de Correggio d'origine italienne (1602-1624) : L'Annonciation (ГЭ-1465)
- Antonio de Puga (1602-1648) : Le Rémouleur (309) - Un aveugle - Vieil homme apprenant à lire à un garçon (ГЭ-5349)
- Cristóbal García Salmerón (1603-1666) : Le Christ, bon berger (ГЭ-363)
- Antonio del Castillo y Saavedra [1603-1668) : Chargement de mules (ГЭ-2572) - Paysage avec cabanes (ГЭ-317) - Paysage de montagnes (ГЭ-1453)ñ
- Juan Bautista Martínez del Mazo (vers 1605-1667) : Le Christ sauveur (ГЭ-359) - Femme avec enfant endormi (ГЭ-8761)
- Pedro de Moya (1610-1666) : Portrait d'homme (ГЭ-388) - La Vierge (ГЭ-378)
- Juan de Pareja (1610-1670) : Portrait d'un chevalier de l'Ordre de Santiago (ГЭ-324) - Portrait d'un moine (ГЭ-366)
- Francisco Camilo (1610-1673) : Assomption de la Vierge (ГЭ-355)
- Simón de León Leal (1610-1687) : Le Triomphe de saint Norbert (ГЭ-2539) salle 239
- Antonio de Pereda (1611-1678) : L'Ange gardien (ГЭ-2645) - Mise au tombeau - Nature morte avec coffre en ébène (ГЭ-327) - Vision de sainte Thérèse (ГЭ-1484)
- Pedro Núñez (vers 1614-1649) : L'Annonciation (ГЭ-367)
- Juan Carreño de Miranda (1614-1685) : Le Baptême du Christ (ГЭ-357) - Portrait d'homme (ГЭ-360) - Prise de Séville (ГЭ-2540) - Saint Damien (ГЭ-330)
  - Son atelier : Portrait équestre de Charles II enfant (ГЭ-322)
- Sebastián Martínez Domedel (1615-1667) : La Madone à l'enfant assise sur un trône de nuages (ГЭ-1464)
- Bartolomé Esteban Murillo (1617-1682) : Adoration des bergers (ГЭ-316) - Adoration des bergers (ГЭ-341) - L'Annonciation (ГЭ-346) - L'Assomption de la Vierge (ГЭ-387) - La Cuisson des galettes (ГЭ-1935) - La Crucifixion (ГЭ-345) - Deux femmes à une fenêtre (ГЭ-338) - L'Enfant Jésus endormi (ГЭ-293) - L'Enfant Jésus et saint Jean (ГЭ-335) - L'Enfant Jésus s'est piqué avec la couronne d'épines (ГЭ-339) - Esquilache Immaculée Conception (ГЭ-7146) - Garçon avec un chien (ГЭ-386) - Isaac bénissant Jacob (ГЭ-332) - Libération de Saint Pierre (ГЭ-342) - Le Martyre de saint Pedro de Arbués ou La Mort de l'inquisiteur Pedro de Arbués (ГЭ-302) - La Mort de Sainte Claire - Présentation au temple (ГЭ-380) - Le Repentir de saint Pierre (ГЭ-3589) salle 239 - Le Repos pendant la fuite en Égypte (ГЭ-340) - La Sainte Famille (ГЭ-337) - Saint Jean le Baptiste avec un agneau - Saint Joseph menant l'enfant Jésus (ГЭ-336) - Le Songe de Jacob (ГЭ-344) - La Vision de saint Antoine de Padoue (ГЭ-308)
  - Atelier : La Mort de sainte Claire (ГЭ-1459)
- Sebastián Herrera Barnuevo (1619-1671) : Portrait de Charles II enfant (ГЭ-1461)
- Ignacio de Iriarte (1620-1680) : Le Passage du gué (ГЭ-310)
- Francisco de Solís (1620-1684) : Sainte Marie de Magdala et des anges (ГЭ-1462)
- Juan de Valdés Leal (1622-1690) : Tête de femme (ГЭ-350)
- Simón de León Leal (1623-1700) ou (1610-1687) : Triomphe de saint Norbert (ГЭ-2539)
- Juan Antonio de Frías y Escalante (1633-1669) : Saint Joseph et le Christ enfant (ГЭ-307)
- José Claudio Antolinez (1635-1675) : Baptême du Christ (ГЭ-298) - Descente de croix (ГЭ-301) - Sainte Marie l'Égyptienne dans le désert (ГЭ-313)
- Pedro Núñez de Villavicencio (1635-1700) : Garçon à la recherche de puces sur un chien (ГЭ-333)
- Matias de Torres (1635-1711) : Présentation du Christ au temple (ГЭ-318)
- Mateo Cerezo (1637-1666) : L'Immaculée conception (ГЭ-1456) salle 239
- Pedro Atanasio Bocanegra (1638-1689) : Apparition de la Vierge à un moine dominicain à Soriano (ГЭ-305)
- Jerónimo de Bobadilla (1640-1709) : Le Christ sauveur - La Vierge avec l'enfant Jésus endormi (ГЭ-8757)
- Claudio Coello (1642-1693) : Autoportrait (ГЭ-365) - Marie Madeleine repentante (ГЭ-294)
- Clemente de Torres (1662-1730) : Saint Joseph avec l'enfant Jésus (ГЭ-331)
- Alonso Miguel de Tovar (1678-1752) : Garçon faisant des bulles de savon (ГЭ-368)
- Mariano Salvador Maella (1739-1819) : Portrait de Carlos de Bourbon, prince des Asturies (ГЭ-4433) - Portrait de Charles III (ГЭ-4474) - Portrait de Marie-Louise de Bourbon-Parme (ГЭ-4591)
- Francisco de Goya (1746-1828) : Portrait de Doña Antonia Zárate (ГЭ-10198). Dessins : Africain fou - Claudio Ambrosio Surat connu sous le nom de squelette vivant - Crocodile à Bordeaux - Deux femmes à l'église - En prière - Faits ruraux - Femme aidant une personne malade à boire - Femme tenant un enfant sur ses genoux - Folle qui vend du bonheur - Fou de la Calle Mayor - Fous - La Générosité opposée à la cupidité - Grand colosse endormi - Homme tirant sur une corde - Ici, il va se passer quelque chose - Idiot - Il récite ses prières - Jacob face à ses fils lui montrant la tunique ensanglantée - Jeune femme flottant dans les airs - Maja et Majo - Maja avec des chiots - Mi-carême - Moine - Moine pénitent - Patineurs - Pauvres - Pot cassé - Prisonnier - Promenade - Qui va l'emporter? - Regarder ce qu'ils ne peuvent pas voir - Un homme heureux - Un serpent de quatre mètres de longueur à Bordeaux - Une peine française - Une peine française, crayon -
- Jenaro Pérez Villaamil (1807-1854) : Intérieur de l'église saint Michel à Jerez de la Frontera
- Federico de Madrazo (1815-1894) : Portrait d'une dame en noir (ГЭ-8624)
- Martín Rico (1833-1908) : Cour en Espagne (ГЭ-8918)
- Marià Fortuny, catalan (1838-1874) : Arabe (ГЭ-7317) - Soldat marocain (7313)
- José Villegas Cordero (1844-1921) : L'Adieu au torero (ГЭ-8534)
- Francisco Pradilla y Ortiz (1848-1921) : Forum à Pompeï (8934)
- Ignacio Zuloaga (1870-1945) : L'Ermite (ГЭ-6566) - Le Nain Gregorio (ГЭ-7723) - Portrait d'Ivan Chtchoukine (8983) - Les Préparatifs avant la corrida (9656)
- Hermen Anglada Camarasa (1871-1959) : Danse espagnole (9102)
- Pablo Picasso (1881-1973) salles 348 et 349 : L'Amitié (6576) - L'Apéritif ou La Buveuse d'absinthe (ГЭ-9045) - Après le bal ou Femme tenant un éventail (ГЭ-7705) - La Baignade (8896) - Bol vert et Flacon noir (7702) - Bouquet de fleurs dans un pot gris et verre avec cuillère ou Vase de fleurs et verre avec cuillère (8999) - Bouteille de Pernod et verre ou Table dans un café (ГЭ-8920) - Buste de femme nue (9046) - Carafon et Trois Bols (8986) - Composition à la tête de mort ou Nature morte avec crâne (9162) - Composition : compotier avec grappe de raisin et poire coupée (OP 43789) - Compotier, fruits et verre ou Nature morte au compotier (9160) - La Danse aux voiles ou Nu à la draperie (9089) - Les Deux Sœurs ou L'Entrevue ou La Rencontre (ГЭ-9071) - Dryade ou Nu dans la forêt (7704) - Étude de garçon nu, debout, appuyé sur sa main gauche encre et gouache (40777) avec au verso Une femme couchée et un garçon études au fusain - Femme assise ou Femme nue assise (9163) - Femme jouant de la mandoline (ГЭ-6579) - Femme nue assise dans un fauteuil (9159) - La Fermière en buste (6531) - La Fermière en pied (9161) - Garçon au chien avec au verso Étude de deux chiffres avec profil de tête masculine (OP 41158) - La Guinguette ou Couteau, fourchette, menu (8936) - Homme nu aux bras croisés (OP 43481) - Instruments de musique (8939) - Maisonnette et Arbres (6533) - Nature morte au porron (8895) - Nu assis (7701) - Portrait de Benet Soler (ГЭ-6528) - Portrait de Geneviève ou Tête de femme au mouchoir (6573) - Pot, verre et livre (6532) - Trois Femmes (ГЭ-9658) - La Briqueterie à Tortosa ou L'Usine à Horta de Ebro (ГЭ-9047) - Verre et Poire coupée sur une table (OP 42159) - Violon et Clarinette (6530) - Violon et Guitare ou Violon et Verres sur une table (9048)
- Julián Agustin Castedo Palero, catalan (1893-1960) : Madrid (9080) - Madrid (9100) - Nature morte (9081)
- Antonio Rodríguez Luna (1910-1985) : La Guerre civile espagnole (9049)

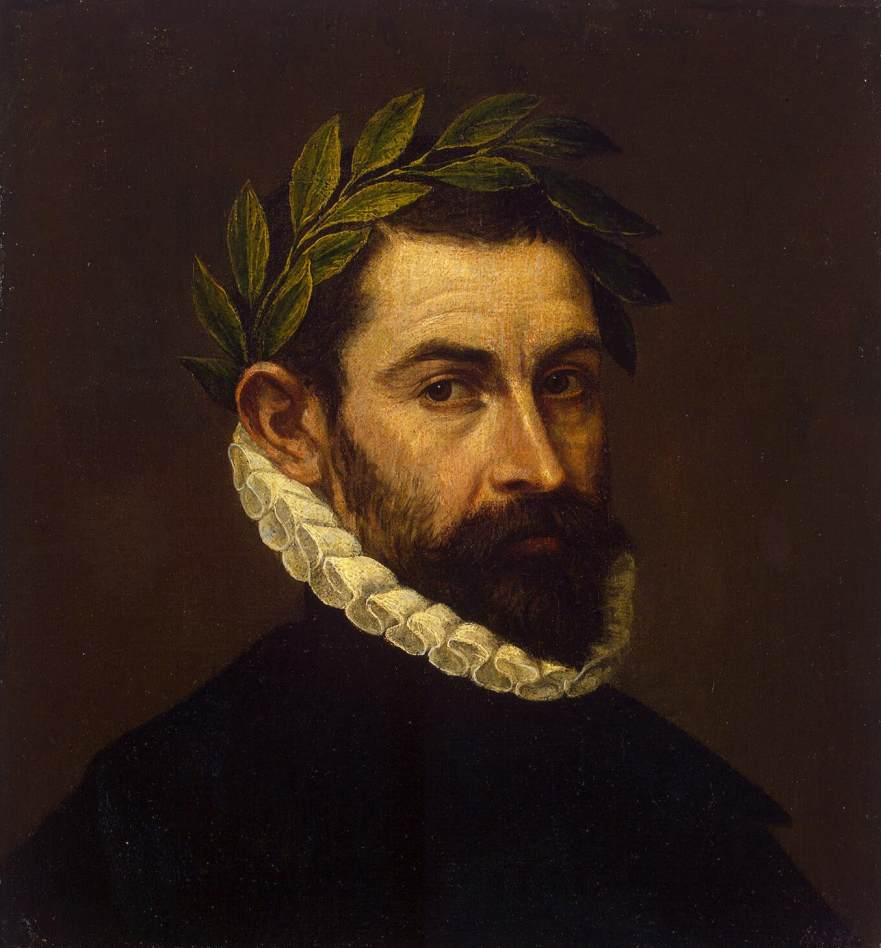
Le Greco – Portrait du poète Alonso de Ercilla
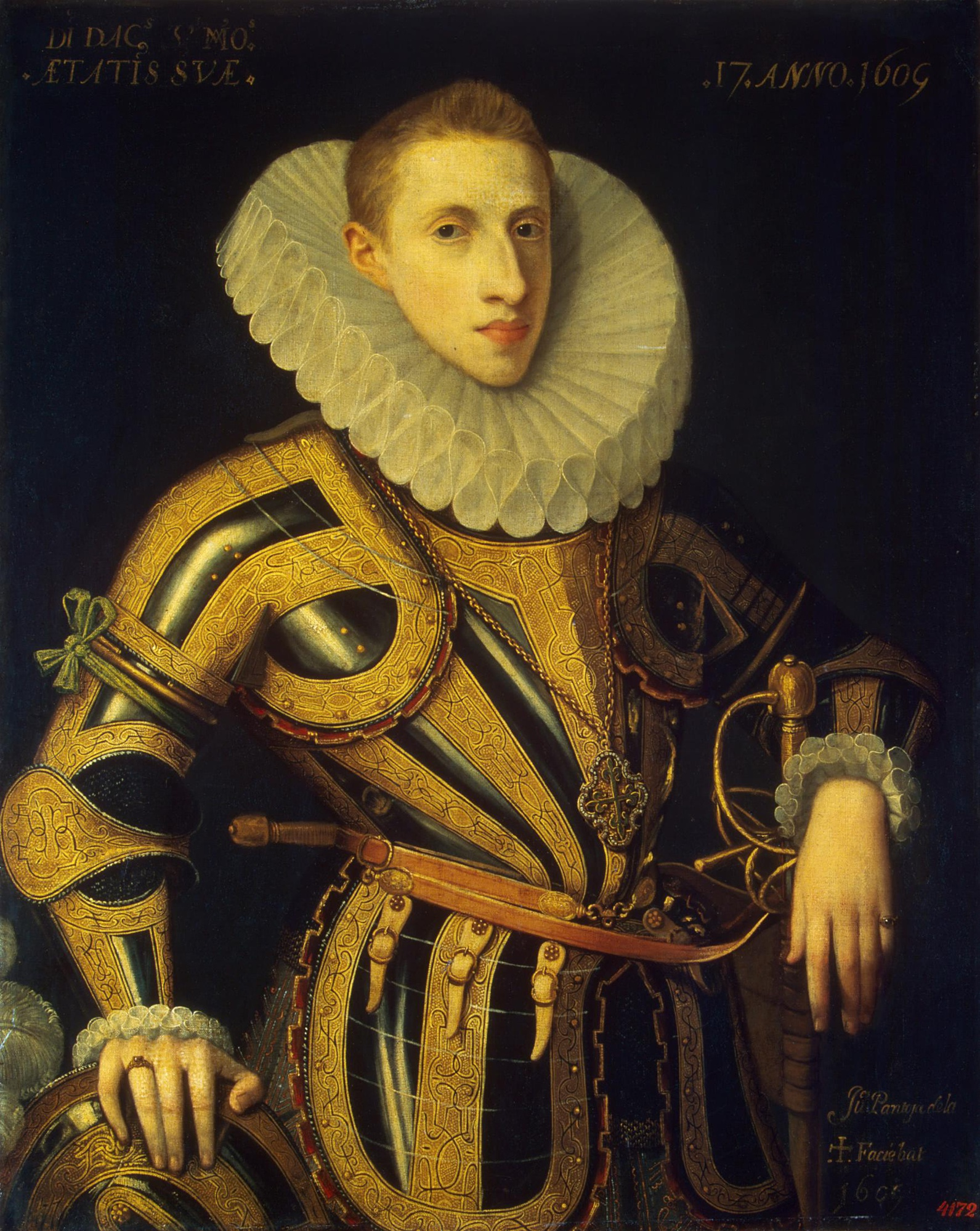
Juan Pantoja de la Cruz - Diego de Villamayor
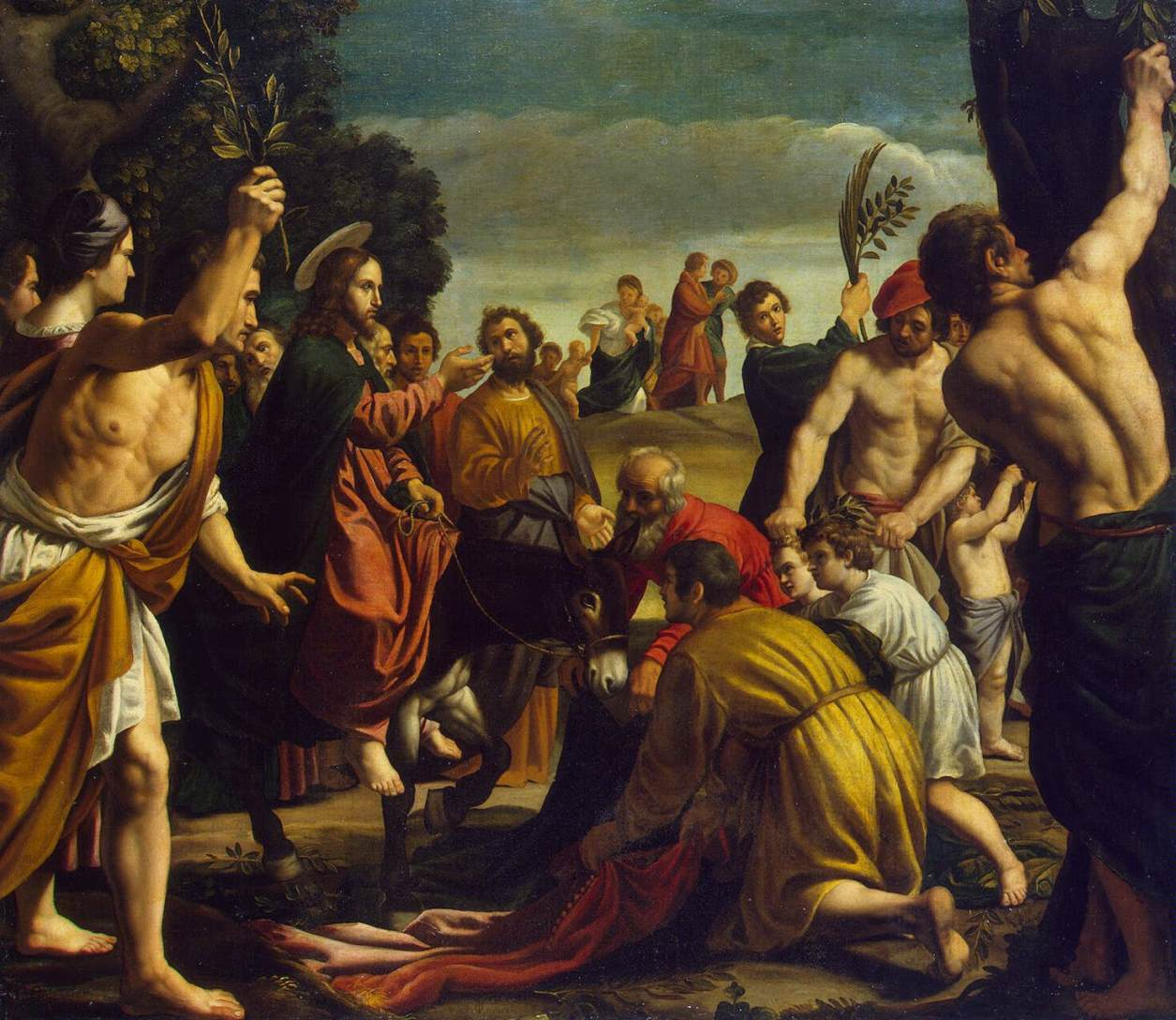
Pedro de Orrente – Entrée à Jérusalem
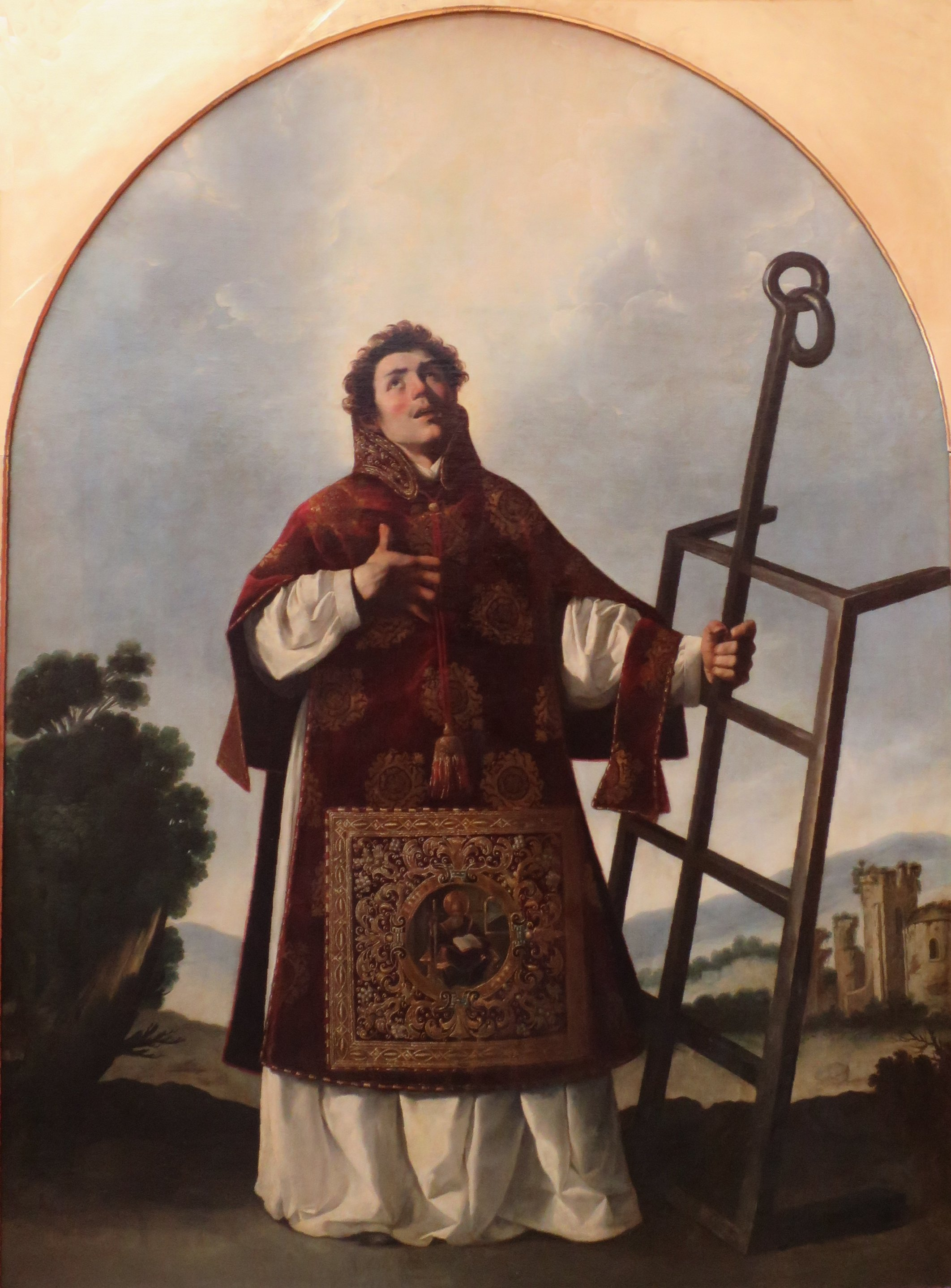
Francisco de Zurbaran - Saint Laurent
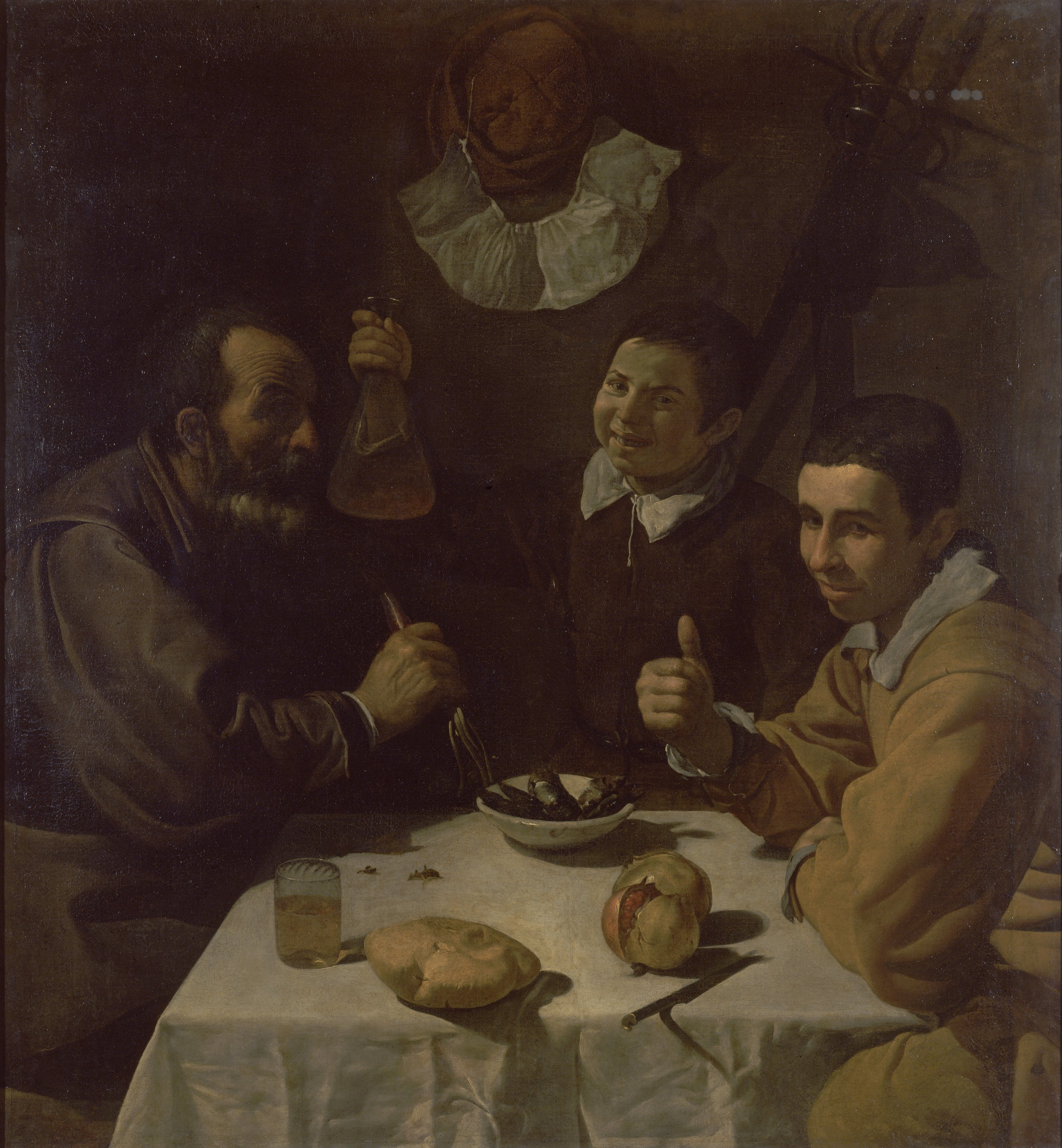
Diego Velazquez – Le Déjeuner
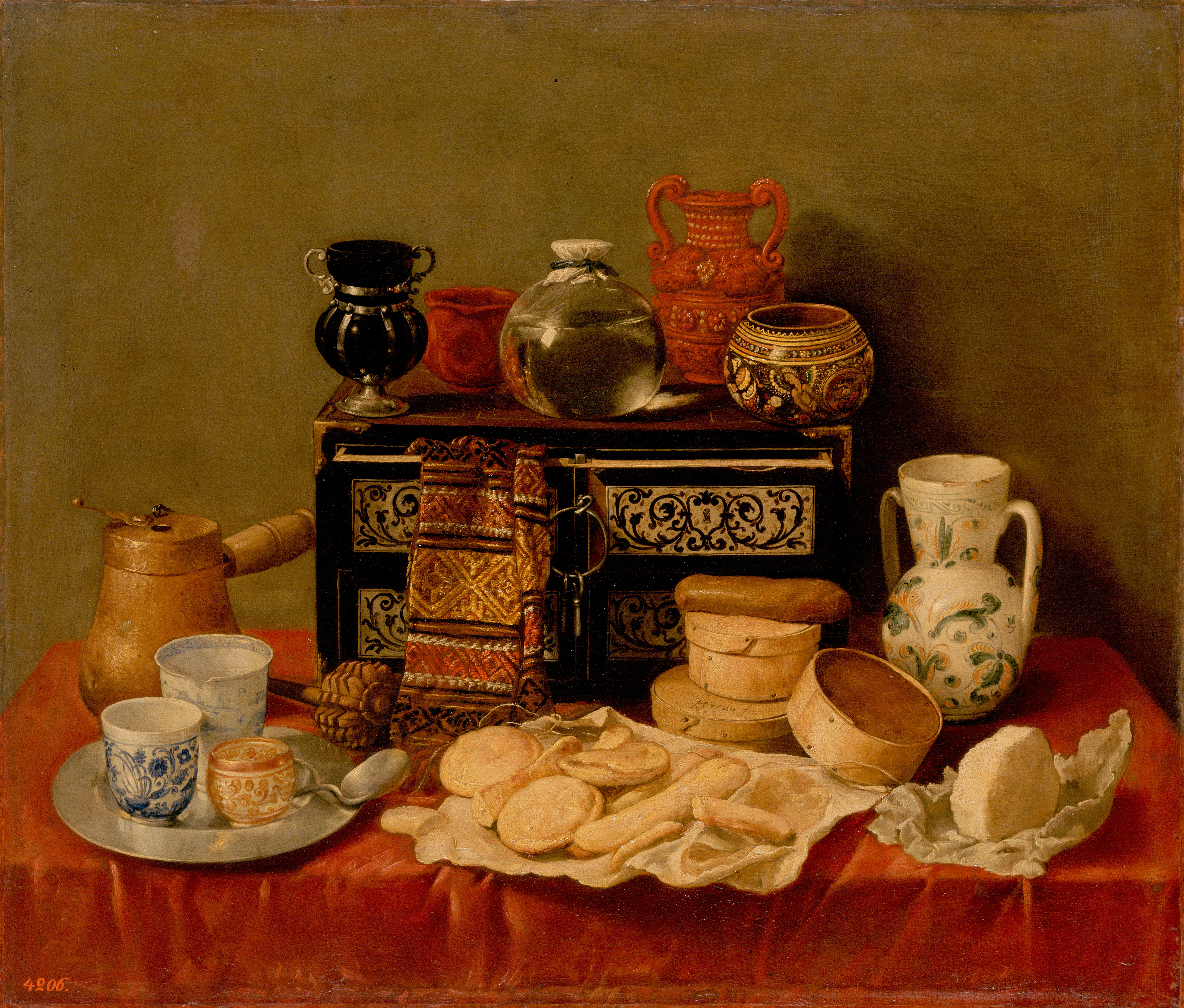
Antonio de Pereda, - Nature morte avec coffre en ébène
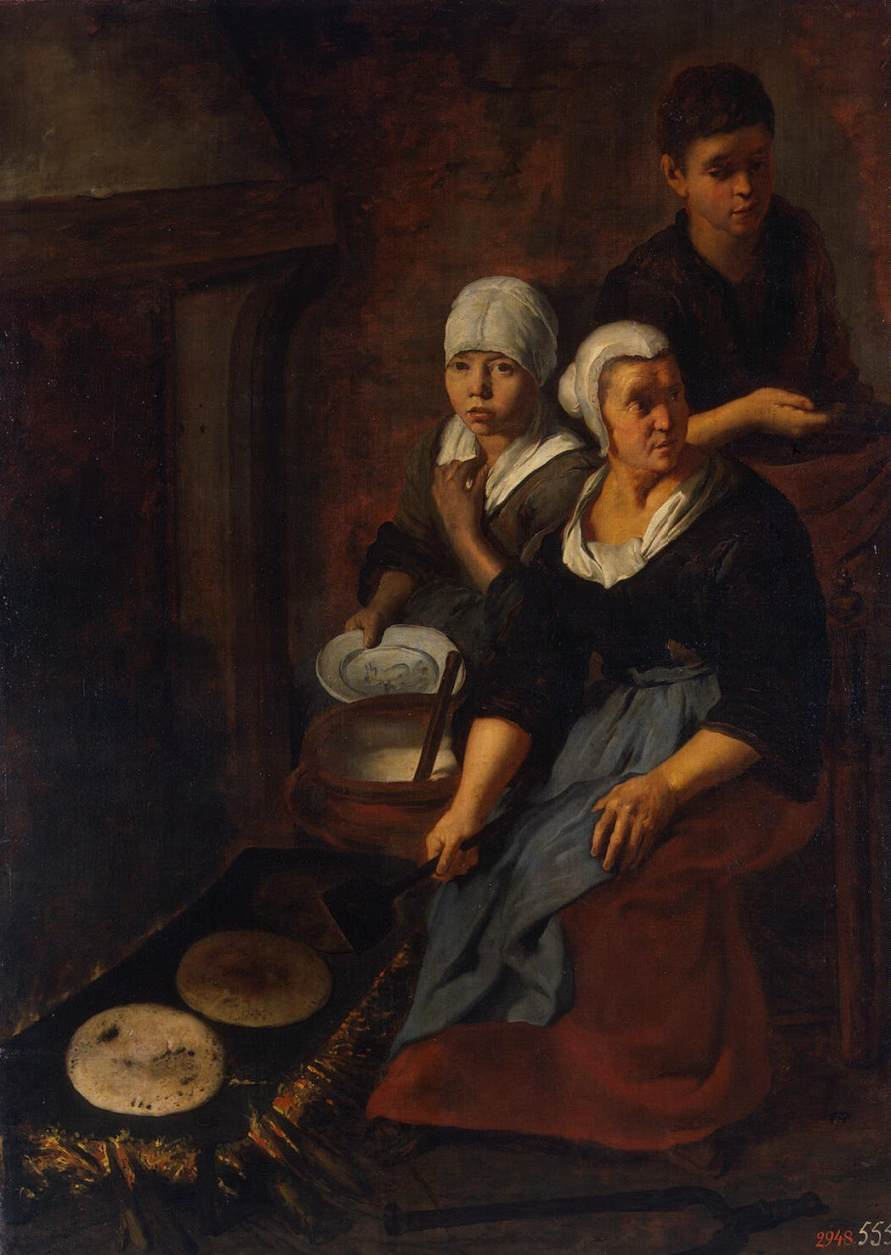
Bartolomé Esteban Murillo – La cuisson des galettes
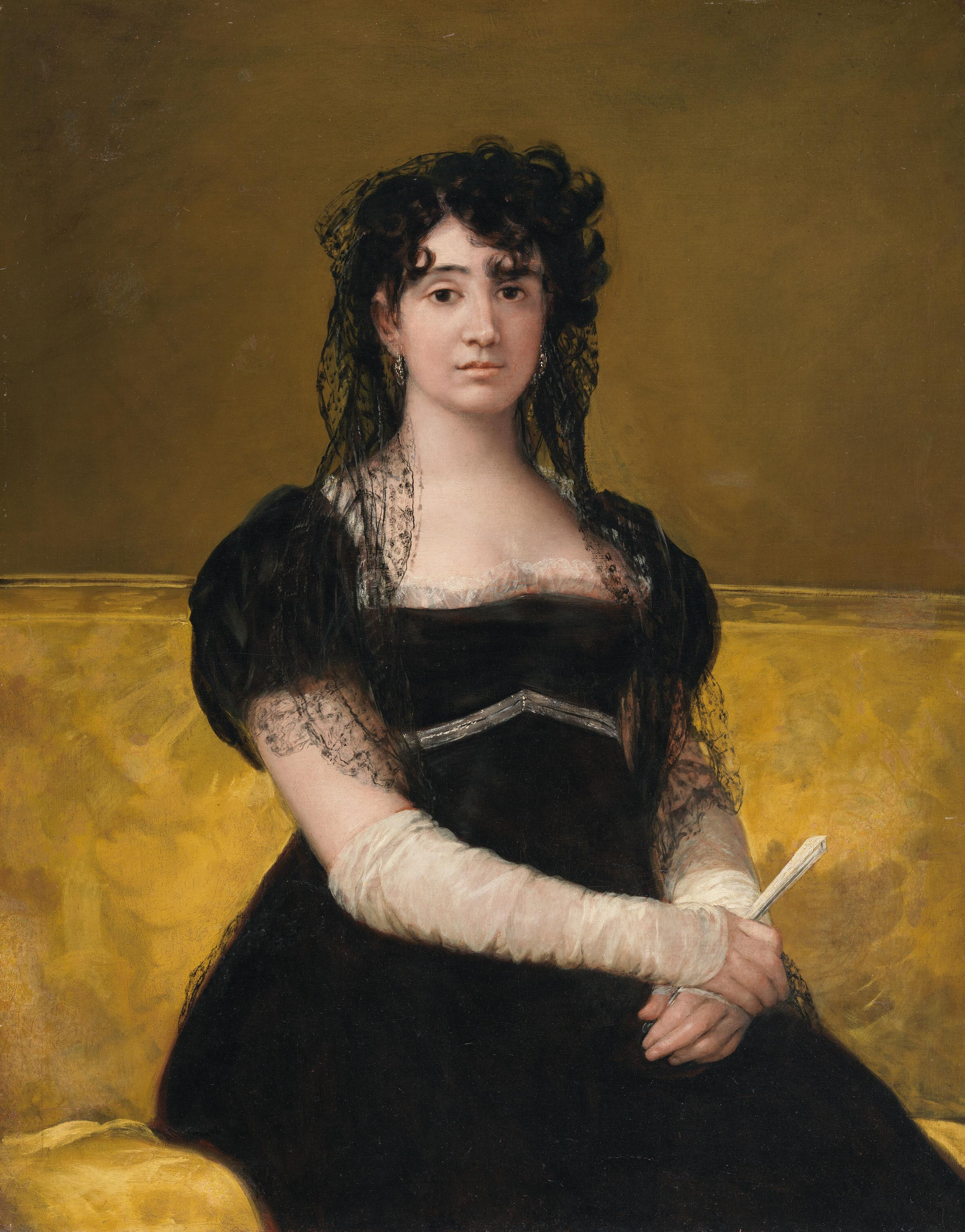
Francisco de Goya - Portrait de Doña Antonia Zárate

## Peintres finlandais
- Albert Edelfelt (1854-1905) : Dans la chambre des enfants  (ГЭ-9775) - Lavandières (ГЭ-6477) - Paysage (ОР-18902) - Meilleurs amis (Portrait de Berta la sœur de l'artiste et de Capi) (ГЭ-9812) - Vue de Porvoo de Nasinmaki (ГЭ-9031)
- Hugo Backmansson (1860-1953) : Portrait d'une vieille femme (ЭРЖ-2043) - Portrait d'un vieux marchand (ЭРЖ-2042)
- Eero Järnefelt (1863-1937) : Faucons dans la forêt (ОР-18906)
- Pekka Halonen (1865-1933) : Paysage d'hiver (ГЭ-10098)
- Hugo Simberg (1873-1917) : Paysanne finlandaise (8948)
- Väinö Kunnas (1896-1929) : Le Tailleur philosophe (9035)
- Carl August Henry Ericsson (1898-1933) : Enfants, esquisse pour peinture murale (8964)

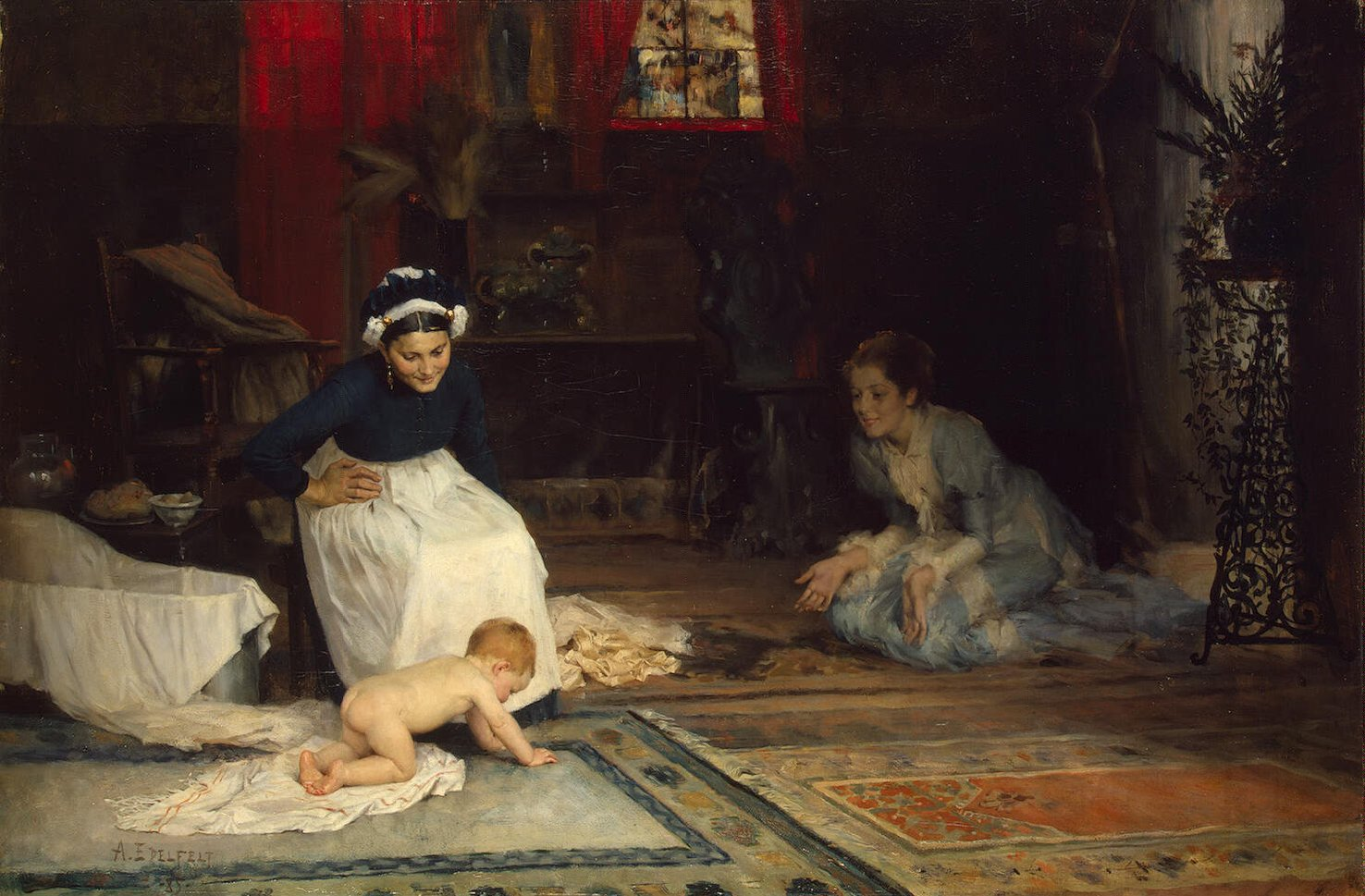
Albert Edelfelt. Dans la chambre des enfants
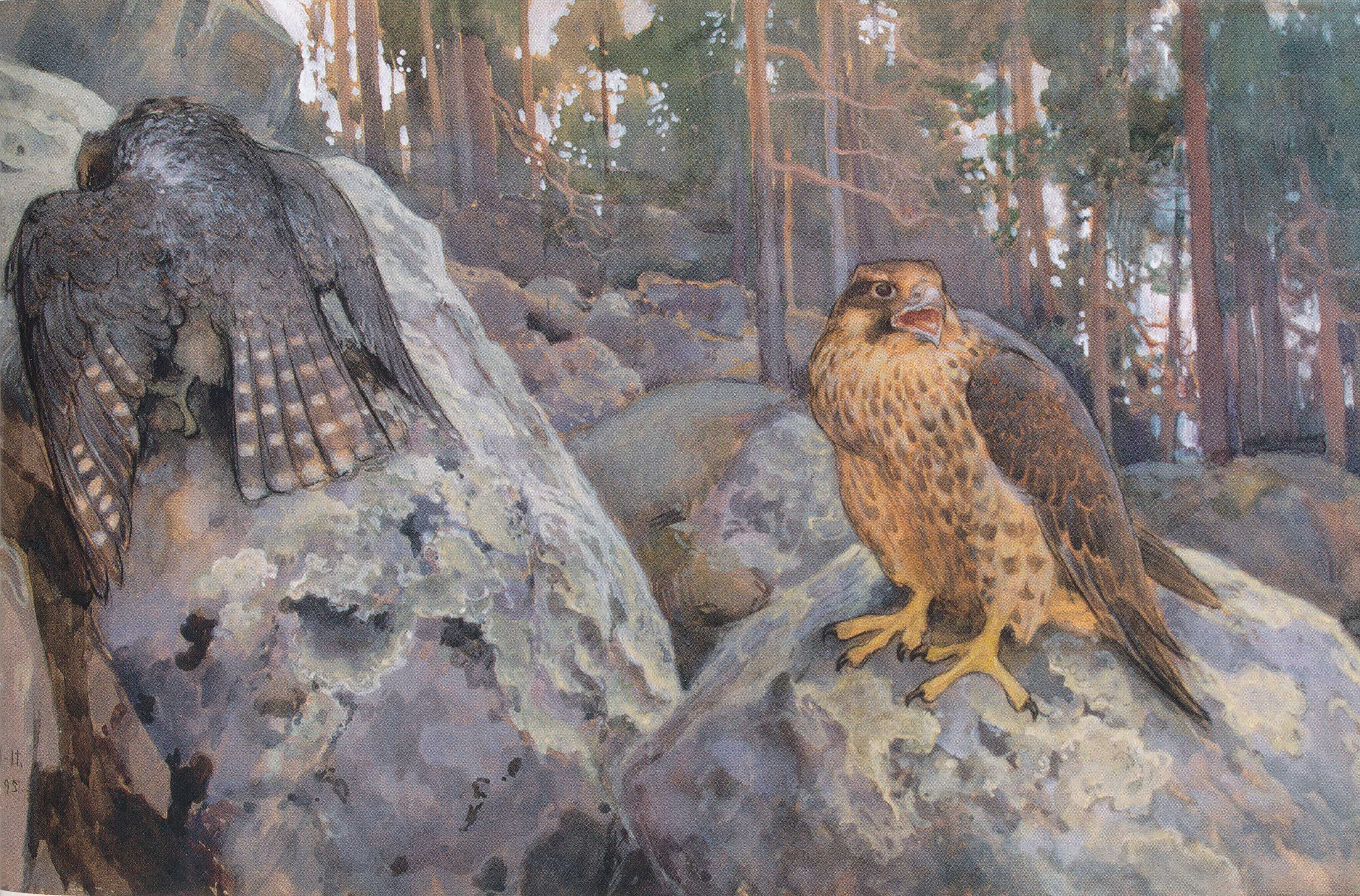
Eero Järnefelt. Faucons dans la forêt
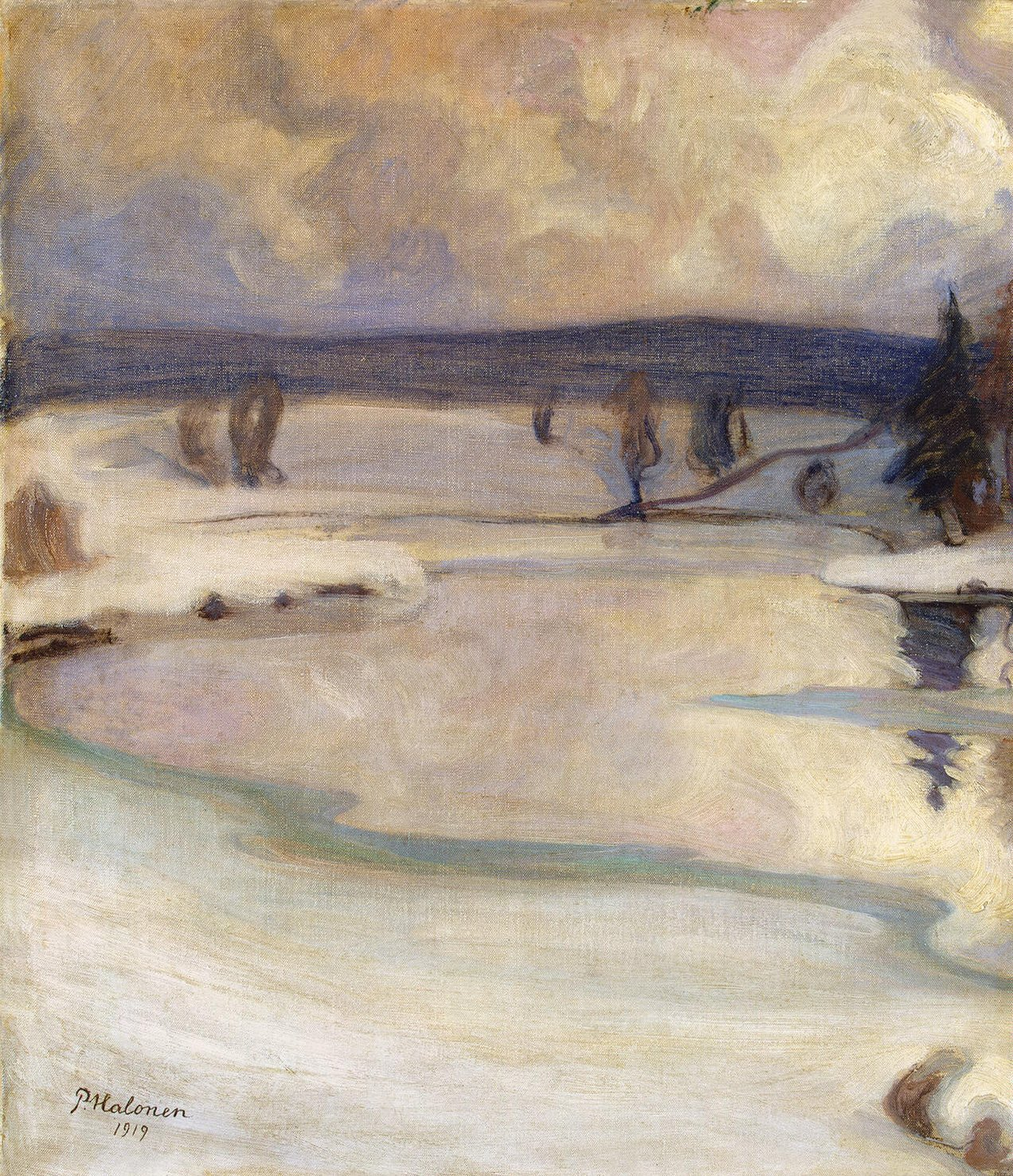
Pekka Halonen. Paysage d'hiver

## Peintres flamands
- Robert Campin (1378-1444) : La Sainte Trinité, panneau de gauche d'un diptyque (ГЭ-443) - Vierge à l'enfant devant une cheminée, panneau de droite d'un diptyque (ГЭ-442)
- Hugo van der Goes (vers 1440-1482) : Adoration des mages, triptyque (ГЭ-403)
- Gérard David (1450-1523) : La Vierge embrassant le Christ mort (402)
- Geertgen tot Sint Jans (1460/1465-1490/1495) : Saint Bavon (ГЭ-5174)
- Jan Mabuse (vers 1478-1532) : Descente de croix (ГЭ-413) - Vierge à l'enfant, réplique (ГЭ-437)
- Jacob van Utrecht (1479-après 1525) : Portrait d'un homme avec des bagues
- Adriaen Isenbrant (1480/1490-1551) : Saint Jérôme dans le désert (ГЭ-436)
- Joachim Patinier (vers 1483-1524) : Pause pendant la fuite en Égypte (ГЭ-447) - Paysage avec le repos pendant la fuite en Égypte, œuvre attribuée (ГЭ-3085)
- Joos van Cleve (1485/1490-1540/1541) : La Sainte Famille (ГЭ-411)
- Bernard van Orley (1488-1541) : Le Repos pendant la fuite en Égypte (453)
- Ambrosius Benson (1495/1500- 1550) : La Nativité (ГЭ-4119)
- Michiel Coxcie (1499-1592) : L'Annonciation (ГЭ-427)
- Henri Bles (vers 1500-vers 1555) : Paysage de la fuite en Égypte (ГЭ-452)
- Jan Mandyn (1500/1502-1559/1560) : Paysage avec la légende de saint Christophe (ГЭ-4780)
- Jan Sanders van Hemessen (vers 1500-1575/1779) : Saint Jérôme (ГЭ-451)
- Pieter Coecke van Aelst (1502-1550) : Agonie dans le Jardin des Oliviers ou Le Christ au jardin des oliviers (ГЭ-406)
- Lambert Lombard (1505/1506-1566) : Autoportrait (ГЭ-1425)
- Frans Floris (1519-1570) : Le Jugement de Pâris (ГЭ-6093)
- Jacob Grimmer (vers 1519 ou 1(25-1590) : Paysage avec scènes de carnaval (ГЭ-3161)
- Hans Eworth (vers 1520- 1574) : Édouard VI (1260)
- Cornelis van Cleve (1520-1567) : Portrait d'un homme (ГЭ-2792)
- Nicolas Neufchâtel (vers 1524-après 1567) : Portrait d'une femme portant une chaîne en or (ГЭ-1791) - Portrait d'une jeune femme (ГЭ-3680) - Portrait d'un vieil homme (ГЭ-4123)
- Pieter Brueghel l'Ancien (vers 1525-1569) : Fête campagnarde (ГЭ-2447)
- Martin van Cleve (1527-1581)
  - Entourage : L'Inondation (ГЭ-2780)
- Gillis Mostaert (1528-1598) : Automne (ОРм-1407) - Été (ОРм-1406) - Hiver (ОРм-1408) - Paysage de la fuite en Égypte (ГЭ-2040) - Printemps
- Joachim Bueckelaer (vers 1533-vers 1574) : Kermesse (ГЭ-450)
- Hans Bol (1534-1593) : Printemps encre brune (0P-354)
- Lucas van Valckenborch (1535-1597) : Paysage avec fête rurale (ГЭ-396)
- Gillis van Coninxloo (1544-1606) : Paysage avec une scène du mythe de Latone et les paysans lyciens (ГЭ-460)
- Frans Pourbus l'Ancien (1545-1581) : Le Christ bénissant les enfants : «Laissez venir à moi les petits enfants» lavis gris (5060) - Portrait de femme (ГЭ-400) - Portrait de Frans Floris crayon et lavis brun (OP-23810) - Portrait d'homme (ГЭ-399)
- Jacob de Backer (1545-1585) : Allégorie des trois âges de l'homme (ГЭ-397)
- Carel van Mander (1548-1606) : Le Jardin d'amour (ГЭ-711) - Kermesse (ГЭ-3055) - Oriane s'efforce de réaliser des tours de magie dans le jardin d'Apollon
- Peter Candid (1548-1628) : Paysage du bord de mer avec une tour (ГЭ-2910)
- Lodewijk Toeput (vers 1550-1604/1605) : Paysage avec Héraclès et un bouvier encre brune, lavis brun et gris, pierre noire (OP-7296) - La Pêche miraculeuse (ГЭ-445)
- Gortzius Geldorp (1553-1616) : Lucrèce (ГЭ-1842) - Portrait de Cornelia Bot épouse de Gottfried Houtappel (ГЭ-2439) - Portrait de Gottfried Houtappel (ГЭ-2438) - Portrait d'homme (ГЭ-2224)
- Paul Bril (1553/1554-1626) : Fruits sur une table (ГЭ-3173) - Paysage avec animaux exotiques (ГЭ-1827) - Paysage de montagne (ГЭ-1955) - Port de mer (ГЭ-2593) - Vue de la campagne romaine (ГЭ-669)
- Sébastien Vrancx (entre 1559 et 1579-1647) : Attaque de voleurs auteur possible (ГЭ-3329) - Cavaliers au repos (ГЭ-10334) - Choc de cavalerie sur un camp fortifié (7164) - Moisson (ГЭ-4763) - Scène de bataille (ГЭ-10418)
- Kerstiaen de Keuninck (vers 1560-1635) : Paysage avec Tobie et l'ange (ГЭ-6188)
- Hendrik van Steenwijk II dit le jeune (1560-1649) : Intérieur d'une église gothique (ГЭ-1895) - Palais italien (ГЭ-432)
- Tobias Verhaecht (1561-1631) : Paysage avec saint Jean l'évangéliste rédigeant l'Apocalypse sur l'île de Patmos (ГЭ-8694)
- Joos de Momper (1564-1635) : Moines dans une grotte avec Hans Jordaens III (ГЭ-1393) - Paysage de montagne avec des personnages et un âne avec Jan Brueghel l'Ancien (ГЭ-448) - Paysage rocheux avec une cascade (ГЭ-441)
- Pieter Brueghel le Jeune (1564/1565-1636) : Adoration des mages (ГЭ-3737) - Foire avec représentation théâtrale (ГЭ-8520) - Paysage d'hiver avec une rivière (ГЭ-10180) - Paysans attaqués par des bandits - Le Prêche de saint Jean le Baptiste (ГЭ-3519)
- Pieter Stevens II (1567-1632) : Paysage avec une passerelle lavis marron et aquarelle
- Jan Brueghel l'Ancien (1568-1625) : L'Adoration des mages (ГЭ-3090) - Les Apôtres Pierre et André ou Marché aux poissons (ГЭ-5311) - Fête des Dieux ou Les Noces de Pélée et de Thétis avec Hans Rottenhammer (ГЭ-688) - Lisière de la forêt ou La Fuite en Égypte (ГЭ-429) - Paysage avec rochers et cascade avec Joos de Momper (ГЭ-441) - Paysage forestier ou Pause pendant la fuite en Égypte (ГЭ-424) - Paysage montagneux avec un personnage et un âne peint avec Joos de Momper (ГЭ-448) - Route à la campagne (ГЭ-2240) - Route dans les environs d'une ville (ГЭ-430) - Vénus et Cupidon avec Hendrick van Balen (ГЭ-3256) - Vue du village de Schelle ou Rue de village (ГЭ-428)
- Frans Pourbus le Jeune (1569/1570-1622) : Marguerite, duchesse de Savoie (ГЭ-6957) - Portrait de groupe de quatre membres du conseil de Paris, fragment d'un tableau disparu (ГЭ-1814) - Portrait de groupe de trois membres du conseil de Paris, fragment d'un tableau disparu (ГЭ-420)
- Anton Mirou (vers 1570-après 1621) : Paysage avec Diane et Callisto (ГЭ-5454)
- Pieter Neefs le Vieux (1570-après 1656 et avant 1661) : Intérieur d'église gothique (ГЭ-6019)
- Denis van Alsloot (1570-vers 1626) : Paysage d'hiver avec personnages lavis brun clair et aquarelle
- Hendrick de Clerck (1570-1630) : Allégorie de la trêve de douze ans lavis, gouache et or (OP-15123)
- Sébastien Vrancx (1573-1647)
  - Entourage : Attaque d'un convoi de chariots (ГЭ-2756)
- Abraham Janssens (1575-1632) : Céphale et Procris (ГЭ-2977)
- Hendrick van Balen (1575-1632) : Allégorie de la vie vertueuse avec Jan Brueghel le Jeune (ГЭ-439) - Le Jugement de Midas (ГЭ-7086) - (ГЭ-8549) - Vénus et Cupidon avec Jan Brueghel l'Ancien (ГЭ-3256)
- Roelandt Savery (1576-1639) : Basse-cour (ГЭ-2496) - Paysage du Tyrol ou La Fuite en Égypte (ГЭ-2807)
- Pierre Paul Rubens (1577-1640) : Adoration des bergers (ГЭ-492) - Adoration des mages (ГЭ-494)- Agar quitte la maison d'Abraham (ГЭ-475) - Apothéose de Jacques VI et Ier, esquisse pour le plafond de la Maison des banquets à Whitehall à Londres (ГЭ-507) - L'Arc de Ferdinand, face postérieure (ГЭ-502) - Arc d'Hercule, côté droit (ГЭ-503) - Arrivée à Lyon (ГЭ-505) - Ascension et couronnement de la Vierge (ГЭ-1703) - Bacchus (ГЭ-467) - Charité romaine (ГЭ-470) - La Chasse au lion (ГЭ-515) - Le Couronnement de Marie de Médicis, esquisse (ГЭ-516) - Descente de croix (ГЭ-471) - Descente de croix (ГЭ-7087) - Ecce Homo ou La Couronne d'épines (ГЭ-3778) - Étude pour le portrait d'un prêtre, dessin - Félicitations pour l'arrivée du Prince Ferdinand (ГЭ-498) - Le Festin d'Hérode (ГЭ-1707) - Marie de Médicis sous les traits d'Athéna (ГЭ-511) - Esquisse de Mercure s'éloignant (ГЭ-501) - La Mort d'Henri IV et proclamation de la régence (ГЭ-514) - Naissance du Dauphin (ГЭ-506) - Nus féminins et charité avec les enfants pierre rouge et noire, encre brune (5513?) - Paysage, gouache - Paysage à l'arc-en-ciel (ГЭ-482) - Paysage avec Cymon et Iphigénie (ГЭ-8311) - Paysage avec des charroyeurs de pierres (ГЭ-480) - Persée couronné ou Persée et Andromède (ГЭ-461) - Portrait de Charles-Albert de Longueval (ГЭ-508) - Portrait de la camériste de l'infante Isabella (ГЭ-478) - Portrait d'Élisabeth de Bourbon reine d'Espagne (ГЭ-469) - Portrait de Philippe IV (ГЭ-468) - Portrait d'un homme jeune ou Portrait de George Gaidge (ГЭ-473) - Le Repas chez Simon le pharisien peint avec Antoine van Dyck (ГЭ-479) - Résurrection du Christ (ГЭ-9648) - Saint Athanase surmontant Arius craie noire - Scène pastorale (ГЭ-493) - Sénèque pêcheur africain craie noire - Statue d'Albert 1er empereur de la dynastie des Habsbourg (ГЭ-510) - Statue de Cérès (ГЭ-504) - Suzanne et les vieillards (ГЭ-496) - Le Temple de Janus, esquisse (ГЭ-500) - Tête d'une femme âgée (ГЭ-523) - Tête d'un moine franciscain (ГЭ-472) - Tête d'un vieil homme - Unification de la Grande-Bretagne (ГЭ-513) - L'Union de la Terre et de l'Eau peint avec Frans Snyders (ГЭ-464) - Vénus et Adonis (ГЭ-462) - Vierge à l'enfant (ГЭ-497) - Le Viol de Lucrèce ou Sextus Tarquin et Lucrèce - Vision de Saint Ildefonse, esquisse (ГЭ-520)
  - Atelier ou école : Adoration des mages (ГЭ-1708) - Adoration des Mages (ГЭ-4070) - Le Christ couronné d'épines ou Ecce homo (ГЭ-517) - Le Christ sur le chemin d'Emmaüs (ГЭ-525) - Jupiter et Antiope (ГЭ-2058) - Nessos et Déjanire (ГЭ-4069) - Portrait d'Henri IV de Navarre (ГЭ-1693) - Portrait d'une fille (ГЭ-1692) - Le Règne pacifique de Jacob I (ГЭ-2579) - Saint Paul de Tarse (ГЭ-489) salle 247 - Scène de la Rome antique (ГЭ-512) - Tête d'homme (ГЭ-488) - Tête d'un vieil homme (ГЭ-487) - L'Union des royaumes (ГЭ-2576)
- Hieronymus Francken II (1578-1623) : Bal (ГЭ-2628)
- Pieter Neefs le Vieux (vers 1578-mort après 1656, avant 1661) : Intérieur d'église gothique (ГЭ-644) - (ГЭ-645) - (ГЭ-6019)
- Frans Snyders, salle 245 (1579-1657) : Chiens se battant avec Paul de Vos (ГЭ-599) - Combat entre un coq et une dinde (ГЭ-655) - Concert d'oiseaux (ГЭ-607) - Cuisinier à sa table de cuisine recouverte de gibier avec Jan Boeckhorst pour le personnage (ГЭ-608) - Étal de fruits avec Jan Wildens (ГЭ-596) - Étal de fruits (ГЭ-598) - Étal de gibier avec Jan Wildens (ГЭ-602) - Étal de légumes avec Jan Wildens (ГЭ-598) - Étal de poissons avec Jan Wildens (ГЭ-604) - Étal de poissons avec Cornelis de Vos (ГЭ-606) - Étude pour tête de chat (ГЭ-609) - Fruits dans une coupe et melon en tranches (ГЭ-7549) - Fruits dans une coupe posée sur une nappe rouge (ГЭ-612) - Nature morte avec singe
  - École : Deux Lions et une lionne (ГЭ-465)
- Louis de Caullery (vers 1580-1621) : Allégorie des cinq sens (ГЭ-3485) - Établissement de bains (ГЭ-2844)
- Andries Danielsz (1580-après 1640) : La guirlande de fleurs entourant La Vierge à l'enfant de Jacob Jordaens (ГЭ-2041)
- Hendrik van Steenwijk II (1580-1649) : Intérieur d'une église gothique (ГЭ-434) - (ГЭ-1895) - (ГЭ-2598) - (ГЭ-4360) - Palais italien (ГЭ-432) - Saint Jérôme dans sa cellule (ГЭ-1894) - Saint Pierre libéré de prison (ГЭ-2922) - Son atelier
- Adriaen van Stalbemt (1580-1662) : Paysage avec le Bon Samaritain (ГЭ-6990)
- Frans Francken II (1581-1642) : Le Bal (ГЭ-4367) - Cuisine de sorcières (ГЭ-2491) - Entrée de David à Jérusalem (ГЭ-438) - Mariage à Cana (ГЭ-410) - La Mort jouant du violon ou La Mort et le prêteur (ГЭ-8660) - La Sainte Famille entourée de fleurs avec Jan Brueghel le Jeune (ГЭ-2997) - Les Sept œuvres de la charité (ГЭ-395)
  - Atelier : Idolâtrie de Salomon (ГЭ-2592) - Les Israélites après la traversée de la Mer rouge (ГЭ-409) - Le Jugement dernier (ГЭ-2633)
- Cornelis de Vos (1584-1651) : Autoportrait avec son épouse Suzanne Cock et leurs enfants ou Portrait de famille (ГЭ-623) - Étal de poissons avec Frans Snyders (ГЭ-606) - Portrait d'une vieille dame assise dans un fauteuil (ГЭ-483)
- Jasper van der Lanen (1585-1634) : Découverte de Moïse avec Hans Jordaens III pour les personnages (ГЭ-4365)
- Hans Jordaens III (entre 1585 et 1605-1643) : Découverte de Moïse avec Jasper van der Lanen pour le décor (ГЭ-4365) - Les Israélites après avoir traversé la Mer Rouge (ГЭ-444) - Sermon de saint Jean le Baptiste (ГЭ-3444)
- Jan Wildens (1586-1653) : La Chasse à l'ours avec Paul de Vos (ГЭ-603) - La Chasse au cerf avec Paul de Vos (ГЭ-601) - La Chasse au léopard avec Paul de Vos (ГЭ-605) - Cheval emballé avec Paul de Vos (ГЭ-595) - Christ su le chemin d'Émmaüs (ГЭ-6319) - Étal de gibier avec Frans Snyders (ГЭ-602) - Loups attaquant un cheval avec Paul de Vos (ГЭ-597) - Paysage avec chasseur et chiens (ГЭ-6239)
- Gijsbrecht Leytens (1586-1656) : Paysage d'hiver avec patineurs (ГЭ-4677)
- Martin Ryckaert (1587-1631) : Paysage avec une ferme (ГЭ-9867) - Paysage avec un lac (ГЭ-3440)
- Adriaen van Nieulandt (1587-1658) : La Sainte Famille (ГЭ-2870)
- Alexandre Adriaenssen (1587-1661) : Poissons en morceaux (ГЭ-7281) - Nature morte avec raisins et volailles (ГЭ-2530) - Poisson et Gibier (ГЭ-6151) - (ГЭ-7282)
- Abraham Govaerts (1589-1626) : Découverte de Moïse (ГЭ- 2137)
- Cornelis Bol IV (1589-1666) : Vue de l'Escaut près d'Anvers (ГЭ-2941)
- Simon Vouet (1590-1649) : Madone à l'enfant (1216) - Portrait allégorique d'Anne d'Autriche (7523)
- Andries van Eertvelt (1590-1652) : Bataille de la flotte espagnole contre les navires hollandais pendant le siège de Haarlem en mai 1573 (ГЭ-6416) - Deux navires au mouillage (ГЭ-5596) - Mer d'orage (ГЭ-2498)
- Gerrit van Honthorst (1590-1656) : Le Christ dans le jardin de Gethsémani ou Agonie dans le jardin (ГЭ-4612) - Concert (ГЭ-772) - L'Enfance du Christ (ГЭ-5276) - Joueuse de luth (ГЭ-718) - Joyeux compagnon (ГЭ-717) - Portrait du prince Guillaume II d'Orange-Nassau (ГЭ-780) mais d'autres sources indiquent que ce tableau se trouve au Mauritshuis
- Daniel Seghers (1590-1661) : Guirlande de fleurs entourant un cartouche où figurent Jésus et saint Jean le Baptiste enfant avec Thomas Willeboirts Bosschaert (ГЭ-3468)
- Gerard Seghers (1591-1651) : Le Deni de saint Pierre (ГЭ-3058) - Le Repentir de saint Pierre (ГЭ-5129) - Saint Sébastien (ГЭ-4425)
- Paul de Vos (1591/1592/1595-1678) : La Chasse à l'ours avec Jan Wildens (ГЭ-603) - La chasse au cerf avec Jan Wildens (ГЭ-601) - La Chasse au léopard avec Jan Wildens (ГЭ-605) - Chasseur et chien près d'une table recouverte de gibier et de fruits (ГЭ-5593) - Cheval emballé avec Jan Wildens (ГЭ-595) - Chiens avec une tête de taureau (ГЭ-4366) - Chiens se battant avec Frans Snyders (ГЭ-599) - Cuisinier devant une table couverte de gibier avec Jacob Jordaens (ГЭ-610) - Loups attaquant un cheval avec Jan Wildens (ГЭ-597) - Nature morte avec gibier et homard (ГЭ-600) - Nature morte avec une tête de sanglier (ЭРЖ-1824)
- Peeter Snayers (1592-1666/1667) : Halte de cavaliers en forêt (ГЭ-3248) - Paysage avec une joyeuse bande sur la route, auteur présumé (ГЭ-661)
- Cornelis de Wael (1592-1667) : Campement près de ruines (ГЭ-1650) - Distribution de pain (ГЭ-10278) - Invités d'honneur visitant un hôpital (ГЭ-3301)
- Jacob Jordaens (1593-1678) : Autoportrait avec ses parents, ses frères et ses sœurs (ГЭ-484) - Le Banquet de Cléopâtre (ГЭ-8536) - Cuisinier devant une table couverte de gibier avec Paul de Vos (ГЭ-610) - L'Enlèvement d'Europe lavis sur esquisse à la pierre noire - Paul de Tarse et Barnabas à Lystre (ГЭ-491) - Portrait de famille allégorique (ГЭ-485) - Portrait de groupe (ГЭ-485) - Portrait de l'artiste avec sa famille (ГЭ-484) - Portrait d'un homme âgé (ГЭ-486) - Le Roi des haricots (ГЭ-3760) - Trois études pour une tête d'enfant (ГЭ-509) - La Vierge à l'enfant entourée d'une guirlande de fleurs peinte par Andries Danielsz (ГЭ-2041) 
  - Atelier : Repos de Diane (ГЭ-518) - La Sainte Famille (ГЭ-3337)
- Lucas van Uden (1595-1672) : Paysage avec des chariots (ГЭ-651) - Paysage avec un arbre au bord d'une rivière avec David Teniers le Jeune (ГЭ-626) - Paysage avec une cascade (ГЭ-2155) - Paysage avec une diseuse de bonne aventure ou Paysage avec un moulin à eau et une rivière avec David Teniers le Jeune (ГЭ-630)
- Jacob van Es (1596-1666) : Petit-déjeuner avec des huîtres (ГЭ-3498)
- Abraham van Diepenbeeck (baptisé en 1596-1675) : Chasse au lion (ГЭ-5859) - La Sainte Famille avec l'enfant Jean et les anges avec Adriaen van Utrecht (ГЭ-4706)
- Theodore Rombouts (1597-1637) : Céphale et Procris (ГЭ-2977) - Cuisine avec Adriaen van Utrecht (ГЭ-521) - Le Jeu de cartes (ГЭ-522)
- Cornelis Schut (baptisé en 1597-1655) : L'Enlèvement d'Europe fille d'Agénor (ГЭ-664) - Études de têtes masculines (ГЭ-614)
- Antoine van Dyck (1599-1641) : Apparition du Christ à ses disciples (ГЭ-542) - Autoportrait appuyé sur une colonne en ruine (ГЭ-548) - Portrait de Charles Ier (ГЭ-537) - Portrait de famille (ГЭ-534) - Portrait de Jean van Malderen évêque d'Anvers (638-1895) - Portrait de lady Jane Goodwin épouse d'Arthur Wharton (ГЭ-549) - Portrait de Mark-Antoine Lumagne (ГЭ-536) - Portrait de Nicolaas Rockox (ГЭ-6922) - Portrait de Sir Rowland Wandesford (ГЭ-531) - Portrait de Sir Thomas Wharton (ГЭ-547) - Portrait de Thomas Chaloner (ГЭ-551) - Portrait de Virginio Cesarini (ГЭ-552) - Portrait d'Henriette-Marie de France (ГЭ-541) - Portrait d'Henry Danvers, comte Danby en costume de chevalier de l'Ordre de la Jarretière (ГЭ-545) - Portrait d'Inigo Jones (ГЭ-557) - Portrait du banquier Everhard Jabach (ГЭ-555) - Portrait d'une jeune femme et de son enfant (ГЭ-6838) - Portrait d'un jeune homme (ГЭ-529) - Portrait d'un jeune homme (ГЭ-6839) - Portraits d'Elisabeth et Philadelphia Wharton (ГЭ-533) - Portraits des dames d'honneur de la reine Henriette-Marie de France, Anne Killigrew épouse de George Kirke et Charlotte de La Trémoille, comtesse de Derby (ГЭ-540) - Repos pendant la fuite en Égypte ou Madone aux perdrix (ГЭ-539) - Saint Sébastien et l'ange copie- Tête de Saint Pierre (ГЭ-556) - Tête d'un vieil homme (ГЭ-553)
  - Atelier : Déploration du Christ (ГЭ-2039) - Portrait de Pieter Brueghel le Jeune (ГЭ-550) - Portrait de William Laud archevêque de Canterbury (ГЭ-1698) - Portrait d'homme (ГЭ-1701) - Portrait d'homme (ГЭ-4262)
- Adriaen van Utrecht (1599-1652) : Cuisine avec Theodore Rombouts (ГЭ-521) - Guirlande de fruits et de légumes (ГЭ-3622) - Nature morte avec des raisins (ГЭ-660) - La Sainte Famille avec l'enfant Jean et les anges avec Abraham van Diepenbeeck (ГЭ-4706)
- Jan Miel (1599-1663) : Chasseurs au repos (ГЭ-647) - (ГЭ-649) - Paysage architectural avec Alessandro Salucci (ГЭ-2616) - Port avec Alessandro Salucci (ГЭ-2617) - Route dans la campagne romaine (ГЭ-652) - Scène de genre (ГЭ-10177) - Scène de la vie des lazzaroni (ГЭ-666) - Un charlatan (ГЭ-646)
- Alexander Keirincx  (1600-1652) : Chasseurs dans une forêt (ГЭ-455) - Paysage avec nymphes se baignant (ГЭ-456)
- Pieter van Avont (1600-1662) : Paysage avec la Sainte Famille et saint Jean le Baptiste et des anges (ГЭ-1811)
- Jan Cossiers (1600-1671) : Concert (ГЭ-2543) - Le Diseur de bonne aventure (4717)
- Jan Brueghel le Jeune (1601-1678) : Allégorie de la vie vertueuse avec Hendrick van Balen (ГЭ-439) - Paysage ou Tobie et sa mère se séparent (ГЭ-431) - La Sainte Famille entourée de fleurs avec Frans Francken II (ГЭ-2997)
- François Ykens (1601-après 1693) : Couronne de fleurs entourant le buste de Flore (ГЭ-3373) - Étal de magasin de fruits et légumes (ГЭ-659) - La Sainte Famille entourée d'une couronne de fleurs avec Érasme Quellin le Jeune (ГЭ-1687)
- Pieter Meulener (baptisé en 1602-1654) : Bataille entre cavaliers (ГЭ-3521) - Forge (ГЭ-2558)
- Frans de Momper (1603-1660) : Environs d'Anvers (6236)
- Paulus Pontius (1603-1685) : Gravure d'un autoportrait de Pierre Paul Rubens (ОГ-62239)
- Jacob van Oost le Vieux (1603-1671) : David tenant la tête de Goliath (ГЭ-676) - Sainte Famille avec donateurs (ГЭ-663)
- Simon de Vos (1603-1676) : Abigaïl offrant un cadeau à David (ГЭ-621) - Les Israélites après leur traversée de la Mer Rouge (ГЭ-6986) - Joyeuse compagnie (ГЭ-619) - La Magnanimité de Scipion l'Africain (ГЭ-620) - Marie de Magdala repentante (ГЭ-3400) - Mort de Publius Decius Mus (consul en -340) (ГЭ-7132) - Saint Pierre (ГЭ-3392)
- Jan Boeckhorst né flamand puis allemand (1604-1668) : Cuisinier à sa table de cuisine recouverte de gibier avec Frans Snyders pour le gibier (ГЭ-608) - Duo (ГЭ-3289)
- Adriaen Brouwer (1605/1606-1638) : Charlatan de village ou L'Opération pour une pierre dans la tête (ГЭ-668) - Paysans dans une taverne avec David Ryckaert III (ГЭ-641) - Paysans écoutant un violoneux ou Scène de taverne (ГЭ-643)
- Lodewijk de Vadder (1605-1655) : Paysage forestier avec une rivière (ГЭ-3096)
- Josse van Craesbeeck (1605-1661) : L'Ivrogne (ГЭ-2446)
- Peter Franchoys (1606-1654) : Portrait d'un jeune homme (ГЭ-8495)
- Theodoor van Thulden (1606-1669) : Le Temps révèle la vérité. L'allégorie (ГЭ-563)
- Christoffel Jacobsz van der Laemen (1607-1651) : Joueurs de cartes (ГЭ-3242)
- Frans Francken III (1607-1667) : Intérieur de la cathédrale d'Anvers avec Pieter Neefs le Jeune (ГЭ-433) - Intérieur de la Cathédrale Notre-Dame d'Anvers avec Pieter Neefs le Jeune (ГЭ-1892) - Intérieur de l'Église Saint-Charles-Borromée d'Anvers avec Pieter Neefs le Jeune (ГЭ-2731)
- Érasme Quellin le Jeune (1607-1678) : La Sainte Famille entourée d'une couronne de fleurs avec François Ykens (ГЭ-1687)
- Pieter van Lint (1609-1690) : La Fille de Jephté (ГЭ-2055)
- Dingeman van der Hagen (1610-1668) : Jeu de cartes (ГЭ-2026)
- Frans Denys (1610-1670) : Portrait de l'architecte Leo van Heil (ГЭ-7692)
- David Teniers le Jeune (1610-1690) salle 245 : Allégorie de la prudence triomphant de la vanité ou Allégorie de la foi (ГЭ-6551) - Berger (ГЭ-5594) - Bergère (ГЭ-5595) - Le Corps de garde (ГЭ-583) - Cour d'une ferme (ГЭ-574) - Cour d'une maison paysanne (ГЭ-588) - La Cuisine (ГЭ-586) - Duo (ГЭ-591) - Fête villageoise (ГЭ-593) - (ГЭ-594) - Le Flûtiste (ГЭ-640) - Le Fumeur (ГЭ-570) - Joueurs de cartes (ГЭ-577) - Le Miracle de saint Paul sur l'île de Malte (ГЭ-692) - La Moisson (ГЭ-2778) - Noce paysanne (ГЭ-1719) - Paysage ou Rencontre de saint Antoine et de saint Paul (ГЭ-637) - Paysage avec bergers et troupeau (ГЭ-1718) - Paysage avec des paysans devant une auberge (ГЭ-629) - Paysage avec des paysans jouant aux boules (ГЭ-578) - Paysage avec pêcheur (ГЭ-590) - Paysage avec un arbre au bord d'une rivière avec Lucas van Uden (ГЭ-626) - Paysage avec une diseuse de bonne aventure ou Paysage avec un moulin à eau et une rivière avec Lucas van Uden (ГЭ-630) - Paysage avec une grotte et un groupe de gitans (ГЭ-566) - Paysage avec une servante puisant de l'eau (ГЭ-628) - Paysage avec une tour (ГЭ-575) - Paysage avec vaches (ГЭ-582) - Paysage de montagne (ГЭ-580) - Paysage rural avec une taverne (ГЭ-584) - Paysans dans une taverne (ГЭ-569) - Paysans jouant aux dés (ГЭ-587) - Port de mer (ГЭ-565) - Portrait de l'évêque Antonius Triest et de son frère Eugène, un capucin (ГЭ-589) - Portrait des membres de la guilde de «La Vieille arbalète» à Anvers (ГЭ-572) - Scène de taverne (ГЭ-573) - (ГЭ-581) - Les Singes dans la cuisine (ГЭ-568) - La Tentation de saint Antoine (ГЭ-564) - (ГЭ-3780) - Un peintre dans son atelier (ГЭ-576) - Vue des environs de Bruxelles (ГЭ-567)
  - Entourage : Cour de maison paysanne (ГЭ-588) - Cour du château «De Dry Toren» (ГЭ-1716) - Fumeur (ГЭ-615) - Homme avec carafes (696°
- Jan Fyt (1611-1661) : Chasse au renard gouache sur esquisse à la craie noire (OP-3083) - Étude de chien craie noire et gouache (OP-15279) - Gibier mort et Chien de chasse (ГЭ-657) - Lièvre, fruit et perroquet (ГЭ-616) - Nature morte avec fleurs, fruit et (perroquet?) (ГЭ-4575) - Nature morte avec fruit et perroquet (ГЭ-613)
- Hieronymus Francken III (1611-1671) : Le Portement de croix (ГЭ-3605)
- Gillis Peeters I (1612-1653) : Vue d'une rivière (ГЭ-2450)
- David Ryckaert III (1612-1661) : Inactivité forcée de Mars (ГЭ-5309) - Paysan avec un chien (ГЭ-654) - Paysanne avec un chat (ГЭ-653) - Paysans dans une taverne avec Adriaen Brouwer (ГЭ-641)
- Isaak van Osten (1613-1661) : Paysage avec un groupe de cavaliers (ГЭ-2186)
- Jacques d'Arthois (1613-1686) : Paysage avec Pieter Bout (ГЭ-2892) - Paysage avec un troupeau (ГЭ-8678) - Paysage des environs de Bruxelles (ГЭ-7463)
- Bonaventura Peeters (1614-1652) : Port de mer (ГЭ-2153) - Port fortifié (ГЭ-2601)
- Willem van Herp (vers 1614-1677) : Cour d'une maison de paysans (ГЭ-3299)
- Gonzales Coques (1614-1684) : Départ pour la chasse (ГЭ-2225)
- Andries Benedetti (1615-1669) : Homard et fruits sur une table (ГЭ-3465)
- Jan van de Venne (actif entre 1616 et 1651) : Résurrection de Lazare de Béthanie (ГЭ-6814)
- Nicolaas van Eyck (1617-1679) : Bataille (ГЭ-8754)
- Jan Pauwel Gillemans le Vieux (1618-1675) : Buste de la Vierge encadré d'une guirlande de fruits (ГЭ-559) - Déploration du Christ entourée d'une couronne de fruits (ГЭ-3236)
- Sébastien Bonnecroy (1618-1676) : Nature morte avec tête de mort ou Vanité en trompe l'œil (9229)
- Gillis Neyts (1618-1687) : Paysage avec ruines (ГЭ-2876)
- Lambert de Hondt (I) (1620-1665) : Escarmouche (ГЭ-2937)
- Anton Gunther Gheringh (1620-1668) : Intérieur d'une église (ГЭ-617)
- Pieter Neefs le Jeune (1620-1675) : Intérieur de la cathédrale d'Anvers avec Frans Francken III (ГЭ-433) - Intérieur de la Cathédrale Notre-Dame d'Anvers avec Frans Francken III (ГЭ-1892) - Intérieur de l'Église Saint-Charles-Borromée d'Anvers (ГЭ-2731)
- Jan van den Hecke (1620-1684) : Buste de la Vierge encadré d'une guirlande de fleurs  (ГЭ-560)
- Théodorus van Kessel (vers 1620-1693) : Vénus et Adonis, gravure
- Pieter Gysels (1621-1690/1691) : Jardin ou Nature morte dans un jardin (ГЭ-662) - Paysage ou Le Christ apparaissant à Marie de Magdala (ГЭ-2604)
- Quirijn Boel (1622-1668) : Vénus et Adonis, gravure
- Robert van den Hoecke (1622-1668) : Assaut d'une forteresse (ГЭ-2724)
- Joris van Son (baptisé en 1623-1667) : Homard, huîtres et fruits sur la table (ГЭ-2912)
- Pieter Thijs (1624-1677) : Portrait d'un homme tenant une lettre (ГЭ-1977)
- Jan Peeters (1624-1678) : Mer par temps d'orage (ГЭ-3241) - Paysage architectural (ГЭ-10421)
- Gaspar de Witte (1624-1681) : Concert dans le parc (ГЭ-3323)
- Jan Baptist Wolfaerts (baptisé en 1625-entre 1671 et 1687) : Troupeau de moutons près d'une maison de paysans (ГЭ-3366)
- Gillis van Tilborch (1625-1678) : Auberge rurale (ГЭ-627) - Fumeur (ГЭ-1945) - Paysans prenant un repas (ГЭ-1946) - Salle de garde (ГЭ-636)
- Jan van Kessel (1626-1679) : Cadre d'un médaillon avec une représentation allégorique des quatre éléments (ГЭ-2420) - Légumes et fruits (ГЭ-677) - Vierge à l'enfant et saint Ildefonse entourés d'une guirlande de fleurs (ГЭ-3387) - Vénus dans la forge de Vulcain ou Allégorie du feu (ГЭ-1709)
- Lucas Achtschellinck (1626-1699) : Paysage avec fuite en Égypte (ГЭ-1578) - Paysage avec un ange apparaissant à Agar (ГЭ-1579)
- Jan Siberechts (1627-1703) : La Bergère
- Abraham Teniers (1629-1670) : Paysans en train de danser (ГЭ-2460)
- Jacques de l'Ange (1630-1650) : Mars, Vénus et Cupidon (ГЭ-7621)
- Wilhelm Schubert van Ehrenberg (1630/1637-1676/1687) : Intérieur d'une église (ГЭ-1441)
- Simon Johannes van Douw (vers 1630-entre 1677 et 1697) : Chasseurs au repos (ГЭ-3417) - Paysage avec chasseurs (ГЭ-2884)
- Adam François van der Meulen (baptisé en 1632-1690) : Bataille (ГЭ-631) - Cavaliers pendant la bataille ou Escarmouche de cavalerie (ГЭ-632) - Louis XIV lors de la prise de Besançon (ГЭ-675) - Louis XIV en voyage (ГЭ-3522) - Philippe Ier duc d'Orléans au siège d'une ville (ГЭ-2726) - Le Prince de Condé lors de la prise d'une ville dans les Flandres (ГЭ-2729)
- Charles Emmanuel Biset (1633-1693) : Portrait d'un musicien (ГЭ-4999)
- Peter van de Velde (1634-1723/1724) : Château au bord d'une rivière (ГЭ-2906) - Port de mer (ГЭ-2550)
- Jan Frans Soolmaker (1635-après 1665, peut-être 1686) : Bergère avec un troupeau de moutons (ГЭ-3113)
- Gaspard Pieter Verbruggen I (1635-1681) : Fontaine surmontée d'un groupe sculptural Léda et le cygne, décoré de fruits (ГЭ-3328)
- Gerrit Berckheyde (1638-1698) : Le Grand Marché de Haarlem (ГЭ-812)
- Jacob Ferdinand Voet (1639- entre 1689 et 1700) : Portrait de Maria-Virginia Borghese-Chigi (ГЭ-5712) - Portrait d'Hortense Mancini (ГЭ-5743)
- Nicolaes van Verendael (1640-1691) : Vanité (ГЭ-558)
- Laureys Goubau (vers 1640-après 1658) : Paysage italien avec des paysans se reposant près de ruines (ГЭ-10583)
- Pieter Bout (entre 1640 et 1658-entre 1689 et 1719) : Forge (ГЭ-2591) - Paysage avec Jacques d'Arthois  (ГЭ-2892) - Paysans devant une taverne (ГЭ-2581) - Place d'une ville du littoral avec Adriaen Frans Boudewyns  (ГЭ-1410)
- Valentin Lefebvre (1642?-1680?) Esther devant Assuérus (ГЭ-1201)
- David de Koninck (entre 1642 et 1646-entre 1701 et 1705) : Nature morte avec coqs et un renard (ГЭ-3295)
- Adriaen Frans Boudewyns (baptisé en 1644-1711) : Place d'une ville du littoral avec Pieter Bout  (ГЭ-1410)
- Ferdinand van Kessel (baptisé en 1648-1696) : Parc avec oiseaux et autres animaux (ГЭ-2534) - Paysage avec oiseaux (ГЭ-2896)
- Cornelis Verhuyck (1648-1718) : L'Affrontement de cavalerie entre Pierre de Bréauté et Gerard Abraham van Houwelingen à la bataille de Bois-le-Duc (ГЭ-3375)
- Cornelis Huysmans (baptisé en 1648-1727) : Paysage avec une tour en ruine (ГЭ-670) - Paysage forestier avec personnages (ГЭ-2909) - Paysage forestier avec personnages sur le bord de la route (ГЭ-3381) - Paysage forestier avec une rivière (ГЭ-656)
- Anthonie Crussens (actif entre 1652 et 1665) : Paysage avec un cavalier près d'un village
- Jan van Kessel le Jeune (1654-1708) : Un terrain de blanchiment du linge près de Haarlem (ГЭ-2538)
- Pieter van Bloemen (baptisé en 1657-1720) : Campement (ГЭ-4059) - Carrière pour l'équitation (ГЭ-2201) - Halte de cavaliers (ГЭ-3211) - Halte de comédiens (ГЭ-4060)
- Jacob Smeyers (1657-1732) : Paysans attablés (ГЭ-2882)
- Jan Frans van Bloemen (1662-1749) : Paysage dans le Latium avec Placido Costanzi (ГЭ-2421) - Paysage dans le Latium avec trois femmes près d'une fontaine avec Placido Costanzi (ГЭ-2422)
- Richard II van Orley (1663-1732) : Tour de Babel encre et badigeon
- Gaspar Pieter Verbruggen le Jeune (baptisé en 1664-1730) : Guirlande de fleurs entourant un cartouche avec la statuette en bronze d'Apollon (ГЭ-3253) - Portrait de Marie-Louise-Gabrielle de Savoie dans un cadre orné de fleurs (ГЭ-4038) - Portrait de Philippe V dans un cadre orné de fleurs (ГЭ-4039)
- Norbert van Bloemen (1670-1746) : Famille de paysans assise autour d'une table (ГЭ-3007) - Paysans jouant aux cartes (ГЭ-1392)
- Karel Breydel (1678-1733) : Attaque du village (ГЭ-3263)
- Frans Breydel (1679-1750) : Mimes (ГЭ-10135)
- Jan Baptist Lambrechts (baptisé en 1680-après 1731) : Scène de taverne (ГЭ-3599)
- Balthasar van den Bossche (1681-1715) : Atelier d'un artiste (ГЭ-5719) - Atelier d'un sculpteur (ГЭ-5718) - Visite chez un sculpteur (ГЭ-9947)
- Pieter Snyers (1681-1752) : Automne (ГЭ-674) - Fleurs, fruits et un hérisson (ГЭ-3448) - Hiver (ГЭ-672)
- Jan Josef Horemans l'Ancien (1682-1759) : Danse - La Leçon de chant - Opération (ГЭ-9806) - Scène de genre devant la cheminée (ГЭ-9988) - Scène de genre : dîner (ГЭ-5397) - Scène de genre : petit-déjeuner (ГЭ-2643)
- Jan Pieter van Bredael le Jeune (1683-1735) : Chasse au sanglier (ГЭ-6902)
- Arnold Frans Rubens (1687-1719) : Bataille (ГЭ-3174) - Bataille entre Turcs et Polonais (ГЭ-2492)
- Balthazar Beschey (1708-1776) : Allégorie des sens de l'ouïe, du goût et de l'odorat (ГЭ-1834) - Allégorie des sens de la vue et du toucher (ГЭ-1835)
- Jacob Andries Beschey (1710-1786) : Le Christ et ses disciples à Emmaüs (ГЭ-2148)
- Balthasar Ommeganck (1755-1826) : Paysage avec un troupeau de moutons (ГЭ-6303)
- Theodore Bernard de Heuvel (1817-1906) : Après l'ouverture du testament (ГЭ-10027)

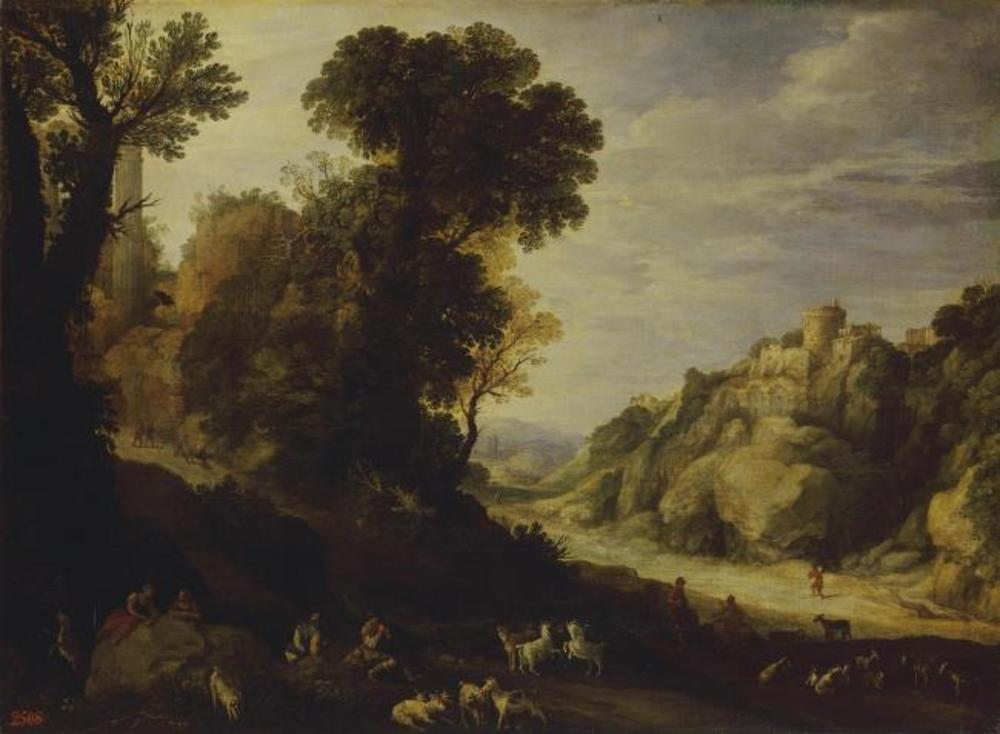
Paul Bril – Paysage de montagne
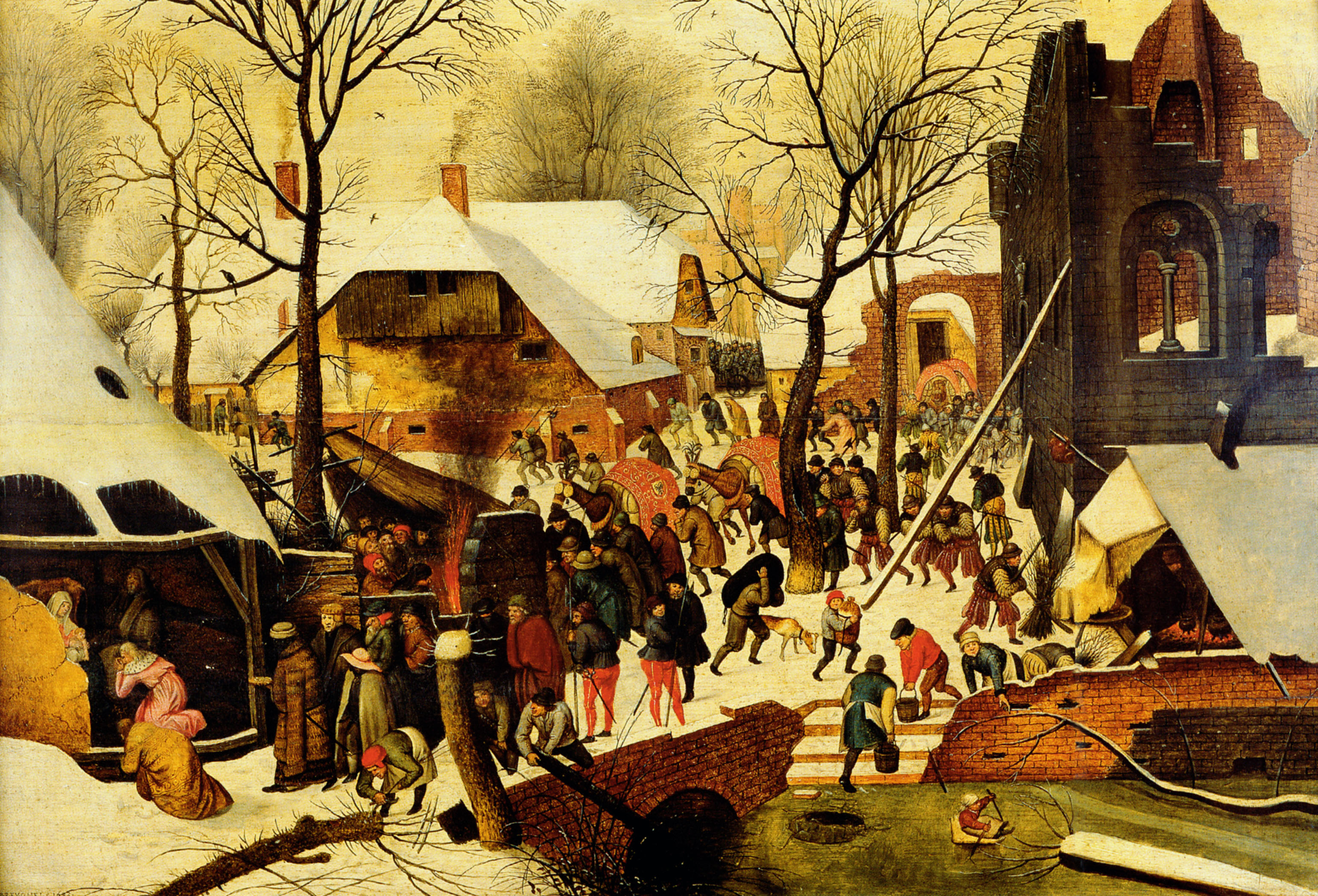
Pieter Brueghel le Jeune - Adoration des mages
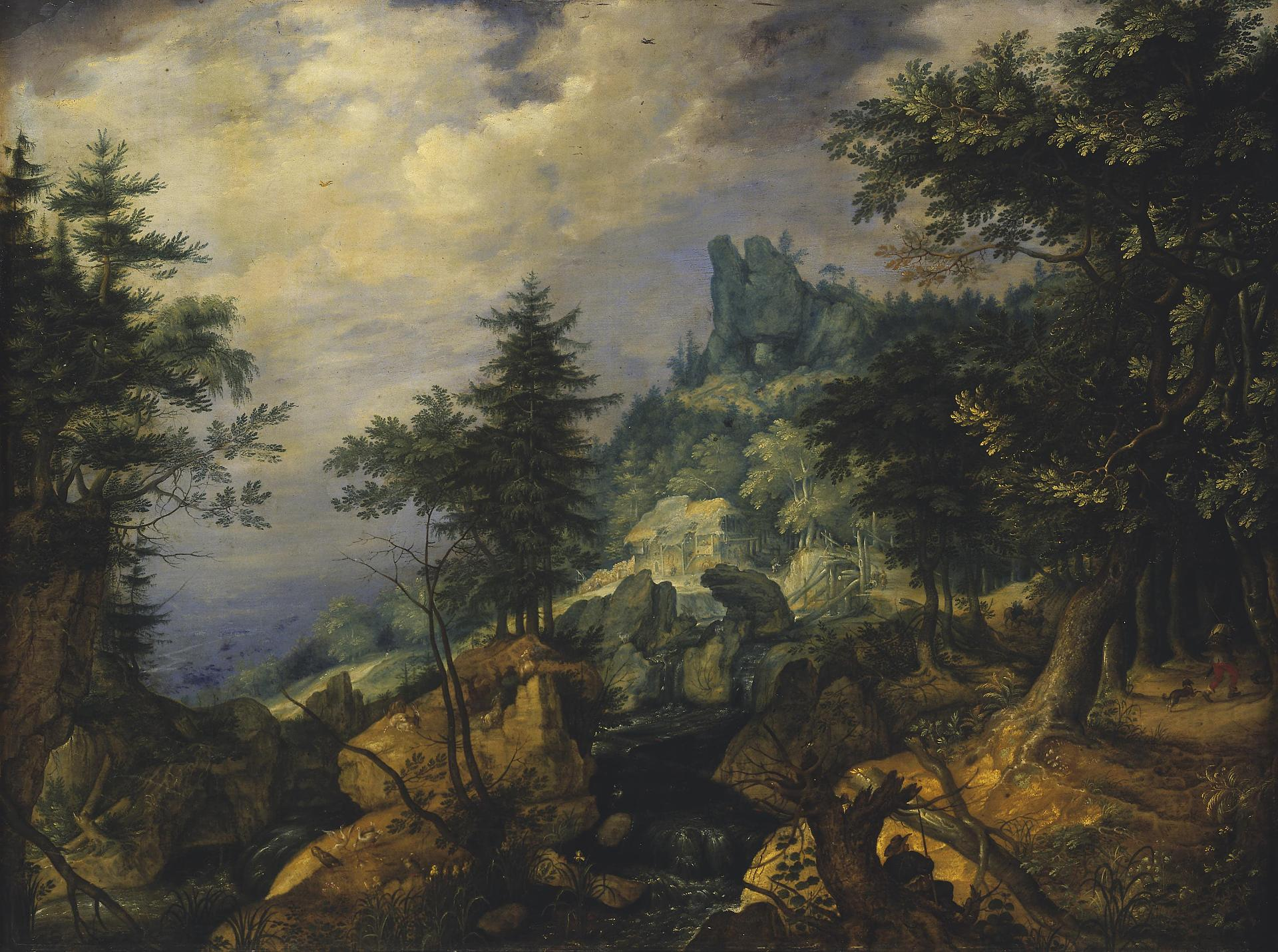
Roelandt Savery – Paysage tyrolien ou La Fuite en Égypte
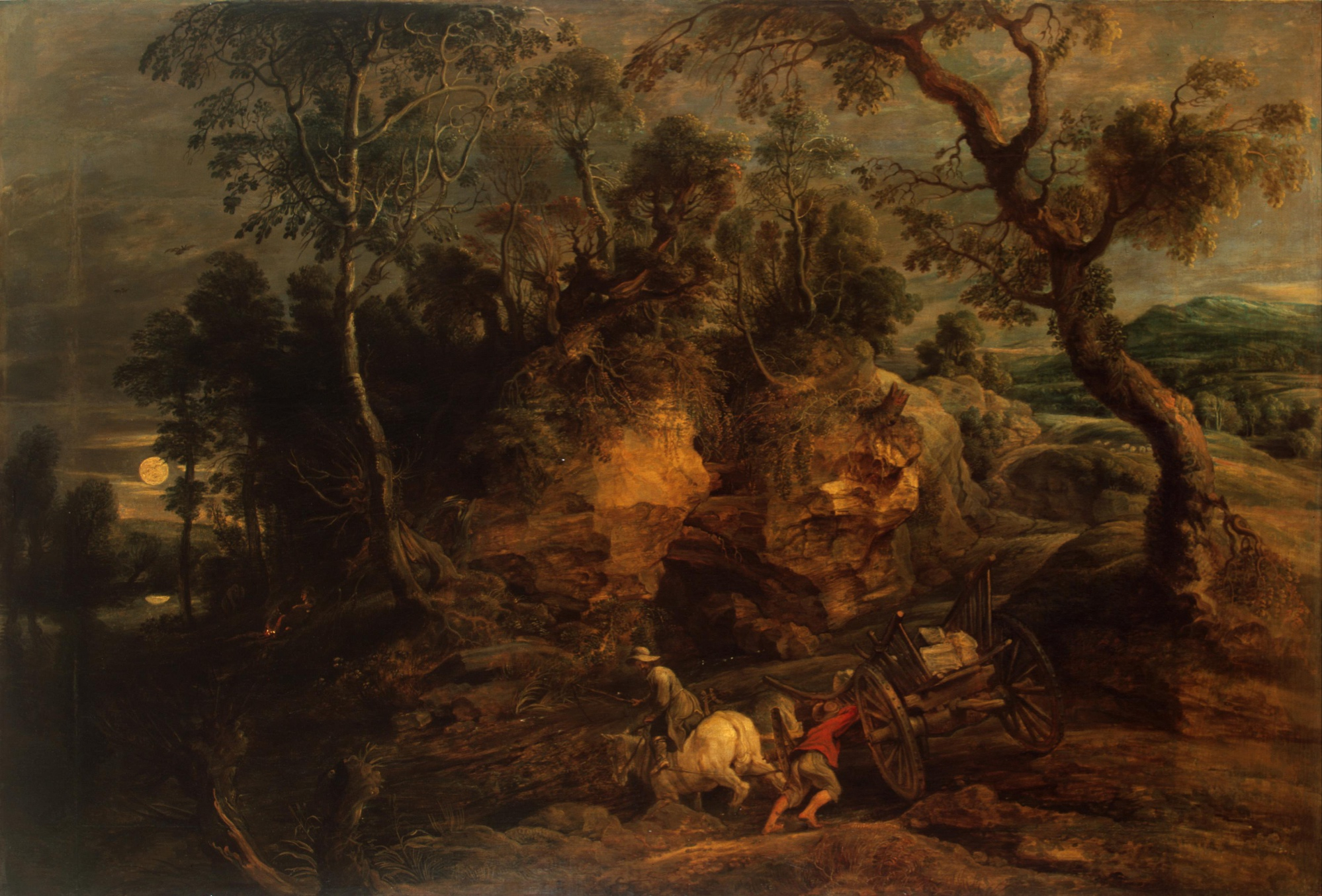
Pierre-Paul Rubens – Paysage avec des charroyeurs de pierres
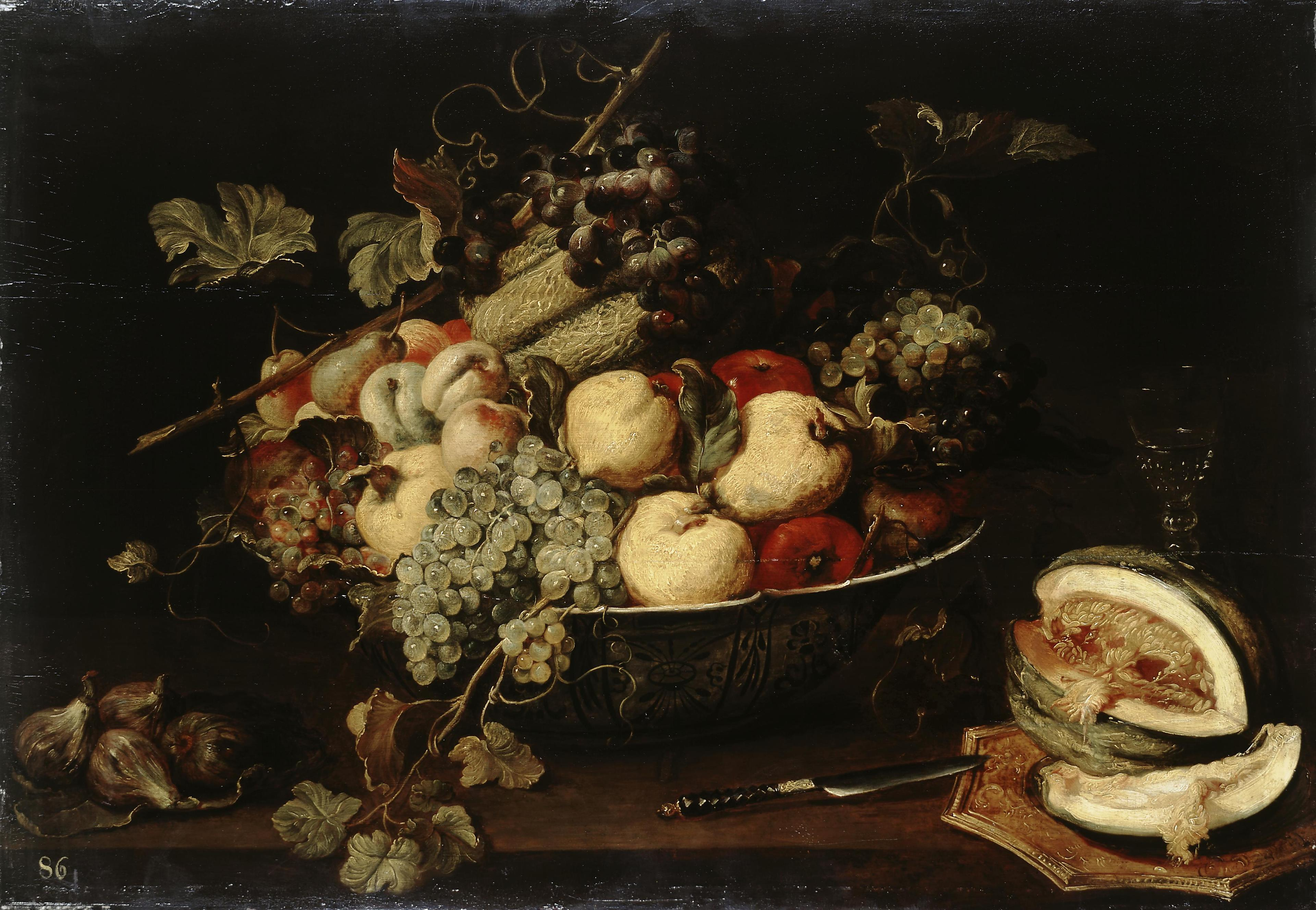
Frans Snyders – Fruits dans une coupe et melon en tranches

## Peinture iranienne
Artistes par ordre chronologique :
- Reza Abbassi (1565-1635) : Fête entre amis (ВП-740) - (ВП-741) - Jeune fille coiffée d'un chapeau de fourrure (ВП-705) - Jeune tenant une bouteille (ВП-726)
- Moïn Mosavver actif entre 1632 et 1697 : Couple d'amoureux et une servante
- Mohammad Youssouf actif entre 1636 et 1656 : Jeune Homme à la tasse - Jeune Homme en semi-caftan jeté par dessus son épaule - Portrait d'un derviche
- Aliquli Jabbadar (1666-1694) : Portrait d'un européen fin du XVIIe siècle
- Mihr Ali (1795-après 1830) : Fath Ali Chah Qadjar, roi de Perse (MV-6358) - Portrait de Fath Ali Chah Qadjar assis (ВП-1108) salle 352 - Portrait de Fath Ali Chah Qadjar debout (ВП-1107) salle 352

Artistes par ordre alphabétique :
- Shafi Abbassi : Oiseau sur une branche fleurie entre 1650 et 1700
- Alla-Virdi Afshar : Revue militaire par Abbas Mirza entre 1815 et 1817 (ВП-1115) salle 394
- Mohammad Ali : Singe chevauchant un ours milieu du XVIIe siècle
- Bakhram : Portrait de Nader Chah entre 1743 et 1744 (ВП-552)
- Mohammad Isfahani : Portrait de Nassereddine Shah 1850
- Mohammad Mahdi : Fleurs XVIIIe siècle
- Makhmud pour la calligraphie : Vahram V dans le pavillon rouge miniature pour Les Sept Beautés de Nizami, 1431
- Seid-Mirza : Portrait d'un homme, le prince Muhammad Mirza? vers 1830 (ВП-961)
- Ali-Quli ibn Mohammad : Paysage européen 1649 (ВП-950)
- Fazi-Allah ibn Mohammad : Portrait de Nassereddine Shah
- Ali Naqi : Femme tenant une tasse et une carafe 1681

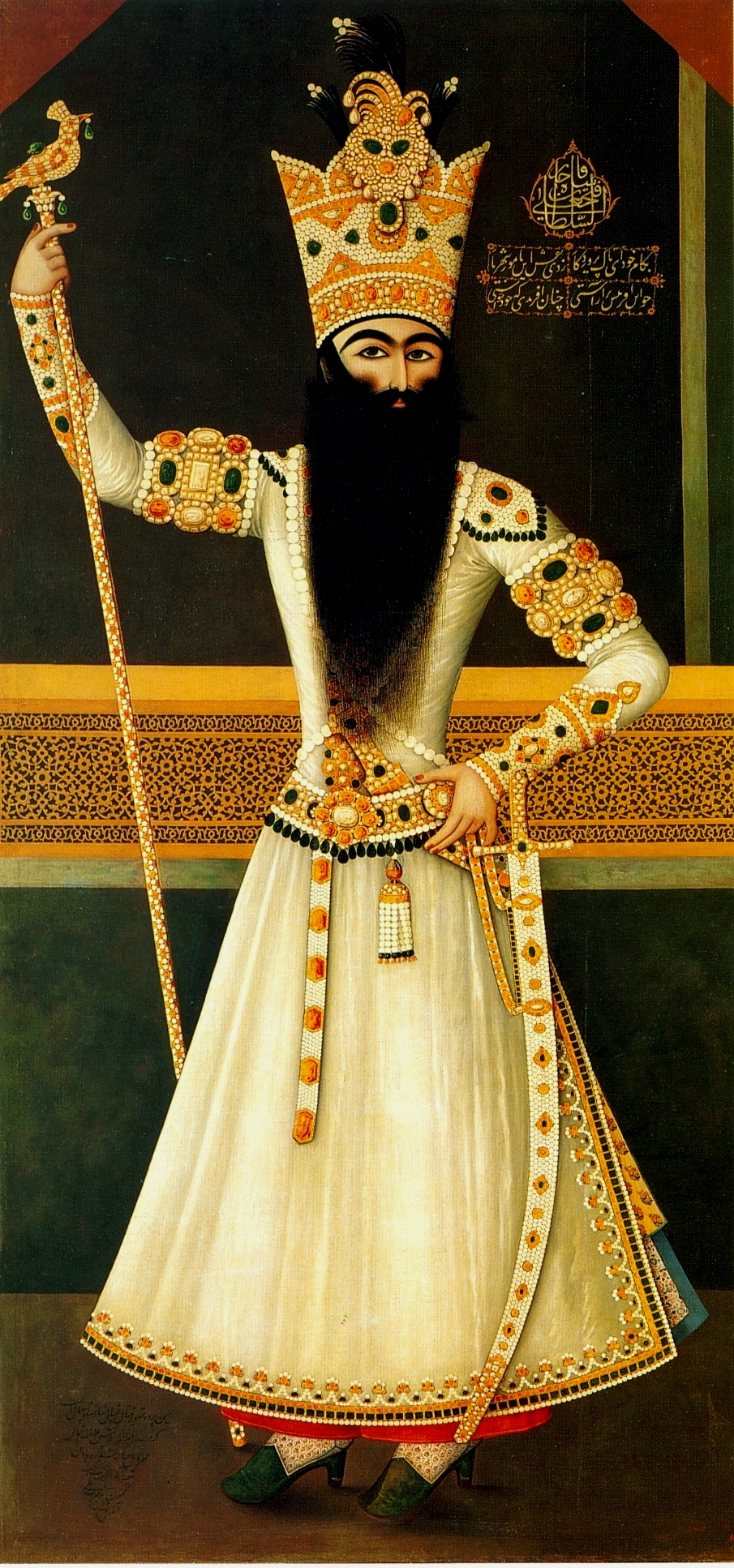
Mihr Ali : Portrait de Fath Ali Chah Qadjar debout
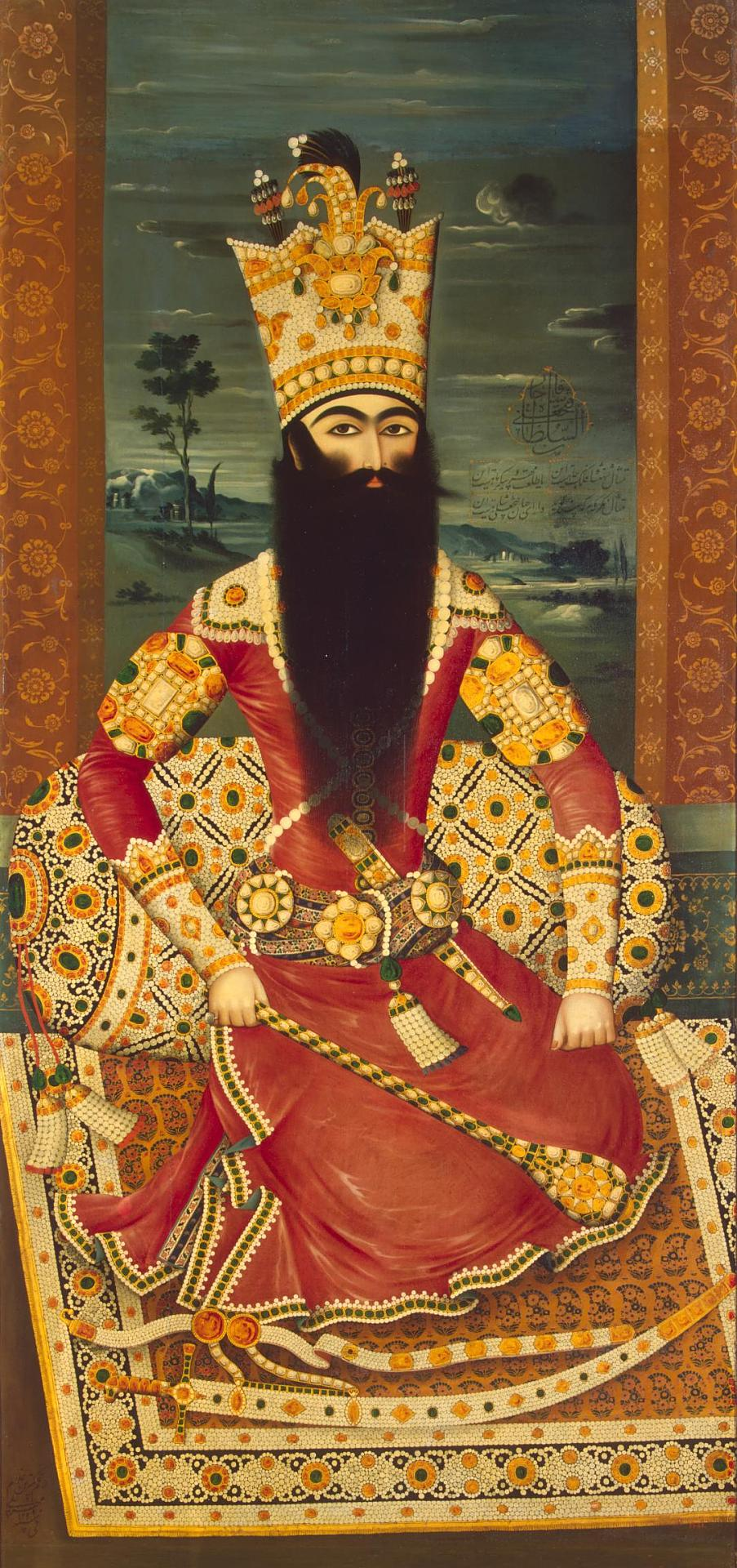
Mihr Ali : Portrait de Fath Ali Chah Qadjar assis
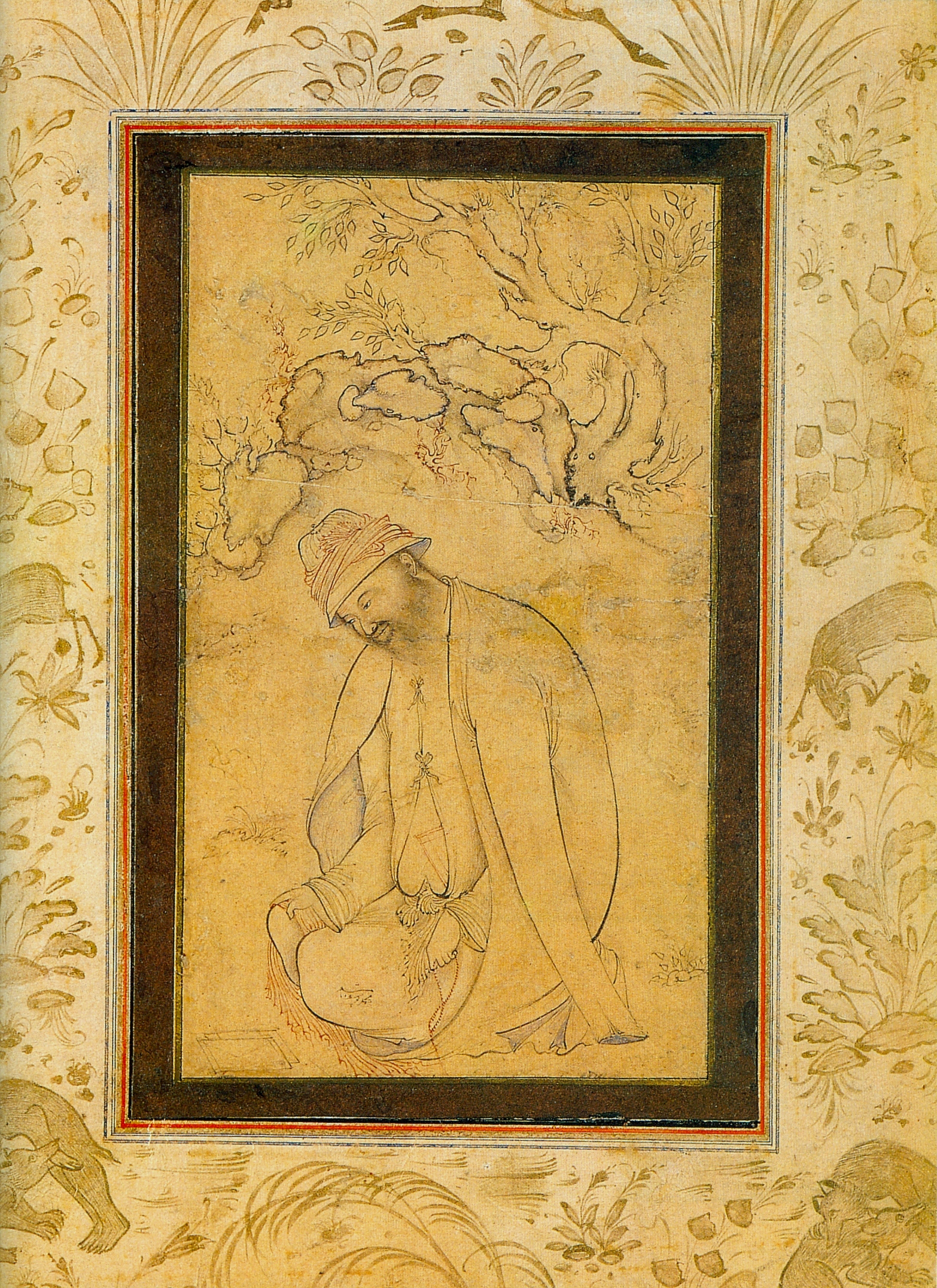
Mohammad Youssouf : portrait d'un derviche

## Peintres italiens
Salles 207 à 237
Avec mille quatre-vingt-dix toiles, la peinture italienne forme l’ensemble le plus important de la collection de peinture de la période Renaissance. À côté de ces peintures on trouve une reconstitution de la loggia de Raphaël au Vatican.
- Ugolino di Tedice (connu à partir de 1252-après 1279) : Crucifix (ГЭ-4167) salle 207
- Pietro Lorenzetti (1280-1348) : Crucifixion avec la Vierge Marie et saint Jean (ГЭ-277)
- Simone Martini (1284-1344) : Vierge de l'Annonciation (ГЭ-284)
- Ambrogio Lorenzetti (1290-1348) : 
  - Entourage : Vierge à l'enfant intronisée avec les saints et les anges (ГЭ-2469)
- Nardo di Cione (vers 1320-1366) : Saint Jacques de Zébédée (ГЭ-273)
- Bartolo di Fredi Cini (1330-1410) : Ange (ГЭ-2472)
- Niccolò di Segna (actif entre 1331 et 1345-mort vers 1348) : L'Apôtre saint André fragment d'un polyptyque (ГЭ-2470) - Saint François d'Assise et saint André sur un panneau d'un polyptyque  (ГЭ-2471)
- Andrea Vanni (vers 1332-vers 1414) : Ascension du Christ (ГЭ-290)
- Paolo di Giovanni Fei (1345-1411) : Madone à l'enfant Jésus et deux anges (ГЭ-276)
- Maître du couronnement de Marie de l'église du Christ (entre 1350 et 1400) : Couronnement de Marie (ГЭ-265)
- Maître du couple marié Datini (entre 1350 et 1400) : Christ bénissant (ГЭ-270)
- Giovanni di Bartolomeo Cristiani, Pistoia et Pise, actif entre 1350 et 1400 : Saint Romuald de Ravenne ? (ГЭ-271)
- Spinello Aretino (1350-1410) : Saint Benoît de Nursie (ГЭ-272) - Saint Pontien (ГЭ-275)
- Lorenzo Veneziano actif entre 1357-1372 : Miracle de Saint-Nicolas apaisant la tempête
- Taddeo di Bartolo (1363-1422) : L'Apôtre saint Paul (ГЭ-9753)
- Catarino Veneziano (apparaît en 1367) : Couronnement de Marie (mère de Jésus) (ГЭ-6662)
- Niccolò di Pietro Gerini (vers 1368-vers 1415) : Crucifixion avec la Vierge et saint Jean (ГЭ-4131) salle 207 - La Vierge à l'Enfant avec quatre saints et quatre anges (ГЭ-269)
- Bicci di Lorenzo (1373-1452) : La Vierge à l'Enfant avec saint Jacob le Jeune, saint Jean le Baptiste et des anges (ru) (ГЭ-8463)
- Lorenzo di Niccolò Gerini (1376-1440) : Vierge à l'Enfant  (ГЭ-4045) salle 207
- Antonio da Firenze (actif entre 1400 et 1450) : Le Christ en croix avec la Vierge et saint Jean sur une face - Vierge à l'Enfant entre saint Médard et saint Jean (ГЭ-8280) sur l'autre face
- Mariotto di Nardo (actif entre 1394 et 1424) : Madone dans la scène de l'annonciation (ГЭ-278)
- Fra Angelico (1395-1455) : Madone à l'enfant avec quatre anges (ГЭ-4115) salle 209 - Reliquaire avec le Sauveur et des anges (283) - Vierge à l'Enfant entre les saints Dominique et Thomas d'Aquin (ГЭ-253)
- Paolo Schiavo (1397-1478) : Le Christ subissant des moqueries (ГЭ-4148)
- Andrea di Giusto (1400-1450/1451) : Baptême de Constantin par le Pape Sylvestre Ier, partie gauche du triptyque (ГЭ-2443) - Constantin Ier (empereur romain) en face du Pape Sylvestre Ier, partie droite du triptyque (ГЭ-2442) - Constantin Ier (empereur romain) montrant au Pape Sylvestre Ier des représentations des saints Pierre et Paul de Tarse, partie centrale du triptyque (ГЭ-2442)
- Fra Filippo Lippi (1406-1469) : La Vision de saint Augustin (ГЭ-5511)
- Le Scheggia (1406-1486) : Vierge à l'Enfant avec deux anges (ГЭ-4113)
- Zanobi Strozzi {1412-1468) : Vierge à l'Enfant intronisé (ГЭ-135)
- Domenico di Michelino (1417-1491) : Vierge à l'Enfant (ГЭ-5510)
- Bartolomeo Caporali (1420-1505) : Saint François d'Assise, saint Herculanus, saint Luc et l'apôtre Jacques le Majeur (ГЭ-4157) - Saint Nicolas, saint Laurent, saint Pierre le martyre et saint Antoine le  Grand (ГЭ-4159)
- Benozzo Gozzoli (1420/1424-1497) : Madone à l'enfant (135)
- Vincenzo Foppa (1429-1519) : L'Archange saint Michel panneau d'un polyptyque (ГЭ-7773) - Saint Étienne (martyr) panneau d'un polyptyque (ГЭ-7772)
- Matteo di Giovanni (1430-1495) : Vierge à l'Enfant avec Saint Antoine de Padoue et saint Guillaume (ГЭ-4114)
- Bartolomeo Vivarini (1432-1499) : Vierge à l'Enfant (ГЭ-4116)
- Andrea del Verrocchio (1435-1488) : Madone avec enfants et anges
- Cosimo Rosselli (1439-1507) : Madone avec enfant Jésus
- Piero Pollaiuolo (1441-1496) : Madone à l'enfant (5520)
- Alvise Vivarini (1442 ou 1453-vers 1502) : Vierge à l'Enfant avec Marie de Magdala, Catherine et deux saints (ГЭ-2542)
- Jacopo del Sellaio (1442-1493) : L'Apôtre saint Jean (ГЭ-4127) salle 213 - Madone à l'enfant (ГЭ-4166) - Madone en deuil (ГЭ-4125)
- Sandro Botticelli (1445-1510) : Saint Dominique de Guzmán (ГЭ-4076) - Saint Jérôme de Stridon (ГЭ-4077) 
  - Son école : Madone en prière (ГЭ-289)
- Imitateur de Lippi Pesellino[2] (actif à partir de 1445-après 1497) : Adoration du Christ enfant (ГЭ-4160)
- Cesare da Sesto (1447-1523) : La Sainte Famille avec sainte Catherine d'Alexandrie (ГЭ-80)
- Le Pérugin (1448-1523) : Portrait d'un jeune homme (ГЭ-172) - Saint Sébastien (ГЭ-281)
- Maître de la Lamentation de Scandicci (1450?-1523?) : Vierge à l'Enfant (ГЭ-1517)
- Francesco Francia, Bologne (1450-1517) : L'Adoration de l'enfant Jésus - Madone à l'enfant avec saint Antoine le Grand et saint Dominique de Guzmán (ГЭ-248) - Madone à l'enfant avec sainte Catherine d'Alexandrie (ГЭ-1513) - La Mise au tombeau (ГЭ-145) - Vierge à l'Enfant (ГЭ-199) - Vierge à l'Enfant avec l'évangéliste Jean et saint Georges de Lydda ? (ГЭ-264) - Vierge à l'Enfant avec saint Laurent de Rome, saint Jérôme de Stridon et deux anges jouant de la musique (ГЭ-53)
- Giovanni di Pietro, d'origine espagnole (1450-1528) : Le Christ avec les instruments de la passion (ГЭ-4143)
- Léonard de Vinci (1452-1519) : Madone Litta (ГЭ-249) - Madonna Benois (ГЭ-2773)
  - Son école : Femme nue (Donna Nuda) (ГЭ-110)
  - Disciple : Ange (ГЭ-2349)
- Filippino Lippi (vers 1457-1504) : Adoration du Christ enfant (ГЭ-287) - L'Annonciation (ГЭ-4079)
- Cima da Conegliano (1459-1517) : Annonciation (ГЭ-256) - Saint Jérôme de Stridon dans le désert (ГЭ-6297)- Vierge à l'Enfant (ГЭ-5513)
- Lorenzo di Credi, Florence (1456 ou 1459-1537) 
  - Atelier : Portrait d'une dame (ГЭ-4141) - Vierge à l'Enfant avec saint Jean le Baptiste et deux anges faisant de la musique (ГЭ-50)
- Filippo di Antonio Filippelli (1460-1506) : Saint Ansanus et saint Antoine le Grand (ГЭ-4161)
- Bernardino Fungai (1460-1516) : La Clémence de Scipion l'Africain (ГЭ-267) - Madone à l'enfant (ГЭ-4136) salle 209
- Andrea Solari (1460-1524) : Christ couronné d'épines ou Ecce Homo (ГЭ-3572) - Vierge en deuil (ГЭ-3571)
- Lorenzo Costa, Ferrare (1460-1535) : Portrait d'une dame (ГЭ-5525)
- Gian-Francesco de Maineri (vers 1460-1535) : Le Portement de croix (ГЭ-286)
- Piero di Cosimo (1462-1522) : trois peintures dont : Adoration des Mages - Adoration de l'Enfant  (ГЭ-54)
- Boccaccio Boccaccino, Ferrare (1467-1525) : Vierge à l'Enfant (ГЭ-37)
- Timoteo della Vite (1469-1523) : Vierge à l'Enfant (ГЭ-4138)
- Francesco Granacci (1469-1543) : Madone à l'enfant avec saint Jean le Baptiste (ГЭ-97)
- Marco Basaiti (1470-1530) : La Déploration (ГЭ-5517)
- Vincenzo Catena (vers 1470-1531) : Madone à l'enfant avec saint Jean le Baptiste et saint Pierre (ГЭ-11) - Vierge à l'Enfant avec des saints et un donateur (conversation sacrée) (ГЭ-263)
- Nicola di Maestro Antonio d'Ancona (vers 1472-1510) : Crucifixion avec la Vierge et saint Jean (ГЭ-4137)
- Fra Bartolomeo (1472-1517) : La Vierge à l'Enfant avec quatre anges (ГЭ-82)
  - Entourage : La Sainte Famille (ГЭ-2305)
- Ambrogio Borgognone (actif à partir de 1472-1523) : Saint Jacques de Zébédée (ГЭ-4109)
- Mariotto Albertinelli (1474-1515) : Adoration de l'enfant Jésus (ГЭ-2067)
- Raffaello Botticini (1474-1520) : Adoration de l'enfant Jésus avec sainte Barbe et saint Martin de Tours (ГЭ-79)
- Giuliano Bugiardini, florentin (1475-1554) : La Sainte Famille avec saint Jean le Baptiste (ГЭ-66)
- Michel-Ange (1475-1564) :
  - École : Sainte Famille ou Le Silence (ГЭ-1507)
- Giorgione (1477-1510) : Judith (ГЭ-95) - La Vierge à l'Enfant dans un paysage (ГЭ-185)
- Cesare da Sesto (1477-1523) : La Sainte Famille avec sainte Catherine d'Alexandrie ou La Sainte conversation (ГЭ-80)
- Le Sodoma (1477-1549) : Amour dans un paysage (ГЭ-4163)
- Palma le Vieux (1480-1528) : Jésus et la femme adultère copie d'un tableau qui se trouve dans les Musées du Capitole (ГЭ-10) - Madone à l'enfant avec les donateurs (ГЭ-116) salle 217 - Portrait d'homme (ГЭ-258) - Vierge à l'Enfant (ГЭ-5552)
- Giovanni Cariani (1480 ou 1485-1547) : Séduction ou Vieil Homme et Jeune Femme (ГЭ-183)
- Giovanni Francesco Caroto (1480-1555) : Vierge à l'Enfant avec saint François et sainte Catherine (ГЭ-8432)
- Lorenzo Lotto (1480-1556) : Le Christ conduisant les apôtres au Mont Thabor (ГЭ-103) - Notre Dame de Grâce (ГЭ-9263) - Portrait d'un couple (ГЭ-1447) - Portrait d'un vieil homme (ГЭ-1786)
- Bernardino Luini (1481-1532) : Crucifixion avec la Vierge, saint Paul de Tarse, Marie de Magdala, saint Jean et saint François d'Assise (ГЭ-259) - Sainte Catherine d'Alexandrie (ГЭ-109) - Saint Sébastien (ГЭ-247)
- Baldassarre Peruzzi (1481-1537) : Projet pour un tabernacle à colonnes dessin
- Benvenuto Tisi (1481-1559) : Allégorie de l'Ancien Testament et du Nouveau Testament (synagogue et église chrétienne) (ГЭ-2639) - Le Christ et la samaritaine (ГЭ-90) - La Mise au tombeau (ГЭ-96) - Les Noces de Cana (ГЭ-244) - Le Portement de croix (ГЭ-1490) - La Sainte Famille avec saint Jean le Baptiste (ГЭ-90)
  - Entourage : Madone (ГЭ-2719)
- Raphaël (1483-1520) : salle 230 L'Enlèvement d'Hélène (ГЭ-2340) - La Madone Connestabile (ГЭ-252) - La Vierge à l'Enfant et saint Joseph (ГЭ-91)    
  - Atelier ou école : Cupidon visant avec un arc (ГЭ-2338) - L'Enlèvement d'Hélène fresque (ГЭ-2340) - Pan et Syrinx (ГЭ-2336) - Paysage avec faune et nymphes (ГЭ-2339) - Paysage avec Uranus et Saturne dans les nuages ou La Naissance de Vénus (ГЭ-2337) - Vénus blessée par Cupidon (ГЭ-2335) - Vénus et Cupidon montant des dauphins (ГЭ-2332) - Vénus et Adonis (ГЭ-2333) par Jules Romain ? - Vénus ôtant une épine de son pied (ГЭ-2334)
- Ridolfo del Ghirlandaio (1483-1561) : Portrait d'un vieillard (ГЭ-104) - La Vierge à l'Enfant avec saint François et saint Jérôme de Stridon (ГЭ-89)
- Domenico Beccafumi (1484/1486-1551) : Le Mariage mystique de sainte Catherine (ГЭ-67)
  - Disciple : Visitation de la Vierge Marie à Élisabeth (mère de Jean le Baptiste) (ГЭ-1605)
- Romanino (1484/1487-1566) : Adoration de l'enfant (230) - Vierge à l'Enfant (ГЭ-268)
- Andrea Piccinelli (1485-après 1525) : Portrait d'un jeune homme (ГЭ-7057)
- Giovanni di Niccolò Mansueti, Venise (actif de 1485 à 1526/1527) : La Vierge avec saint Jean l'évangéliste et un saint non identifié (ГЭ-9227)
- Sebastiano del Piombo (1485-1547) : La Déploration (ГЭ-18) - Le Portement de croix (ГЭ-77) - Portrait du cardinal Reginald Pole (ГЭ-81) - Portrait d'une vieille femme (ГЭ-257)
- Bernardino Licinio (1485-après 1549) : Portrait de famille (ГЭ-101)
- Domenico Beccafumi (1485-1551), italien :
- Andrea del Sarto (1486-1530) : Sainte Famille avec saint Jean le Baptiste (ГЭ-6680) - La Vierge à l'Enfant entre sainte Catherine, sainte Élisabeth et saint Jean le Baptiste (ГЭ-62)
- Bonifazio Veronese (1487-1553) : Adoration des bergers (ГЭ-33) - Portrait d'un jeune homme (ГЭ-93) - Repos pendant la fuite en Égypte (ГЭ-27) - Vierge à l'Enfant avec sainte Catherine de Sienne, saint Jean le Baptiste, sainte Dorothée et le moine saint Antoine le Grand (ГЭ-39)
- Titien (1488/1490-1576) : Adoration de l'enfant Jésus (ГЭ-230) - La Bénédiction du Christ ou Salvator Mundi (ГЭ-114) - Danaë (ГЭ-121) - La Fuite en Égypte (ГЭ-245) - Jeune Femme au chapeau à plumes (ГЭ-71) - Madone et Enfant avec Marie de Magdala (ГЭ-118) - Marie de Magdala pénitente (ГЭ-117) - Portement de croix (ГЭ-115) - Portrait du pape Paul III (ГЭ-122) - Saint Sébastien (ГЭ-191)
  - Son atelier : Portrait d'un sénateur vénitien de la famille Cappello (ГЭ-1494) - Vénus et deux Cupidons face à un miroir copie (ГЭ-1524)
- Le Corrège (1489-1534) : Assomption de la Vierge copie d'un plafond à Parme (ГЭ-1584) - Portrait d'une Dame (ГЭ-5555) - Vierge à l'Enfant et un ange copie (ГЭ-87)
  - Entourage : Allégorie de la vertu (ГЭ-1505)
- Dosso Dossi (1489-1542) : Sibylle (ГЭ-7)
- Defendente Ferrari (1490-après 1535) : Rencontre de Joachim (père de Marie) et d'Anne (mère de Marie) près de la Porte dorée (Jérusalem) (ГЭ-4144)
- Agostino Veneziano (vers 1490-après 1536 ou 1540) : Vénus et Adonis, gravure
- Battista Dossi école de Ferrare (vers 1490-1548) : Nymphe de printemps (ГЭ-2234)
- Raffaellino del Colle (1490-1566) : Madone à l'enfant avec saint Jean le Baptiste (ГЭ-78)
- Francesco Melzi, milanais (1491-1570) : Flore (ГЭ-107)
- Domenico Puligo, florentin (1492-1527) : Sainte Barbe (ГЭ-1477)
- Jules Romain (1492 ou 1499-1546) : Nymphes (ГЭ-2227) - Scène d'Amour ou Les Amants (ГЭ-223)
- Gandolfino da Roreto (1493-1518) : La Nativité (ГЭ-4153)
- Domenico Capriolo (1494-1528) : Autoportrait ou Portrait d'un jeune homme portant une cape en fourrure (ГЭ-21)
- Innocenzo Francucci (vers 1494-vers 1550) : Madone à l'enfant avec sainte Barbe, saint François, saint Dominique de Guzmán, l'archange Raphaël et Tobie (ГЭ-1504)
- Francesco d'Ubertino, florentin (1494-1557) : Légende des Dix Mille Martyrs ou Martyre de saint Acace de Byzance (ГЭ-4155)
- Pontormo (1494-1557) : La Sainte Famille avec saint Jean le Baptiste (ГЭ-5527)
- Rosso Fiorentino (1495-1540) : Vierge aux Anges ou Madone à l'enfant (ГЭ-111)
- Polidoro da Caravaggio Bergame (1495-1543) : Cupidon et Psyché attribué (ГЭ-4571) - Psyché et ses sœurs (ГЭ-4572) - Scène de combat (ГЭ-2351)
- Maestro di Marradi (actif entre 1498 et 1513) : Madone en gloire (ГЭ-4129)
- Alessandro Bonvicino (1498-1554) : Bacchus et Ariane (ГЭ-123) - Allégorie de la Foi (20) - Portrait d'un garçon et de sa nourrice (ГЭ-182)
- Jan van Calcar, d'origine allemande (vers 1499 ou 1510 au plus tard-1545) : Portrait d'un homme vêtu de noir (ГЭ-1479)
- Pâris Bordone (1500-1571) : Mars, Vénus et Cupidon (ГЭ-7758) - Portrait d'une dame avec un garçon (ГЭ-70) - La Sainte Famille avec sainte Catherine (ГЭ-219) - Allégorie de Vénus, Flore, Mars et Cupidon (ГЭ-163)
- Camillo Filippi (1500-1574) : Le Christ et la femme adultère (ГЭ-1540)
- Giulio Campi (1502-1572) : Portrait d'un homme (ГЭ-106)
- Parmigianino (1503-1540) : La Mise au tombeau copie (ГЭ-139)
- Bronzino (1503-1572) : Portrait de Cosme Ier de Toscane (ГЭ-1512) - Le Supplice de Marsyas ou L'Écorchement de Marsyas (ГЭ-250)
  - Entourage : Portrait du duc Alexandre de Médicis (ГЭ-5426)
- Michele Tosini (1503-1577) : La Sainte Famille avec saint Jean le Baptiste (ГЭ-1531)
- Pietro Marescalca (1503-1584) : Enfant et Servante (182)
- Le Primatice (1504-1570) : La Sainte Famille avec sainte ÉLisabeth et saint Jean le Baptiste enfant (ГЭ-128)
- Giampietrino (actif entre 1508-1549) : Le Christ tenant le symbole de la Trinité (ГЭ-1520) - Marie de Magdala repentante (ГЭ-10279) - Saint Jean attribué (ГЭ-1521) - Vierge à l'Enfant (ГЭ-4130)
- Andrea Schiavone (1510/1515-1563) :  Loth avec ses fils - Paysage avec Jupiter et Io récemment attribué à Lambert Sustris (ГЭ-60)
- Jacopo Bassano (1510-1592) : Adoration des mages avec Francesco Bassano le Jeune (ГЭ-3567) - Saint Roch de Montpellier, saint Fabien et saint Sébastien (ГЭ-2590)
- Jacopino del Conte (1510-1598) : Portrait du cardinal Jacopo Sadoleto (ГЭ-7159)
- Marcello Venusti (1512/1515-1579) : Le Martyre de saint Étienne (ГЭ-1458)
- Jacopo Bassano (1517-1592) : Descente de croix (ГЭ-1568)
- Le Tintoret (1518/1519-1594) : La Naissance de saint Jean le Baptiste (ГЭ-17) - Portrait de Vincenzo Cappello - Saint Georges de Lydda et le dragon  (ГЭ-194)
- Antonio del Ceraiolo (actif entre 1520 et 1538) : Crucifixion avec la Vierge Marie, saint Saint Dominique de Guzmán, saint Jérôme de Stridon et saint François (ГЭ-4126)
- Giorgio Guizi (1520/1521-1582) : Vénus et Adonis, gravure
- Giovanni Battista Moroni (1521/1524-1578) : Portrait d'homme (ГЭ-171)
- Girolamo Siciolante da Sermoneta (1521-1580 environ) : Allégorie de la paresse et de la diligence (ГЭ-239)
- Giovanni Battista Ramenghi (1521-1601) : Mariage mystique de Sainte Catherine de Sienne (ГЭ-2459)
- Luca Cambiaso école génoise (1527-1585) : Vénus et Adonis (ГЭ-2774) - Vol d'Énée, d'Anchise et d'Ascagne de Troie, plume, pinceau et lavis marron
- Paul Véronèse (1528-1588) : Adoration des Mages (ГЭ-159) - Autoportrait (ГЭ-119) - Cloutage du Christ sur la croix  (ГЭ-155) - La Conversion de saint Paul (ГЭ-68) - Déploration du Christ (ГЭ-49) - Diane, esquisse (ГЭ-167) - Le Mariage mystique de Sainte Catherine de Sienne (ГЭ-1486) - Pietà - Portrait d'homme - La Résurrection du Christ (ГЭ-2545)
- Sofonisba Anguissola (vers 1532-après 1625) : Portait d'une jeune femme vue de profil (ГЭ-36)
- Orazio Sammachini (1532-1577) : Le Baptême du Christ (ГЭ-1542)
- Giovanni Battista Naldini (1535-1591) : Bethsabée au bain (ГЭ-47)
- Alessandro Allori florentin (1535-1607) : Dante Alighieri et Virgile sur le chemin du purgatoire (ГЭ-3581) - Madone à l'enfant (ГЭ-8430) - Portrait d'une dame (ГЭ-1586)
- Federico Barocci (vers 1535-1612) : Étude de tête de vieillard craie noire, pastel, sanguine - La Nativité, copie (ГЭ-1515) - Portrait d'une dame, auteur présumé 13) - Portrait d'une femme (ГЭ-382) - Portrait d'un homme (ГЭ-1548) salle 216 - La Sainte Famille copie (ГЭ-1537)
- Benedetto Caliari (1538-1598) : Conversation sacrée (ГЭ-1485) - Sainte Famille avec sainte Catherine, sainte Anne (mère de Marie) et saint Jean (ГЭ-2125)
- Federico Zuccari (1542/1543-1609) : Anges et chérubins parmi les nuages lavis marron et lavis gris
- Palma le Jeune (vers 1548/1550-1628) : Les Apôtres au tombeau de la Vierge (ГЭ-3460)
- Francesco Bassano le Jeune vénitien (1549-1592) : Adoration des mages avec Jacopo Bassano (ГЭ-3567) - L'Automne  (ГЭ-1598) - (ГЭ-1603) - Le Christ reçu à la maison de Marie de Béthanie et de Marthe de Béthanie (ГЭ-195) - L'Été - L'Hiver (ГЭ-233) - La Multiplication des pains et des poissons (ГЭ-2094) - Résurrection des justes dans les cieux (ГЭ-1496) 
  - Son atelier : Été (ГЭ-193)
- Scarsellino (1550/1551-1620) : Vierge à l'Enfant avec saint Jean le Baptiste (ГЭ-137)
- Luigi Benfatto (1551-1611) : Descente du Saint-Esprit (ГЭ-152)
- Jacopo Chimenti (1551-1640) : Assomption de Marie (ГЭ-2272) - Le Souper à Emmaüs ou La Cène d'Emmaüs (ГЭ-4394)
- Lavinia Fontana école romaine (1552-1614) : Cupidon tétant Vénus (ГЭ-2345)
- Lodovico Carracci, Bologne (1555-1619) : Saint Sébastien (ГЭ-142) - Vierge à l'Enfant avec saint Antoine, saint Laurent de Rome, sainte Élisabeth, saint Jean le Baptiste et sainte Barbe ou sainte Catherine? (ГЭ-143)
- Agostino Carracci (1557-1602) : La Déploration (ГЭ-1489)
- Leandro Bassano (1557-1622) : Incrédulité de saint Thomas (ГЭ-2098) - Portrait d'une vieille femme (ГЭ-2354)
- Gregorio Pagani, florentin (1559-1605) : Madone à l'enfant avec Saint François d'Assise, saint Jean le Baptiste, saint Grégoire le Grand et sainte Marguerite de Cortone (ГЭ-72)
- Lodovico Cigoli (1559-1613) : La Circoncision (ГЭ-56) - Le Martyre de saint Jacques de Zébédée (ГЭ-1690) - Saint François (ГЭ-7148) - Saint Jean l'évangéliste (ГЭ-3761)
- Bartolomeo Carducci (1560-1608) : La Fuite en Égypte (ГЭ-376)
- Annibale Carracci (1560-1609) : Autoportrait au chevalet (ГЭ-148) - Le Repos de la Sainte Famille pendant la fuite en Égypte (ГЭ-138) - Saintes Femmes au tombeau du Christ (ГЭ-92)
  - Dans l'entourage : Vénus endormie (ГЭ-146)
- Domenico Tintoretto (1560-1635) : Portrait d'un homme, peut-être Francesco Bassano le Jeune (ГЭ-3566)
- Orazio Gentileschi (1563-1639) : Il lui est attribué Cupidon et Psyché (ГЭ-6889)
- Agostino Tassi (1566-1644) : Chasseurs de trésors et la mort (ГЭ-3)
- Cavalier d'Arpin (1568-1640) : Ange gardien (ГЭ-3578) - L'Archange Michel d'après Guido Reni craie noire, sanguine
- Lucio Massari école bolonaise (1569-1633) : Mariage mystique de Sainte Catherine de Sienne (ГЭ-2634)
- Le Caravage (1571-1610) : Le Joueur de luth (ГЭ-45)
  - Entourage : Bacchus (ГЭ-3530)
- Antiveduto Grammatica (1571-1626) : Marie de Magdala au tombeau (ГЭ-6410)
- Orazio Borgianni (1574-1616) : Saint Charles Borromée (ГЭ-2357)
- Giulio Cesare Procaccini (1574-1625) :  Le Mariage mystique de Sainte Catherine de Sienne  (ГЭ-94) - Marie de Magdala (ГЭ-228) - La Sainte Famille avec saint Jean le Baptiste et un ange (ГЭ-102) - Vierge à l'Enfant (ГЭ-144)
- Guido Reni (1575-1642) : La Construction de l'Arche de Noé (ГЭ-51) - L'Éducation de la Vierge ou L'Enfance de la Vierge (ГЭ-198) - Hérodiade recevant la tête de saint Jean le Baptiste (ГЭ-2589) - Pères de l'église contestant le dogme de l'immaculée conception (ГЭ-59) - Repentance de Saint Pierre (ГЭ-63) - Saint Jérôme de Stridon (ГЭ-1498) - Joseph avec l'enfant Jésus dans ses bras (ГЭ-58)
  - Son atelier : Le Viol d'Europe fille d'Agénor (ГЭ-65)
- Leonello Spada (1576-1622) : Le Martyre de saint Pierre (ГЭ-28)
- Vincenzo Carducci (1576-1638) : La Vision de saint Antoine de Padoue (ГЭ-352)
- Cristofano Allori (1577-1621) : L'Annonciation (ГЭ-1567) - Tête d'un garçon pierre noire, sanguine - Tobie avec un ange (ГЭ-2361)
- Alessandro Tiarini (1577-1668) : La Sainte Famille avec Saint François d'Assise, saint Jean le Baptiste et saint Michel (archange) (ГЭ-73)
- Bartolomeo Schedoni (1578-1615) : Cupidon dans un paysage (ГЭ-1559) - Diane et Actéon (ГЭ-30) - Madone à l'enfant tenant la croix (ГЭ-83) - La Sainte Famille avec saint Jean le Baptiste (ГЭ-4058) - Vierge à l'Enfant avec des saints et des anges (ГЭ-168)
- Orazio Borgianni, Rome (1578-1616) : Saint Charles Borromée (ГЭ-2357)
- Battistello Caracciolo (1578-1635) : Le Christ devant Caïphe (ГЭ-2123)
- Alessandro Turchi, Vérone (1578-1649) : Bacchus et Ariane (ГЭ-123) - La Déploration avec Marie de Magdala et trois anges (ГЭ-260) - Le Portement de croix (ГЭ-1551)
- Francesco Albani, Bologne (1578-1660) : L'Annonciation (ГЭ-86) - Baptême du Christ (ГЭ-29) - L'Enlèvement d'Europe fille d'Agénor (ГЭ-55)
- Le Dominiquin (1581-1641) : L'Assomption de Marie de Magdala (ГЭ-113) - Le Repos de Vénus
  - Entourage : Saint André (ГЭ-2476)
- Bernardo Strozzi (1581-1644) : Allégorie des arts (ГЭ-6547) - David portant la tête de Goliath (ГЭ-9350) - Saint Second d'Asti et un ange (ГЭ-229) - Tobie guérissant son père  (ГЭ-16)
- Bartolomeo Manfredi (1582-1622) : Le Joueur de luth (5568)
- Giovanni Lanfranco, Parme (1582-1647) : L'Annonciation (ГЭ-150) - Saint Jean le Baptiste dans le désert (ГЭ-2662) - Tête d'un vieil homme (ГЭ-226) - Tête d'un vieil homme (ГЭ-227)
- Matteo Ponzone (1583-après 1663) : Portrait de Carlo Ridolfi  (ГЭ-383)
- Giuseppe Vermiglio (1585-1635) : Saint Jacques le Mineur, saint Pierre, Paul de Tarse, saint Jean, saint Thomas, saint Philippe, saint Jude ou Thaddhée (ГЭ-7335)
- Giovanni Bilivert (1585-1644) : L'Adieu de Tobie à l'ange (ГЭ-41) - Agar dans le désert  (ГЭ-74)
- Massimo Stanzione (1585-1656) : La Mort de Cléopâtre VII (ГЭ-10030)
- Cavalier d'Arpin (1586-1640) : Sainte Claire d'Assise au siège d'Assise (ГЭ-1545)
- Bartolomeo Cavarozzi (1587-1625) : La Sainte Famille (ГЭ-2124)
- Alessandro Varotari, Padoue (1588-1649) : Eumène de Cardia et Roxane (ГЭ-1528) - Trois grâces et cupidons (ГЭ-43)
- Nicolas Régnier (vers 1588-1667) : Apollon (ГЭ-2686) - Saint Sébastien (ГЭ-5564)
- Domenico Fetti (1589-1623/1624) : Adoration des bergers (ГЭ-149) - L'Immaculée conception ou Vierge en gloire (ГЭ-162) - Portrait d'acteur (ГЭ-153) - Tobie guérissant son père (ГЭ-136)
- Sinibaldo Scorza (1589-1631) : Orphée entouré d'animaux (ГЭ-2245)
- Alessandro Salucci (1590-1655/1660) : Paysage architectural avec Jan Miel (ГЭ-2616) - Port avec Jan Miel (ГЭ-2617)
- Luigi Amidano (1591-1629) : La Sainte Famille (ГЭ-1558) - Le Massacre des Innocents (ГЭ-1535)
- Le Guerchin (1591-1666) : L'Assomption de la Vierge Marie (ГЭ-64) - Le Martyre de Sainte Catherine d'Alexandrie (ГЭ-26) - Saint Jérôme de Stridon dans le désert (ГЭ-52) - La Vision de Sainte Claire d'Assise  (ГЭ-156)
  - École ou atelier : Allégorie de la justice et de la paix (ГЭ-1597) - Chronos, Mars, Cupidon et Vénus copie (ГЭ-2614)
  - Entourage : Sainte Cécile (ГЭ-1604)
- Jacopo Vignali (1592-1664) : Mariage mystique de Sainte Catherine de Sienne (ГЭ-2117)
- Pierre de Cortone (1596-1669) : Le Christ apparaissant à Marie de Magdala (ГЭ-166) - Le Christ et la Femme adultère (ГЭ-5071) - La Lapidation de saint Étienne (ГЭ-184)
  - Entourage : Rencontre d'Ésaü et de Jacob (ГЭ-2501)
- Andrea di Leone (1596/1610-1675/1685) : Jacob rencontrant Rachel (ГЭ-125)
- Giovanni Andrea de Ferrari (1598-1669) : Jacob demande la main de Rachel (ГЭ-4395)
- Andrea Sacchi (1599-1661) : Le Triomphe de la sagesse (ГЭ-132) - On lui attribue Vénus au repos (ГЭ-127)
  - Atelier : Agar dans le désert (ГЭ-1538)
- Gioacchino Assereto (1600-1649) : Le Christ victime d'insultes (ГЭ-4359) - Isaac bénissant Jacob (ГЭ-1457)
- Guido Cagnacci (1601-1663) : Suzanne et les Vieillards (ГЭ-76)
- Mario Nuzzi (1603-1673) : L'Adoration des bergers encadrée d'une guirlande de fleurs avec Carlo Maratta pour la scène (ГЭ-1689) - Scène de l'Adoration des mages encadrée par une guirlande de fleurs avec Carlo Maratta (ГЭ-1686)
- Pietro della Vecchia, vénitien (1603-1678) : Tête d'un jeune guerrier (ГЭ-32)
- Andrea Vaccaro (1604-1670) : Marie de Magdala repentante (ГЭ-1460)
- Luca Ferrari (1605-1654) : Allégorie de l'amour et de la jalousie (ГЭ-1582)
- Pietro Liberi, vénitien (1605-1687) : Diane et Callisto  (ГЭ-217) - Endymion endormi (ГЭ-10610)
- Giovanni Francesco Grimaldi (1606-1680) : Paysage avec deux personnages assis sur la montagne, gravure (ОГ-393033)
- Francesco Cairo, Milan (1607-1665) : Portrait d'un poète (ГЭ-38)
- Melchiorre Gherardini, milanais (1607-1668) : Vision de saint Grégoire (ГЭ-169)
- Pietro Antonio Novelli II (1608-1647) : Le Christ et la Femme adultère (ГЭ-2761)
- Carlo Francesco Nuvolone (1608-1662) : Joseph et la femme de Potiphar (ГЭ-2583)
- Giovanni Benedetto Castiglione, génois (baptisé en 1609-1664) : Isaac rencontrant Rébecca (ГЭ-2087) - Satyres apportant leurs présents  (ГЭ-186)
- Giovanni Battista Salvi (1609-1685) : Madone à l'enfant (ГЭ-1506) - La Sainte Famille (ГЭ-1565) - Vierge à l'Enfant avec un oiseau (ГЭ-69) - Vierge en prière (ГЭ-2346)
- Giovanni Francesco Romanelli (1610-1662) : Hercule et Omphale (ГЭ-1601) salle 234 - Repos pendant la fuite en Égypte (ГЭ-75) - La Vierge et l'enfant sous un pommier (ГЭ-1532)
- Francesco Noletti (vers 1611-1654) : Nature morte avec un casque (ГЭ-7180) - Nature morte avec un melon (ГЭ-2772) salle 234 - Nature morte avec un tapis oriental (ГЭ-2314)
- Simone Pignoni (1611-1698) : Communion de sainte Pétronille ou La Mort de sainte Pétronille (ГЭ-4797)
- Simone Cantarini (1612-1648) : Apollon (ГЭ-2089) - La Sainte Famille (ГЭ-165) - Vierge à l'Enfant et saint François d'Assise (ГЭ-61)
- Pier Francesco Mola (1612-1666) : Géographe (ГЭ-8465) - Pause pendant la fuite en Égypte (ГЭ-1530) salle 231 - La Rencontre de Jacob et de Rachel (ГЭ-141) - Saint Jérôme de Stridon (ГЭ-3544)
- Giovanni Maria Bottalla (1613-1644) : Moïse frappant le rocher (ГЭ-2259)
- Mattia Preti, école napolitaine (1613-1699) : Concert (ГЭ-1241) - Figure d'homme dans un manteau étude pour la fresque «Dispute» dans La Co-cathédrale Saint-Jean de La Valette
- Salvator Rosa (1615-1673) : Démocrite et Protagoras (ГЭ-31) - Le Fils prodigue (ГЭ-34) - Portrait d'homme ou Portrait d'un brigand (ГЭ-1483) salle 234 - Ulysse et Nausicaa (ГЭ-35)
  - Dans l'entourage : Voleurs sur un rivage (ГЭ-179)
- Bernardo Cavallino, napolitain (1616-1656) : Rencontre de Joachim  et Anne près de la Porte dorée (Jérusalem) (ГЭ-351)
- Giovanni Bernardo Carbone école génoise (1616-1683) : Portrait d'un sénateur (ГЭ-2474)
- Carlo Dolci (1616-1686) : Le Christ adolescent avec la Vierge Marie et saint Joseph (ГЭ-3755) - Saint Antoine l'abbé (ГЭ-1611) - Sainte Catherine d'Alexandrie (ГЭ-46) - Sainte Catherine de Sienne (ГЭ-200) - Sainte Cécile (ГЭ-44)
- Pietro Testa (1617-1650) : La Présentation de la Vierge au temple (ГЭ-48)
- Flaminio Torre école bolonaise (1620-1661) : Loth et ses filles (ГЭ-2068)
- Antonio Maria Vassallo (vers 1620-entre 1664 et 1673) : Cyrus allaité par une chienne ou Enfance du roi Cyrus (221) - Putti dans un paysage
- Filippo Lauri (1623-1694) : Apparition du Christ à Marie de Magdala (ГЭ-1514) - Éducation de la Vierge (ГЭ-1554) - Flore avec des zéphyrs dans les nuages (ГЭ-2625) - Trophées et cupidons panneau décoratif (ГЭ-1592)
- Valerio Castello (1624-1659) : Descente de croix (ГЭ-1593) - Le Massacre des Innocents (ГЭ-2629) salle 238 - Le Miracle des roses (ГЭ-235) - Rébecca au puits (ГЭ-6352)
- Domenico Piola (1624-1703) : Baptême du Christ dessin
- Michele Pace del Campidoglio (1625-1669) : Nature morte avec des raisins (ГЭ-2486) - Nature morte avec un melon (ГЭ-2485)
- Giovan Battista Langetti (1625-1676) : Mort de Caton d'Utique (ГЭ-8614) - Samson (ГЭ-2126)
- Carlo Maratta (1625-1713) : Adoration des bergers (ГЭ-1501) - L'Adoration des bergers encadrée d'une guirlande de fleurs réalisée par Mario Nuzzi (ГЭ-1689) - L'Annonciation (ГЭ-1539) - Madone à l'enfant avec saint Jean le Baptiste (ГЭ-1560) - La Madone apprenant à lire à l'enfant Jésus (ГЭ-1500) - Paysage avec la Sainte Famille ou Pause pendant la fuite en Égypte (ГЭ-2418) - Portrait du Pape Clément IX (1600-1669) (ГЭ-42) - La Sainte Famille avec des fleurs (ГЭ-1557) - La Sainte Famille avec saint Jean le Baptiste (ГЭ-1612) - Scène de l'Adoration des mages encadrée d'une guirlande de fleurs avec Mario Nuzzi (ГЭ-1686) 
  - Atelier : L'Adoration des mages (ГЭ-2657) - Ascension de la Vierge Marie (ГЭ-1544) - Madone avec un livre (ГЭ-1572)
  - Entourage : Sainte Famille (ГЭ-1547)
- Matteo Ghidone (1626-1689) : Comédiens de rue sur une place (ГЭ-7258) - Dans l'église (ГЭ-7257)
- Carlo Cignani (1628-1719) : L'Adoration des bergers (ГЭ-1587) - Amour maternel ou La Charité (ГЭ-24)
- Bartolomeo Biscaino école génoise (1629-1657) : La Nativité (ГЭ-2115)
- Ciro Ferri (1634-1689) : Vision de sainte Catherine de Sienne auteur présumé (ГЭ-140)
- Luca Giordano école napolitaine (1634-1705) : Alphée et Aréthuse, auteur présumé (ГЭ-6874) - Apparition de l'ange à David (ГЭ-3606) - Combat des centaures contre les Lapithes (ГЭ-4705) - La Déploration du Christ  (ГЭ-23) - L'Enlèvement d'Europe fille d'Agénor (ГЭ-9967) - Expulsion des marchands du Temple (ГЭ-5561) - La Forge de Vulcain (ГЭ-188) - Le Jeune Bacchus en train de dormir (ГЭ-197) - Le Jugement de Pâris (ГЭ-9965) - Mort de Caton d'Utique (ГЭ-4621) - Naissance de saint Jean le Baptiste (ГЭ-2607) - Neptune et Coronis fille de Coronée (ГЭ-3556) - Philosophe auteur présumé (ГЭ-2086) - Pieta - Présentation de la Vierge Marie au temple (ГЭ-1609) - Le Sacrifice d'Isaac (ГЭ-9640) - Saint Jérôme de Stridon (ГЭ-10173) - Le Triomphe de Galatée (ГЭ-9966) - Troupeau de moutons (ГЭ-7213)
- Niccolò Berrettoni (1637-1682) : Assomption de la Vierge Marie (ГЭ-2654)
- Cesare Gennari (1637-1688) : Madone à l'Enfant (ГЭ-1607)
- Andrea Celesti, école vénitienne (1637-1712) : Le Festin de Balthazar - Résurrection de Lazare de Béthanie (ГЭ-9595) - Sacrifice de Jephté - Vierge à l'Enfant avec saint Antoine de Padoue
- Elisabetta Sirani, Bologne (1638-1665) : L'Amour vainqueur (ГЭ-105) - Le Christ enfant (ГЭ-220) - Cupidon réchauffant l'armure (ГЭ-2584)
- Antonio Francesco Peruzzini (1643 ou 1646-1724) : Bord de mer avec Alessandro Magnasco (ГЭ-3527) salle 238
- Marcantonio Franceschini, Bologne (1648-1729) : Portrait d'une jeune fille avec un turban (ГЭ-192)
- Elena Recco (1654-1715) : Nature morte avec des poissons et un coquillage (ГЭ-4576)
- Giovanni Gioseffo dal Sole, Bologne (1654-1719) : L'Adoration des mages (ГЭ-129)
- Antonio Bellucci (1654-1726) : Saint Sébastien et sainte Irène de Rome (ГЭ-1546)
- Fra Galgario (1655-1743) : Portrait d'un garçon (ГЭ-5560)
- Francesco Trevisani (1656-1746) : Apollon et Daphné (ГЭ-238)
- Francesco Solimena (1657-1747) : Allégorie de la foi, copie (ГЭ-1543) - Allégorie d'un règne (ГЭ-6548) - Rébecca à la fontaine (ГЭ-2) - Représentation de prophètes, esquisse (ГЭ-291) - Saint Vincent Ferrier (ГЭ-288)
- Giovanni Agostino Cassana (1658-1720) : Deux Béliers et une chèvre (ГЭ-2032)
- Nicolo Cassana (1659-1714) : Satyres et Nymphes ou Bacchanale (ГЭ-1585)
- Sebastiano Ricci (1659-1734) : L'Enfance de Romulus et Rémus  (ГЭ-5553)
- Clemente Spera (1661-1742) : Halte de brigands avec Alessandro Magnasco (ГЭ-4037) - Scène de bacchanale avec Alessandro Magnasco (ГЭ-4035)
- Paolo de Matteis (1662- 1728) : Achille à la cour de Lycomède (ГЭ-1549)
- Luca Carlevarijs (1663-1730) : Le Palais des Doges et le môle (ГЭ-215) - Régate sur le Grand Canal en l'honneur de Frédéric IV le 4 mars 1710 (ГЭ-216)
- Alessandro Marchesini (1663-1738) : Dédicace d'une nouvelle vierge de Vestale
- Giacomo Francesco Cipper (vers 1664-1736) : Scène dans une cuisine (ГЭ-5544)
- Giuseppe Maria Crespi (1665-1747) : Autoportrait (ГЭ-189) - Berger et Bergère (ГЭ-5542) - La Mort de saint Joseph (ГЭ-25) - Scène au cellier (ГЭ-225)
- Benedetto Luti (1666-1724) : Garçon avec une flûte (ГЭ-131)
- Cristoforo Munari (1667-1720) : Nature morte avec livres (ГЭ-1378)
- Alessandro Magnasco (1667-1749) : Bord de mer avec Antonio Francesco Peruzzini (ГЭ-3527) - Halte de brigands (ГЭ-4036) - Halte de brigands avec Clemente Spera (ГЭ-4037) - Paysage montagneux (ГЭ-3528) - Le Repos au printemps (ГЭ-1) - Scène de bacchanale avec Clemente Spera (ГЭ-4035) salle 232
- Pier Leone Ghezzi (1674-1755) : Tête d'homme au nez épais stylo brun
- Gaspare Lopez (1677-1732) : Nature morte avec fleurs et perroquet (ГЭ-10412)
- Sebastiano Conca école napolitaine (1680-1764) : Madone à l'enfant endormi (ГЭ-2256)
- Jacopo Amigoni (1682-1752) : Jupiter et Callisto (ГЭ-251) - Pierre Ier le Grand avec Minerve figure allégorique de la gloire (ГЭ-2754)
- Giovanni Battista Piazzetta (1683-1754) : Dessins : Chariot tiré par deux cygnes dirigés par Vénus - Deux chasseurs crayon et sanguine - Jeune femme tenant une flèche (actrice dans le rôle de Diane) - Vénus sur un char
- Giovanni Battista Pittoni (1687-1767) : La Bénédiction de Jacob (4424) - Diane et Endymion (ГЭ-2451) - Didon fondant Carthage (ГЭ-241) - Mariage de Placidia avec Costanzo (Pittoni) (5532) - La Mort du roi Candaule (ГЭ-240) - Sacrifice de Polyxène (ГЭ-8464)
- Ercole Graziani le Jeune (1688-1765) : Diane et Actéon (ГЭ-2693)
- Giovanni Paolo Panini (1691-1765) : intérieur de la Basilique Sainte-Marie-Majeure à Rome (ГЭ-5534) - Intérieur de la Basilique Saint-Pierre à Rome (ГЭ-5535) - Saint Paul prêchant parmi les ruines (ГЭ-5569) - Sermon de Sibylle dans des ruines romaines avec la statue d'Apollon (ГЭ-174) - Sermon d'un apôtre dans les ruines romaines avec une statue d'Hercule Farnèse (ГЭ-181)
- Pietro Trezzini (1692-après 1760) : Deuxième arc de triomphe "suédois" pour perspective à Saint-Pétersbourg encre - Iconostase pour l'église du Régiment Préobrajenski de la garde impériale à Saint-Pétersbourg crayon et encre de Chine (OP-6849) - Plan et façade pour l'église du Régiment Préobrajenski de la garde impériale à Saint-Pétersbourg crayon et encre de Chine (OP-6847) et même légende pour (OP-6848)
- Andrea Locatelli (1695-1741) : Paysage avec Mercure et Argos (ГЭ-3545)
- Giambattista Tiepolo (1696-1770) : Alexandre le Grand et Diogène (ГЭ-5370) - L'Annonciation (ГЭ-4145) - Coriolan sous les murs de Rome (ГЭ-7472) - La Dictature proposée à Lucius Quinctius Cincinnatus (ГЭ-7474) - L'Enlèvement des Sabines (ГЭ-282) - Mécène présentant les Arts libéraux à l'empereur Auguste (ГЭ-4) - Caius Mucius Scævola devant Porsenna (ГЭ-7473) - Quintus Fabius Maximus Verrucosus devant le sénat de Carthage (ГЭ-7471) - Le Triomphe de Scipion l'Africain ou Le Triomphe de Manius Curius Dentatus (ГЭ-7475) - Trois vieillards, deux jeunes et un garçon près d'un vase ou Joseph (fils de Jacob) vendu par ses frères tons bruns
- Alessandro Cocchi (1696-1780) : Portrait d'Élisabeth Ire avec  Luigi Valadier (ЭПР-5720)
- Canaletto (1697-1768) : Réception de l'Ambassadeur de France Jacques-Vincent Languet de Gergy au Palais des Doges (ГЭ-175) - Vue des îles San Michele, San Cristoforo della Pace et de Murano depuis les Fondamente Nuove - Vue de l'église di San Giovanni dei Battuti sur l'ile de Murano - Capriccio avec une vue de Dolo - Capriccio avec une terrasse, Padoue
- Giuseppe Nogari (1699-1763) : Printemps (ГЭ-4362)
- Placido Costanzi (1702-1759) : Paysage dans le Latium avec Jan Frans van Bloemen (ГЭ-2421) - Paysage dans le Latium avec trois femmes près d'une fontaine avec Jan Frans van Bloemen (ГЭ-2422)
- Francesco Zuccarelli (1702-1788) : Paysage avec une femme menant une vache (ГЭ-178) - Paysage avec une femme portant un enfant (ГЭ-177)
- Pietro Rotari (1707-1762) : Alexandre le Grand et Roxane (ГЭ-2223) - Portrait de la comtesse Anna Stroganova (ru) née Vorontsova (ГЭ-5430) - Portrait de Varvara Alekseïevna Cheremeteva (ЭРЖ-1073) - Un abbé
- Francesco Fontebasso (1707-1769) : La Cène (ЭРЖ-2449) - Icône du Pape Clément de Rome et saint Pierre d'Alexandrie avec Alekseï Belski (ru) et Iefim Ivanovitch Belski (ЭРЖ-2464) - Les Saints martyrs Kharlampi et Eustache de Rome avec Alekseï Ivanovitch Belski (ru) et Iefim Ivanovitch Belski, auteurs présumés (ЭРЖ-2465)
- Pompeo Batoni (1708-1787) : Allégorie de la volupté (ГЭ-3735) salle 235 - Clémence de Scipion l'Africain (ГЭ-2609) salle 238 - Hercule entre le vice et la vertu ou Hercule à la croisée des chemins (ГЭ-4793) - Mercure couronnant la philosophie "Mère des arts" (ГЭ-3734) - Portrait du prince Alexandre Kourakine (ГЭ-5482) - La Sainte Famille avec sainte Élisabeth et Jean le Baptiste (ГЭ-12) - Thétis enlève son fils  endormi, Achille, au centaure Chiron (ГЭ-2608)
- Michele Marieschi (1710-1744) : Pont du Rialto à Venise (ГЭ-176) - Cour avec escalier (ГЭ-5550)
- Stefano Torelli (1712-1784) : Diane et Endymion (ГЭ-6161) - Portrait de la Comtesse Anna Aleksandrovna Tchernychiova (ru) (ГЭ-5533) - Portrait de l'impératrice Catherine II (ЭРЖ-569) - Portrait du grand-duc Pavel Petrovitch (ГЭ-4762)
- Francesco Guardi (1712-1793) : Vue de l'île San Giorgio Maggiore (ГЭ-5547) - Paysage (ГЭ-4305) salle 236 - Paysage (ГЭ-4309)- Vue de Venise (ГЭ-261) - Capriccio vénitien. Vue d'une place avec un palais (ГЭ-262) - Capriccio : Une place vue d'une arche  dans les tons bruns badigeon de chaux et encre
- Domenico Maggiotto (1713-1794) : Enfants avec un chien (ГЭ-201) - Querelle de joueurs (ГЭ-3561)
- Bernardo Bellotto (1720/1721/1722- 1780) : Les Douves du Zwinger à Dresde (ГЭ-1384) - Place avec la Kreuzkirche à Dresde (ГЭ-203) - Place du marché de la Neustadt à Dresde (ГЭ-202) - La Place du Nouveau Marché à Dresde (ГЭ-204) - La Place du Vieux Marché à Dresde, réplique (ГЭ-211) - Pirna, vue depuis la rive droite de l'Elbe (ГЭ-208) - Vieilles fortifications de Dresde (ГЭ-207) - Vue de l'ouest de Pirna à l'angle de la grand-rue (ГЭ-213) - Vue de Pirna de la rive droite de l'Elbe dominant la ville (ГЭ-210) - Vue de Pirna du château de Sonnenstein  (ГЭ-209) - Zwinger à Dresde (ГЭ-205)
- Luigi Valadier (1726-1785) : Portrait d'Élisabeth Ire avec Alessandro Cocchi (ЭПР-5720)
- Pietro Antonio Novelli (1729-1804) : Esquisse Buste de la Vierge pour la composition «Annonciation» encre
- Giuseppe Mannocchi (1731-1782) : Ornementation de style grotesque (OP-2259) - Ornementation de style grotesque (OP-2261)
- Christoph Unterberger (1732-1798) : Le Martyre de saint Sébastien (ГЭ-2230)
- Venceslao Verlin (1740-1780) : Le Magasin d'antiquités (ГЭ-4046)
- Giacomo Quarenghi (1744-1817) : Façade de la porte de Narva aquarelle et encre - Vue de la place de la cathédrale dans le Kremlin de Moscou encre de Chine et aquarelle
- Francesco Tironi (1745-1797) : Vue du Grand Canal (Venise) (ГЭ-3564)
- Giuseppe Cades ((1750- 1799) : Alexandre le Grand dans l'atelier d'Apelle (ГЭ-8368) - Alexandre le Grand refuse de boire l'eau (ГЭ-8367)
- Giovanni Battista Ortolani Damon (1750-1812) : Portrait de la princesse Varvara Golitsyna (ЭРЖ-3231)
- Pietro Gonzaga (1751-1831) : Projet de temple avec une rotonde à colonnes et statues de philosophes dessin à l'encre de Chine et au crayon - Projet pour la décoration de la Porte Rouge triomphale (en russe : Красныя Ворота) à Moscou encre de Chine, aquarelle et encre
- Giacomo Raffaelli (1753-1836) : Grotte à Tivoli (Эпр-5722) - Le Temple de la Sibylle et une cascade à Tivoli (ЭПР-5721)
- Salvatore Tonci (1756-1844) : Portrait d'une inconnue (ЭРЖ-1133)
- Angelo Toselli (1765-1827?) : La Cathérale Notre-Dame-de-Kazan vue de la Perspective Nevski - une série de dix aquarelles constituant un panorama de Saint-Pétersbourg : L'Amirauté de Saint-Pétersbourg deux œuvres différentes - Le Bâtiment des Douze Collèges deux œuvres différentes - Colonne rostrale méridionale et vue de la Forteresse Pierre-et-Paul - Neva, remblai du palais et pont flottant de la Trinité - Le Palais d'Hiver - Place de la Bourse, Novobirjevoï Gostiny cour (ru) entrepôt nordique et pavillon du globe académique - Place de la bourse et Palais de la Bourse - Le Pont flottant d'Isaac, le Bâtiment du Sénat et du Synode et le panorama de la digue anglaise
- Vincenzo Camuccini (1771-1844) : Portrait d'Ekaterina Petrovna Chouvalova (ГЭ-5264)
- Natale Schiavoni (1777-1858) : Portrait du grand-duc Alexandre Nikolaïevitch Romanov futur Alexandre II  (ЭРЖ-632)
- Angelo Inganni (1807-1880) : Place devant le Dôme de Milan (ГЭ-2436)
- Cosroe Dusi (1808-1859) : Portrait de Nicolas Orloff page à la cour impériale (ЭРЖ-177)
- Luigi Premazzi (1811-1891) :  Autre point de vue sur le pavillon rose dans le Parc Lougovoï (ru) à Peterhof - Pavillon rose dans le Parc Lougovoï à Peterhof - Quatre aquarelles illustrant des intérieurs du Palais d'Hiver habités par l'impératrice Marie Alexandrovna : La Chambre (ОР-14465) - La chambre de la grande-duchesse - La Salle à manger verte (ОР-14463) - La Salle blanche (ОР-14394) - Une série de dix-sept aquarelles représentant essentiellement des intérieurs du palais du baron Alexandre de Stieglitz  dont : Bibliothèque - Escalier principal (ОР-44605) - Escalier principal (ОР-44606) - L'Étude principale - Paysage avec la galerie Cameron et le bâtiment Zoubov - Quai de la Neva près de l'Amirauté de Saint-Pétersbourg aquarelle, gouache et badigeon - La Salle à manger avec deux œuvres différentes - La Salle de bal - La Salle de concert - La Salle du souper - Le Salon - Le Salon blanc - Le Salon bleu - Le Salon doré -  Le Salon du nouveau palais Paul à Saint-Pétersbourg _
- Filippo Palizzi (1818-1899) : Portrait de Nikolaï et Mikhaïl Raïevski (ЭРЖ-1436)
- Vincenzo Petrocelli (1823-1896) : Portrait du jeune duc Nikolaï Borissovitch Ioussoupov (ru) (1827-1891) en 1850 assis - Portrait du jeune duc Nikolaï Borissovitch Ioussoupov (1827-1891) en 1851 debout (ЭРЖ-914)
- Alberto Pasini (1826-1899) : Âne (8949)
- Michele Gordigiani (1835-1909) : Portrait de Maria Dolgoroukova ou Portrait d'une inconnue de la famille Berg (ЭРЖ-1341)
- Mosè Bianchi (1840-1904) : Une femme portant une cruche (8951)
- Attilio Pratella (1856-1949) : Paysage urbain (9019) - Port (9020)
- Giovanni Segantini (1858-1899) : Portrait d'une femme (8913)
- Arturo Tosi (1871-1956) : Champs labourés (8962)
- Ugo Bernasconi (1874-1960) : Tête de jeune garçon (8944)
- Enrico Belli (1875-1907) : Portrait de Pierre Ier le Grand d'après Godfrey Kneller
- Ezio Marzi (1875-1955) : Dans l'atelier de l'artiste (9017)
- Ascanio Tealdi (1880-1961) : Fleurs (9095)
- Giorgio Morandi (1890-1964) : Nature morte (8898) - Nature morte métaphysique (8957)
- Arturo Nathan (1891-1944) : Incendie (9157)
- Ferruccio Ferrazzi (1891-1978) : Taureau, étude (8933)
- Virgilio Guidi (1891-1984) : La Visite (9114)
- Alberto Salietti (1892-1961) : Virage (8888)
- Massimo Campigli (1895-1971) : Couturières (9138)
- Filippo De Pisis (1896-1956) : Fleurs (9078)
- Gigi Chessa (1898-1935) : Tête de garçon (8908)
- Pompeo Borra (1898-1973) : Nu (9028)
- Achille Lega (1899-1934) : L'Arno (ГЭ-9079)
- Enrico Paulucci (1901-1999) : Le Port de Chiaravalle (9027)
- Francesco de Rocchi (1902-1978) : Idiot (8988)

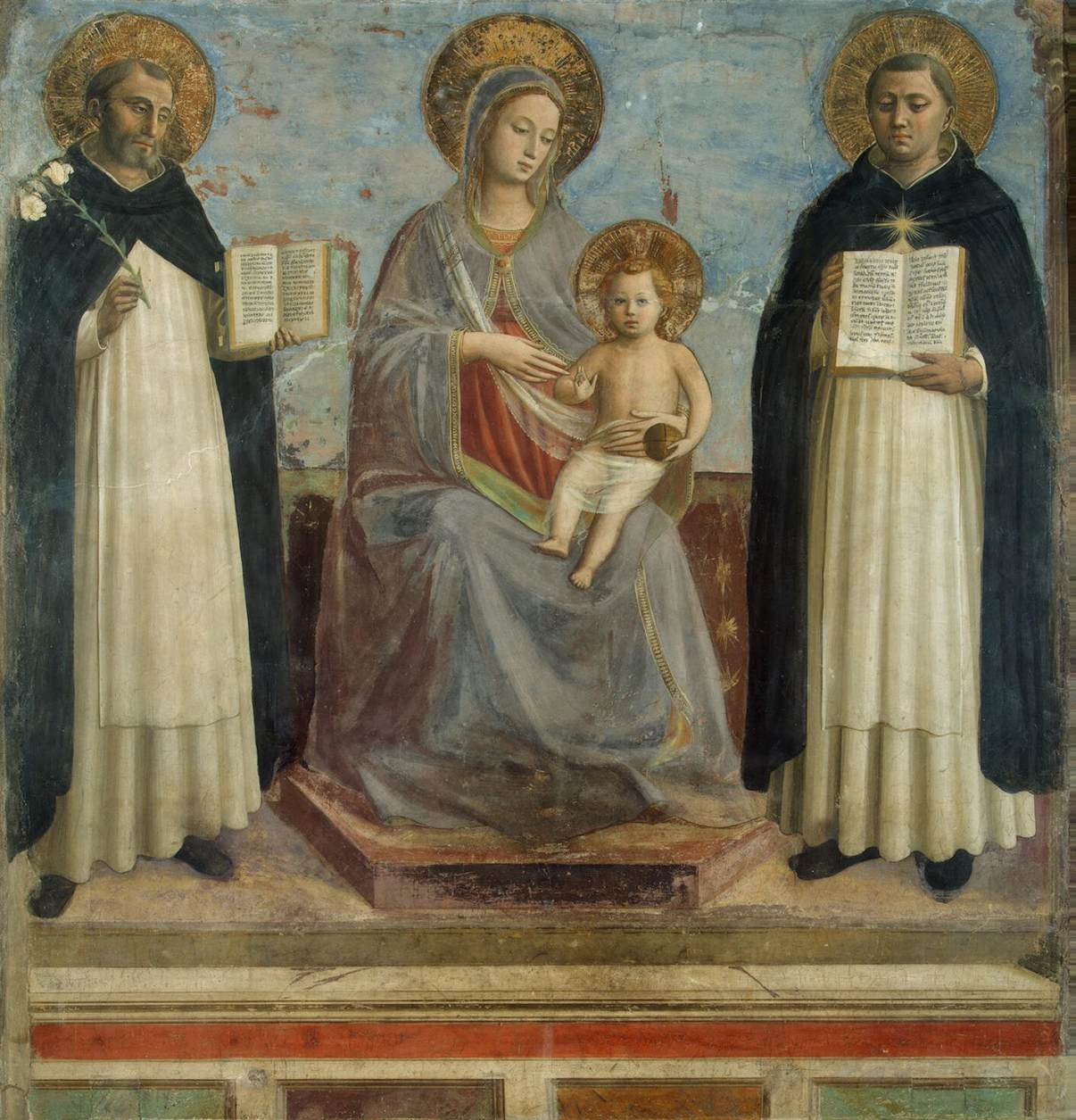
Fra Angelico - Vierge à l'enfant entre saint Dominique et saint Thomas d'Aquin
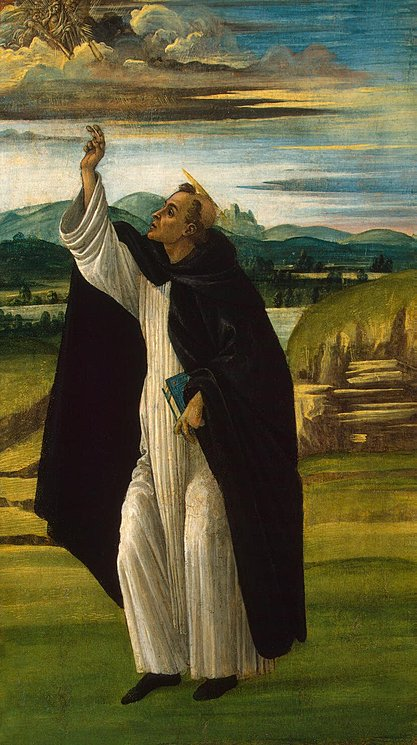
Sandro Botticelli – Saint Dominique
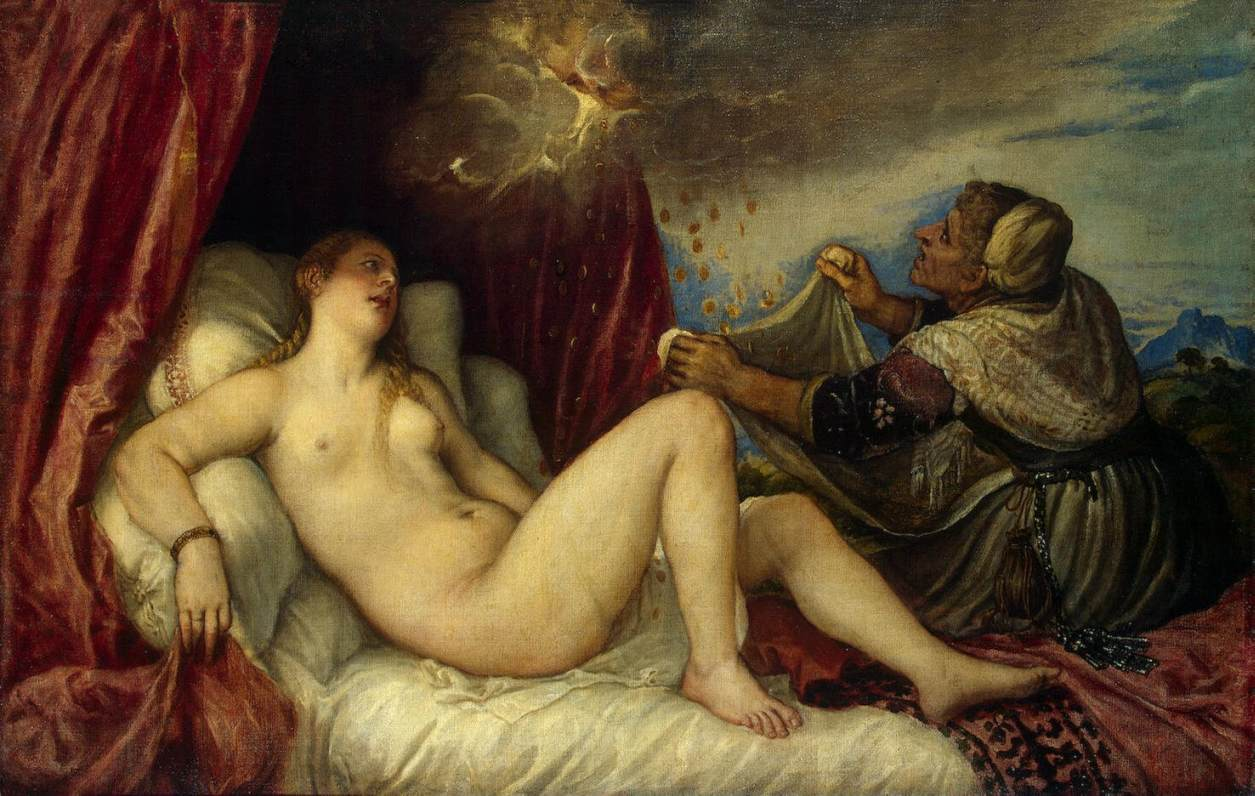
Titien - Danaë
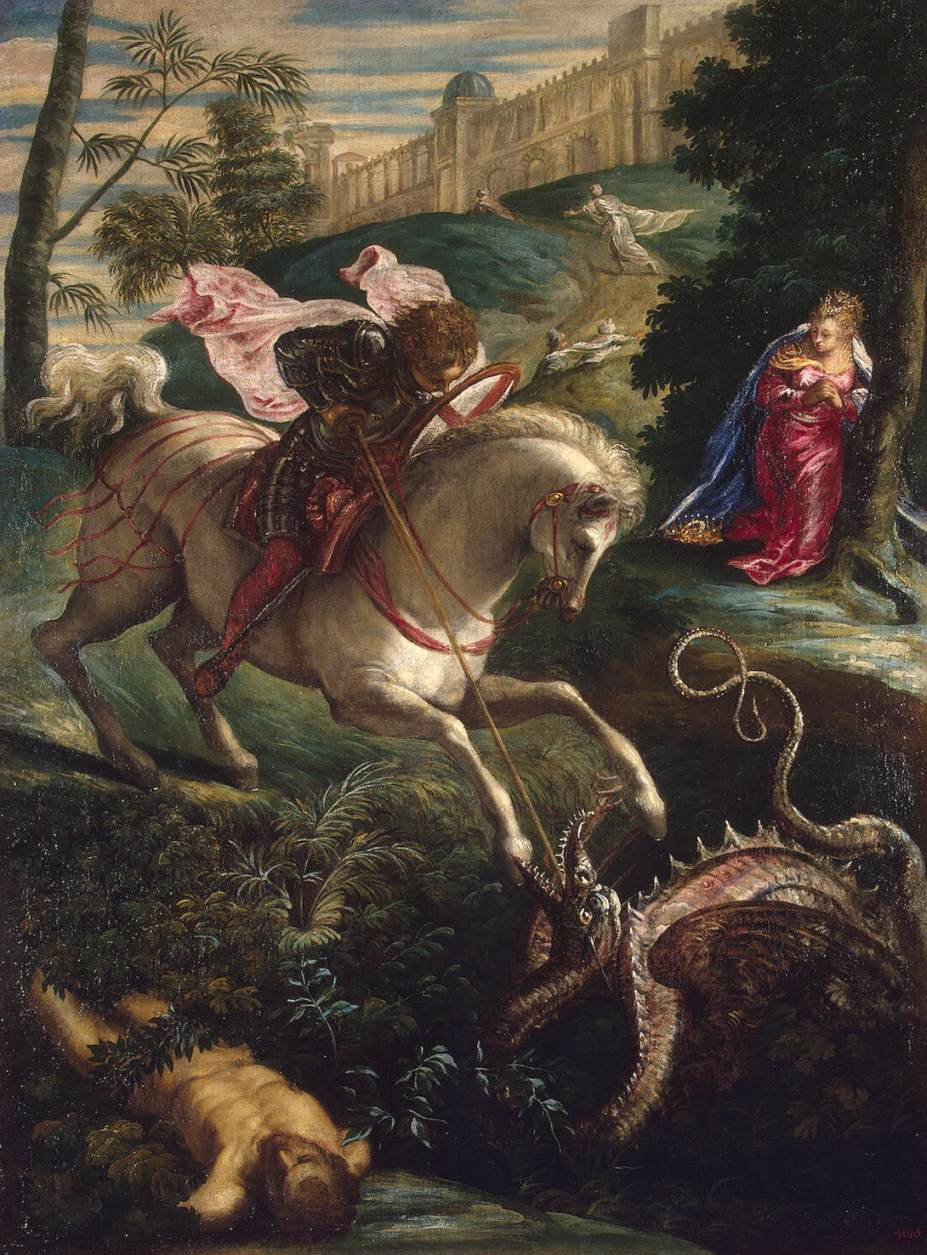
Le Tintoret - Saint Georges
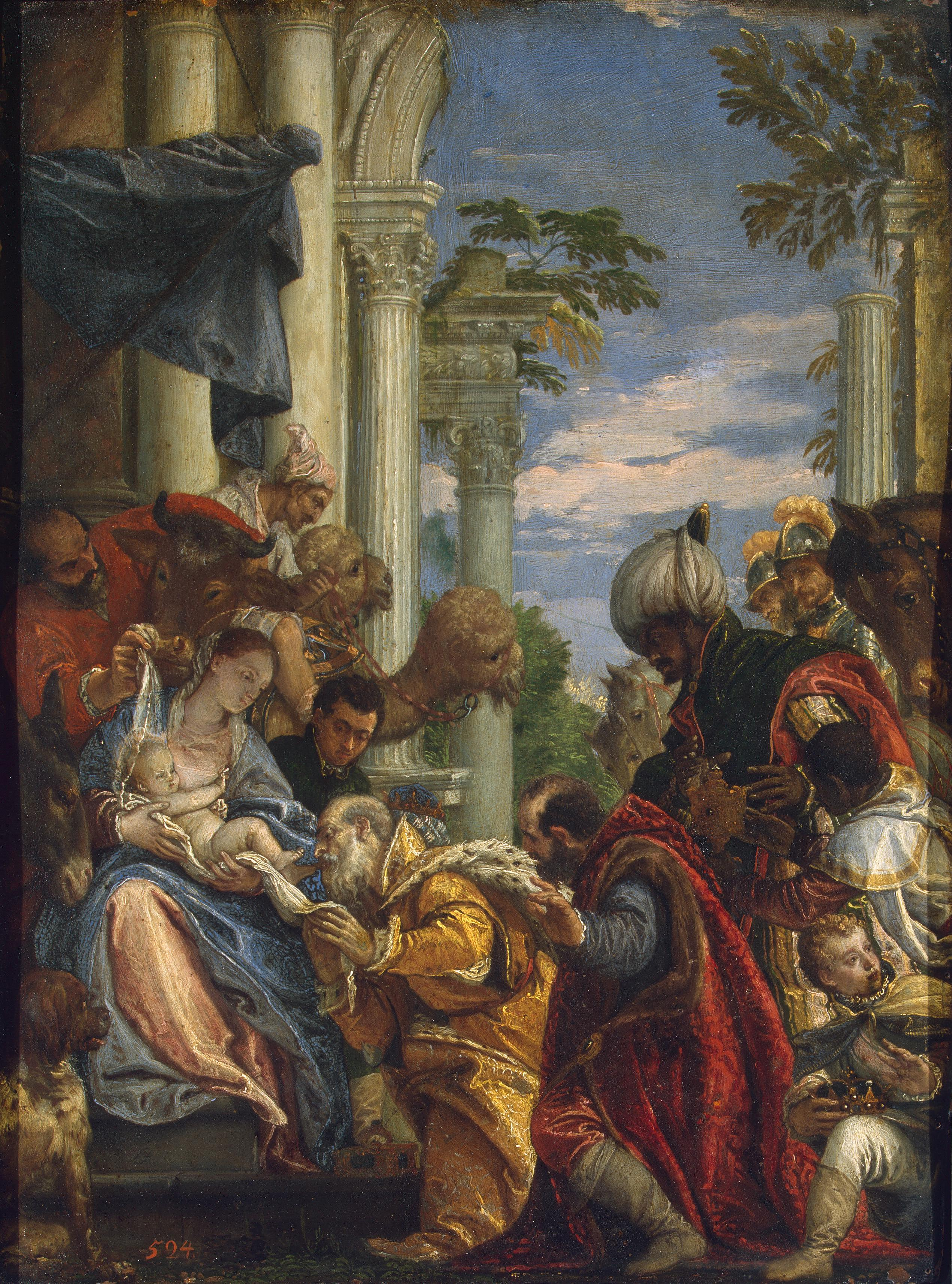
Paul Véronèse - Adoration des Mages
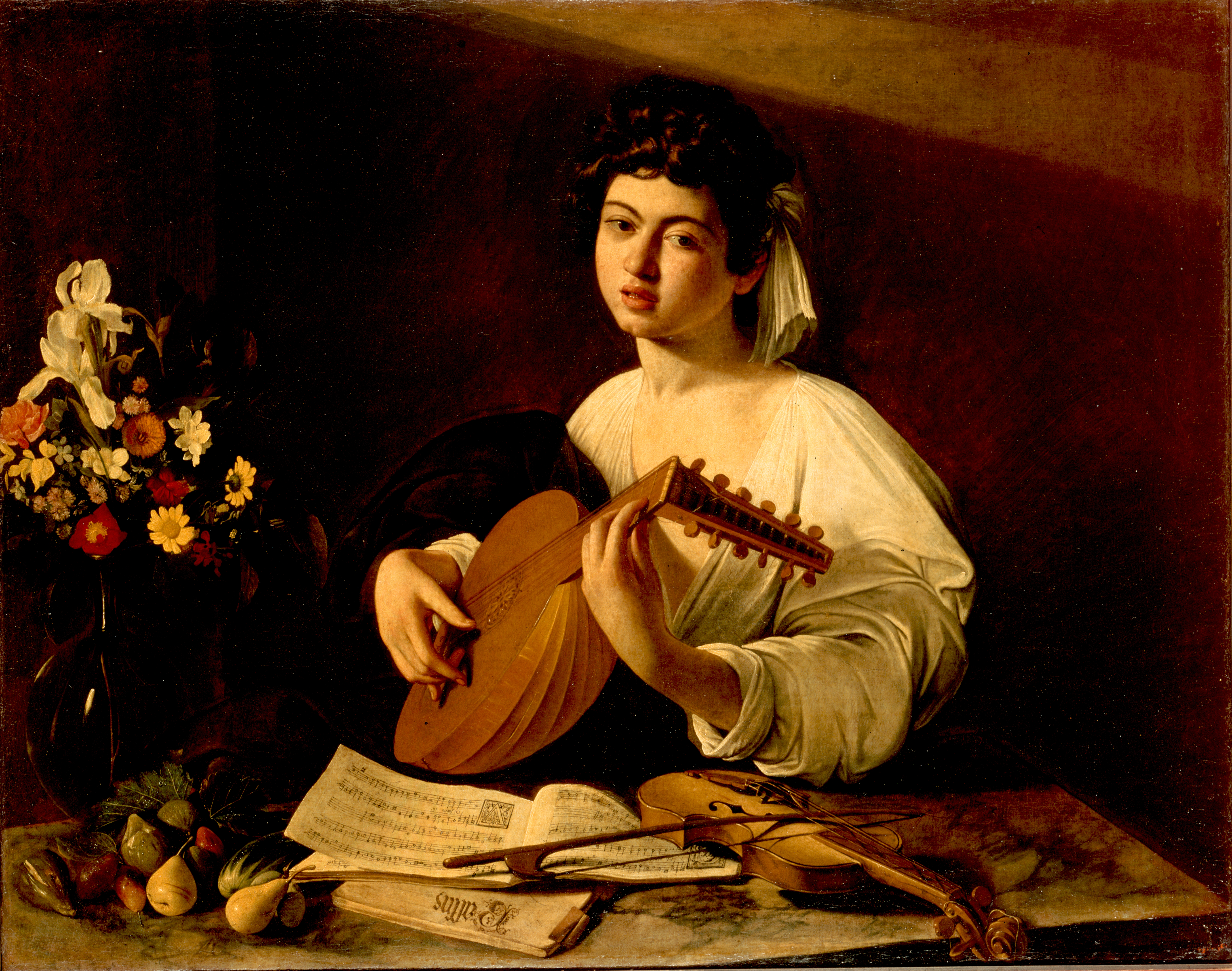
Le Caravage - Le Joueur de luth
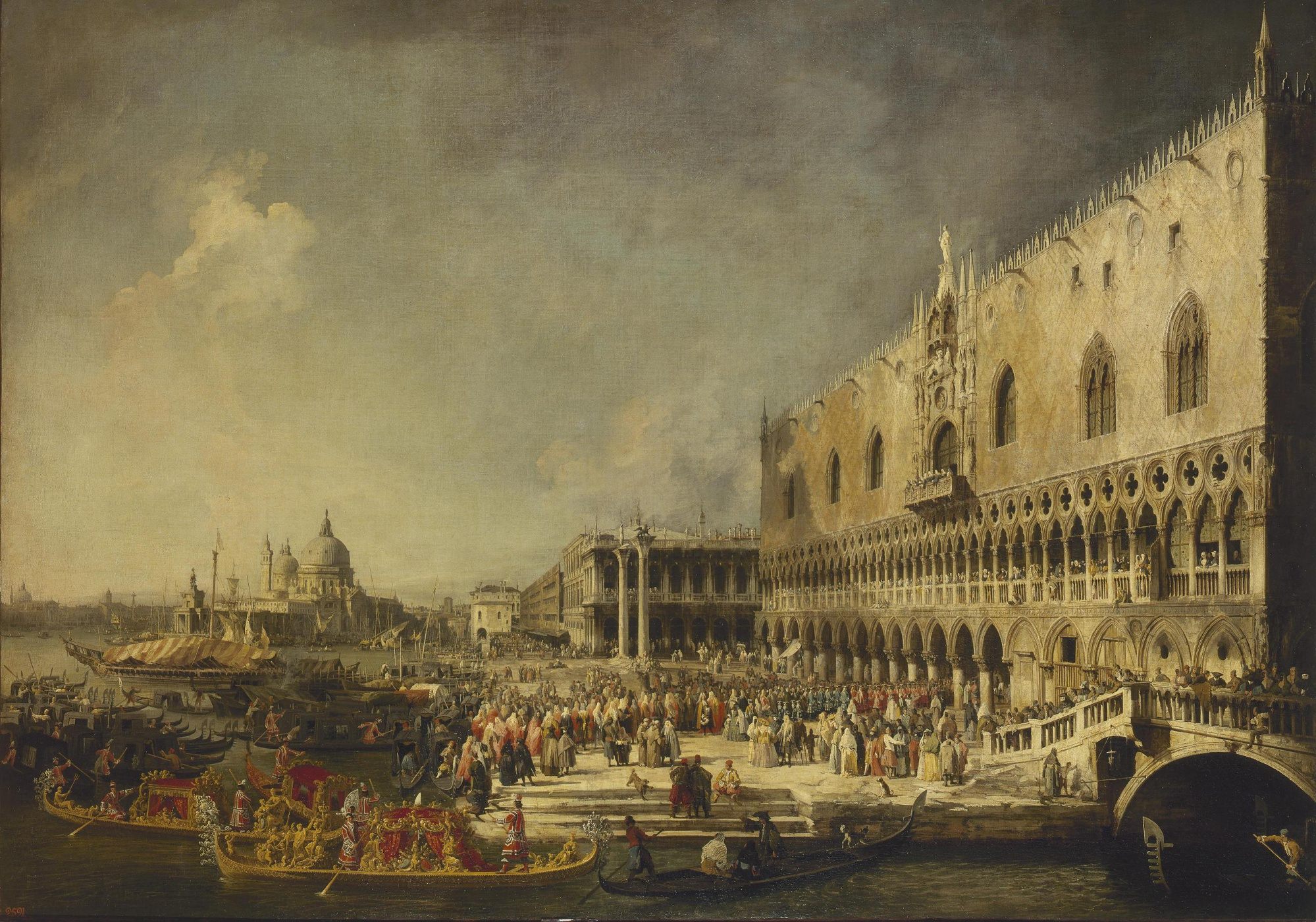
Canaletto - Réception de l'ambassadeur de France Jacques-Vincent Languet de Gergy au palais des Doges

## Peintres japonais
- Kanō Tan'yū (1602-1674) : Album de dessins (ЯТ-2218)
- Itaya Hironaga (1760-1814) : Vue d'une cascade entre le feuillage d'érables (ЯТ-2447)
- Utagawa Kunisada (1786-1865) : Capture des lucioles (ЯТ-4089)
- Keisai Eisen (1790-1848) : Femme avec un voile (ЯТ-4088)
- Kano Tosen Nakanobu (1811-1871) : Oiseaux sur une branche d'érable en automne (ЯТ-2449)
- Kanō Eitoku (1815-1891) : Faisans au milieu de pivoines (ЯТ-2451)
- Goseda Hōriū (1827-1892) : Scène de l'affrontement entre Takeda Shingen et Uesugi Kenshin pendant les Batailles de Kawanakajima (ЯТ-4023) salle 376
- Tangen Kano Moritsune (1829-1866) : Paysage d'hiver (ЯТ-2453)
- Kavabata Guiokoucio (1842-1913) : Grues (ЯТ-2239)
- Kanō Tomonobu (1843-1912) : Fleurs et Oiseaux en été (ЯТ-2452) salle 176 - Intérieur avec une branche de cerisier ou Printemps (ЯТ-2450)
- Jutaro Kuroda (1887-1970) : Les Adieux du paysan délégué (9145)
- Oyama Gado (1899-1959) : Cheval galopant (ЯТ-3196)

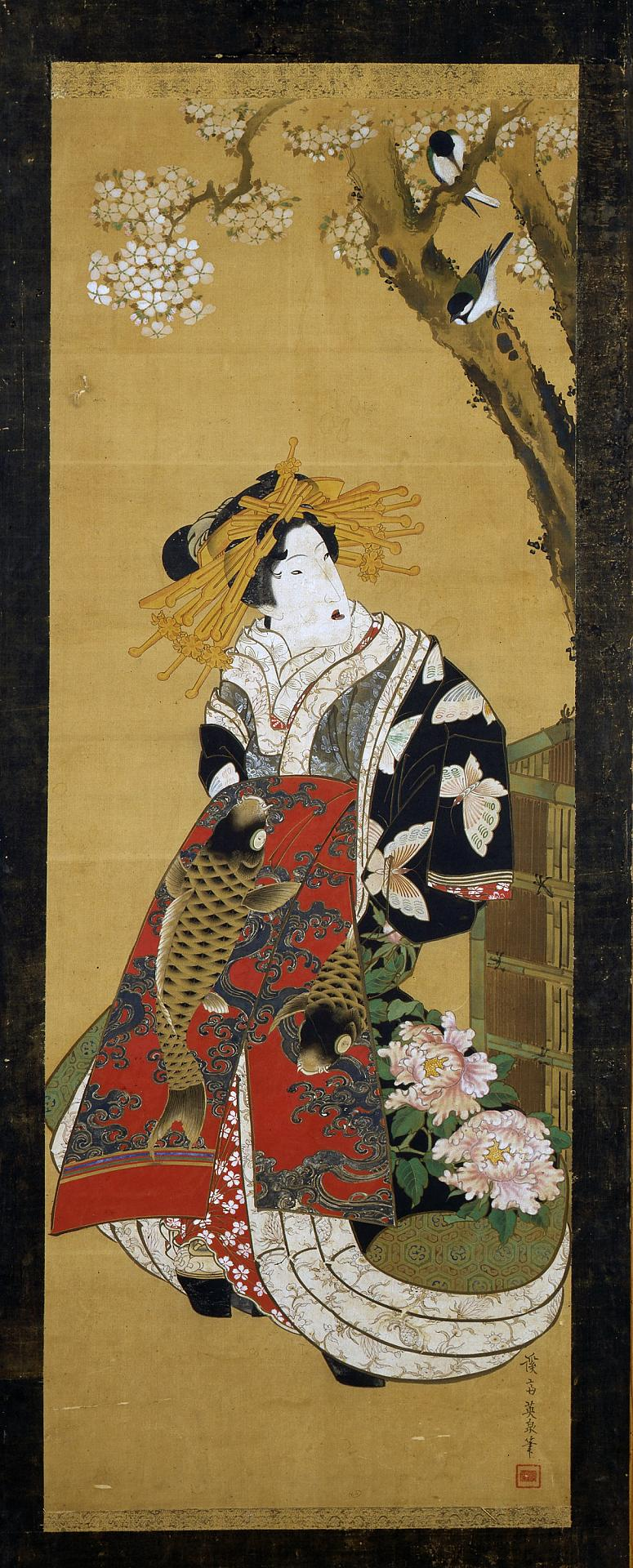
Keisai Eisen : femme avec un voile

## Peintres néerlandais
Salles 249 à 254, cette dernière réservée à Rembrandt, puis 258 à 262
Les peintures de Rembrandt constituent sans doute la partie la plus connue de cette partie de l’exposition avec la plus grande collection conservée en dehors des frontières néerlandaises. On trouve également environ un millier d'œuvres d’autres peintres néerlandais.
- Rogier van der Weyden (1399/1400-1464) : Descente de croix (ГЭ-2730) - Saint Luc dessinant le portrait de la Vierge (ГЭ-419)
- Jérôme Bosch (1450-1516) :
  - L'Enfer (ГЭ-491) par un de ses disciples
- Geertgen tot Sint Jans (1460/1465-1490/1495) : Saint Bavon (ГЭ-5174)
- Jean Provost (1465-1529) : Madone à l'enfant (ГЭ-405) - La Vierge en majesté (ГЭ-417)
- Jacob Cornelisz van Oostsanen (avant 1470-1533) : Portrait de Jan Gerritsz van Egmond van de Nijenburg (ГЭ-4122)
- Marinus van Reymerswale (1490-1546) : Les Collecteurs d'impôt (ГЭ-423)
- Josse Lieferinxe (actif entre 1493 et 1503/1508) : Saint Sébastien face à Dioclétien et Maximien Hercule (6745)
- Lucas van Leyden (1494-1533) : Christ guérissant l'aveugle, triptyque (ГЭ-407) - Portrait de Dirckgen van Lindenburgh - Portrait de Jakob Florisz van Montfort
- Jan van Scorel (1495-1562) : Portrait de femme avec Christoph Amberger (ГЭ-682) - Portrait d'homme avec Christoph Amberger (ГЭ-681)
- Marinus van Reymerswale (vers 1490-vers 1546) : Les Collecteurs d'impôt (ГЭ-423)
- Dirck Jacobsz [vers 1497-1576) : Portrait de groupe des membres de la corporation des arquebusiers d'Amsterdam (ГЭ-414) - Portrait de groupe des membres de la corporation des arquebusiers d'Amsterdam (ГЭ-416)
- Maarten van Heemskerck (1498-1574) : Le Calvaire, triptyque (ГЭ-415)
- Monogrammiste de Brunswick (vers 1500-1542/1550) : Joyeuse bande (ГЭ-446)
- Lambert Lombard, flamand et néerlandais (1505 ou 1506-1566) : La Grâce (ГЭ-2241)
- Pieter Aertsen (1508-1575) : Les Apôtres Pierre et Paul guérissant les malades (ГЭ-404) - Vendeur de gibier (ГЭ-2789)
- Lambert Sustris (1515/1520-1584) : Hercule dans le jardin des Hespérides (ГЭ-15) - Paysage avec Jupiter et Io antérieurement attribué à Andrea Schiavone (ГЭ-60) - Thésée vainquant le centaure (ГЭ-19) - Vénus (ГЭ-2176)
- Antonio Moro (vers 1520-1576/1578) : Portrait de femme (ГЭ-401) - Portrait d'homme (ГЭ-398)
- Maître des demi-figures féminines (actif entre 1530 et 1560) : Musiciennes (ГЭ-435) - Vierge à l'enfant (ГЭ-4090)
- Monogramme DW : Dennis Waterloo? (1542-1642) ou (1593-1650) ou (1625-1674) : Mer agitée avec voiliers (ГЭ-2864)
- Hendrik Goltzius (1558-1617) : Baptême (ГЭ-701) - Chute de l'homme (ГЭ-702)
- Cornelis Cornelisz van Haarlem (1562-1638) : Le Baptême (ГЭ-707) - Couple qui rit (ГЭ-391) - Pêcheurs avant le déluge (ГЭ-7022) - Tête d'une jeune femme (Vénus?) (ГЭ-3258)
- Abraham Bloemaert (1564-1651) : Paysage avec bergers et Satan semant l'ivraie (ГЭ-6164) - Paysage avec la prophète Élie dans le désert (ГЭ-6802) - Paysage avec Tobie et l'Ange (ГЭ-3545) - Paysan coiffé d'un bonnet de fourrure avec Hendrick Bloemaert (ГЭ-1826)
- Jacob De Gheyn le Jeune (1565-1629) : Arbalétrier et laitière copie d'après une gravure (ГЭ-2823) - Deux sorcières avec un chat lavis brun
- Joachim Wtewael (1566-1638) : Le Christ avec des enfants (ГЭ-709) - Loth et ses filles (ГЭ-10548)? - Loth et ses filles (ГЭ-1443) salle 250
- Michiel Jansz. van Mierevelt (1566-1641) : Portrait d'une femme âgée (ГЭ-864) - Portrait d'un homme âgé (ГЭ-865)
- Pieter Cornelisz van Rijck (1567-1637) : Scène de cuisine avec le souper à Emmaüs encre et lavis marron sur crayon
- Paulus Moreelse (1571-1638) : Portrait de Marie de Rohan incarnant Vénus et l'amour (ГЭ-870) - Portait d'une jeune femme dans le rôle de Granida (ГЭ-869) - Portrait d'une jeune femme parée d'une chaîne de perles (ГЭ-866) - Vénus et Cupidon (ГЭ-7689)
- Jan Antonisz van Ravesteyn (vers 1572-1657) : Portrait d'un officier (ГЭ-3623) salle 249
- Sébastien Vrancx (baptisé en 1573-1647) : Halte de cavaliers (ГЭ-10334) - Moisson (ГЭ-4763) - Scène de bataille (ГЭ-10418)
- Gillis d'Hondecoeter (1575/1580-1638) : Paysage forestier avec le prophète Élie et des animaux (ГЭ-3341) salle 258
- Dirck Govertsz (1575-1647) : Nature morte avec un cygne, du gibier puis une chèvre et un bélier (ГЭ-3663)
- Cornelis van der Voort (1576-1624) : Portrait d'un homme jeune (ГЭ-2891)
- David Vinckboons (1576-1629) : Chasseurs dans une forêt (ГЭ-454) - La Forêt (ГЭ-457) - Paysage avec le baptême d'un eunuque par l'apôtre Philippe (ГЭ-3024) - Sermon du Christ au Lac de Tibériade (ГЭ-459)
- Pieter Pietersz Vromans (1577-1654) : Adoration des bergers (ГЭ-2960) - Alexandre le Grand et le médecin Philippe d'Acarnanie (ГЭ-3480) - Idolâtrie de Salomon (ГЭ-3220)
- Adam Willaerts (1577-1664) : Bacchus et Ariane sur l'île de Naxos (ГЭ-2840) - La Mer par temps nuageux (ГЭ-3344)
- Hendrick Pot (1580-1657) : Jeune femme tenant des pièces d'or (ГЭ-2868)
- Esaias van de Velde l'Ancien (baptisé en 1581-1630) : Paysage avec cavaliers (ГЭ-2795)
- Jan Symonsz. Pynas (1582-1631) : Les fils montrant à leur père, Jacob, la tunique ensanglantée de Joseph, leur demi-frère (ГЭ-5588) - Ulysse et Nausicaa (ГЭ-2976)
- Israel Covyn (1582-1665) : Prêteuse d'argent (ГЭ-1982)
- Frans Hals (1582/1583-1666) : Portrait d'homme (ГЭ-816) - Portrait d'homme au gant (ГЭ-982)
- Jan Porcellis (1583/1585-1632) : Marine (ГЭ-1017) - Marine (ГЭ-1403)
- Pieter Lastman (vers 1583- vers 1633) : Abraham et trois anges (ГЭ-3093) salle 252 - Abraham sur le chemin de Canaan (ГЭ-8306) - L'Annonciation (ГЭ-3197) salle 252 - Bethsabée à sa toilette (ГЭ-5590) - Le Jugement de Midas (ГЭ-3491)
- David Bailly (1584-1657) : Portrait d'homme (ГЭ-3457)
- Hans Jordaens III (entre 1585 et 1605-1643) : Moines dans une grotte avec Joos de Momper (ГЭ-1393)
- Floris van Schooten (vers 1585/1590-1656) : Nature morte (ЭРЖ-2009)
- Joost Cornelisz Droochsloot (1586-1666) : Autoportrait dans un paysage  (ГЭ-2798) - Fête villageoise (ГЭ-2426) - Vue d'Utrecht en hiver  (ГЭ-700) - Martin de Tours aux portes d'Amiens (ГЭ-3336) - Sept exemples de charité (ГЭ-3627)
- Dirck de Vries (actif entre 1587 et 1617) : Marché aux légumes à Venise (ГЭ-3340)
- Esaias van de Velde l'Ancien (baptisé en 1587-1630) : Attaque d'un convoi (ГЭ-1681) - Intérieur d'un palais avec Joseph et la femme de Potiphar avec Bartholomeus van Bassen (ГЭ-3218)
- Hendrick ter Brugghen (1588-1629) : Le Concert (ГЭ-5599)
- Nicolaes Eliaszoon Pickenoy d'origine flamande (1588-1650/1656) : Portrait d'un homme avec des gants (ГЭ-1010)
- Matthias Stom (1589/1590-après 1650) : Ésaü et Jacob (ГЭ-2913) - Vieille femme avec une chandelle (ГЭ-3081)
- Adriaen Pietersz van de Venne (1589-1662) : Allégorie de la vanité (ГЭ-3110) - Bagarre pour pantalons (ГЭ-3412) - Danse de la mort (ГЭ-3141) - La Misère rencontre la mort (ГЭ-3136) - L'Été (ГЭ-704) - Gitan au repos (ГЭ-3217) - Miracle de saint Paul de Tarse à Malte (ГЭ-3365) - Une école (ГЭ-708)
- Jacques Waben (1590-1634) : Jacob rencontrant Rachel (ГЭ-3316)
- Cornelis Verbeeck (1590-1637 ou 1657) : Le Sermon de Jésus au bord du Lac de Génézareth (ГЭ-3504)
- Maerten Fransz.van der Hulst (1590 ou 1605-1645) : Paysage avec personnages et une église (ГЭ-3407)
- Bartholomeus van Bassen (1590-1652) : Intérieur d'un palais avec Joseph et la femme de Potiphar avec Esaias van de Velde l'Ancien (ГЭ-3218)
- Gerrit van Honthorst (1590-1656) : Le Christ dans l'atelier de Joseph (ГЭ-5276) - Le Christ dans le jardin de Gethsémani (ГЭ-4612) - Un compagnon "bon vivant" (ГЭ-717) - Concert avec Dirck van Baburen (ГЭ-772) - Joueur de luth (ГЭ-718)
- Balthasar van der Ast (1590-1656) : Nature morte aux fruits, coquillages et insectes (ГЭ-8472) - Nature morte aux fruits et coquillages (ГЭ-3423)
- Adriaen Cornelisz van Linschoten (1590-1677) : Nature morte avec gibier (ГЭ-3126) - Saint François d'Assise priant (ГЭ-3003)
- Mattheus Molanus (vers 1591-1645) : Paysage de montagnes (ГЭ-3122)
- Dirck Hals (1591-1656) : Concert à domicile (ГЭ-2814) - Joyeuse compagnie dans une taverne (ГЭ-3070)
- Cornelis Vroom (1591-1661) : Berge d'une rivière et moulin à vent (ГЭ-2982)
- Nicolas de Gyselaer (1592-1654) : Festin d'Hérode Ier le Grand (ГЭ-2716)
- Claes Cornelisz Moeyaert (1592-1655) : Circoncision du fils de Moïse (ГЭ-3092) salle 252 - La Fuite de Cloelia (ГЭ-706) - Samuel et Saül (ГЭ-705)
- Roelof Koets (1592/1593-1655) : Petit-déjeuner (ГЭ-3083)
- Jan van de Velde le Jeune (vers 1593-1641) : L'Été (ГЭ-1446) - L'Hiver (ГЭ-809)
- Balthasar van der Ast (1593 ou 1594-1657) : Coquillages, imitation (ГЭ-3033) - Nature morte aux fruits, coquillages et insectes (ГЭ-8472) - Plat avec fruits et coquillages (ГЭ-3423)
- Willem Claeszoon Heda (1593/1594-1680/1682) : Nature morte au crabe (ГЭ-5606)
- Jacob Cuyp (1594-1652) : Le Vigneron (ГЭ-5598) - Portrait d'une jeune fille (ГЭ-5615)
- Willem van Honthorst (1594-1666) : Portrait d'un enfant en cupidon (ГЭ-3382) - Trois jeunes femmes avec des fleurs et des instruments de musique (ГЭ-3339)
- Cornelis van Poelenburgh (1594/1595- 1667) : L'Adoration des bergers (ГЭ-3775) - Diane et Actéon 3e œuvre du tableau Punition d'un chasseur de Paulus Potter (ГЭ-823-3) - Paysage avec Diane et Callisto (ГЭ-1062) - Paysage avec Diane et des nymphes (ГЭ-1114) - Portrait d'un homme (Jean de Laval?) 762 (1895)
- Dirck van Baburen (vers 1595- 1624) : Le Concert avec Gerrit van Honthorst (ГЭ-772)
- Pieter de Molyn (1595-1661) : Paysage de montagnes avec voyageurs (ГЭ-3204)
- Jan van Goyen (1596-1656) : Bateaux au bord d'une rivière (ГЭ-990) - Bateaux sur le rivage (ГЭ-801) - Berge avec une église (ГЭ-800) - Paysage avec un chêne (ГЭ-806) - Paysage avec une maison de paysan (ГЭ-3067) - Rivage à Egmond aan Zee (ГЭ-993) - Rivage à Schéveningue (ГЭ-2820) - Scène hivernale près de La Haye (ГЭ-971) - Tour au bord d'une rivière (ГЭ-989) - Une cabane de paysan près d'une route (ГЭ-2403) - Vue de la Meuse près de Dordrecht (ГЭ-992)
- Pieter Claesz (1596/1597-1661) : Nature morte avec jambon et pêches (ГЭ-1046) - Nature morte avec pipes et brasero (5619) - Petit-déjeuner avec poisson (ГЭ-3493)
- Thomas de Keyser (1596-1667) : Portrait d'un homme (ГЭ-868)
- Leonard Bramer (1596-1674) : L'Adoration des mages (ГЭ-2817) - Crucifixion (ГЭ-3021) - Vision de la mort de Marie de Magdala (ГЭ-3369)
  - Entourage : L'Adoration des bergers (ГЭ-3091)
- Pieter de Neyn (1597-1639) : Combat entre cavaliers et fantassins (ГЭ-3125)
- Jan Harmensz Vijnck (1597-1649) : Paysage de rivière (ГЭ-3346)
- Jacob Jansz van Velsen (1597-1656) : Lecture d'une lettre (ГЭ-813)
- Salomon de Bray (1597-1664) : Agar dans le désert (ГЭ-2802)
- Jan van Bijlert (1597 ou 1598-1671) : Beuverie (ГЭ-2247)
- Lambert Jacobsz (1598-1636) : La Guérison de Naaman (8677)
- Isaac Isaacsz (1598-1649) : Granida (ГЭ-3001)
- Bartholomeus Breenbergh (1598-1657) : Paysage avec Tobie et l'ange (ГЭ-1836) - Paysage de montagne avec deux personnages (ГЭ-1436) - Le Prophète Élie et la veuve de Sarepta (6158) - Pyrame et Thisbé (ГЭ-697) - Le Sacrifice de Mirtillo (ГЭ-703) - Ulysse et Nausicaa (ГЭ-3277)
- Willem Cornelisz. Duyster  (1599-1635) :  Les Joueurs de trictrac avec Jacob Duck (ГЭ-896) - Soldats près d'une cheminée (ГЭ-3636) salle 249
- Pieter van Laer (baptisé en 1599-1642) : Cavaliers dans une grotte (ГЭ-1714) - Chasseurs au repos près d'une auberge au bord de la route (ГЭ-1053)
- Pieter Codde (baptisé en 1599-1678) : Artiste devant un chevalet (ГЭ-3502) salle 249 - Campement de soldats (ГЭ-3283) - Vénus pleurant Adonis (ГЭ-3150)
- Hans Gillisz. Bollongier (vers 1600-1645) : Incendie, la nuit, à la porte Schalkeukkerport à Haarlem (ГЭ-3182)
- Moses van Uyttenbroeck (1600-1646) : La Mort d'Eurydice (ГЭ-3084)
- Pieter de Putter (1600-1659) : Poissons et cruche sur une table (ГЭ-2779)
- Gerard Houckgeest (1600-1661) : Intérieur d'une église (ГЭ-2883) - Intérieur d'une église catholique (ГЭ-2408) - Oude-Kerk ou Vieille église de Delft (ГЭ-995)
- Jan Cornelisz. Verspronck (1600/1603-1662) : Portrait d'une jeune femme (ГЭ-1002) - Portrait d'un homme (ГЭ-2759) salle 249²
- Jacob Duck (1600-1667) : Joueurs de tric-trac avec Willem Cornelisz. Duyster (ГЭ-896) - Joyeuse compagnie (ГЭ-963) - Partage de butin entre militaires (ГЭ-802) -  Rivage à Egmond aan Zee (ГЭ-993) - Salle de garde (ГЭ-964) - Salle de garde (ГЭ-1003) - Soldats au repos (ГЭ-1060)
- Simon de Vlieger (1601-1653) : Arrivée de Guillaume II d'Orange-Nassau à Rotterdam (ГЭ-1033) - Flottille sur la Meuse près de Rotterdam (ГЭ-1033) - Marine (ГЭ-1026) - Mer d'orage avec bateaux à voiles (ГЭ-3246) - Rivage (ГЭ-797)
- Pieter de Bloot (1601-1658) : Allégorie de l'ouïe (ГЭ-3342) - Les Marchands sortent Joseph du puits (ГЭ-698) - Paysage avec une cabane (ГЭ-3261) - Paysans et musicien errant près d'une auberge au bord de la route (ГЭ-2916)
- Joachim Govertsz Camphuysen (1601-1659) : Paysage avec un cavalier trompettiste (ГЭ-1958) - Paysage forestier (ГЭ-3662)
- Egbert van der Poel (1601-1664) : Cuisine avec  Philips Angel (ГЭ-825) - Incendie dans un village (ГЭ-3142) - Vu dans une cuisine avec Pieter Cornelisz van Slingelandt et Pieter Duyfhuysen (ГЭ-895)
- Antonie Palamedesz (1601-1673) : Concert (ГЭ-897) - Concert avec Dirk van Delen (ГЭ-960) - Portrait d'une femme (ГЭ-3320)
- Daniel Vertangen (1601-1683) : Adam et Eve chassé du paradis terrestre (ГЭ-1829) - Bacchanale (ГЭ-4165) - Paysage avec Léto et des enfants (ГЭ-2570)
- Hendrick Bloemaert (1601/1602-1672) : Paysan coiffé d'un bonnet de bonnet de fourrure avec Abraham Bloemaert (ГЭ-1826) - Portrait d'un homme (ГЭ-1815)
- Cornelis Beelt (entre 1602 et 1612-entre 1664 et 1702) : La Promulgation en 1648 du Traité de Münster (janvier 1648) à Haarlem (ГЭ-2515)
- Salomon van Ruysdael (1602-1670) : Le Bac près d'Arnhem (ГЭ-3649) - Paysage avec le Christ et ses disciples sur le chemin d'Emmaüs (ГЭ-3383)
- Simon Kick (1603-1652) : Paysage avec le portrait d'un officier tenant un bâton pour la promenade (ГЭ-2810)
- Jan Gerritsz van Bronkhorst (1603-1661) : Joyeuse bande avec un violoniste ou Son atelier (ГЭ-3303) salle 252
- Abraham Willaerts (1603 ou 1611-1669 ou 1673) : Mer par temps d'orage - Poissons et coquillages au bord de la mer avec peut-être Willem Ormea (ГЭ-3361) - Résurrection de Lazare de Béthanie (ГЭ-8303)
- Aernout van der Neer (1603/1604-1677) : Clair de lune sur la rivière (ГЭ-926) - Clair de lune sur la rivière (ГЭ-929) - Paysage au moulin à vent (ГЭ-927) - Paysage de nuit (ГЭ-1868) - Paysage de nuit avec une rivière (ГЭ-7173) - Une rivière en hiver (ГЭ-923) - Ville la nuit (ГЭ-925) - Vue de la rivière, la nuit, avec des pêcheurs suspendant leurs filets (ГЭ-924)
- Pieter Jansz. van Asch (1603-1678) : Paysage avec voyageurs (ГЭ-3196)
- Gijsbert d'Hondecoeter (1604-1653) : Paysage rocheux avec bergers (ГЭ-3632) salle 258
- Christiaen van Couwenbergh (1604-1667) : Charité romaine (ГЭ-2597)
- Martinus Lengele (1604-1668) : Portrait de famille, auteur présumé (ГЭ-3319)
- Maerten Fransz. van der Hulst (actif entre 1605 et 1645) : La Meuse près de Dordrecht (ГЭ-1032)
- Rombout van Troyen (1605-1655) : Le Christ guérissant les possédés du démon (ГЭ-2900)
- Hendrick van Anthonissen (1605-1656) : Mer d'orage avec bateaux (ГЭ-1039)
- Dirk van Delen (1605-1671) : Le Christ et la femme adultère (ГЭ-1812) - Concert avec Antonie Palamedesz (ГЭ-960) - Élégants sur la terrasse d'un palais (ГЭ-973)
- Dirck Verhaert (1605/1615-1675/1685) : Paysage avec ruines (ГЭ-3030)
- Jacob Gerritsz. Loef (1605/1607-1683/1685) : Marine (ГЭ-2836)
- Wouter Knijff (1605-1694) : Paysage avec un château (ГЭ-3634) - Paysage de rivière (ГЭ-3483)
- Pieter Jansz Quast (1606-1647) : Femme à la mode (ГЭ-2705) - Guérisseur (ГЭ-1005)
- Anthonie Jansz. van der Croos (1606-1662) : Vue de Huis ten Bosch (ГЭ-3394) - Vue des environs de La Haye (ГЭ-1009)
- Rembrandt (1606/1607-1669) salle 254 : Les Adieux de Tobias à ses parents (ГЭ-2274) - Adoration des mages (ГЭ-7765) - Le Christ et la Samaritaine (ГЭ-714) - Courtisane au miroir ou Jeune femme essayant des boucles d'oreilles (ГЭ-784) - Danaé (ГЭ-723) - David et Uriah ou Haman reconnaït son destin (ГЭ-752) - Descente de Croix avec un anonyme (ГЭ-753) - Garçon richement vêtu (ГЭ-724) - Homme barbu au bérêt (ГЭ-751) - Les Ouvriers de la onzième heure ou La Parabole des vignerons (ГЭ-757) - Portrait de Baertje Martens épouse de Herman Doomer (ГЭ-729) - Portrait de Jeremias de Decker (ГЭ-748) - Portrait de Saskia en Flore (ГЭ-732) - Portrait d'une vieille dame (ГЭ-738) - Portrait d'un vieil homme barbu dont une main est glissée sous la veste (ГЭ-755) - Portrait d'un homme écrivant sur son pupitre, peut-être Jacob Bruyningh (ГЭ-744) - Portrait d'un jeune bachelier (ГЭ-725) - Portrait d'un vieil homme (ГЭ-737) - Portrait d'un vieil homme en rouge (ГЭ-745) - Le Retour du fils prodigue (ГЭ-742) - Le Sacrifice d'Abraham ou Le Sacrifice d'Isaac (ГЭ-727) - La Sainte Famille avec des anges (ГЭ-741) - La Séparation de David et Jonathan (ГЭ-713) - Timothy avec Loïs, sa grand-mère attribué après 1910 à Willem Drost (ГЭ-740) - Vieil homme tenant une paire de lunettes avec Ferdinand Bol, Godfrey Kneller, Karel van der Pluym (ГЭ-770) - Vieille femme avec des lunettes (ГЭ-759) - Vieille femme avec un livre (ГЭ-804) - Vieux soldat (ГЭ-756)
  - L'Adoration des mages, école de Rembrandt (ЭРЖ-1990) -
- Jan Davidszoon de Heem (1606-1684) : Fleurs dans un vase (ГЭ-1113) - Fruits et vase de fleurs (ГЭ-1107)
- Palamedes Palamedesz (1607-1638) : Combat de cavalerie (ГЭ-3523)
- Dirck van der Lisse (1607-1669) : Paysage avec Diane et Callisto (ГЭ-4391) - Repos pendant la fuite en Égypte (ГЭ-1061)
- Jan Lievens (1607-1674) : Portrait d'un vieil homme ou Profil de la tête d'un vieil homme à barbe grise (ГЭ-736) - Vieil homme souriant (Abraham Grapheus?) (ГЭ-5600)
- Willem de Poorter (1608-1649 ou 1668) : Martyre de saint Laurent de Rome (ГЭ-2871)
- Jacob Adriaensz Backer (1608-1651) : La Chute des anges rebelles : l'archange Michel expulse la partie déchue de la Milice céleste (ГЭ-2655) - Granida et Daifilo (ГЭ-787) - Portrait d'un jeune homme déguisé (ГЭ-5604) - Repos de Diane et de ses nymphes (ГЭ-2767) salle 253 - Saint Pierre (ГЭ-774) - Tête d'un garçon portant un béret (ГЭ-3097) - Tête d'un vieil homme vêtu de vêtements ecclésiastiques (ГЭ-775) - La Vierge Marie avec l'enfant Jésus, sainte Élisabeth et saint Jean le Baptiste (ГЭ-3389) salle 253
- Willem Gillisz Kool (1608-1666) : Rivage avec un marché aux poissons (ГЭ-1898)
- Joost de Volder (vers 1608-entre 1669 et 1689) : Paysage avec un chêne (ГЭ-2494)
- Pieter Duyfhuysen (1608-1677) : Vu dans une cuisine avec Egbert van der Poel et Pieter Cornelisz van Slingelandt (ГЭ-895)
- Frans Rijckhals (1609-1647) : Fruits et homard sur une table (ГЭ-3075) salle 257
- Nicolaus Knüpfer (1609-1655) : Hercule obtenant la ceinture d'Hippolyte (ГЭ-3064) salle 250 - La Visite de la Reine de Saba à Salomon (ГЭ-699) - Zorobabel et Darius Ier (ГЭ-6980)
- Salomon Koninck (1609-1656) : Parabole des vignerons (ГЭ-2157) - Tête d'un vieil homme à barbe grise (ГЭ-721) - Un vieux savant (ГЭ-768)
- Gerrit de Wet (1609/1611-1674) : Le Christ et la femme adultère  (ГЭ-3101)
- Herman Saftleven II (1609-1685) : Intérieur d'une hutte paysanne (ГЭ-796) - Vue du Rhin (ГЭ-978)
- Samuel Pietersz Smits né en 1610 ? (actif entre 1636 et 1652) : Flora (ГЭ-3082)
- Jan Asselyn (1610-1652) : Cavaliers galopant vers les portes d'une forteresse (ГЭ-1116) - Paysage d'hiver (ГЭ-1115) - Paysage italien (ГЭ-650) - Port de mer avec phare (ГЭ-2343)
- Abraham van den Hecken (1610 ou 1615-1655/1669) : Deux chiens de chasse (ГЭ-2947)
- Simon Luttichuys (1610-1661) : Petit-déjeuner au jambon (ЭРЖ-1826)
- Jacob Fransz van der Merck (1610-1664) : Portrait d'un homme jeune (ГЭ-3317)
- Jan Miense Molenaer (1610-1668) : Dentellière et jeunes joueurs de cartes (ГЭ-3500) salle 249 - Paysage d'hiver avec un moulin à vent (ГЭ-2970)
- Hendrick Martensz Sorgh (1610-1670) : Bateaux à voiles pendant un coup de tabac (ГЭ-1025)
- Anthonie de Lorme (Vers 1610-1673) : Intérieur de l'Église Saint-Laurent de Rotterdam (ГЭ-1874)
- Sybrand van Beest (1610-1674) : Vente de porcs au marché de La Haye (ГЭ-3200)
- Jacob de Wet (vers 1610-entre 1675 et 1691) : Le Christ bénissant les enfants (ГЭ-2665) - Eliézer de Damas et Rébecca au puits (ГЭ-3011) - La Multiplication des pains (ГЭ-3364) - Saintes au tombeau du Christ (ГЭ-3188) - La Résurrection de Lazare de Béthanie (ГЭ-2723)
- Dirck van Santvoort (1610-1680) : Portrait d'un garçon (ГЭ-2921)
- Jan Coelenbier (1610-1680) : Paysage avec un chariot et des personnages devant une auberge en bordure de la route (ГЭ-3178) - Paysage avec une maison sur un tertre (ГЭ-3393)
- Adriaen van Ostade (1610-1685) : Bagarre ou Rixe (ГЭ-799) - Concert rural (ГЭ-3773) salle 249 - Famille de paysans (ГЭ-909) - Famille de paysans (ГЭ-1848) - Kermesse (ГЭ-903) - Homme attablé en train de fumer tenant une cruche (ГЭ-4085) - Joueur de vielle ambulant - Musicien ambulant (ГЭ-898) - Musiciens de village (ГЭ-904) - Paysage avec bergers et bétail (ГЭ-972) - Paysans bruyants dans une taverne - Paysans dans une taverne avec un violonneux (ГЭ-9990) - Portrait de femme (ГЭ-2811) - Portrait d'une vieille femme (4034) - La Recherche des poux (998) - Le Sens de la vue (ГЭ-998) ou/et (ГЭ-1850) - Le Sens de l'odorat (ГЭ-999) - Le Sens de l'ouïe (ГЭ-1000) - Le Sens du goût (ГЭ-1001) ou/et (ГЭ-1851) - Le Sens du toucher (ГЭ-1849) - Un boulanger soufflant dans sa corne (ГЭ-900) - Une famille de paysans à la maison - Vieille femme à une fenêtre - Vus de dos, paysans devant l'âtre
- Willem Ormea (1611-1673) : Poissons et coquillages au bord de la mer auteur présumé avec Abraham Villarts (ГЭ-3361)
- Hendrick Cornelisz. van Vliet (1611-1675) : Intérieur de la Cathédrale Saint-Bavon de Haarlem (ГЭ-953) - Jeune femme tenant un éventail (ГЭ-3076) salle 249 - Portrait d'une femme (ГЭ-7174)
- Andries Both (1612 ou 1613-1642) : Paysans dans un intérieur ou Scène familiale (ГЭ-3047)
- Benjamin Gerritsz Cuyp (1612-1652) : L'Annonciation aux bergers (ГЭ-3000) salle 253 - La Conversion de Paul de Tarse (ГЭ-3630) - La Résurrection de Lazare de Béthanie - (ГЭ-4715)
- Willem Bartsius (1612-1657) : La Mort de la concubine du lévite (ГЭ-3384) salle 253
- Frans Post (1612-1680) : Plantation de sucre au Brésil ou Sucrerie (ГЭ-3433)
- Hendrik Potuyl (1613-1650) : Paysans en train de danser (ГЭ-2928)
- Thomas Willeboirts Bosschaert (1613-1654) : Guirlande de fleurs entourant un cartouche où figurent Jésus et saint Jean le Baptiste enfant avec Daniel Seghers (ГЭ-3468) salle 245
- Daniel Jansz Thievaert (1613-1657) : Jeunes filles fleurissant une tombe (ГЭ-3020) - Joseph donnant son opinion sur les Égyptiens (ГЭ-3232)
- Pieter van den Bosch (1613-après 1663) : Nature morte (ГЭ-2872) - Vieille femme lisant un livre (ГЭ-910)
- Bartholomeus van der Helst (1613-1670) : Le Nouveau marché à Amsterdam; à droite, son épouse (ГЭ-867) - Portrait de famille avec Abraham van den Tempel (ГЭ-861) - Portrait de famille avec peut-être Willem Visch, Eva Bisschop, leur fille Laurentia Visch, son mari Adriaen Prins et leur fils Willem Prins (ГЭ-862) - Portrait de famille, Pieter Lucaszn van de Venne avec Anne de Carpentier et leur enfant, (ГЭ-860) - Portrait de femme (ГЭ-6833) - Portrait d'homme avec Lodewijk van der Helst (ГЭ-6318)
- Guilliam de Ville (1613-1672) : Portrait d'un vieil homme (ГЭ-3135)
- Gérard Dou (1613-1675) : Astronome ou Un vieil homme observant un globe (Héraclite?) (ГЭ-1012) - Baigneuse (ГЭ-892) - Baigneuse se peignant (ГЭ-894) - Ermite, copie (ГЭ-2396) - Ermite priant ou Vieil homme du désert (ГЭ-2894) - Femme malade chez le médecin (ГЭ-889) - À la fenêtre, garçon et femme revenant du marché avec un hareng (ГЭ-890) - Marchand de harengs (ГЭ-890) - Portrait d'un érudit (ГЭ-886) - Portrait d'un homme (ГЭ-891) - Soldat au bain (ГЭ-893) - Vieille dame dévidant des fils (ГЭ-887) - Vieille femme lisant un livre (ГЭ-885) - Violoniste (ГЭ-888)
- Jacob Hogers (1614-1652) : Eleazar et Rebecca au puits ou Le Serviteur d'Abraham et Rebecca (ГЭ-3378)
- Jacob van Loo (1614-1670) : Concert (ГЭ-1092) - Courtisane (ГЭ-1824) salle 251 - Nymphe et satyre (ГЭ-2985) - Portrait d'une femme avec Ferdinand Bol (ГЭ-766) - Vieille dame permissive (ГЭ-1091)
- Guilliam de Ville (1614-1672) : Portrait d'un vieil homme (ГЭ-3135)
- Otto Marseus van Schrieck (entre 1614 et 1620-1678) : Fleurs, papillons et serpents (ГЭ-3438)
- Pieter Steenwijck (vers 1615-après 1656) : Nature morte (ГЭ-10413)
- Govert Flinck (1615-1660) : Bethsabée tenant la lettre du roi David (ГЭ-2824) - Portrait de femme (ГЭ-1978) - Portrait de femme (ГЭ-6835) - Portrait d'un jeune homme (ГЭ-782)
- Joris van der Haagen (1615?-1669) : Chasseurs et chiens avec Ludolf de Jongh (ГЭ-2801) salle 249 - Oiseaux à l'étang avec Joris van der Haagen (ГЭ-3388)
- Dirck Wijntrack (1615-1678) : Basse-cour avec Jan Wijnants (ГЭ-1712) salle 257 - Intérieur d'une cuisine avec porc éventré (ГЭ-2250) - Oiseaux à l'étang avec Joris van der Haagen (ГЭ-3388) - Paysage avec une ferme et de la volaille avec Jan Wijnants (ГЭ-1106)
- Cornelis Bellekin (entre 1615 et 1635-1696/1711) : Une Fête au village (1684)
- Matheus Bloem (1616-1666) : Nature morte au gibier (ГЭ-1108) - Nature morte au trophée de chasse (ГЭ-1110)
- Thomas Wyck (1616-1677) :  Cour en Italie avec un puits et des personnages (ГЭ-2887) - Paysage italien avec des voyageurs se reposant (ГЭ-3156) - Un alchimiste dans son atelier (ГЭ-1942) - Un érudit dans son étude (ГЭ-1943) - Un érudit dans son étude (ГЭ-1944)
- Ludolf de Jongh (1616-1679) : Chasseurs et chiens avec Joris van der Haagen (ГЭ-2801) salle 249
- Ferdinand Bol (1616-1680) : Esther et Mardochée (ГЭ-765) - Femme se regardant dans un miroir et servante (ГЭ-783) - Jeune femme se penchant à une fenêtre (ГЭ-769) - Nature morte au gibier (ГЭ-1445) salle 253 - Portrait de Carel Fabritius (ГЭ-761) - Portrait de mariage d'Helena van Heuvel et de Leonard Winninx sous l'apparence de Médée et Jason ou Bacchus et Ariane (ГЭ-760) - Portrait d'une femme avec Jacob van Loo (ГЭ-766) - Portrait d'un érudit assis accoudé à une table (ГЭ-767) - Portrait d'une vieille femme avec la Bible posée sur ses genoux (ГЭ-763) - Portrait d'un homme (ГЭ-764) - Portrait d'un homme jeune, peut-être le peintre Walich Schellingwou (ГЭ-762) - Portrait d'un officier avec une pertuisane ou Willem van Honthorst (1594-1666) (ГЭ-778) - Vieil homme tenant une paire de lunettes avec Karel van der Pluym, Godfrey Kneller, Rembrandt (ГЭ-770)
- Philips Angel (1616-après 1683) : Cuisine avec Egbert van der Poel (ГЭ-825)
- Jan Ariens Duif (1617-1649) : Portrait du moine franciscain Gregory Simpernel  (ГЭ-3035)
- Isaac Koedyck (vers 1617/1618-1668) : Fêtard (ГЭ-1862)
- Gerard ter Borch (1617-1681) : Le Facteur rural (ГЭ-883) - Messager ou La Lecture de la lettre (ГЭ-884) - Portrait de Catarina van Leunink (ГЭ-3783) salle 249 - Portrait d'un officier (ГЭ-1845) salle 250 - Le Verre de limonade (ГЭ-881) - Le Violoniste (ГЭ-882)
- Jacobus Vrel (1617-1681) : Vieille femme devant une cheminée (ГЭ-987)
- Emanuel de Witte (1617-1692) : Intérieur d'église protestante (ГЭ-803) - Vieille église de Delft avec le tombeau de l'amiral Piet Hein (ГЭ-995) - Square devant un palais dans une ville italienne (ГЭ-2805)
- Jan Both (1618-1652) : Cavaliers galopant vers l'entrée d'une forteresse (ГЭ-1116) - Paysage italien avec guerriers romains (ГЭ-3738) salle 257 - Paysage romain avec un chemin (ГЭ-1896)
- Cornelis Holsteyn (1618-1658) : Circoncision du fils de Moïse (ГЭ-2983) - Le Jugement de Midas (ГЭ-3296)
- Michael Sweerts (1618-1664) : Portrait de jeune homme, autoportrait? (ГЭ-3654) salle 251 - Portrait d'homme (ГЭ-7280)
- Adriaen Gael (II) (1618-1665) : Le Triomphe de Mardochée (ГЭ-3370)
- Pieter Hermansz Verelst (1618-1668) : Portrait du théologien Samuel Desmarets (ГЭ-3467)
- Frans Hals le jeune (1618-1669) : Jeune soldat (ГЭ-986)
- Cornelis Gerritsz Decker (1618-1678) : Paysage avec maisons paysannes par mauvais temps (ГЭ-944) - Paysage avec pêcheurs (ГЭ-1880) - Paysage avec une cabane en pierre (ГЭ-2809)
- Jan Looten (1618-1681) : Lisière de forêt avec voyageurs s'y reposant (ГЭ-3408)
- Adriaen Cornelisz Beeldemaker (1618-1709) : Paysage avec chiens (ГЭ-3087)
- Philips Wouwerman (1619-1668) : Arrêt de voyageurs (ГЭ-858) - Assaut d'une forteresse (ГЭ-843) - Assaut d'une forteresse (ГЭ-1740) - Bataille entre Autrichiens et Turcs (ГЭ-838) - Carrière pour l'équitation (ГЭ-1737) - Cavalier demandant le chemin (ГЭ-2813) - Cavalier discutant avec un paysan (ГЭ-846) - Cavaliers au repos (ГЭ-840) - Cavaliers ayant mis pied à terre devant l'auberge (ГЭ-1746) - Chasse au cerf (ГЭ-1055) - Chasse au cerf (ГЭ-1056) - Chevaux menés à la rivière (1006) - Côte néerlandaise (ГЭ-850) - Départ pour la chasse (ГЭ-857) - La Fauconnerie (ГЭ-833) - Halte de cavaliers (ГЭ-835) - Halte de cavaliers (ГЭ-856) - Jeunes chasseurs d'oiseaux (ГЭ-832) - Joyeuse compagnie (ГЭ-842) - Fête paysanne (ГЭ-841) - Manège en plein air (ГЭ-847) - Matin de printemps (ГЭ-7348) - Moissonneurs (ГЭ-837) - Pause lors d'une balade à cheval (ГЭ-855) - Pause pendant le trajet (ГЭ-834) - Paysage avec un petit pont (ГЭ-848) - Port de mer (ГЭ-1734) - Retour de la chasse (ГЭ-844) - Sortie de chasseurs ou Sortie de fauconniers (ГЭ-836) - Trompettistes dans un camp (ГЭ-852) - Un cavalier et une dame dans une grotte ou Voyageurs dans une grotte (ГЭ-1964) - Un cerf épuisé (ГЭ-839) - Une soirée de printemps (ГЭ-7537) - Une tente de vivandière (ГЭ-811) - Voyageurs (ГЭ-1748) - Voyageurs se reposant (ГЭ-2691) - Vue près de Haarlem (ГЭ-853) - Vue près de Haarlem (ГЭ-854)
- Un certain nombre de tableaux de Philips Wouwerman exposés sont des copies dont L'Auberge (ГЭ-7079) - Divertissement rural (ГЭ-6971) - Famille de paysans dans un champ (ГЭ-7251) - Paysage avec une auberge au bord de la route (ГЭ-2398) - Paysage avec une auberge au bord de la route (ГЭ-2399) - Voyageurs près d'une taverne (ГЭ-7252)
- Jan Victors (1619-1676/1677) : Abraham divertissant les trois anges (La Genèse 18-9-15) (ГЭ-731) - Bac (ГЭ-1383) salle 191 - Diogène de Sinope avec une lanterne sur la place du marché (ГЭ-3338) - La Magnanimité de Scipion l'Africain (ГЭ-716) - Un médecin itinérant (ГЭ-3748) - L'Onction de Saül (ГЭ-3791) salle 253
- Philips Koninck (1619-1688) : La Couturière (ГЭ-712) - Femme tenant un collier de perles dans la main droite avec Nicolas Maes et Rembrandt (ГЭ-1974) - Portrait de Joost van den Vondel, copie (ГЭ-2316)
- Willem Kalf (1619-1693) : Coin de cuisine (ГЭ-945) - Cour couverte d'une maison hollandaise (ЭРЖ-1713) - Cour de maison paysanne hollandaise avec la silhouette d'un homme près d'un puits (ЭРЖ-1712) - Cour d'une maison de paysan (ГЭ-946) - La Desserte avec haute coupe d'Augsbourg (ГЭ-2822) salle 249 - Nature morte avec fruits, une aiguière en argent et un römer, copie (ГЭ-3462)
- Pieter van Bie (1620?-?) : L'Expulsion d'Agar (ГЭ-3420)
- Abraham van Cuylenborch (1620-1658) : Diane et des nymphes se reposant au milieu de ruines (ГЭ-3318) - Diane et des nymphes dans une grotte (ГЭ-3629) - Nymphes dans une grotte (ГЭ-2456) - Persée et Andromède (ГЭ-3123) - Vénus endormie (ГЭ-2213)
- Jan Lagoor (1620-1660)
  - Entourage : Paysage avec un fauconnier (ГЭ-3038)
- Reynier van Gherwen (1620-1662) : Le Christ victime de moqueries avec Nicolas Maes, Karel van der Pluym, un anonyme (ГЭ-6242)
- Nicolaes Berchem (1620-1683) : Allégorie de la fertilité (ГЭ-1929) salle 249 - À midi (ГЭ-3658) - L'Annonciation aux bergers (ГЭ-1925) salle 253 - Chasseurs au repos (ГЭ-1101) - Clair de lune (ГЭ-1917) - Couturière (ГЭ-1070) - Paysage avec bergers et troupeau (ГЭ-1099) - Paysage avec bergers et troupeau, copie? (ГЭ-2037) - Paysage avec un troupeau arrêté près d'un étang (ГЭ-1924) - Paysage italien avec deux jeunes femmes et bétail ou Paysage italien avec deux jeunes femmes et un berger (ГЭ-1103) - Paysage italien avec un petit pont (ГЭ-1097) - L'Enlèvement d'Europe (ГЭ-1102)
- Hendrik de Meijer (1620-1689) : La Côte à Schéveningue avec un chariot au premier plan (ГЭ-3322)
- Abraham van Beijeren (vers 1620-1690) : Nature morte avec crabe, fruits et montre de gousset (ГЭ-980) - Nature morte avec des poissons et les deux plateaux d'une balance (ГЭ-2523) - Poisson et crabe au bord de la mer (ГЭ-2821)
- Albert Cuyp (1620-1691) : Bateau à voile donnant de la bande par mauvais temps (ГЭ-947) - Mer au clair de Lune (ГЭ-1024) - Rivière au soleil couchant (ГЭ-7595) - Trayeuse (ГЭ-828)
- Hendrick Mommers (1620-1693) : Le Louvre vu du pont-neuf à Paris, un tableau semblable se trouve au musée du Louvre à Paris (ЭРЖ-1830)
- Isaac van Ostade (1621-1649) : Lac gelé (ГЭ-907) - Paysage d'hiver (ГЭ-906) - Paysage d'hiver avec personnages sur une rivière gelée
- Adriaen van Gaesbeeck (1621-1650) : La Visite du docteur (ГЭ-1859)
- Jan Baptist Weenix (1621-1659) : Port italien  (ГЭ-3741) salle 257 - Traversée d'une rivière  (ГЭ-3740) salle 249
- Egbert van der Poel (1621-1664) : Clair de lune (ГЭ-3151) - La Foire qui lui était naguère attribué (8478) - Scène de cuisine  (ГЭ-825?) - Incendie dans un village  (ГЭ-3142)
- Gerbrand van den Eeckhout (1621-1674) : Deux officiers (ГЭ-720) - Enfants dans un parc (ГЭ-786) - Érudit dans son étude (ГЭ-1975) - La Mère et l'épouse de Coriolan le suppliant d'épargner Rome (ГЭ-771) - Le Sacrifice de Jéroboam Ier à Béthel (ГЭ-791)
- Allaert van Everdingen (1621-1675) : Embouchure de l'Escaut (ГЭ-1027) - Paysage scandinave (ГЭ-1901) salle 249 - Un moulin à eau ou Paysage scandinave (ГЭ-1902) salle 249
- Jacob Adriaensz Bellevois (1621-1675) : Vue sur la mer (ГЭ-4368)
- Johannes Dircksz van Oudenrogge (1622-1653) : Tisserand (ГЭ-794)(1620-1689)
- Abraham Diepraam (1622-1670) : Allégorie de l'ouïe ou Un homme jouant du cistre (ГЭ-3540)
- Abraham van den Tempel (1622-1672) : Portrait de famille  (ГЭ-861) - Portrait d'une dame en noir (ГЭ-2825) salle 251
- Adam Pynacker (1622-1673) : Barge sur la rivière au coucher du soleil (ГЭ-1093) - Paysage de montagnes (ГЭ-1096)
- Johannes Lingelbach (1622-1674) : Musiciens errants (ГЭ-1057) - Paysage italien ou Vue de Campo Vaccino avec Jan Wijnants (ГЭ-2072) - Place dans une ville italienne (ГЭ-1058) - Port en Italie (ГЭ-1059) - Ville flamande assiégée par des soldats espagnols (ЭРЖ-1829)
- Jan Blom (1622-1685) : Paysage (ГЭ-1424) - Paysage avec gué (ГЭ-2904)
- Gerrit Lundens (1622-1686) : Paysans dans une taverne ou Potins (ГЭ-2924) - Scène dans une taverne (ГЭ-2874)
- Quirijn van Brekelenkam (après 1622-après 1669) : Dans une pièce, une vieille femme enroulant du fil et deux enfants (ГЭ-2907) - Ermite devant un crucifix (ГЭ-1876) - Jeune femme servant un verre de vin à un cavalier (ГЭ-2889) - Un vieux maître et son élève (ГЭ-6324) - Visite à l'atelier (ГЭ-965)
- Jacques van der Does (1623-1673) : L'Annonciation aux bergers (ГЭ-3189)
- Jan van Noordt (1623/1624-1676/1686) : Repos pendant la fuite en Égypte (ГЭ-3072) salle 253
- Jürgen Ovens (1623-1678) : Autoportrait (ГЭ-2782) salle 255 - Portrait de famille (ГЭ-715) - Portrait d'une dame âgée vêtue d'une robe avec un col blanc (ГЭ-2845)
- Guillam Dubois (1623/1625-1680) : Panorama d'une vallée à hauteur de vol d'oiseau (ГЭ-2833) - Paysage forestier (ГЭ-2854) - Paysage forestier (ГЭ-2903) - Route longeant la lisière de la forêt (ГЭ-807) - Route longeant la lisière de la forêt (ГЭ-808)
- Pieter Janssens Elinga (1623-avant 1682) : Intérieur d'une maison hollandaise (ГЭ-1013)
- Pieter Wouwerman (1623-1682) : Chasse au cerf (ГЭ-1056) - Combat de cavaliers (ГЭ-2567) - Deux chevaux dans un pré (ГЭ-2684) - Vue de Paris avec la Tour de Nesle et la Porte de Nesle, auteur présumé (ГЭ-2972)
- François Verwilt (1623-1691) : Danaé (ГЭ-2991) - La Veuve de l'alchimiste (ГЭ-2818)
- Govert Dircksz Camphuysen (1624-1672) : Cour de ferme (ГЭ-818) - Paysage avec berger et bergère (ГЭ-3147) - Paysage avec chasseurs (ГЭ-819) - Scène dans une étable (ГЭ-824) - Scène dans une étable (ГЭ-975)
- Barent Fabritius (1624-1673) : Ruth et Boaz (ГЭ-2791) salle 253
- Willem Romeyn (1624-1693) : Berger avec un troupeau (ГЭ-1083)
- Lambert Doomer (1624-1700) : Paysage avec une tour  (ГЭ-3065) salle 253
- Paulus Potter (1625-1654) : Le Bœuf rouge (821)-  La Cour d'une ferme (ГЭ-820) - Jeune laitière (ГЭ-822) -  Lévrier (ГЭ-817) - Punition d'un chasseur une «bande dessinée» de 14 images avec Vision de Saint-Hubert(823-1), Chasseur, lévriers et gibier (823-2), Diane et Actéon peint par Cornelis van Poelenburgh (823-3), Chasse au lièvre avec furet et lévrier (823-4), Piégeage d'un léopard (823-5), Chasse au loup (823-6), Chasse au buffle (823-7), Chasse au lion (823-8), Chasse au sanglier (823-9), Capture de singes (823-10), Chasse à l'ours (823-11), Chasse au chevreuil (823-12), Chasseur et lévriers jugés (823-13), Punition du chasseur et lévriers (823-14)
- Karel van der Pluym (1625-1672) : Le Christ victime de moqueries avec Nicolas Maes, Reynier van Gherwen et un anonyme (ГЭ-6242) - Vieil homme tenant une paire de lunettes avec Ferdinand Bol, Godfrey Kneller et Rembrandt (ГЭ-770)
- Albert Jansz Klomp (baptisé en 1625-1688) : Paysage avec vaches et moutons (ГЭ-3202)
- Willem de Heusch (1625-1692) : Paysage italien avec un troupeau (ГЭ-2819)
- Justus van de Nypoort (1625-1692) : Pichet vide (ГЭ-3272)
- Jan Aertsen Marienhof (1626-1652) : Atelier d'un artiste (ГЭ-974)
- Adriaen van Eemont (1626-1662) : Paysage avec cavaliers (ГЭ-1936)
- Abraham Bloemaert (1626-1671 ou 1675 ou 1683 ou 1693) : Paysage de collines avec des chèvres (ГЭ-2848) - Paysage de rochers avec un arbre mort (ГЭ-2938) - Paysage vallonné (ГЭ-3609)
- Cornelis van Lelienbergh (1626-1676) : Nature morte avec gibier (ГЭ-3152) - Nature morte avec gibier (ГЭ-3237)
- Jan Steen (1626-1679) : Les Buveurs ou Les Fainéants (ГЭ-875) - Contrat de mariage (ГЭ-795) - Esther devant Ahasuerus (ГЭ-878) - Fête en été (ГЭ-874) - Fumeur (ГЭ-877) - Joueurs de trictrac (ГЭ-873) - Scène de taverne (ГЭ-798) - La Visite du docteur ou Le Malade et le médecin (ГЭ-879)
- Jan van de Cappelle (1626-1679) : Marine (ГЭ-3790)
- Karel Dujardin (1626-1699) : Paysage avec bétail (ГЭ-969) - Paysans et cheval chargé de bagages sur la berge d'une rivière, copie (ГЭ-3002) - Paysans marchant le long de la rive d'un fleuve, copie (ГЭ-3356) - Traversée d'un ruisseau (ГЭ-792)
- Samuel van Hoogstraten (1627-1678) : Les Adieux de Tobie à ses parents (ГЭ-2274) - Autoportrait (ГЭ-788) - Garçon regardant par la fenêtre avec Nicolas Maes (ГЭ-2812)
- Willem van Aelst (baptisé en 1627-1683) : Nature morte (ГЭ-1019)
- Hendrik Verschuring (1627-1690) : Forgeron (ГЭ-1396) - Portrait équestre de Guillaume III d'Orange-Nassau (ГЭ-2728) - Villa italienne avec son parc et des personnages (ГЭ-4585)
- Roelant Roghman (1627-1692) : Paysage ou Le Christ sur le chemin d'Emmaüs (ГЭ-728)
- Jan de Bray (1627-1697) : Agar dans le désert (ГЭ-3103) - Allégorie du portrait de famille (ГЭ-3492) salle 253 - Portrait d'une femme âgée assise à une table (ГЭ-859) - Portrait d'un homme, auteur présumé (ГЭ-3461)
- Matthias Withoos (1627-1703) : Des fleurs, un hérisson et une grenouille (ГЭ-3006)
- Herman van Aldewereld (1628/1629-1669) : La Leçon de chant (ГЭ-3334)
- Jan Theunisz Blanckerhoff (1628-1669) : Nuages sombres sur voiliers donnant de la bande (ГЭ-1018)
- Jacob Gerritsz van Bemmel (1628-1673) : Paysage avec une rivière (ГЭ-2587) - Paysage avec un troupeau au repos (ГЭ-2101)
- Jacob van Ruisdael (Vers 1628-1682) : Cascade dans un paysage vallonné (ГЭ-942) - Ferme  (ГЭ-941) - Maisons de paysans dans les dunes ou Paysage de dunes avec des maisons ou Paysage avec quelques maisons et un chemin sableux (ГЭ-933) - Marais dans une forêt ou Le Marais (ГЭ-934) - Paysage avec un voyageur (ГЭ-938) - Paysage de montagne avec un moulin (ГЭ-932) - Paysage d'hiver avec un arbre mort (ГЭ-936) - Paysage d'hiver avec un arbre mort (ГЭ-1879) - Dunes boisées (ГЭ-939) - Route à la lisière de la forêt (ГЭ-935) - Ruisseau dans une forêt (ГЭ-936) - Scène de plage ou Vue d'une plage (ГЭ-5616). Dessins : Moulin à eau, pierre noire et lavis gris (ОР-5536) - Paysage avec un château en ruine, pierre noire et lavis gris - Paysage avec un pont de pierres, pierre noire et lavis gris (OP-5535) - Trois moulins
- Jan Hackaert (1628-1685) : Chasse au cerf (ГЭ-831)
- Bartholomeus Appelman (1628-1686) : Paysage avec des arbres (ГЭ-2998)
- Jan Vermeer van Haarlem l'ancien (1628-1691) : Paysage avec maison de paysan près d'une rivière (ГЭ-1916)
- Adam Camerarius (vers 1629-vers 1666) : Portrait d'un garçon costumé en Apollon (ГЭ-781)
- Jan Wouwerman (1629-1666) : Cour d'une ferme et moulin à vent (ГЭ-1007)
- Gabriel Metsu (1629-1667) :  Déjeuner ou Les Mangeurs d'huîtres (ГЭ-920) - Dentellière (ГЭ-4121) - Le Fils prodigue nommé auparavant Scène de bordel (ГЭ-922) - La Visite du docteur (ГЭ-919)
- Jacob Salomonsz van Ruysdael (1629-1681) : Troupeau à la lisière d'une forêt (ГЭ-2787)
- Pieter de Hooch (1629-1684/1694) : La Maîtresse et la Servante au seau (ГЭ-943) - Soldat offrant un verre de vin à une femme (6316) - Concert ou Un couple de musiciens et une servante (ГЭ-815)
- Pieter Cosijn (1630-1667) : Paysage (ГЭ-2965)
- Hendrick Bogaert (1630-1675) : Éducation d'un chien par un paysan attribué (ГЭ-3068) - Paysans jouant aux cartes  (ЭРЖ-1828)
- Anthonie van Borssom (1630 ou 1631-1677) : Paysage avec un cavalier (ГЭ-1614)
- Pieter van Lisebetten (1630-1678) : Vénus et Adonis, gravure
- Toussaint Gelton (1630-1680) : Paysage avec nymphes se reposant (ГЭ-3050)
- Zacharias Blyhooft (1630-1681) : Portrait d'un érudit (ГЭ-3114)
- Adriaen van der Kabel (1630/1631-1705) : Paysage avec cabanes et un puits (ГЭ-3209) - Port méditerranéen avec une tour (ГЭ-3569)
- Ludolf Bakhuizen (1630-1708) : Naufrage sur une côte rocheuse (ГЭ-1038) - Portrait d'un artiste (ГЭ-3136)
- Jan Vonck (1631-1663/1664) : Chien surveillant du gibier (ГЭ-3176) - Nature morte avec oiseaux (ГЭ-3216)
- Cornelis Bega (1631/1632-1664) : La Famille du tisserand (ГЭ-1903)
- Esaias Boursse (1631-1672) : Réparation d'un tambour (ГЭ-3069)
- Anthonie van Borssom (1631-1677) : Paysage avec voyageurs (ГЭ-3250)
- Abraham Brueghel (1631-1690) : Nature morte aux fruits
- Abraham Hondius (1631-1691) : Fête de famille (ГЭ-1086)
- Joost van Geel (1631-1698) : Duo (ГЭ-1860)
- Ary de Vois (1632/1635-1680) : Chasseur blessé (ГЭ-996) - Le Jugement de Pâris (ГЭ-1438) - Nymphe au repos (ГЭ-997) - Portrait d'un notaire (ГЭ-6171)
- Jan Wijnants (1632-1684) : Basse-cour avec Dirck Wijntrack (ГЭ-1712) - Cavalier à la porte d'une ville (ГЭ-1395) - Maison de paysan (ГЭ-4091) - Parabole du Bon Samaritain (ГЭ-6758) - Paysage avec pente sableuse (ГЭ-826) - Paysage avec un troupeau de moutons - Paysage avec une ferme et de la volaille avec Dirck Wijntrack (ГЭ-1106) - Paysage italien (ГЭ-1957) - Paysage italien avec Johannes Lingelbach (ГЭ-2072)
- Juriaen van Streeck (1632-1687) : Encas (ГЭ-3025) - Nature morte, attribué (ГЭ-1034)
- Willem Drost (1633-1659) : Anna la prophétesse et l'enfant (ГЭ-740) - Portrait d'un jeune homme avec une boucle d'oreille (ГЭ-57) - Timothy avec Loïs, sa grand-mère attribué après 1910 (ГЭ-740) - Un jeune homme avec un chapeau de paille (ГЭ-9)
- Christiaen Striep (1633 ou 1634-1673) : Fleurs, lézard et papillons (ГЭ-3262)
- Frederik de Moucheron (1633-1686) : Paysage italien (ГЭ-1104)
- Willem van de Velde le Jeune (1633-1707) : Bateaux de pêche près d'un banc de sable par temps calme (ГЭ-1020) - Calme (ГЭ-1041) - Navires par temps calme  (ГЭ-1021)
- Jacob Ochtervelt (1634/1635-1682) : La Vendeuse de raisins (ГЭ-951) - Concert (ГЭ-3326) - Femme vendant du poisson à la porte d'entrée (ГЭ-952)
- Adam Colonia (1634-1685) : L'Annonciation aux bergers (ГЭ-3637)
- Nicolas Maes (1634-1693) : Le Christ victime de moqueries avec Reynier van Gherwen, Karel van der Pluym, un anonyme (ГЭ-6242) - Femme tenant un collier de perles dans la main droite avec Philips Koninck et Rembrandt (ГЭ-1974) - Garçon regardant par la fenêtre avec Samuel van Hoogstraten (ГЭ-2812) - Portrait d'une jeune femme (ГЭ-3640) - Vieille femme tissant (ГЭ-719)
- Egbert van Heemskerk II (1634-1704) : Paysans dans une taverne (ГЭ-1054)
- Pieter de Bools (dates connues 1635, 16  40) : Paysage avec un cavalier (ГЭ-2857)
- Domenicus van Tol (1635-1676) : Dentellière
- Frans van Mieris l'Ancien (1635-1681) : Mangeurs d'huîtres (ГЭ-917) - Matinée d'une jeune femme ou Dame à sa toilette (ГЭ-915) - L'œuf cassé (ГЭ-916) - Portrait d'une dame (ГЭ-1855) - Portrait d'un jeune homme (ГЭ-5039)
- Eglon van der Neer (1635/1636-1703) : Enfant avec une cage et un chat  (ГЭ-1077) - Portrait d'une dame près d'une table où est posée une partition (ГЭ-2727) - Scène domestique avec Adriaen van der Werff  (ГЭ-1066)
- Adriaen van de Velde (1636-1672) : Arrêt sur le chemin (ГЭ-6827) - Paysage avec un berger et son troupeau (ГЭ-1715) - La Porte Saint Antoine à Amsterdam avec Jan van der Heyden (ГЭ-810)
- Melchior d'Hondecoeter (1636-1695) : Oiseaux dans un parc (ГЭ-1042) - Oiseaux dans un parc (ГЭ-1043) - Poulailler (ГЭ-1031) - Trophées de chasse (ГЭ-1111)
- Abraham Begeyn (1637-1697) : Bord de mer (ГЭ-3469) - Paysage avec une charrette tirée par des bœufs (ГЭ-3109) - Paysage avec troupeau, berger et bergère (ГЭ-1918) - Paysage avec une statue d'esclave de Michel-Ange (ГЭ-1921)
- Pieter Mulier le Jeune (1637-1709) : Affrontement de cavaliers (ГЭ-3229) - Orage en mer (ГЭ-2084) - Paysage avec bergers pendant l'orage (ГЭ-2514) - Paysage avec des canards (ГЭ-2374) - Paysage avec Diane et Endymion (ГЭ-2085) - Paysage d'orage (ГЭ-3224)
- Jan van der Heyden (1637-1712) : Château fort (1008) - Paysage avec une ville fortifiée (ГЭ-1897) - La Porte Saint Antoine à Amsterdam avec Adriaen van de Velde (ГЭ-810) - Rue à Cologne (ГЭ-955)
- Gerrit Berckheyde (1638-1698) : Cavaliers à la porte de la ville (ГЭ-2277) - Départ pour la chasse (ГЭ-959) - La Grand-place du marché à Haarlem (ГЭ-812) - Visite à l'atelier avec Quirijn van Brekelenkam (ГЭ-965) - Vue d'Amsterdam avec le canal et l'hôtel de ville (ГЭ-958)
- Caspar Netscher (1639-1684) : Portrait de Marie Stuart II (ГЭ-1082) - Portrait d'un homme (ГЭ-1081) - Portrait d'un homme (ГЭ-1866) salle 250
- Abraham Mignon (1640-1679) : Nature morte avec fruits, poissons et nid sur le sol en forêt (ГЭ-1052) - Vase de fleurs (ГЭ-1050)
- Pieter Cornelisz van Slingelandt (1640-1691) : Déjeuner d'un homme jeune (ГЭ-911) - Vu dans une cuisine avec Pieter Duyfhuysen et Egbert van der Poel (ГЭ-895)
- Jacob Toorenvliet (1640-1719) : Musiciens errants (ГЭ-1394)
- Jan Weenix (1640/1641-1719) : Gibier, fruits et un singe (ГЭ-1442) - Portrait de deux sœurs dans un parc (ГЭ-2794) - Portrait de l'empereur Pierre Ier le Grand (ЭРЖ-1855) - Portrait d'un homme jeune dans l'uniforme d'un chef militaire (ГЭ-3079) - Trophées de chasse (ГЭ-1109) - Une oie et un chien près d'un étal de gibier (ГЭ-1112)
- Bartholomeus Maton (1641-1684) : L'Astronome
- Jacob Storck (1641-1692) : Vue d'un port (ЭРЖ-1666)
- Gérard de Lairesse (baptisé en 1641-1711) : Agar dans le désert (ГЭ-622) - Amour maternel (ГЭ-639) - Minerve visitant les muses sur le Mont Hélicon (ГЭ-1413)
- Abraham van Calraet (1642-1722) : Berger, bergère et troupeau près d'un château (ГЭ-1405) - Paysage avec chevaux et palefrenier (ГЭ-950)
- Abraham Beerstraten (1643-1666) : Vue de Leyde en hiver
- Godfried Schalken (1643-1706) : Domestique se rasant ou «Corvée» de rasage? (ГЭ-1073) - Portrait de la comtesse Natalia Andreïevna Matveïeva enfant - Portrait d'une jeune femme (ГЭ-2873)
  - Entourage : Astronome (ГЭ-2895)
- Govert van der Leeuw (1645-1688) : Paysage avec un troupeau (ГЭ-3013)
- Dirck van Bergen (1645-1700) : Paysage avec berger et son troupeau (ГЭ-1098)
- Nicolaes de Vree (1645-1702) : Statue dans un parc (ГЭ-1028)
- Michiel van Musscher (1645-1705) : Portrait d'un notaire  (ГЭ-3330)
- Arent de Gelder (1645-1727) : Autoportrait avec une gravure de Rembrandt ou Portrait d'un collectionneur (ГЭ-790) - Musicien ambulant (ГЭ-5603) - Portrait d'un officier (ГЭ-1979) salle 253 - Saint Sébastien soigné par sainte Irène de Rome, auteur présumé (ГЭ-2783)
- Johannes Glauber (1646-1726) : Paysage avec baigneurs (ГЭ-3624)
- Jan van Huchtenburg (baptisé en 1647-1733) : Vue de Campo Vaccino, le Forum romain à Rome (ГЭ-3351)
- Gerard Hoet (1648-1733) : Vertumne et Pomone (ГЭ-2466)
- Aleijda Wolfsen (1648-1692) : Portrait d'une femme (ГЭ-3098)
- Elias van den Broeck (1649-1708) : Fleurs et fruits sur une nappe (ЭРЖ-1825)
- Johannes van der Bent (vers 1650-vers 1690) : Paysage avec une trayeuse (ГЭ-1923) salle 253
- Élisabeth van Diest (active entre 1650 et 1699) : Vue de Rotterdam sur la Meuse œuvre attribuée (ГЭ-3247)
- Richard Brakenburgh (1650-1702) : Adoration des bergers (ГЭ-2504) - Le Christ avec des enfants (ГЭ-1437) - Paysans en train de danser (ГЭ-2918) - Petit-déjeuner dans le jardin (ГЭ-3181)
- Gillis de Winter (1650-1720) : Foire (ГЭ-2559)
- Jan Claesz Rietschoof (1651-1719) : Navires au mouillage par temps calme (ГЭ-1016)
- Jan Wyck (1652-1702) : Tête de lévrier, esquisse (ГЭ-1806)
- Jan Griffier (vers 1652-vers 1718) : Paysage de rivière avec ruines (ГЭ-1872) - Vue du Rhin (ГЭ-1365)
  - Entourage : Paysage avec rivière et village fortifié (ГЭ-2140)
- Cornelis Biltius (1653- en ou après 1686) : Nature morte de gibier (ГЭ-2865)
- Simon van der Does (1653-après 1717) : Scène pastorale (ГЭ-3288) - Un troupeau parmi des ruines (ГЭ-3756)
- Abraham Bastiaensz (actif entre 1654 et 1666) : Côte de Schéveningue avec cavaliers, voitures et de nombreux personnages (ГЭ-3251)
- Dionys Verburg (1655-1722) : Paysage avec château et rivière (ГЭ-3313)
- Jacob de Heusch (1656-1701) : Paysage avec des bergers en train de danser (ГЭ-1048) - Port italien (ГЭ-1047)
- Michiel van Vries (1656-1702) : Paysage avec des masures près d'une route (ГЭ-3292)
- Carel de Moor (1656-1738) : L'Empereur Pierre Ier le Grand, auteur présumé (ЭРЖ-3298) salle 158 - Portrait de l'impératrice Catherine Ire
- Adrian de Gryef (1657-1722) : Paysage avec nature morte de gibier et chiens (ГЭ-1808)
- Wigerus Vitringa (1657-1725) : Port de la mer Méditerranée (ГЭ-3198)
- Michiel Carree (1657-1727) : Troupeau pris dans un orage (ГЭ-1962)
- Jacob de Jonckheer (actif entre 1659 et 1673) : Port italien (ГЭ-2992)
- Barend van der Meer (vers 1659-après 1702) : Dessert (ГЭ-3195)
- Justus van Huysum (1659-1716) : Fleurs (ГЭ-7781)
- Dirk Maas (1659-1717) : Affrontement de cavaliers (ГЭ-2427)
- Hendrick van Streeck (baptisé en 1659-1720) : Nature morte et serviteur noir (1044)
- Adriaen van der Werff (1659-1722) : Autoportrait (ГЭ-1069) - L'Expulsion (Adam et Eve chassés du paradis terrestre)  (ГЭ-1065) - Loth et ses filles (ГЭ-1117) - Marie Madeleine dans le désert (ГЭ-1068) - La mise au tombeau (ГЭ-1067) - La Sainte Famille (ГЭ-1840) - Sarah amenant Hagar chez Abraham (ГЭ-1064) - Scène domestique avec Eglon van der Neer (ГЭ-1066)
- Cornelis Dusart (1660-1704) : Cour de ferme avec un âne près d'une tonnelle (ГЭ-961) - Famille de paysans (ГЭ-912)
- Adriaan Schoonebeek (1661-1705) : Illustrations pour le traité Philosophia naturalis de S. Wolfredi : la gravure (ОГ-390654) - Image du soleil en mouvement dans un paysage (ОГ-390287) - Schéma de la structure héliocentrique du système solaire (ОГ-390280). Par ailleurs avec Piter Pikart (ru) : Allégorie de l'odorat sanguine - Esquisse (ОР-45890) - Esquisse d'une composition avec deux personnages à droite et un personnage masculin au centre bistre (ОР-45903) -  Portrait en buste de Catherine Ire - Scène au temple avec la fortune figurant au centre (ОР-45882)
- Daniel Marot (1661 ou 1663-1752) : Projet ornemental pour un plafond
- Willem van Mieris (1662-1747) : Bannissement d'Agar et d'Ismaël (ГЭ-1854) - Joseph (fils de Jacob) et la femme de Potiphar (ГЭ-1856) salle 250 - Pâmoison (ГЭ-1076) - Souvenirs des temps meilleurs (ГЭ-1078)
- Willem van de Velde le Jeune (1663-1707) : Bateaux par calme plat (ГЭ-1021)
- Philipp Ferdinand de Hamilton (1664-1750) : Nature morte avec gibier (ГЭ-2448)
- Rachel Ruysch (1664-1750) : Fleurs avec Jan van Huysum (ГЭ-7782)
- Adriaen Coorte (1665-1707) : Fraises dans un pot en terre cuite (ГЭ-2942)
- Pieter van der Werff (1665-1722) : Madone dans des nuages, auteur présumé (ГЭ-1839) - Portrait de Pierre Ier le Grand, auteur présumé (ЭРЖ-1854)
- Constantijn Netscher (1668-1723) : Portrait d'homme (ГЭ-2424) - Portrait d'un érudit (ГЭ-1080)
- Piter Pikart (ru) (1668/69-1737) : Avec Adriaan Schoonebeek : Allégorie de l'odorat sanguine - Esquisse (ОР-45890) - Esquisse d'une composition avec deux personnages à droite et un personnage masculin au centre bistre (ОР-45903) -  Portrait en buste de Catherine Ire - Scène au temple avec la fortune figurant au centre (ОР-45882)
- Philip van Kouwenbergh (1671-1729) : Oiseaux dans un parc près d'un bassin alimenté par une fontaine ou Basse-cour, auteur présumé (ГЭ-2740) salle 257
- Nikolaas Verkolje (1673-1746) : Amnon et Tamar (fille de David) (ГЭ-1072) - La Chasteté de Joseph (ГЭ-1071)
- Adam Silo (1674-1760) : Bateaux à voile (ГЭ-3304) - Manœuvres de la flotte exécutées dans l'IJsselmeer pour Pierre Ier le Grand lors de sa visite à Amsterdam (ГЭ-8862)
- Dirk Valkenburg (1675-1721) : Trophées de chasse (ГЭ-2785)
- Rutger Verburgh (1678-1746) : Kermesse (ГЭ-3179)
- Jan van Huysum (1682-1749) : Fleurs avec Rachel Ruysch (ГЭ-7782) - Fleurs et fruits (ГЭ-1049) - Nature morte au vase de fleurs (ГЭ-1051) - Vase de fleurs, aquarelle (28575)
- Philip van Dijk (1683-1753) : Garçonnet et fillette jouant avec un chien et un cacatoès (ГЭ-1421)
- Frans van Mieris le Jeune (1689-1763) : Paysan âgé tenant une cruche (ГЭ-914)
- Jacob de Wit (1695-1754) : Bacchanale enfantine (ГЭ-1089) - Bacchanale enfantine (ГЭ-1090)
- Cornelis Troost (1696-1750) : Scène dans un café (ГЭ-5622)
- Aert Schouman (1710-1792) : Cordonnier (ГЭ-1079)
- Jan ten Compe (1713-1761) : Une maison au bord d'un canal près d'Amsterdam (ГЭ-1085) - Un pont sur une rivière près d'Amsterdam (ГЭ-1084)
- Stefan van Zviten (œuvres datées entre 1720 et 1727) : Plan général de la résidence de Pierre Ier à Danie Doubki (OP-8487)
- Teodor (Dirk) Verreïk (1734-1786) : Crucifixion encre (ОР-6339?) - Pont à (Malines?) encre (ОР-6335) - Vue d'une ville - Vue du village de Lisdorf près de Leyde (ОР-6338)
- Dionisys van Dongen (1748-1819) : Paysage avec vaches et moutons (ГЭ-2413)
- Barend Cornelis Koekkoek (1803-1862) : Vue d'un parc (6033)
- Petrus van Schendel (1806-1870) : Tableau de famille (ГЭ-3958)
- Anthonie Jacobus van Wijngaerdt (1808-1887) : L'Orage approche (ГЭ-4397)
- Leopold von Stoll (1808-1869 ou 1889) : Fruits et fleurs (ГЭ-1342)
- Louis Meijer (1809-1866) : La Plage (9009)
- Jan Jacob Spöhler (1811-1866) : Paysage d'hiver (ГЭ-8970)
- Wouterus Verschuur (1812-1874) : Chariot devant une auberge (8931)
- Remigius Adrianus Haanen (1812-1894) : Paysage avec un ruisseau (ГЭ-4008)
- Samuel-Leonardus Verveer (1813-1876) : Vue de Delft avec Petrus Gerardus Vertin (ГЭ-3823)
- Hubertus van Hove (1814-1865) : Distribution d'aumônes dans une maison de charité (ГЭ-6302)
- Petrus Gerardus Vertin (1819-1893) : Vue de Delft avec Samuel-Leonardus Verveer (ГЭ-3823)
- Jan Weissenbruch (1822-1880) : Rue à Arnhem (ГЭ-3824) salle 346 - Rue d'une ville hollandaise (3824)
- Willem Roelofs (1822-1897) : Paysage avec un lac (ГЭ-3949) salle 346
- Christoffel Bisschop (1828-1904) : Portrait de femme (ГЭ-3807)
- Jacob Maris (1837-1899) : Paysage aux moulins (6739)
- Vincent van Gogh (1853-1890) : Les Arènes d'Arles ou Spectateurs dans les arènes d'Arles (ГЭ-6529) salle 413 - Bateaux de pêche sur la plage des Saintes-Maries-de-la-Mer, aquarelle - Buisson de lilas ou Lilas (ГЭ-6511) salle 413 - Chaumières à Auvers-sur-Oise (ГЭ-9117) salle 413 - Couple de paysans partant au travail ou Le Matin. Départ au travail (ЗКРсэ-532) - Femmes d'Arles ou Souvenir du jardin à Etten (ГЭ-9116) salle 413 ou 317 - La Maison blanche, la nuit (ЗКРсэ-511) - Paysage avec une maison et un laboureur ou Vue plongeante sur une vallée et un laboureur (ЗКРсэ-562) - Portrait de Madame Trabuc (ЗКРсэ-521)
- Herman Frederik Carel ten Kate (1858-1931) : Interrogatoire d'un espion (ГЭ-3884)
- Kees van Dongen (1877-1968) : Antonia la Coquinera (ГЭ-8994) - La dame au chapeau noir - Lucie et son danseur (9087) - Le Printemps (9130)
- Johannes van Straaten (1880-1967) : De clown (9075)

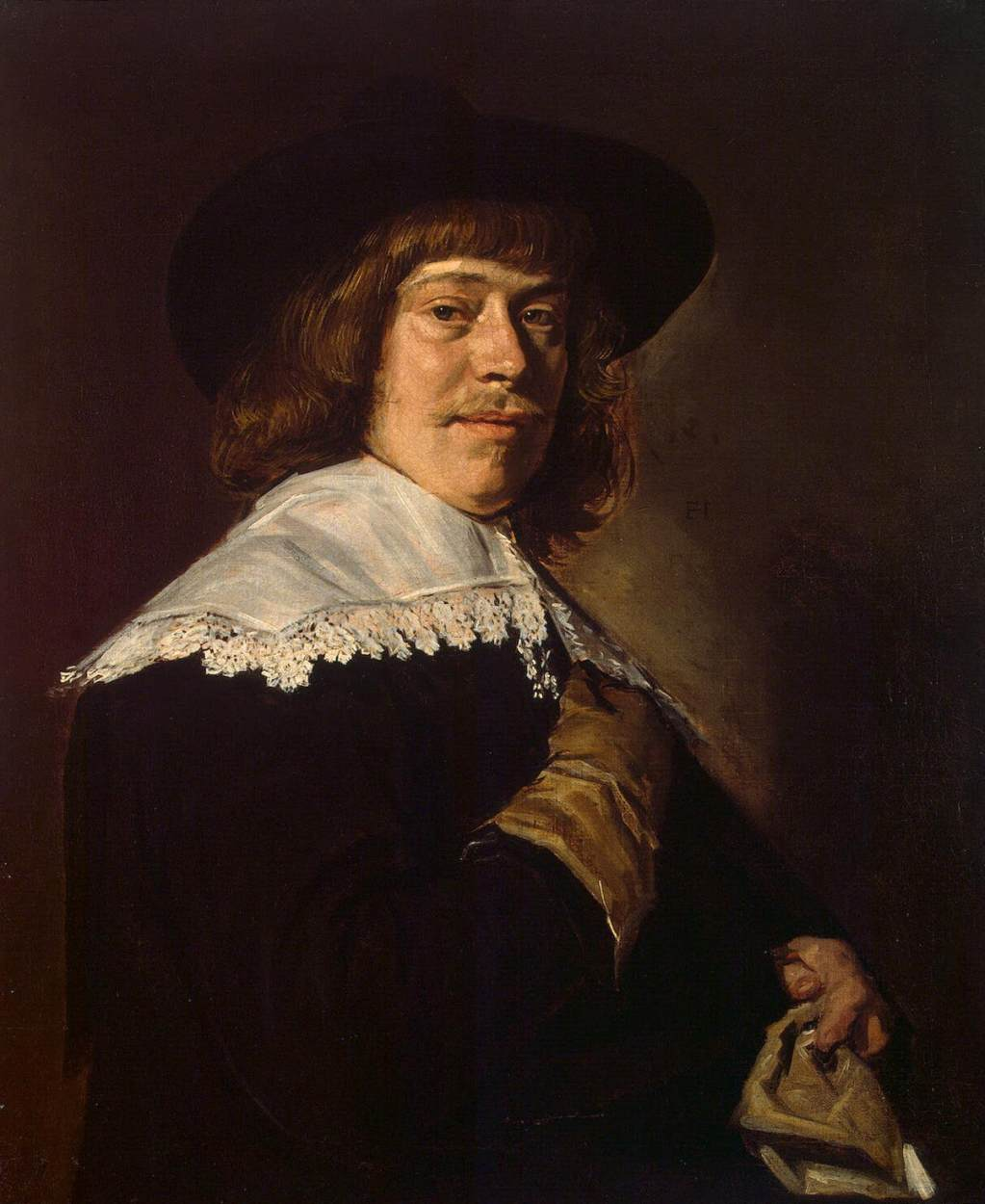
Frans Hals - Portrait du jeune homme au gant
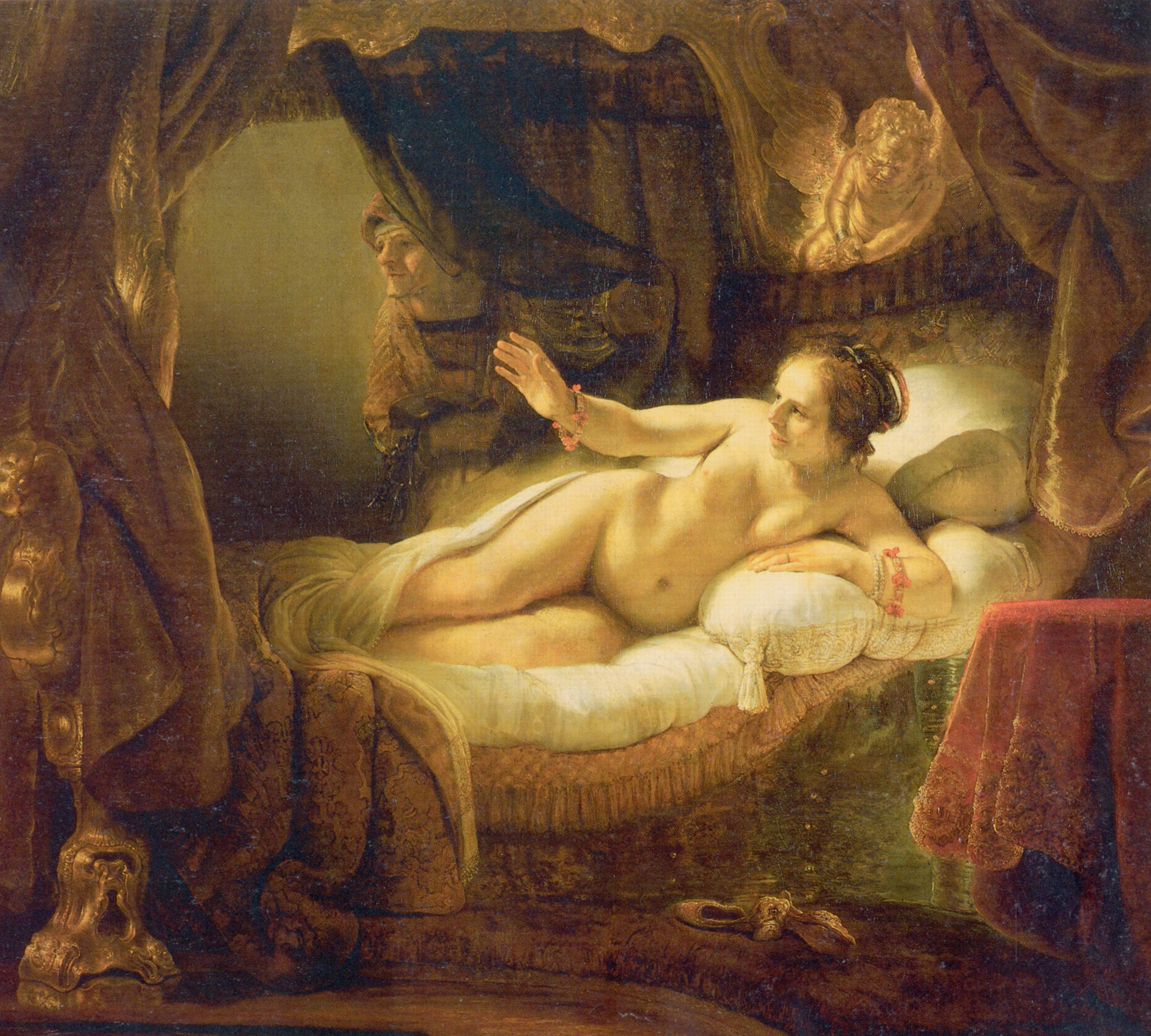
Rembrandt – Danaé
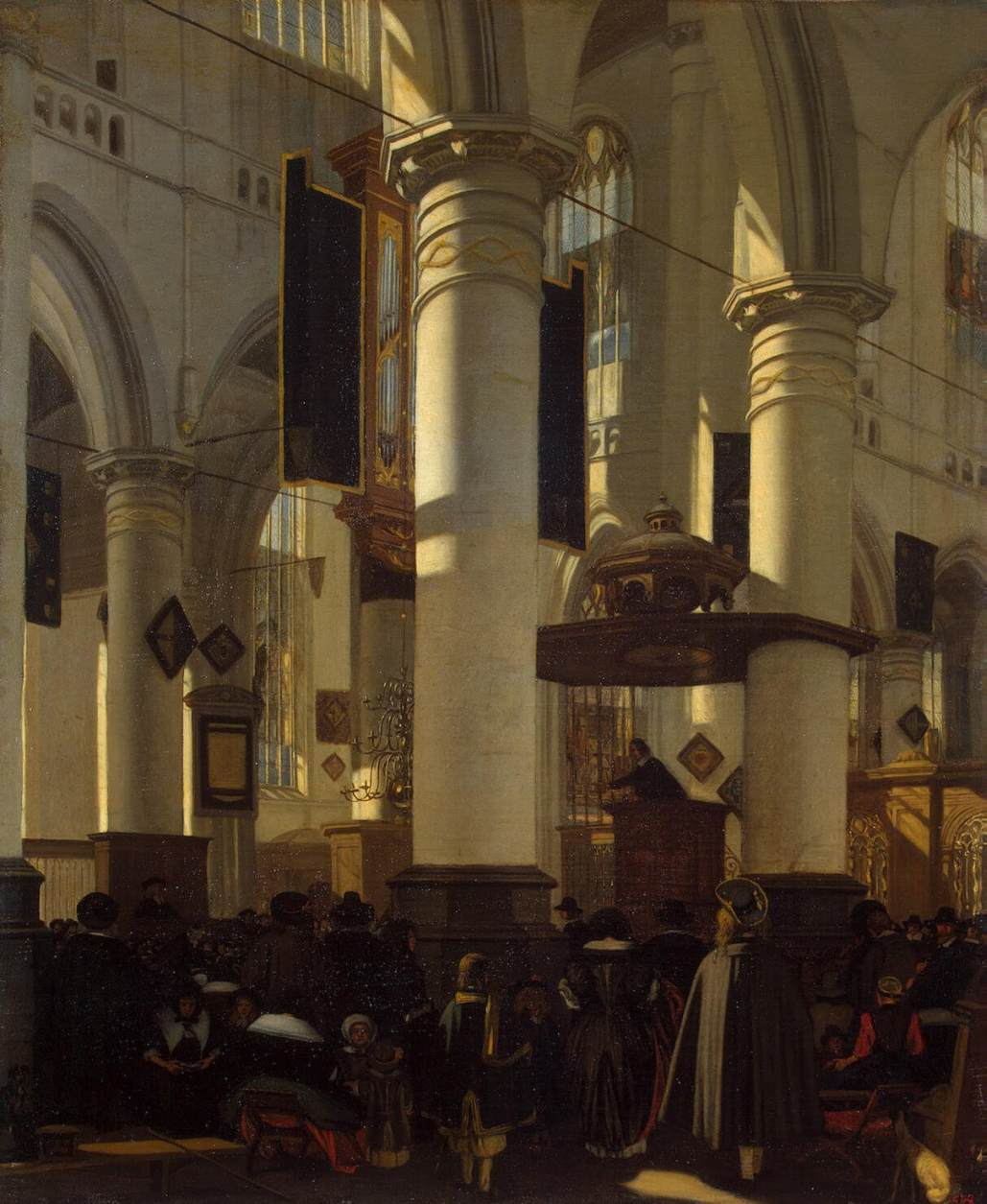
Emanuel de Witte – Intérieur d'une église protestante
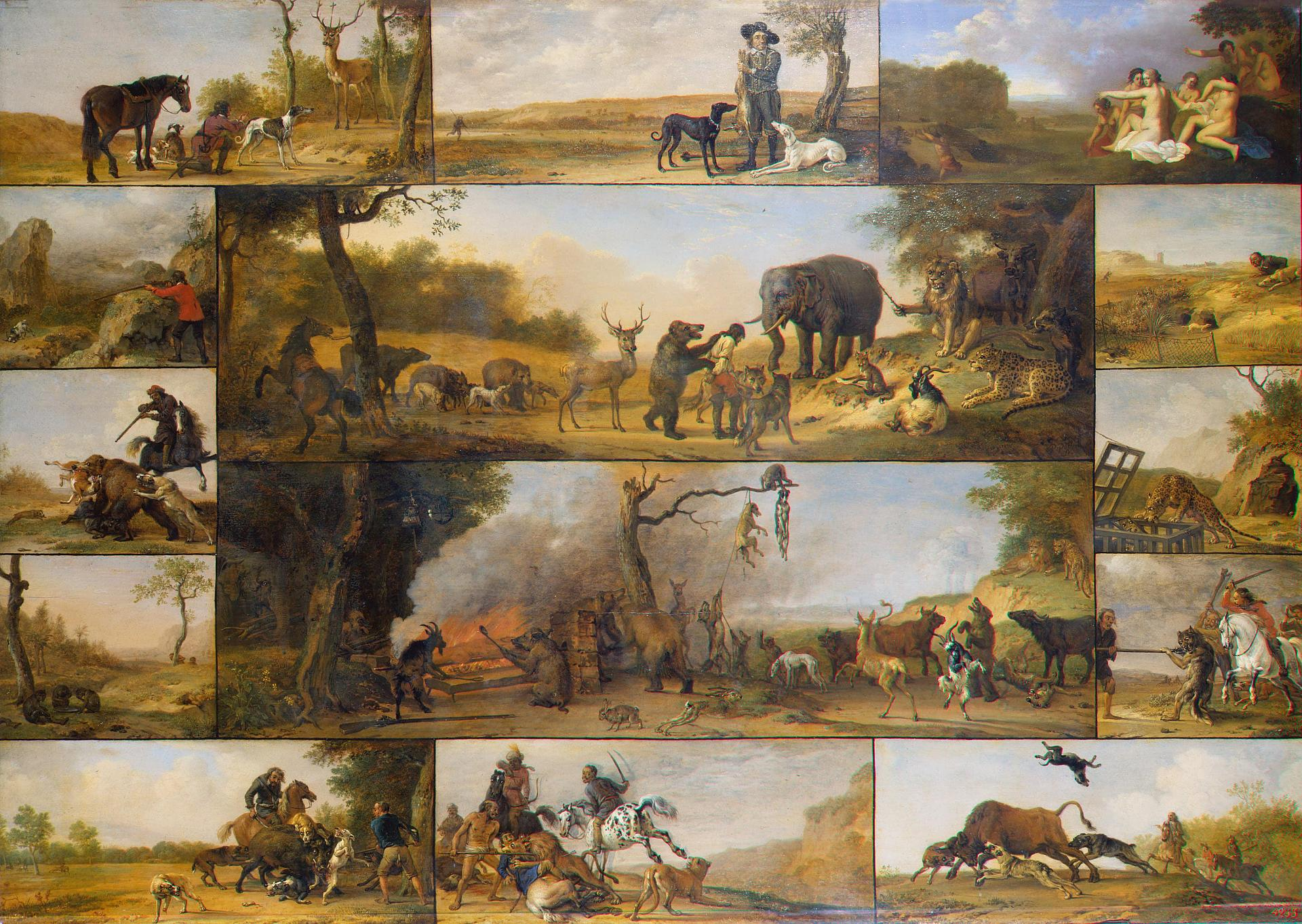
Paulus Potter – Punition d'un chasseur
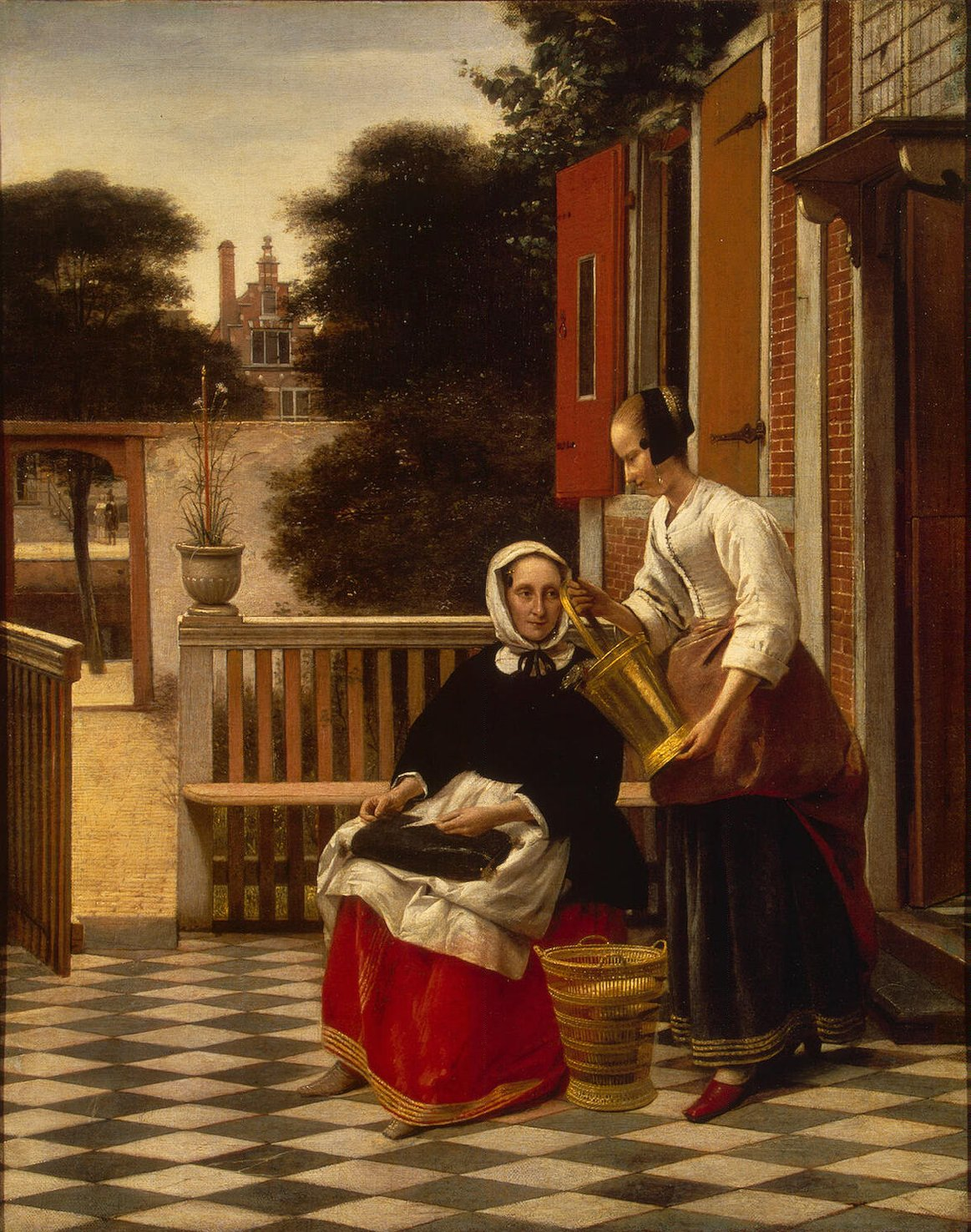
Pieter de Hooch – Maîtresse et servante portant un seau
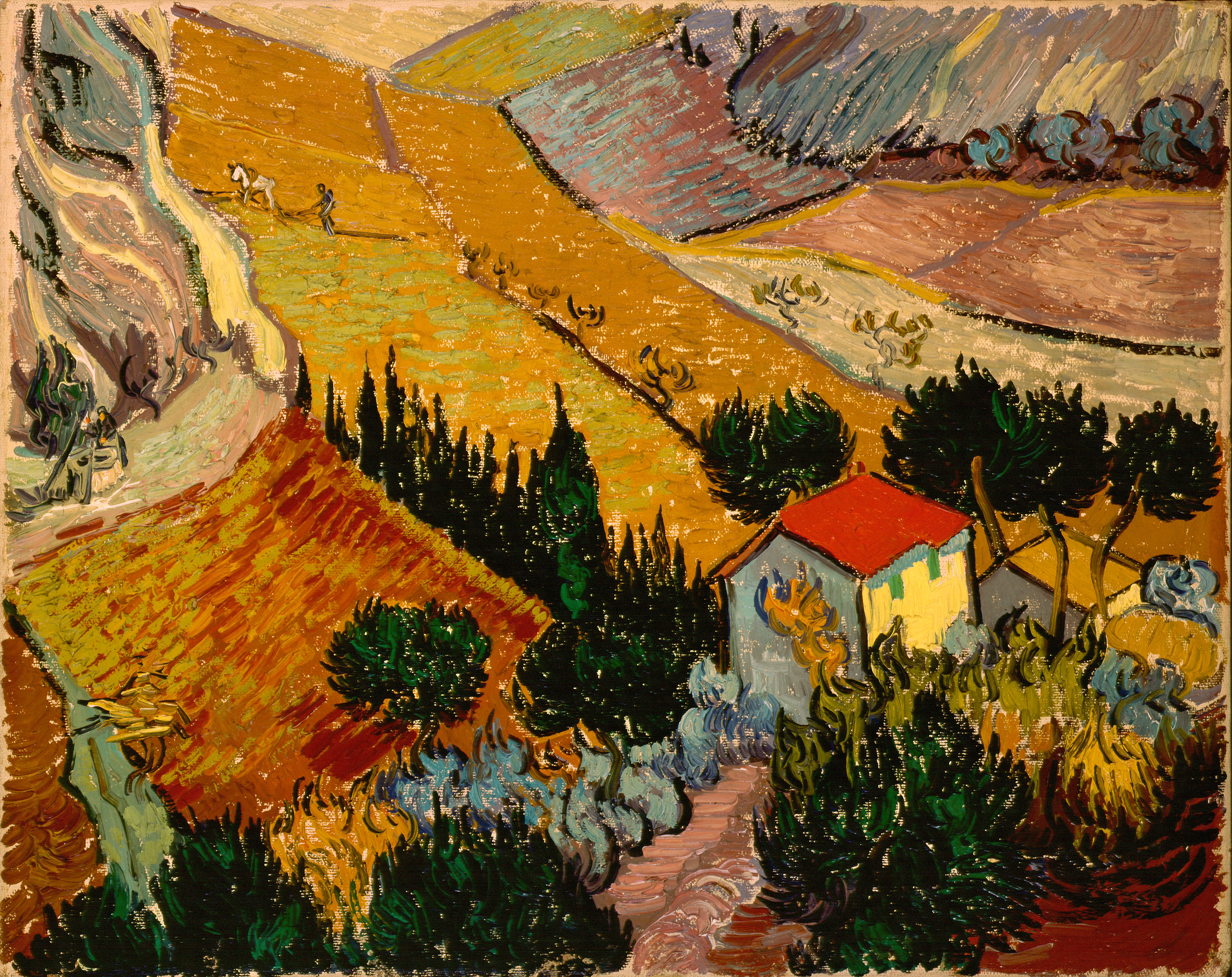
Vincent van Gogh – Paysage avec une maison et un laboureur

## Peintres polonais
- Daniel Schultz (1615-1683) : Fauconnier de Crimée du roi Jean II Casimir Vasa avec sa famille (ГЭ-8540) salle 255
- Józef Oleszkiewicz, polonais et lituanien (1777-1830) : Portrait de Mikhaïl Koutouzov prince de Smolensk (ЭРЖ-2229) - Portrait d'un inconnu (ЭРЖ-878) - Portrait d'un officier à la retraite (ЭРЖ-881) - Portrait du sénateur Piotr Miatlev (ru) (1756-1833) (ЭРЖ-1506)
- Józefat Ignacy Łukasiewicz (1789-1850) : auteur possible du Portrait du grand-duc Constantin Pavlovitch de Russie (ЭРЖ-595)
- Janvier Suchodolski (1797-1875) : Nicolas Ier passant les troupes en revue sous Varna en 1827 (ЭРЖ-1622)
- Rudolf Joukovski (1814-1886) : Portrait de François Le Fort (Об-5) - Portrait de Mikhaïl Mikhaïlovitch Golitsyne (ЭРЖ.II-745)
- Józef Simmler (1823-1868) : Portrait  du maréchal comte Friedrich Wilhelm von Berg (ГРЖ-244)
- Stanisław Chlebowski (1835-1884) : Portrait d'une inconnue (ЭРЖ-1313)
- Jan Matejko (1838-1893) : Portraits d'Aleksander Stanisław Potocki et d'Adam Poniński (1732–1798) (pl) (ЭРЖ-3223) - Portrait de Franciszek Potocki (ГРЖ-3222) - Portrait de Michał Fryderyk Czartoryski (ГРЖ-3224)
- Romuald Kamil Witkowski (1876-1950) : Nature morte (9110)
- Rafał Malczewski (1892-1965) : Vue sur les Tatras (9149)
- Efraim Seidenbeutel (1902/1903-1945) : Julka (9132)

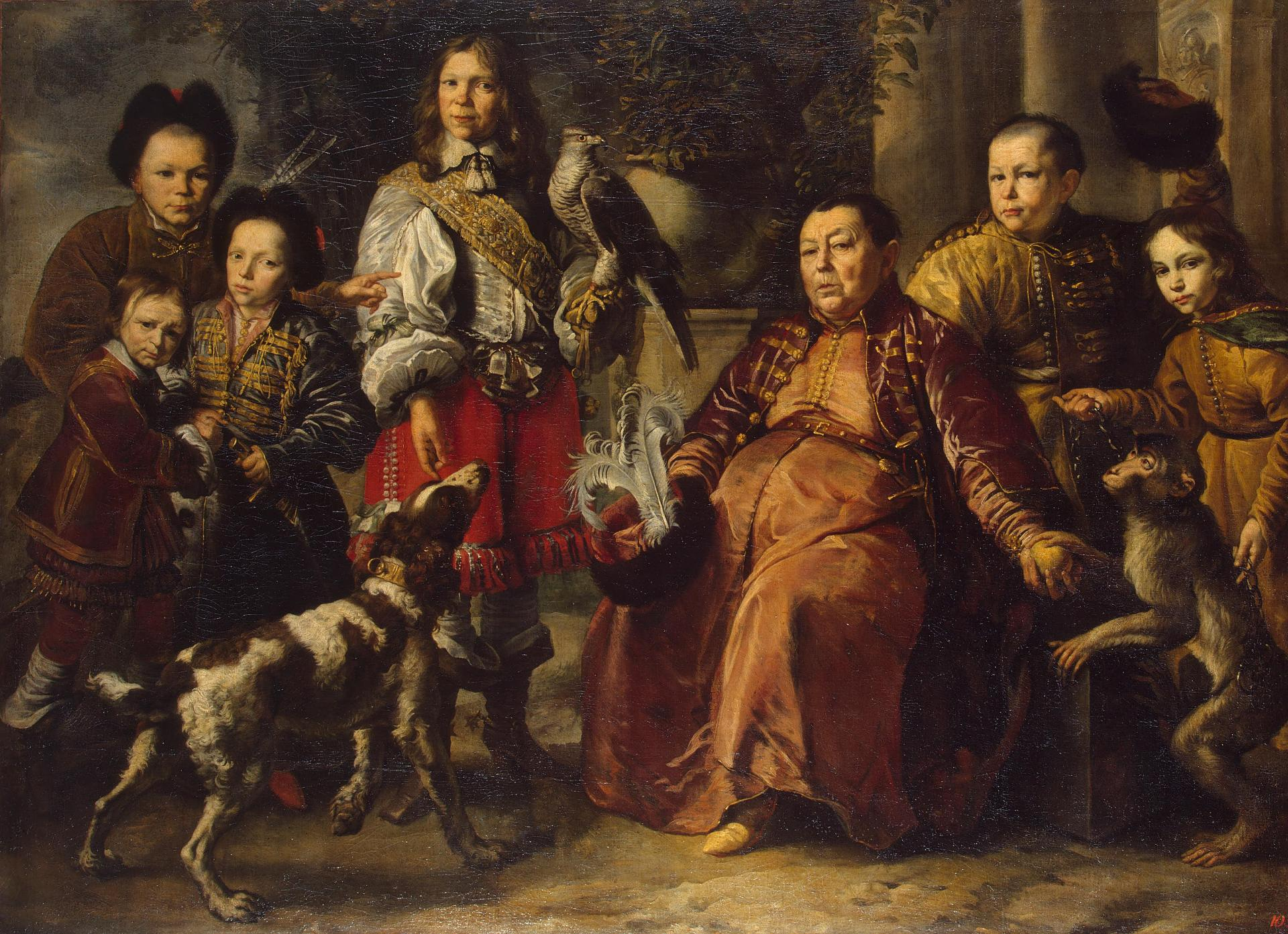
Daniel Schultz : Fauconnier de Crimée du roi Jean II Casimir Vasa avec sa famille
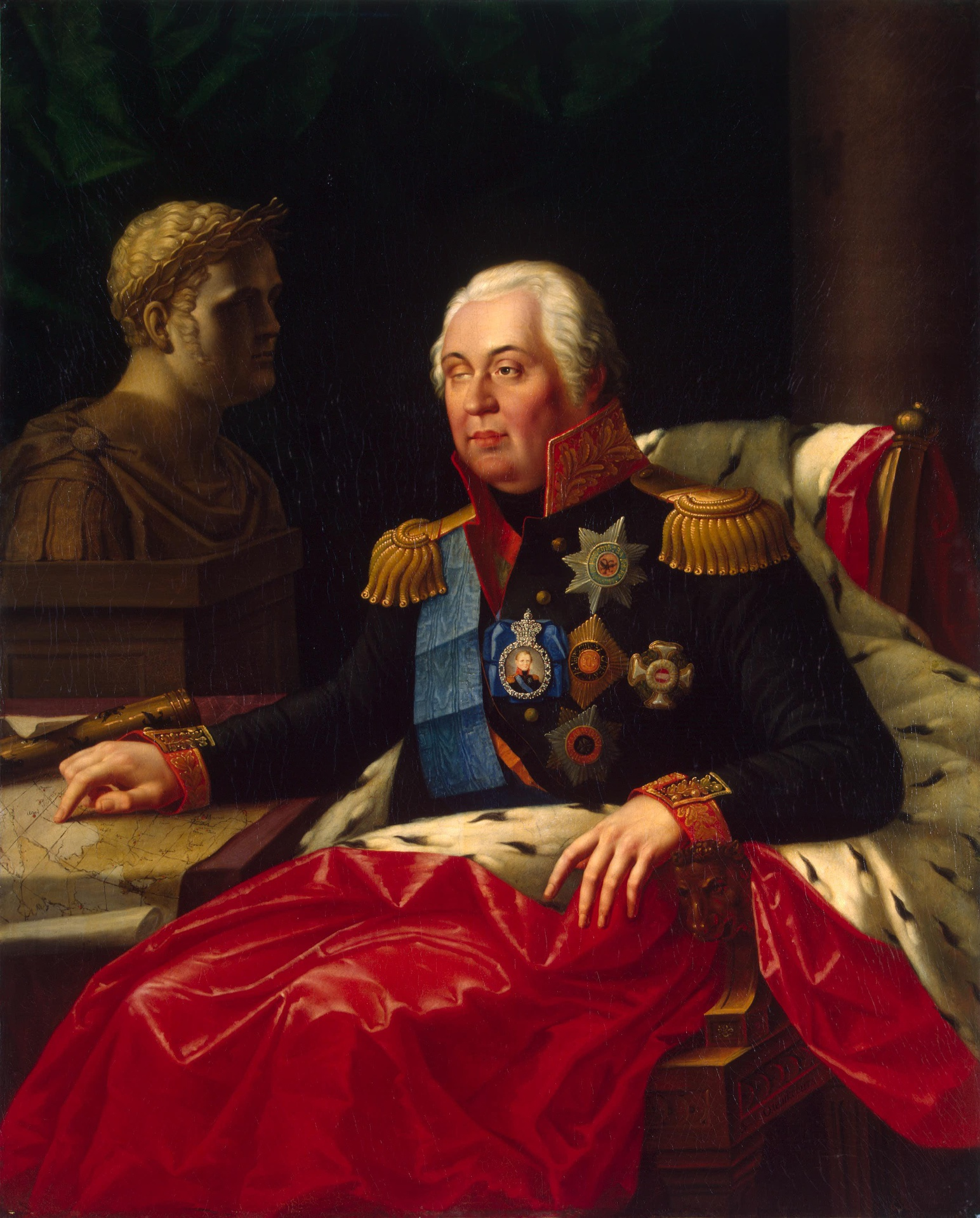
Józef Oleszkiewicz : Portrait de Mikhaïl Koutouzov prince de Smolensk
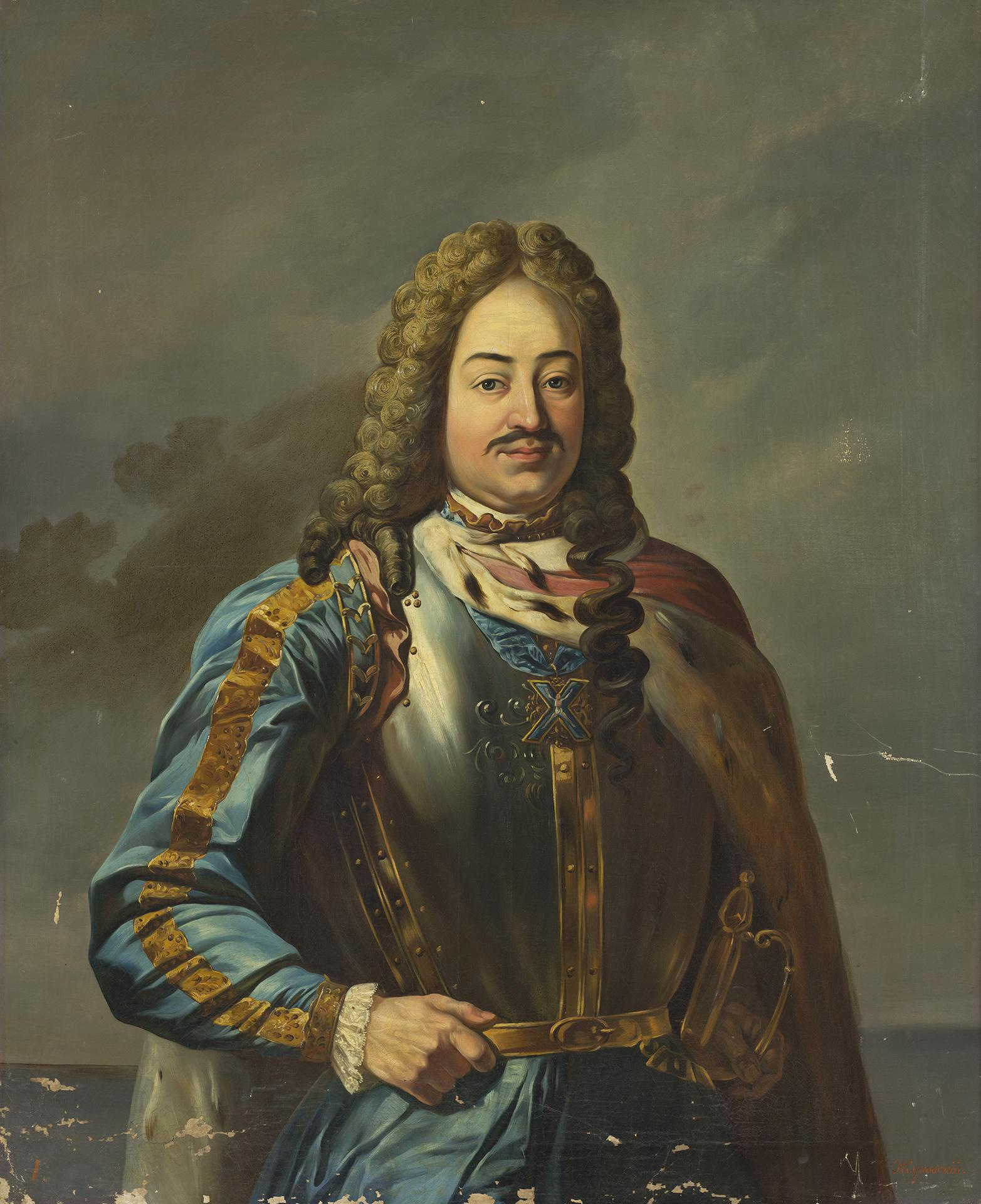
Rudolf Joukovski : Portrait de François Le Fort
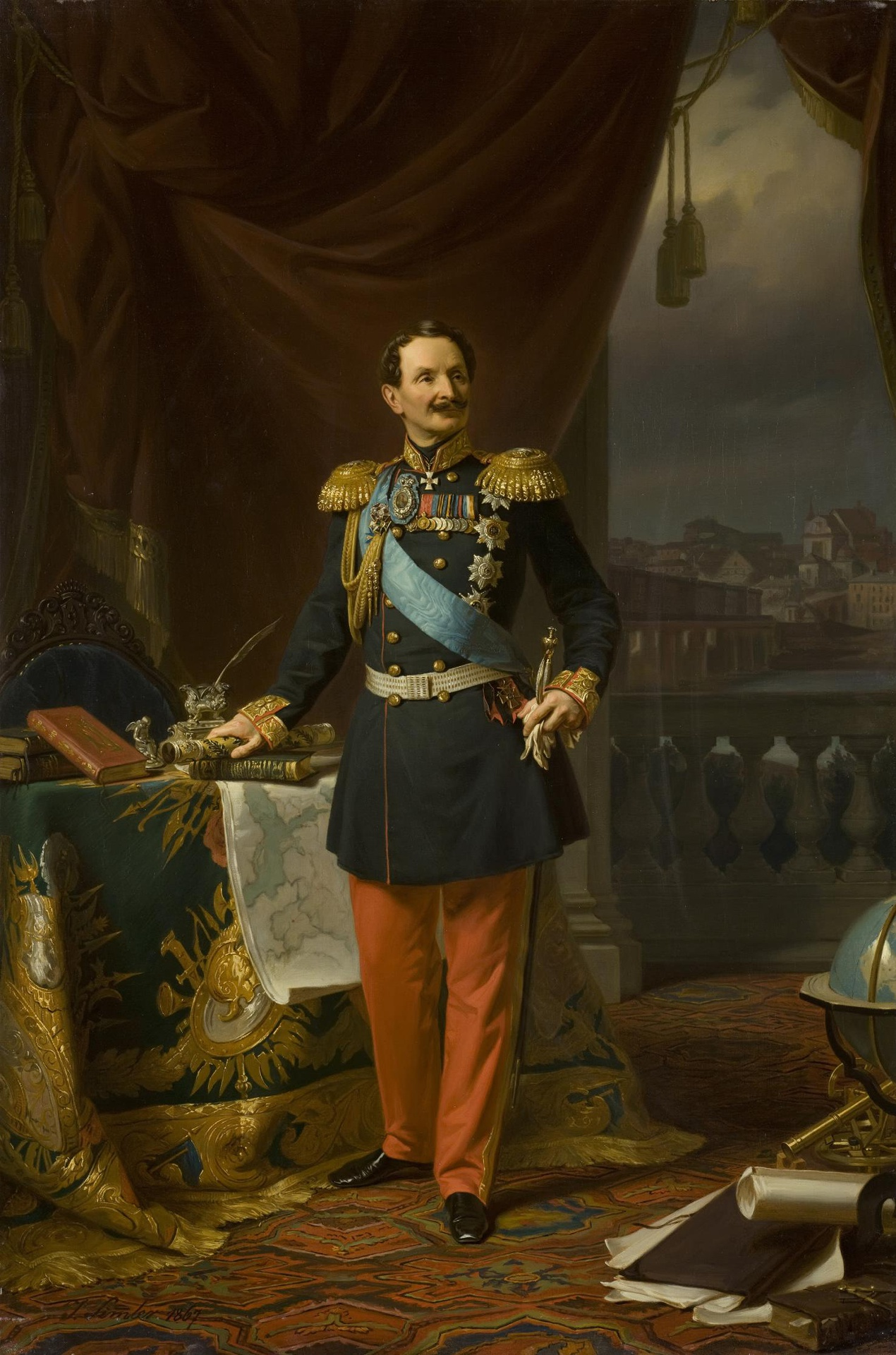
Józef Simmler : Portrait du maréchal comte Friedrich Wilhelm von Berg
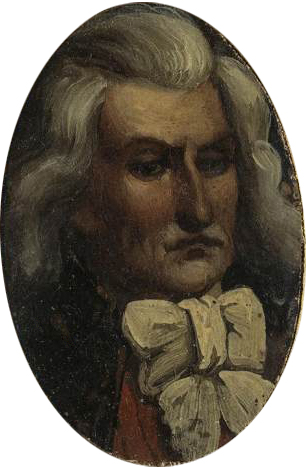
Jan Matejko - Portrait de Michał Fryderyk Czartoryski

## Peintres russes
- Simon Ouchakov (1626-1686) : Icône Notre Dame de Kazan, mère de Dieu
- Nektari Kouliouskine pour une œuvre datée de 1679 : Saint Jean l'évangéliste en méditation, en prière (ЭРИ-475)
- Grigori Semionovitch Moussikiski (en russe : Григорий Семёнович Мусикийский) (1670/1671-1739) : Portrait de famille du tsar Pierre Ier le Grand avec sa seconde épouse Iekaterina Alekseïevna, deux filles, Piotr Petrovitch (ru), le petit fils d'Iekaterina et le fils aîné Alekseï qu'il a eu avec sa Ire épouse Eudoxie Lopoukhine émail sur cuivre (ЭРР-3798)
- Ivan Nikitine (1680-1742) : Pierre Ier le Grand sur son lit de mort (ЭРЖ-540) - Portrait d'Andreï Nartov - Portrait de la princesse héritière Élisabeth Petrovna enfant (ЭРЖ-1401) - Portrait de Natalia Alekseïevna (ЭРЖ-3251) - Portrait de Wilhelmine-Louise de Hesse-Darmstadt
- Christian-Albert Wortmann (1680-1760) : Vue des deux façades de l'Académie des Sciences dessin
- Ivan Adolskie (1686-1758) : Portrait de la princesse Anna Petrovna de Russie fille de l'empereur Pierre Ier le Grand et épouse de Charles-Frédéric de Holstein-Gottorp (ЭРЖ-565)
- Ivan Vichniakov (1699-1761) : Portrait de Mikhaïl Savvitch Iakovloev (ЭРЖ-340) - Portrait de S. S. Iakovlevna (ЭРЖ-341)
- Ivan Fiodorovitch Mitchourine (1700-1763) : Dessin de la porte triomphale de l'église de Kazan à Moscou aquarelle et encre - Dessin d'un arc de triomphe dans la rue Tverskaïa à Moscou près de Zemlyanoy Gorod aquarelle et encre - Dessin d'une fontaine pour le vin rouge aquarelle et encre -
- Andreï Matveïev (1701-1739) : Portrait de Pierre Ier le Grand
- Iogann Khristian Mattarnovi (1705-?) : Cheikh (ЭРЖ-1385) - Femme turque appartenant à la noblesse (ЭРЖ-1836) - Turc appartenant à la noblesse (ЭРЖ-1838) - Jeune turc (ЭРЖ-1839) - Turc tenant un bâton (ЭРЖ-1840)
- Mina Loukitch Kolokolnikov (en russe : Мина Лукич Колокольников (1707?-1775?) : Portrait d'Andreï Vassiliev (ЭРЖ-3259) - Portrait de Savva Iakovlevitch Iakovlev (en russe : Савва Яковлевич Яковлев) enfant (ЭРЖ-342) - Portrait d'une inconnue (ЭРЖ-1993) - Portrait d'un jeune homme (ЭРЖ-787)
- Alexeï Antropov (1716-1795) : Portrait de Catherine II (ЭРЖ-570) - Portrait de l'archiprêtre Fiodor Iakovlevitch  Doubianski (en russe : Фёдор Яковлевич Дубянский) (ЭРЖ-2639) - Nature morte en trompe l'œil (ЭРЖ-2222)
- Mikhaïl Ivanovitch Makhaïev (en russe : Михаил Иванович Махаев) (1718-1770) : Palais d'Été d'Élisabeth Ire dessin gravé par Alekseï Anguileïevitch Grekov (ЭРЖ-1865) - Le Palais d'Hiver de bois dessin gravé par Filipp Terentievitch Vnoukov  - Perspective du grand Palais d'Oranienbaum dessin gravé par Filipp Terentievitch Vnoukov et Nikita Fedorovitch Tchelnakov et aquarelle - Vue de la Neva avec la Forteresse Pierre-et-Paul en 1750 dessin gravé par Iefim Grigorievitch Vinogradov (ru) (ЭРЖ-2238) - Vue de la Neva en aval entre le Palais d'Hiver et l'Académie des sciences de Saint-Pétersbourg, rive droite - Vue de la Neva en aval entre le Palais d'Hiver et l'Académie des sciences de Saint-Pétersbourg, rive gauche - Vue du Palais d'Hiver de Pierre le Grand, dessin gravé par Iefim Grigorievitch Vinogradov (ru) (ЭРЖ-2591) - Vue prise sur la rivière Fontanka vers midi entre la grotte et le magasin des provisions de la cour dessin gravé par Grigori Anikievitch Katchalov
- Ivan Belski (ru) (1719-1799) : Icône de Notre-Dame Souveraine Derjavnaïa (ЭРЖ-2447) - Icône du Christ pantocrator sur son trône (ЭРЖ-2446) - Vierge sur son trône (ЭРЖ-2447)
- Alexandre Kokorinov (1726-1772) : Projet pour l'Académie impériale des Beaux-Arts de Saint-Pétersbourg avec Jean-Baptiste Vallin de La Mothe et pour les charpentes et les boiseries Simon Sorensen et Iakov Ananievitch Ananine
- Alekseï Ivanovitch Belski (ru) (1729/1730-1796) : Icône du Pape Clément de Rome et saint Pierre d'Alexandrie avec Iefim Ivanovitch Belski et Francesco Fontebasso (ЭРЖ-2464) - Les Saints martyrs Kharlampi et Eustache de Rome avec Iefim Ivanovitch Belski et Francesco Fontebasso, auteurs présumés (ЭРЖ-2465)
- Ivan Argounov (1729-1802) : Portrait de Pierre Cheremetiev  (ЭРЖ-1867) - Portrait du comte M. S. Cheremetev, auteur présumé (ЭРЖ-793) - Portrait du maréchal, comte Boris Cheremetiev  (ЭРЖ-1848) - Portrait d'une femme vêtue d'une robe bleue (ЭРЖ-2441) - Portrait du prince Alexis Tcherkasski (ЭРЖ-1868)
- Iefim Ivanovitch Belski (1730?-1778?) : Icône du Pape Clément de Rome et saint Pierre d'Alexandrie avec Alekseï Belski (ru) et Francesco Fontebasso (ЭРЖ-2464) - Les Saints martyrs Kharlampi et Eustache de Rome avec Alekseï Ivanovitch Belski (ru) et Francesco Fontebasso, auteurs présumés (ЭРЖ-2465)
- Jean Louis  de Velli (ru) d'origine française (1730-1804) : Au Palais d'Hiver, réception de l'ambassade de Turquie par Catherine II le 14 octobre 1764 avec Mikhaïl Ivanovitch Makhaïev eau forte après gravure par Andreï Ivanovitch Kazatchinski - Portrait de Jacob von Stäehlin (ЭРЖ-2470)
- Karl Khristinek (ru) (1732/1733-1792) : Portrait de Sarah Greig (ЭРЖ-1064) - Portrait de Tishine (ЭРЖ-1873) - Portrait du comte Alexeï Grigorievitch Bobrinski enfant (ЭРЖ-1407)
- Kirill Golovatchevski (ru) (1735-1823) : Portrait de Savva Krenitsyne (ЭРЖ-3260)
- Fedor Rokotov (1736-1808) : Portrait de Catherine II (ЭРЖ-3283) - Portrait de Catherine II, copie (ЭРЖ.II-678) - Portait du comte Ivan Chouvalov (1727-1797) (ЭРЖ-275) - Portrait du comte Mikhaïl Illarionovitch Vorontsov (ЭРЖ-272)
- Andreï Bolotov (ru) (1738-1833) : Autoportrait (ЭРЖ-1874)
- Dmitry Evreinov (1742-1814) : Portrait d'Alexandre Sergueïevitch Stroganov (ОРм-1245)
- Karl Knappe (ru) (1745-1808) : Vue de la place du sénat (ЭРЖ-1910) - Vue des faubourgs de Saint-Pétersbourg (ЭРЖ-1912) - Vue d'un poste frontière à Saint-Pétersbourg (ЭРЖ-1909) - Vue du pont franchissant la Fontanka (ЭРЖ-1911)
- Fiodor Alexeïev (1753/1755-1824) : Vue de Moscou; l'orphelinat (ЭРЖ-2476)
- Stepan Semionovitch Chtchoukine (ru) (1754/1758-1828) : Portrait de Paul Ier (ЭРЖ-582) - (ЭРЖ-1733) - Portrait de Paul Ier avec la couronne de grand maître de l'ordre de Saint-Jean de Jérusalem, miniature (ЭРР-8647)
- Fiodor Matveïev (1758-1826) : Paysage italien (ЭРЖ-2609) - Paysage italien  (ЭРЖ-2620)
- Grigori Ougrioumov (1764-1823) : Portrait de la princesse Golitsyna (ЭРЖ-2686)
- Andreï Filippovitch Mitrokhine (1766-1845) : Portrait de Paul Ier (ЭРЖ-3012)
- Piotr Afanassievitch Vedenetski (1766/1767-1847) : Portrait d'Ivan Petrovitch Koulibine (ru) (ЭРЖ-1883)
- Grigori Evdokimovitch Novikov (1771-1813) : Portrait de Evdokia Borissovna Ioussoupova (ru), née Biron (ЭРЖ-1076)
- Nikolaï Argounov (1771-1829) : Portrait de Nikolaï Bantych-Kamenski (ru) (ЭРЖ-803) - Portrait de la comtesse P. I. Cheremetiev (ЭРЖ-1885) - Portrait de la comtesse Praskovia Jemtchougova (ru) (ЭРЖ-1885) - Portrait du comte Nikolaï Petrovitch Cheremetiev (ЭРЖ-795) - Portrait du prêtre Palmov (ЭРЖ-2617)
- Andreï Ossipovitch Jdanov (1775-1811) : Catherine la martyre et l'hiéromartyr Janvier de Bénévent (ЭРЖ-2448)
- Alekseï Egorov (1776-1851) : Guérison d'un paralytique (ЭРЖ-2475)
- Vassili Tropinine (1776-1857) : Portrait d'Anna F. Mazourina (1783-1843) épouse d'un Ier marchand de la guilde  (ЭРЖ-437) - Portrait de Lazarev Tropinine , officier chez les hussards de la garde de l'état-major - Portrait de Pelaguer Ivanovna Sapojnikov née Rostovtseva (ЭРЖ-1176) - Portrait du marchand Aleksandr Petrovitch Sapojnikov (ЭРЖ-1) - Portrait du prince Sergueï Volkonski (1788-1865)  (ЭРЖ-180)
- Mikhaïl Nikititch Chamchine (1777-1846) : Portrait d'un inconnu (ЭРЖ-804)
- Ivan Tarkhanov (ru) (1780-1848) : Portrait de l'épouse d'un marchand (ЭРЖ-388) - Portrait de l'épouse d'un marchand dans une robe noire décolletée à manches bouffantes (ЭРЖ-389) - Portrait d'une femme (ЭРЖ-1214) - Portrait d'un marchand (ЭРЖ-353)
- Ivan Loutchaninov (ru) (1781-1824) : La Vision du milicien (ЭРЖ-1619)
- Benoît Charles Mitoire (ru) (1782-1832) : Portrait de la comtesse Ioulia Samoïlova ((ЭРЖ-1191) - Portrait de membres de la famille Dournovo (ЭРЖ-II-688) - Portrait d'Ilia Gavrilovitch Bibikov (ru) dans l'uniforme d'aide de camp de la garde impériale - Portrait du comte Nikolaï Aleksandrovitch Samoïlov (ru) (ЭРЖ-155) - Portrait d'un haut fonctionnaire (ЭРЖ-886)
- Oreste Kiprensky (1782-1836) : Portrait de Zinaïda Volkonskaïa (ЭРЖ-2575) - Portrait du capitaine, grade 1 Vassili Golovnine (ЭРЖ-729) - Portrait du comte Grigori Kouchelev (ru)(ЭРЖ-1507)
- Aleksandr Varnek (1782-1843) : Couturière ou Jeune femme dans une robe rouge foncé (ЭРЖ-3201) - Portrait de l'amiral Nikolaï Mordvinov (ЭРЖ-14) - Portrait du comte Alexandre Sergueïevitch Stroganov (ЭРЖ-148) - Portrait du comte Vladimir Apraksine (ru) (ЭРЖ-161) - Portrait du métropolite Séraphin (Glagolevski) (ЭРЖ-685) - Portrait d'un inconnu (ЭРЖ-1136)
- Timofeï Vassiliev (ru) (1783-1838) : Vue d'îles à Saint-Pétersbourg (ЭРЖ-1680) - Vue de la façade arrière de la cathédrale Notre-Dame de Kazan près du Canal Griboïedov (ЭРЖ-1679) - Vue de la Perspective Nevski près de la douma à Saint-Pétersbourg (ЭРЖ-1678) -
- Mikhaïl Mikhaïlovitch Zatsepine (1786-après 1847) : Portrait de Fiodor Petrovitch Ouvarov (ЭРР-9243)
- Aleksandr Dmitriev-Mamonov (ru) (1787-1836) : La Bataille de Fère-Champenoise le 13 mars 1814 (ЭРЖ-3269)
- Ivan Ieremeïevitch Iakovlev (ru) (1787-1843) : Portrait de Fedor Andreïevitch Paskov-Charapov de la Ire guilde des marchands (ЭРЖ-3033) - Portrait d'Elizaveta Nikolaïevna Paskov-Charapov née Menchikov (ЭРЖ-3034)
- Maxime Vorobiov (1787-1855) : Érection de colonnes de la Cathédrale Saint-Isaac (ЭРЖ-2478)
- Auguste-Joseph Desarnod, d'origine française (1788-1840) : Raid de la cavalerie russe sous la direction du général Fiodor Petrovitch Ouvarov à Borodino
- Carl Christian Philipp Reichel (de) (1788-1857) : Portrait de Karl Seidel auteur russe traducteur de l'allemand (ЭРЖ-3415)
- Nikita Petrovitch Kozlov (1789-après 1839) : Portrait de Camille Ivachova auteur présumé (ЭРЖ-2387)
- Iossafat Ignats Loukachevitch (1789-1850) : Portrait du grand-duc Constantin Pavlovitch de Russie (ЭРЖ-595)
- Iermolaï (Otto) Ivanovitch Esterreïkh (1790-1832) : Portrait de Pavel Logguinovitch Manzeï (ЭРР-9079)
- Sylvestre Chtchedrine (1791-1830) : Vue d'une grotte à Sorrente (ЭРЖ-2618)
- Piotr Sokolov (1791-1848) : La Comtesse Sofia Aleksandrovna Bobrinskaïa - Portrait de Natalia Zagriajskaïa
- Nikolaï Bestoujev (1791-1855) : Portrait de Ferdinand Volf (ru) (ЭРР-5244)
- Pavel Petrovitch Vedenetski (ru) (1791?-pas avant 1857) : Portrait d'un inconnu (ЭРЖ-910)
- Fiodor Toulov (ru) (1792-1855) : Portrait d'Ivan Vassilievtch Markov (ru) gouverneur de Mogilev (ЭРЖ-941) - Portrait du général de corps d'armée Ievstafi Baranov (ru) (1790-1845) (ЭРЖ-199) - Portrait d'une inconnue (ЭРЖ-2928)
- Fiodor Brioullov (ru) (1793-1869) : L'Archange Michel (ЭРЖ.II-702) - Les Trois anges apparaissant à Abraham sous le Chêne de Mamré, esquisse (ЭРЖ-1641)
- Piotr Bassine (ru) (1793-1877) : Portrait de l'impératrice douairière Élisabeth Alexeïevna de Russie (ЭРЖ-3284) - Portait du comte Hans Karl von Diebitsch (ГЭ-5994) - Portrait du feld-maréchal prince Mikhaïl Illarionovitch (ЭРЖ-3169)
- Nikolaï Maïkov (1794-1873) : Portrait d'un marchand (ЭРЖ-724)
- August Matthias Hagen (1794-1878) :  Rivage avec baie ((ГЭ-5871) - Montagnes (ГЭ-5391)
- Karl Brioullov (1799-1852) : Daphnis et Chloé (ЭРЖ-2923) - Portrait de Sofia Andreïevna Bobronskaïa née Chouvalova (1829-1912), (ЭРЖ-1261) - Portrait de Sofia Andreïevna Bobronskaïa née Chouvalova observant une fleur, (ЭРЖ-1262) - Portrait des princes Gregori, Evgueni, Lev et Feofil Gagarine (ЭРЖ-3441) - Portrait du lieutenant à la retraite Nikolaï Alekseïevitch Okkhotnokov (ЭРЖ-862)
- Aleksandr Andreïevitch Fomine (1799/1800-1862) : Portrait de l'amiral Alekseï Ivanovitch Nagaïev (ЭРЖ-7)
- Karl Beggrov (1799-1875) : Assaut de Brăila le 15 juin 1828 d'après un dessin d'Auguste-Joseph Desarnod (ЭРГ-26339) - Vue du quai du palais celui de l'Ermitage à Saint-Pétersbourg
- Fiodor Bruni d'origine italienne (1799-1875) : Agonie dans le jardin (ЭРЖ-2713)
- Afanassi Nadejdine (ru) (1799-1879) : Bacchus (ЭРЖ-2472)
- Iakov Zalesski ou Iakov Zalezski (1799-1891) : Portrait de la princesse Aglaïda Pavlovna Golitsyne fille de Pavel Alexandrovitch Stroganov (ЭРЖ-1165)
- Louis de Saint-Aubin (actif entre 1800 et 1825) : Portrait d'Aleksandr Borissovitch Fok (ru) dessin (ГР-337) - Portrait du général de cavalerie Charles-Alexandre de Wurtemberg dessin (ЭРР-6139) - Portrait du général de cavalerie Ferdinand von Wintzingerode dessin (OP-18936) - Portrait du général de division Ilarion Vassiltchikov dessin (ЭРР-6141) - Portrait du grand-duc Constantin Pavlovitch de Russie crayon noir (ЭРР-6135) - Portrait du prince Eugène de Wurtemberg dessin - Portrait du prince Georges d'Oldenbourg crayon noir (ЭРР-6140)
- Vassili Sadovnikov (1800-1879) : Vue de la place du palais et du bâtiment de l'état-major à Saint-Pétersbourg - Vue de la Neva et de la Forteresse Pierre-et-Paul
- Aleksandr Ivanovitch Beller (1800-1884) : Vue de la salle Apollo au Palais d'Hiver (ЭРЖ-2950)
- Nikifore Krylov (1802-1831) : Portrait du comte Vladimir Apraksine (ru) (ЭРЖ-2477)
- Grigori Tchernetsov (1802-1865) : Dernières minutes d'Alexandre Ier à Saint-Pétersbourg le 1er septembre 1825 (ЭРЖ-2203) - La Galerie de la Guerre patriotique de 1812 (ЭРЖ-2433)
- Andreï Stackenschneider (1802-1865) :  Jardin d'hiver dans la maison d'Andreï Stackenschneider à Saint-Pétersbourg sur la rue Millionnaïa
- Alekseï Markov (ru) (1802-1878) : Couronnement de Nicolas Ier (ЭРЖ-3420) - Priam demandant à Achille la dépouille d'Hector (ЭРЖ-2340)
- Piotr Efimovitch Zabolotski (ru) (1803-1866) : L'Archistratigus Michel (ЭРЖ-2281) - Portrait du marchand Piotr Lesnikov (ЭРЖ-1511) - Portrait d'un officier des hussards de la garde impériale (ЭРЖ-766)
- François Riss, franco-russe (1804-1886) : Portrait du général Hans Karl von Diebitsch (ЭРЖ-2487)
- Morten Trane Briounnikh (1805-1861) : Portrait d'une jeune femme (ЭРЖ-1334)
- Karl Edouard Bolin (1805-1864) : Autoportrait (ЭРЖ-2925)
- Alexandre Ivanov (1806-1858) : Deux garçons en train de chanter, étude (ЭРЖ-2119)
- Robert Chvede (ru) (1806-1870) : Portrait de Ielena N. Volkova née Manzeï (1828-1888) (ЭРЖ-3218) - Portrait de Konstantine Manzeï (ru) (ЭРЖ-3204) - Portrait de l'amiral Mikhaïl Lazarev; deux œuvres : l'une rectangulaire (ЭРЖ-26), l'autre ovale - Portrait de Nikolaï Nikolaïevitch Manzeï (1825-1889) (ЭРЖ-3205) - Portrait du décembriste Nikolaï Ivanovitch Lorer (ЭРЖ-193) - Portrait d'une inconnue (ЭРЖ-1285) - Portrait d'une inconnue avec un garçon (ЭРЖ-1495)
- Alexeï Tyranov (1808-1859) : Intérieur de la bibliothèque de l'Ermitage (ЭРЖ-2430) - Intérieur de la Grande église du Palais d'Hiver (ЭРЖ-2431) - Italienne (ЭРЖ-2641) - Portrait d'Anna Babkina (ЭРЖ-1208)
- Vassili Raev (1808-1871) : Paysage italien (ЭРЖ-2608) - Portrait d'Ivan Aleksandrovitch Balachov - Portrait du général comte Vassili Perovski (6205) - Vue d'une ville sur le Rhin? (ЭРЖ-2685)
- Alekseï Borissovitch Kourakine (1809-1872) : Portait d'Elizaveta A. Kourakine (1838-1928) (ЭРЖ-1435) - Portrait du prince Boris A. Kourakine (1837-1860) enfant  (ЭРЖ-3037)
- Eugène Pluchart (1809-1880) : Portrait d'Ivan Lazarev, conseiller d'état (ЭРЖ-906) - Portrait d'une inconnue (ЭРЖ-2390)
- Grigori Gagarine (1810-1893) : Icône de la Vierge à l'enfant (ЭРЖ-2499?) - Icône de la Vierge à l'enfant (ЭРЖ-2500?) - La Colonne d'Alexandre entourée d'échafaudages - Course de gondoles sur le grand canal à Venise - Panorama de Perse - Portrait du major Mikhaïl Leontievitch Doubelt (ЭРЖ-184) - Scène de genre
- Alekseï Aleksandrovitch Vassiliev (ru) (1811-1879) : Portrait du vice-amiral Sergueï Stepanovitch Nakhimov (ru) représenté avec les épaulettes et les étoiles de contre-amiral (ЭРЖ-38)
- Pimen Orlov (ru) (1812-1865) : Paysage (ЭРЖ-2202) - Portrait de la dame d'honneur Anna Okoulova (ru) posant (ЭРЖ-1293) - Portrait de la dame d'honneur Sofia Orlova Denissova (ЭРЖ-1218) - Portrait de Piotr Aleksandrovitch Balachov, aide de camp de sa majesté impériale (ЭРЖ-198) – Portrait du major général Ivan Orlov (ru) (ЭРЖ-191) - Portrait d'un inconnu (ЭРЖ-926) - Portrait d'un inconnu descendant de la Famille Stroganoff (ЭРЖ-936) – Portrait d'une inconnue vêtue d'une ancienne robe en usage à la cour
- Otto Friedrich von Möller d'origine germano-balte (1812-1874) : Portrait de Nicolas Gogol (ЭРЖ-2375)
- Karl Piratski (ru) (1813-1871) : Au Palais d'Hiver, la galerie de portraits de courtisans et de militaires acteurs de la guerre patriotique de 1812 (ГЭ-4631)
- Nikolaï Mikhaïlovitch Alekseïev (ru) (1813-1880) : Portrait de Madame Khvostova (ЭРЖ-3287)
- Kazimir Iassevitch (ru) (1813-1888) : Portrait d'une inconnue (ЭРЖ-2074)
- Rudolf Joukovski d'origine polonaise (1814-1886) : Portrait de Fiodor Apraksine (ОБ-6) - Portrait de François Le Fort (ОБ-5) - Portrait de Mikhaïl Mikhaïlovitch  Golitsyne (ЭРЖ-II-745)
- Vassili Nikiforovitch Bobine (1815-1870) : Portait de l'amiral et général, le  comte Fiodor Apraxine (ЭРЖ-727) - Portrait du comte Fiodor Alekseïevitch Golovine (ЭРЖ-1810) - Portrait du maréchal Burckhardt Christoph von Münnich (ЭРЖ-2805)
- Piotr Zakharov-Tchetchenets (ru) (1816-1846) : Portrait de l'écrivain Andreï Mouraviov (ЭРЖ-897) - Portrait de Nikolaï Aleksandrovitch Isleniev (1785-1851) (ЭРЖ-186) - Portrait du marchand Ivan Alekseïevitch Jadimerovski (1785-1863) (ЭРЖ-1753) - Portrait d'un militaire à la retraite (ЭРЖ-1961)
- Iakov Kapkov (ru) (1816-1854) : Portrait d'Aleksandra Koutorga (ЭРЖ-2595) - Portrait de l'artiste Ivan Ivanovitch Sokolov (ru) (ЭРЖ-1756)
- Platon Semionovitch Tiourine (ru) (1816-1882) : Portrait de Grigori Petrovitch Vyssotski (ЭРЖ-1757)
- Ivan Petrovitch Volski (ru) (1817-1869) : Bibliothèque du Palais d'Hiver
- Fiodor Slavianski (ru) (1817-1876) : Portrait du diplomate, premier chancelier de l'empire russe, le comte Gavriil Golovkine (1660-1734) (ЭРЖ-776) - Portrait du maréchal, le prince Anikita Ivanovitch Repnine (1668-1726) (ЭРЖ-734) - Portrait du prince Boris Ivanovitch Kourakine (1676-1727) conseiller privé et premier ambassadeur permanent de Russie (ЭРЖ-53) - Portrait du prince Dmitri Golitsyne (ЭРЖ-50)
- Leonard Bioulov (1817-1890) : Portrait d'un garçonnet (ЭРЖ-1799)
- Nicolas Swertschkoff (1817-1898) : Cavalier sur le quai de la Neva (ЭРЖ-1560) - Chasse au loup (ЭРЖ-1562) - Le Chien d'une dame (ЭРЖ-1568) - Portrait de Nicolas Ier dans un traîneau (ЭРЖ-621) - Portrait du grand-duc Michel Pavlovitch de Russie  (ЭРЖ-627) - Portrait du grand écuyer Ivan P. Novossiltsev (1827-1890) (ЭРЖ-1754) - Portrait d'une inconnue en costume d'équitation (ЭРЖ-2036) - Portrait d'un inconnu (ЭРЖ-1559) - Un cheval (ЭРЖ-1561)
- Ivan Aïvazovski (1817-1900) : Navire au milieu d'une mer déchaînée (ЭРЖ-2344) - Vue de la mer (ЭРЖ-1701)
- Ivan Ivanovitch Reïmers (ru) (1818-1868) : Portrait de l'adjudant-général Alexandre Kaveline (ЭРР-5608) - Portrait de Guerassim Petrovitch Pavski (ru) (ЭРР-5597) - Portrait de Vassili Joukovski (ЭРР-5590) - Portrait du comte Mikhaïl Mikhaïlovitch Speranski aquarelle (ЭРР-5617)
- Sergueï Zarianko (ru), russe d'origine biélorusse (1818-1870) :  Portrait d'Aleksandr Tchertkov (ru) (ЭРЖ-1968) - Portrait de Fiodor Prianichnikov (ru) (ЭРЖ-948) - Portrait de la famille de l'industriel Ignati Petrovitch Lesnikov (ЭРЖ-1497) - Portrait du prince Nikolaï Borissovitch Ioussoupov (ru) (ЭРЖ-1515) - Portrait de Nikolaï Stroganov (ЭРЖ-1512) - Vue de la salle des maréchaux dans le Palais d'Hiver (ЭРЖ-2437) - Vue de la salle du petit trône de Pierre Ier le Grand dans le Palais d'Hiver (ЭРЖ-2438)
- Constantin Oukhtomski (1818-1881) : Petite Loge à côté du bureau de Nicolas Ier au Palais d'Hiver
- Petr Ivanovitch Tchebotarev (1818-1888) : Portrait de Nikolaï Ivanovitch Koussovy (ЭРЖ-413)
- Fiodor Ilitch Baïkov (1818-1890) : Rencontre d'un soldat de la garde d'un régiment de cosaques avec un sous-officier du régiment de cavalerie de la garde "impériale" (ЭРЖ-1626)
- Bogdan Willewalde (1818-1903) : Cours de dessin : l'artiste et son élève (ЭРЖ-1496) - Hôtesse au samovar (ЭРЖ-1601) - Lanciers polonais portant secours à un enfant (ЭРЖ-1624) - Portrait du comte Woldemar Adlerberg (ЭРЖ-236) - Portrait du général, le comte Aleksandr Adlerberg (ru) (1818-1888) (ЭРЖ-238) - Portrait du lieutenant général historien militaire Logguine Zeddeler (ru) (1791-1852) (ЭРЖ-2484) - Traversée de la rivière Tirso par le 51e régiment de Cosaques du Don en 1849 (ЭРЖ-2237)
- Gavriil Iakovlev (ru) (1819-1862) : Portrait de l'ingénieur militaire, lieutenant général Arkadi Teliakovski (1806-1891) (ЭРЖ-2643) - Portrait de Julia Teliakovskaïa (ЭРЖ-2644) - Portrait d'Iekaterina Nikolaïevna Volotskaïa née Zoubova (?-1919) (ЭРЖ-1321) - Portrait du metropolite Issidor Nikolski (ru) (ЭРЖ-689) - Portrait d'une femme (ЭРЖ-1929) - Portrait d'une inconnue (ЭРЖ-1314)
- Piotr Toutoukine (ru) (1819-1900) : Salle de dessin (ЭРЖ-1978) - Salle de dessin 1980) - Vue de la salle du pavillon à l'Ermitage (ЭРЖ-2220)
- Pavel Chiltsov (ru) (1820-1893) : Portrait d'un amiral (ЭРЖ-2371) - Portrait d'un inconnu (ЭРЖ-1348)
- Georg Wilhelm Timm (1820-1895) : Attaque du carré des Décembristes par le régiment des gardes à cheval le 14 décembre 1825 (ЭРЖ-2379)
- Nikanor Tioutioumov (ru) (1821-1877) : Portrait de Fédor Romanov devenu patriarche de Moscou - Portrait de Piotr Felix Brock (1805-1875) secrétaire d'état d'Alexandre II (ЭРЖ-998)
- Lev Igorev (1821-1888) : Portrait de l'évêque Macaire Ier de Moscou, dans le civil Mikhaïl Petrovitch Boulgakov (1816-1882) (ЭРЖ-688)
- Wladimir Swertschkoff (1821-1888) : La forge du régiment de cavaliers de la garde à cheval (ЭРЖ-1631) - Portrait de Nicolas Ier (ЭРЖ-622)
- Lev Igorev (ru) (1821-1893) : Fonctionnaire du département asiatique du ministère des Affaires étrangères (ЭРЖ-2029)
- Nikolaï Mikhaïlovitch Kazakov (ou Kozakov) (1822-pas avant 1886) : Portrait d'Ivan Ivakimovitch Lazarev (ЭРЖ-987) - Portrait du baron Alexandre de Stieglitz et de Carolus-Duran (ЭРЖ-1943)
- Kirill Gorbounov (ru) (1822-1893) : Portrait de Mikhaïl G. Tselibeïev  (ЭРЖ-1025) - Portrait de Vassili Botkine (ЭРЖ-424) - Portrait du général de division, le prince Sergueï Vassiltchikov (1821-1860) (ЭРЖ-226) - Portrait d'un inconnu (ЭРЖ-1024)
- Ivan Kouzmitch Makarov (ru) (1822-1897) : Portrait d'Anna Makarova, fille de l'artiste? (ЭРЖ-1451) - Portrait de Maria Grigorievna Raïevskaïa épouse de Mikhaïl Nikolaïevitch Raïevski (ru) (ЭРЖ-1933) - Portrait de Nikolaï Ivanovitch Stoianovski (ru) (1820-1900) (ЭРЖ-1529) - Portrait de Pavel Piassetski (ru) (ЭРЖ-2813) - Portrait du comte Pavel Cheremetev (ru) enfant (ЭРЖ-1464) - Portrait du comte Piotr Pavlovitch Chouvalov (ru) (ЭРЖ-1041) - Portrait d'une inconnue (ЭРЖ-1317) - Portrait d'une jeune fille, Anna Makarova? (ЭРЖ-1360) - Portrait du prince, général major de la suite de sa majesté Vladimir Dolgoroukov (ru) (ЭРЖ-216)
- Grigori Soroka (1823-1864) : Portrait de l'artiste Alexeï Venetsianov - Portrait de Lydia Milioukova (ЭРЖ-1786) - Portrait du propriétaire foncier Piotr I. Milioukov (ЭРЖ-935) - Vue de la ferme Ostrovski dans la province de Tver (ЭРЖ-1682)
- Aleksandr Maksimovitch Malioukov (actif entre 1824 et 1835) : Portrait de l'impératrice Aleksandra Feodorovna (ЭРЖ-625)
- Guerassim Ignatievitch Kadounov (1824-1871) : Portrait de la princesse Zinaïda Ivanovna Ioussoupova née Narychkine (ЭРЖ-1333) - Portrait du prince Nikolaï Borissovitch Youssoupov (ru) junior (ЭРЖ-968)
- Aleksandr Chvabe (ru) (1824-1872) : Magnifique cheval bai  (ЭРЖ-1564)
- Piotr Soldatkine (ru) (1824-1885) : Parc (ЭРЖ-1689) - Portrait d'un inconnu (ЭРЖ-33)
- Ivan Tiourine (ru) (1824-1905) : Portrait de Christophe Lazarev (1789-1871), industriel et leader du gouvernement (ЭРЖ-1008) - Portrait de la grande-duchesse Aleksandra Iossifovna (1830-1911) née princesse Alexandra de Saxe-Altenbourg épouse du grand-duc Constantin Nikolaïevitch de Russie  (ЭРЖ-1366) - Portrait de l'amiral Nikolaï Karlovitch Krabbe (1814-1876) (ЭРЖ-37) - Portrait de madame Bourtseva, épouse d'un marchand  (ЭРЖ-465) - Portrait de Maria Vassilievna Alderberg (ЭРЖ-1339) - Portrait de Tekla Chouvalova née Valentinovitych (1801-1873) (ЭРЖ-1349) - Portrait de Vladimir A. Volotski, général retraité de l'armée des Cosaques du Terek (ЭРЖ-256) - Portrait du baron Alexandre de Stieglitz (1814-1884) (ЭРЖ-466) - Portrait d'un banquier (ЭРЖ-1521) - Portrait d'une fillette (ЭРЖ-1457) - Portrait d'une inconnue  (ЭРЖ-467) - Portrait d'une inconnue (ЭРЖ-1347) - Portrait d'un inconnu (ЭРЖ-468) - Portrait d'un inconnu  (ЭРЖ-1528) - Portrait d'un vieux marchand dans l'uniforme de conseiller en commerce (ЭРЖ-426)
- Savva Vassilievitch Postemski (1825-?) : Portrait d'une inconnue (ЭРЖ-1367)
- Fedor Fedorovitch Stretchkov (1825-1848) : Soldat à la retraite (ЭРЖ-1996)
- Pavel Ivanovitch Porokhovnikov (ru) (1825?-1888) : Portrait de Dmitri Bogdanovitch Bronevski (ru) lieutenant général, directeur du Lycée de Tsarskoïe Selo (ЭРЖ-250) - Portrait de Nikolaï Miller (ru) (ЭРЖ-249)
- Nikolaï Iefimovitch Ratchkov (1825-1895) : Portrait d'une inconnue (ЭРЖ-1361)
- Aleksandr Beïdemane (ru) (1826-1869) : Moine  (ЭРЖ-691)
- Vassili Khoudiakov (1826-1871) : Portrait de la comtesse Natalia Souvorova (ru) (ЭРЖ-1108)
- Vassili Maksoutov (ru) (1826-1886) : Nicolas Ier devant la formation d'unités du bataillon de sapeurs de la garde impériale dans la cour du Palais d'Hiver le 14 décembre 1825 (ЭРЖ-2380)
- Konstantine Troutovski (ru) (1826-1893) : Portrait d'une femme âgée (ЭРЖ-2612)
- Konstantine Brokner (ru) (1827- ? ) : Portrait de l'épouse d'un commerçant (ЭРЖ-470) - Portrait d'un marchand (ЭРЖ-1010)
- Sergueï Postnikov (ru) (1827-1880) : Portrait d'un jeune garçon (ЭРҖ-2078)
- Nikolaï Childer (ru) (1828-1898) : Portrait de la grande-duchesse Olga Fiodorovna née Cécile de Bade (ЭРЖ-1359) - Portrait du comte Dmitri Andreïevitch Tolstoï (ЭРЖ-.II-690) - Portrait du grand-duc Michel Nikolaïevitch de Russie (1832-1909) (ЭРЖ-642)
- Leonid Eliseïevitch Vorotilkine (1829-1866) : Portrait de l'architecte Alexandre Brioullov, auteur présumé  (ЭРЖ-2205)
- Vassili Vassilievitch Davydov (1829-1873) : Vue de l'usine Petrovsky (ЭРЖ-2361)
- Vassili Pavlovitch Khoudoïarov (1829/1831-1892) : Portrait du grand-duc prince héritier Aleksandr Aleksandrovitch futur Alexandre III (ЭРЖ- 646) - Portrait du marchand Stepan Petrovitch Elisseïev (ru) (ЭРЖ-474)
- Afanassi Rokatchevski (ru) (1830-1901) : Portrait d'un capitaine du régiment d'infanterie de Smolensk  (ЭРЖ-2106) - Portrait d'un médecin militaire du régiment d'infanterie de Smolensk  (ЭРЖ-2103) - Portrait d'un sous-lieutenant du régiment d'infanterie de Smolensk  (ЭРЖ-2104)
- Nikolaï Nevrev (1830-1904) : Portrait du prince Mikhaïl N. Golitsyne  (ЭРЖ-1001)
- Carl Wenig d'origine germano-balte (1830-1908) : Portrait du sénateur Nikolaï Borissovitch Samoïlov (1718-1791), copie (ЭРЖ-291)
- Nikolaï Gay (1831-1891) : Portrait d'Alexandre Herzen (ЭРЖ-2363) - Portrait de Iekaterina Ivanovna Zabello belle-fille de l'artiste (ЭРЖ-2084) - Portrait de la princesse Olga Volkonskaïa (ЭРЖ-1365) - Portrait de Nikolaï Nekrassov (ЭРЖ-2652)
- Vassili Pavlovitch Khoudoiarov (1831-1892) : Portrait du marchand Stepan Petrovitch Eliseïev (ru) (ЭРЖ-474)
- Andreï Alekseïevitch Redkovski (ru) (1831-1909) : Portrait du métropolite Palladi (ru) (ЭРЖ-698)
- Vassili Perov (1833-1882) : Portrait d'homme (ЭРЖ-2364)
- Mikhaïl Znamenski (ru) (1833-1892) : Portrait de Mikhaïl Fonvizine  (ЭРЖ-2356)
- Andreï Dmitrievitch Gueïn (1834-?) : Matelot bénévole au service de la flotte (ЭРЖ-23)
- Nikolaï Choustov (ru) (1834-1868) : Portrait de l'industriel Vassili Gromov (ru) (1798 ou 1799-1869) (ЭРЖ-1514)
- Piotr Petrovitch Verechtchaguine (1834-1886) : De la Moskova, vue sur le Kremlin de Moscou (ЭРЖ-1699)
- Piotr Pavlovitch Brouks (1835/1836- ? ) : Portrait d'Ivan Logginovitch Golenitchtchev-Koutouzov (ru) (ЭРЖ-1898) - Portait de l'amiral Pavel Tchitchagov (ЭРЖ-18)
- Alekseï Korzoukhine (1835-1894) : Portrait d'une inconnue (ЭРЖ-1340)
- Aleksandr Vassilievitch Biouchine (1835-1904) : Portrait d'un jeune garçon (ЭРЖ-2927)
- Nikolaï Zaouerveïd (ru) (1836-1866) : Portrait d'Ivan S. Ebert fabricant et fournisseur de miroirs pour la cour de sa majesté impériale (ЭРЖ-2374)
- Firs Jouravliov (ru) (1836-1901) : Portrait de l'impératrice Maria Alexandrovna épouse d'Alexandre II (ЭРЖ-637)
- Karl Ossipovitch Broj (ru) (1836-1901) : Funérailles d'Alexandre III dans la Cathédrale Pierre-et-Paul aquarelle et encre de Chine
- Aleksandr Ritstsoni (ru) (1836-1902) : Au Vatican (ЭРЖ-3040)
- Olga Levachova (ru) (1836-1904) : Portrait de Leonilla L. Lazarev (ЭРЖ-1305)
- Leonid Solomatkine (1837-1883) : La Gouvernante pénétrant dans l'église  (ЭРЖ-Ж1724) - Incendie au village, la nuit (ЭРЖ-1725)
- Ivan Kramskoï (1837-1887) : Portrait du comte Alekseï Bobrinski (ru) (1826-1894) (ЭРЖ-251) - Portrait de l'impératrice Maria Feodorovna épouse d'Alexandre III, de face (ЭРЖ-3340) - Portrait de l'impératrice Maria Feodorovna, de 3/4 (ЭРЖ-2777) - Portrait du banquier Evgueni Lamanski (ru) (ЭРЖ-1526) - Portrait du général, chef de l'état major d'Alexandre II, le comte Feodor Logginovitch Heiden (ЭРЖ-243) - Portrait du comte Piotr Valouïev (ЭРЖ-1020)
- Dmitri Bolotov (ru) (1837-1907) : Portrait d'un inconnu appartenant à la famille Terlikov (ЭРЖ-1458)
- Nikolaï Dmitriev-Orenbourgski (1838-1898) : Attaque des collines vertes par les forces du général Mikhaïl Skobelev en 1877 (ЭРЖ-3339) - Entrée d'Alexandre II à Ploiești le 15 juin 1877 (ЭРЖ-1636) - Présentation du captif Osman Pacha à Alexandre II à Plevna (ЭРЖ-2005)
- Mikhaïl Botkine (ru) (1839-1914) : Nu (ЭРЖ-2079) - Portrait d'Anastasia Aleksandrovna Botkine née Krylova (1835-1875) (ЭРЖ-2083) - Portrait de l'artiste Alexandre Ivanov  (ЭРЖ-2077) - Portrait de Piotr Botkine (1831-1907) (ЭРЖ-464) - Portrait de Sergueï Botkine (ЭРЖ-2082)
- Constantin Makovski (1839-1915) : Pierre Ier le Grand dans son atelier (ЭРЖ-539) - Pierre Ier le Grand dans son atelier (ЭРЖ-3419) - ¨Portrait de famille : M. S Volkov, S. N. Volkova et S. M. Volkov-Monsey, probablement la famille de Matveï Volkov (ru) (ЭРЖ-3214) - Portrait de l'actrice Maria Savina (1854-1915) (ЭРЖ-1932) - Portrait de l'ingénieur des mines Nikolaï Teplov (ЭРЖ-1011) - Portrait de la grande-duchesse Maria Gueorguievna avec sa fille Nina (ЭРЖ-1385) - Portrait de Varvara Aleksandrovna Bibikova (ЭРЖ-1473) - Portrait du comte Vladimir Bobrinski, lieutenant au régiment de hussards de la garde impériale (ЭРЖ-252) - Portrait du prince Andreï Gagarine (ru)? enfant  (ЭРЖ-1449) - Tête de femme (ЭРЖ-2958)
- Danila Grigorievitch Jernovoï (...?) : Portrait de Nikolaï Borissovitch Ioussoupov (ru) tableau peint en 1840.
- Nikolaï Pavlovitch Krassovski (1840-1906) : Bataille de Mir le 27 juin 1812 calendrier Julien, (10 juillet 1812 calendrier grégorien), avec à la tête des cosaques l'ataman Matveï Platov (ЭРЖ-2234)
- Nikolaï Kochelev (1840-1918) : Autoportrait (ЭРЖ-1036) - Maisonnette (ЭРЖ-1986) - Portrait d'une inconnue (ЭРЖ-1364) - Portrait d'un enfant (ЭРЖ-1464) - Portrait d'une vieille femme (ЭРЖ-2332) - Portrait d'un garçon (ЭРЖ-1467)
- Matveï Fedorovitch Varoukhine (1841-?) : Portrait du marchand de la Ire guilde, du mécène Fedoul Grigorievitch Gromov (ru) (ЭРЖ-2040)
- Vassili Verechtchaguine (1842-1904) : Portrait d'une inconnue (ЭРЖ-1331)
- Piotr Petrovitch Zabolotski (ru) (1842-1916) : Portrait de Vladimir Afanassievitch Tchernokhvostov (ЭРЖ-478) - Portrait d'une inconnue (ЭРЖ-1345) - Portrait d'une jeune enfant (ЭРЖ-1455) - Portrait d'une vieille dame (ЭРЖ-1390) - Portrait d'un inconnu  (ЭРЖ-1007) - Portrait d'un marchand (ЭРЖ-479)
- Vladimir Ivanovitch Tchemessov (actif entre 1843 et 1853) : Portrait d'une jeune fille (ЭРЖ-1928)
- Aleksandr Fiodorovitch Perchakov (1843-1907) : Portrait de la grande duchesse Maria Feodorovna, épouse d'Alexandre III, auteur présumé (ЭРЖ-2778) - Portrait de l'amiral Ferdinand von Wrangel (1796/1797-1870) (ЭРЖ-32) - Portrait de Nicolai Hartmann  (ЭРЖ-1044) - Portrait de Piotr Vannovski (ЭРЖ-253) - Portrait d'Ievgueni Ivanovitch Alekseïev (ЭРЖ-40)
- Pavel Antonov (1844- ? ) : Portrait de Konkordia L. Kazine née Hardy (1838-1871) (ЭРЖ-1343) - Portrait de Nikolaï A. Kazine (1826- ? )  (ЭРЖ-1005)
- Ivan Aleksandrovitch Astafiev (1844-après 1911) : Portrait du philosophe et historien Konstantine Kaveline (ЭРЖ-1026)
- Ilia Répine (1844-1930) : Portrait de l'empereur Nicolas II (ЭРЖ-3350)
- Mikhaïl Chtcherbatov (1845-1924) : Portrait d'une inconnue (ЭРЖ-1369) - Portrait d'un inconnu (ЭРЖ-1023)
- Fiodor Bourov (ru) (1845-1895) : Portrait du général, le comte Aleksandr Adlerberg (ru) (ЭРЖ-240)
- Ernst Friedrich von Liphart, né en Estonie (1847-1932) : Autoportrait du conservateur du Musée de l'Ermitage (ЭРЖ-2208) - Esquisse pour une peinture de plafond (ЭРЖ-2493) - Portrait de Karl Eduard von Liphart docteur en médecine et historien d'art  (ЭРЖ-2207) - Portrait de Mikhaïl Ostrovski (ru) ministre des biens de l'état (ЭРЖ-1046) - Portrait de Piotr M. Rayevski, cornette du régiment de hussards de la garde impériale (ЭРЖ-262) - Portrait du grand-duc Michel Nikolaïevitch de Russie dans l'uniforme d'artilleur de la garde impériale (ЭРЖ-644) - Portrait d'une jeune femme (ЭРЖ-1388) - Tête de jeune femme (ЭРЖ-2727) - Tête d'homme jeune (ЭРЖ-2728)
- Ossip Semionovitch Tchirikov (ru) (1849-1903) : L'Exaltation de la Sainte Croix auteur présumé (ЭРЖ-2525) - icône du Saint noble prince André Ier Bogolioubski - icône du Saint noble prince Fiodor Iaroslavitch (ru) - icône du Saint noble prince Venceslas 1er de Bohême
- Nikolaï Kornilievitch Bodarevski (ru) (1850-1921) : Portrait de l'impératrice Aleksandra Feodorovna épouse de Nicolas II (ЭРЖ-647)
- Julius von Klever (1850-1924) : Paysage d'hiver (ЭРЖ-1692) - Paysage d'hiver (ЭРЖ-2926)
- Nikolaï Kouznetsov (1850-1929) : Portrait d'Aleksandra P. Botkina née Tretiakov (1867-1959) (ЭРЖ-2085)
- Narkiz Bounine (ru) (1856-1912) : Le Moulin dans le domaine Davydov (ЭЖ-2383) - L'Empereur Nicolas II présentant les couleurs au 45e régiment d'infanterie de Novotcherkassk (ЗнПр-963) - Sentinelle de la garde impériale à cheval au Palais d'Hiver (ЭЖ-774)
- Maria Vassilievna Etlinguer (1857-1934) : Le grand-duc Alexandre Mikhaïlovitch de Russie jeune (ЭРР-5229) - Portrait du grand-duc Alexandre Mikhaïlovitch de Russie (ЭРР-5225)
- Grigori Nikolaïevitch Jouravliov (ru) (1858-1916) : Saint Nicolas (ЭРЖ-2307)
- Alekseï Nikolaïevitch Popov (ru) (1858-après 1917) : Portrait d'un inconnu (ЭРЖ-1040)
- Alekseï Stepanov (1858-1923) : Portrait de la princesse Zénaïde Youssoupoff (ЭРЖ-1391)
- Vladimir Vassilievitch Poliakov (1859-?) : Arrivée de l'ambassade d'Abyssinie en Russie (ЭРЖ-2030)
- Nikolaï Timofeïevitch Bogatski (actif entre 1860 et 1876) : Portrait de son altesse, le prince Alexandre Gortchakov (ЭРЖ-1013)
- Ilia Savitch Galkine (ru) (1860-1915) : Chasseurs (ЭРЖ-1572) - Portrait d'Ivan Doss (uk) commissaire spécial du ministère des finances de l'empire russe (ЭРЖ-484) - Portrait d'un inconnu (ЭРЖ-2815)
- Nikolaï Samokich (1860-1944) : Portrait équestre du grand-duc Nicolas Nikolaïevitch de Russie (1856-1929), fils (ЗнПр-1036)
- Iekaterina Zaroudnaïa-Kovas (1861-1917) : Portrait des filles de l'artiste  (ЭРЖ-1471)
- Iefim Faddeïevitch Grouchine (1861-1932) : Étude de deux têtes masculines (ЭРЖ-3014)
- Antonina Rjevskaïa (1861-1934) : Portrait d'Alexandre Boutlerov chimiste (1828-1886)  (ЭРЖ-1028)
- Constantin Korovine (1861-1939) : Rue à Paris (ЭРЖ-2731)
- Leonid Pasternak (1862-1945) : Portrait des filles du manufacturier David Vyssotski (ru) (ЭРЖ-1472)
- Viktor Chtemberg (ru) (1863-1921) : Portrait d'Aleksandra Vassilievna Balachova née Gendrikova avec sa fille Sofia (ЭРЖ-1396) - Portrait de la baronne Daria Evguenievna Fon Grevenits (ЭРЖ-1794) - Portrait de Sofia M. Raïevskaïa (ЭРЖ6-1395) - Portrait du comte Dmitri Cheremetev (ru) cornette dans les gardes à cheval (ЭРЖ-261) - Portrait du Pasteur A. V. Farmann (ЭРЖ-1555) - Portrait du prince Nikolaï F. Ioussoupov (1883-1908) (ЭРЖ-1532)
- Alexej von Jawlensky (1864-1941) : Paysage avec une maison rouge (ГЭ-10594)
- Valentin Serov (1865-1911) : Portrait de la princesse Zénaïde Youssoupoff (ЭРЖ-1381)
- Andreï Kareline (1866-1928) : Portrait du métropolite Antoine, Aleksandr V. Vadkovski dans le civil (1846-1912) (ЭРЖ-701)
- Viktor Zarubin (1866-1928) : Paysage  (ЭРЖ-3042)
- Sofia Iounker-Kramskaïa (ru) (1866-1933) : Femme coiffée d'un kokochnik (ЭРЖ-1935)
- Dmitri Kardovski (1866-1943) : Bal à l'assemblée de la noblesse à Saint-Pétersbourg le 23 février 1913
- Vassily Kandinsky (1866-1944) salle 334 : Composition VI (ГЭ-9662) - Esquisse pour la composition V - Paysage d'hiver (9050) - Paysage (9098) - Vue de Murnau (ГЭ-8943)
- Vassili Pavlovitch Gourianov (ru) (1867-1920) : Icône représentant sept saints dont les noms sont aussi ceux des membres de la famille impériale : Anastasie d'Illyrie, le métropolite Alexis de Moscou, la princesse Olga de Kiev, l'égale des apôtres, saint Nicolas de Myre, la martyre Tatiana de Rome, la tsarine Alexandra puis Marie Madeleine, 1913 (ЭРО-8752) - Image de Marie-Madeleine égale aux apôtres, 1910 - Icône Fiodorovskaïa de la Mère de Dieu avec les Saints Nicolas de Myre, la Tsarine Alexandra, le métropolite Alexis de Moscou et Michel Maleïnos (1913)
- Nikolaï Vassilievitch Rozanov (1868 ou 1872-1940) : Portrait d'une inconnue (ЭРЖ-1373)
- Nikolaï Bogdanov-Belski (1868-1945) : Portrait du prince Aleksandr Konstantinovitch Gortchakov (ЭРЖ-1047) - Portrait de la princesse Daria Gortchakova (ЭРЖ-1793) - Portrait de la princesse Maria Abamelek-Lazareva née Demidova (1876-1955) (ЭРЖ-1382) - Portrait de la princesse Maria Abamelek-Lazareva née Demidova (1876-1955) (ЭРЖ-2034) - Portrait du commandant du palais de l'empereur Nicolas II, l'adjudant général Piotr Guesse (ru) (1846-1905) (ЭРЖ-1741)
- Vladimir Aleksandrovitch Poïarkov (1869-?) : Portrait de Mikhaïl Koulakov, commandant de la compagnie de grenadiers du palais (impérial?) en 1915 (ЭРЖ-775)
- Constantin Somov (1869-1939) : Femmes se baignant (ЭРЖ-3346)
- Alexandre Benois (1870-1960) : Portrait d'Anna Karlovna Benois esquisse (ЭРР-4680) - Portrait d'Anna Karlovna Benois (ЭРР-4674)
- Elena Klokatchiova (1871-1915?) : Raspoutine crayon de couleur, pastel
- Alfred Eberling d'origine polonaise (1872-1951) : Portrait d'une inconnue  (ЭРЖ-1399)
- Nicolas Millioti (1874-1962) : Société dans le restaurant. Revers : étude d'une dame en rose (ЭРЖ-2729)
- Mikhaïl Ivanovitch Dikarev (ru) (première œuvre connue 1875-après 1917) :  icône Vénérable Antoine des Grottes de Kiev - icône Basile d'Ancyre (ЭРЖ-2511) - icône Grégoire Ier (ЭРЖ-2308) - icône Ignace d'Antioche (ЭРЖ-2513) - icône Laurent de Rome (ЭРЖ-2514) - icône Michel Ier - icône Révérend Nikon de Radonège - icône Roman Olgovitch (ru) - icône Mstislav Rostislavitch Khrabry (ru) -
- Piotr Kontchalovski (1876-1956) : Portrait de Sergueï Troïnitski (ru) (ЭРЖ-3301)
- Piotr Outkine (1877-1934) : Asters doubles (ЭРЖ-2070)
- Iouri Repine (1877-1954) : Portrait de l'artiste Ernst Friedrich von Liphart (ЭРЖ-2088)
- Nikolaï Nikolaïevitch Bekker (1877-1962) : Portrait de la princesse Zénaïde Youssoupoff (ЭРЖ-1937) - Portrait du prince Felix Felixovitch Soumarokov-Elston (ЭРЖ-264)
- Boris Koustodiev (1878-1927) : Défilé religieux du régiment finlandais de la garde impériale (ЭРЖ-1639)
- Kouzma Petrov-Vodkine (1878-1939) : Sur le rivage (ЭРЖ-2065)
- Kasimir Malevitch (1879-1935) : Carré noir sur fond blanc offert en 2002 par l'entrepreneur russe Vladimir Potanine (ГЭ-10620)
- Piotr Lvov (ru) (1882-1944) : Portrait d'un jeune marchand (ЭРЖ-503)
- Aleksandr Sergueïevitch Nikolski (ru) (1884-1953) : Page de titre de la série Dessins d'Aleksandr Nikolski. Automne. Ermitage. Hiver crayon
- Vassili Alekseïevitch Afanassiev (1888-1924) : Portrait du commerçant Nikolaï Nikolaïevitch Brousnitsyne (ru) (ЭРЖ-491)
- Vassili Nikititch Koutchoumov (1888-1959) : Bureaux italiens encre et crayons de couleur (ОР-43735) - Vue de la salle Louis XIV dans le Palais d'Hiver crayon
- Ilia Mazel (ru) (1890-1967) : Portrait de Grigori Douchine (ЭРЖ-3215)
- Matveï Manizer (1891-1966) : Portrait d'un pasteur (ЭРЖ-1554)
- Grigori Diomidovitch Douchine (1905-1990) : Portrait d'Evdokia Gueorguievna Douchine (ЭРЖ-3217)
- Oleg Tselkov (ru) (1934- ? ) : Un cavalier (ЭРЖ-3367)
- Edouard Chteïnberg (ru) (1937-2012) : Composition (КСИ-1318), (КСИ-1319), (КСИ-1320), (КСИ-1321), (КСИ-1322) - (КСИ-1323) dédiée à sa mère, (КСИ-1324), (КСИ-1325), (КСИ-1326), (КСИ-1327)
- Igor Borissovitch Oboukhov (1970-?) : Peinture V (КСИвсп-4)

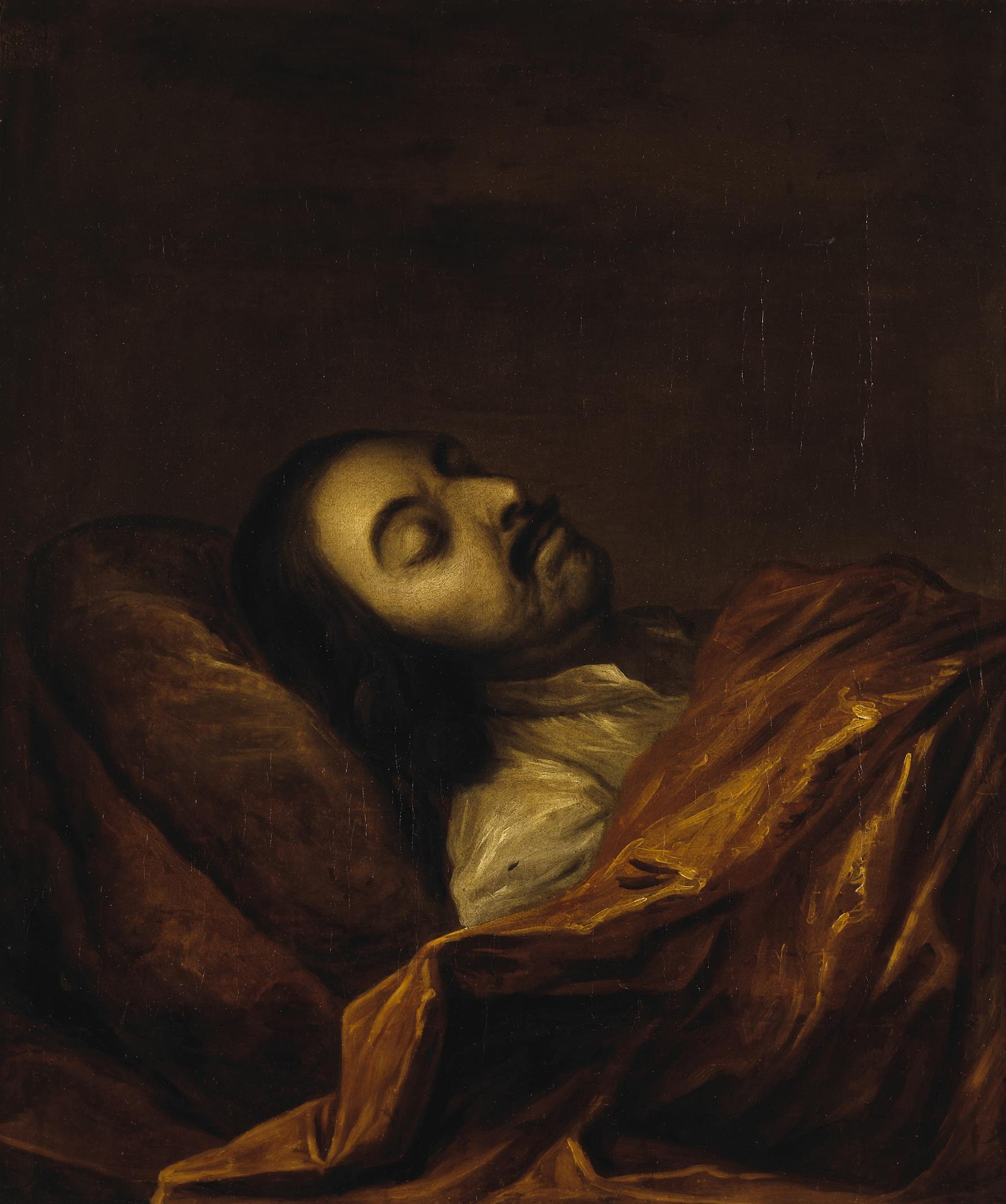
Ivan Nikitine – Pierre Ier le Grand sur son lit de mort
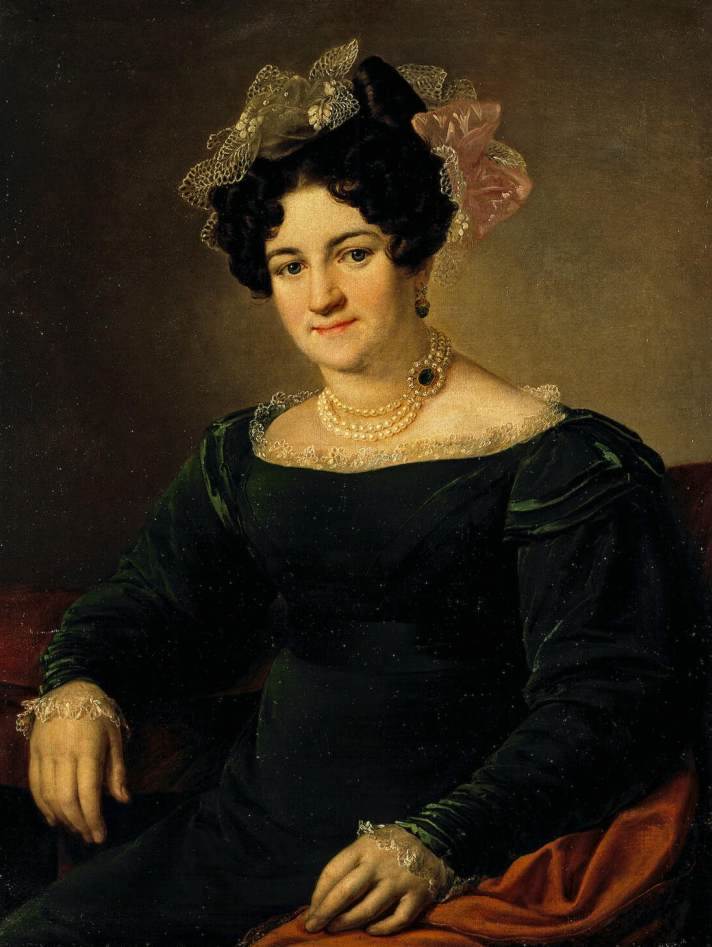
Vassili Tropinine - Portrait de Pelaguer Ivanovna Sapojnikov
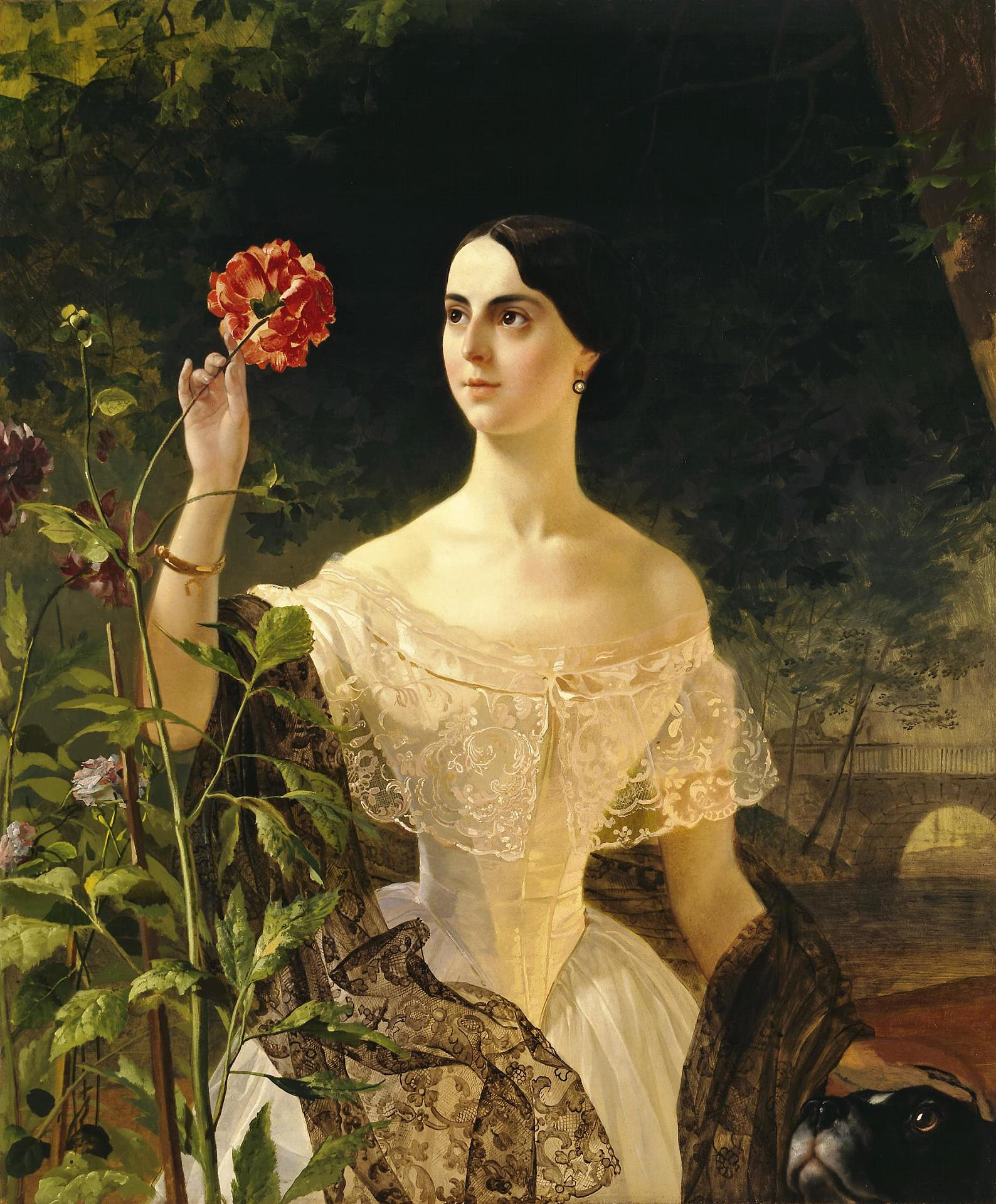
Karl Brioullov - Portrait de Sofia Andreïevna Bobronskaïa née Chouvalova observant une fleur (1849)
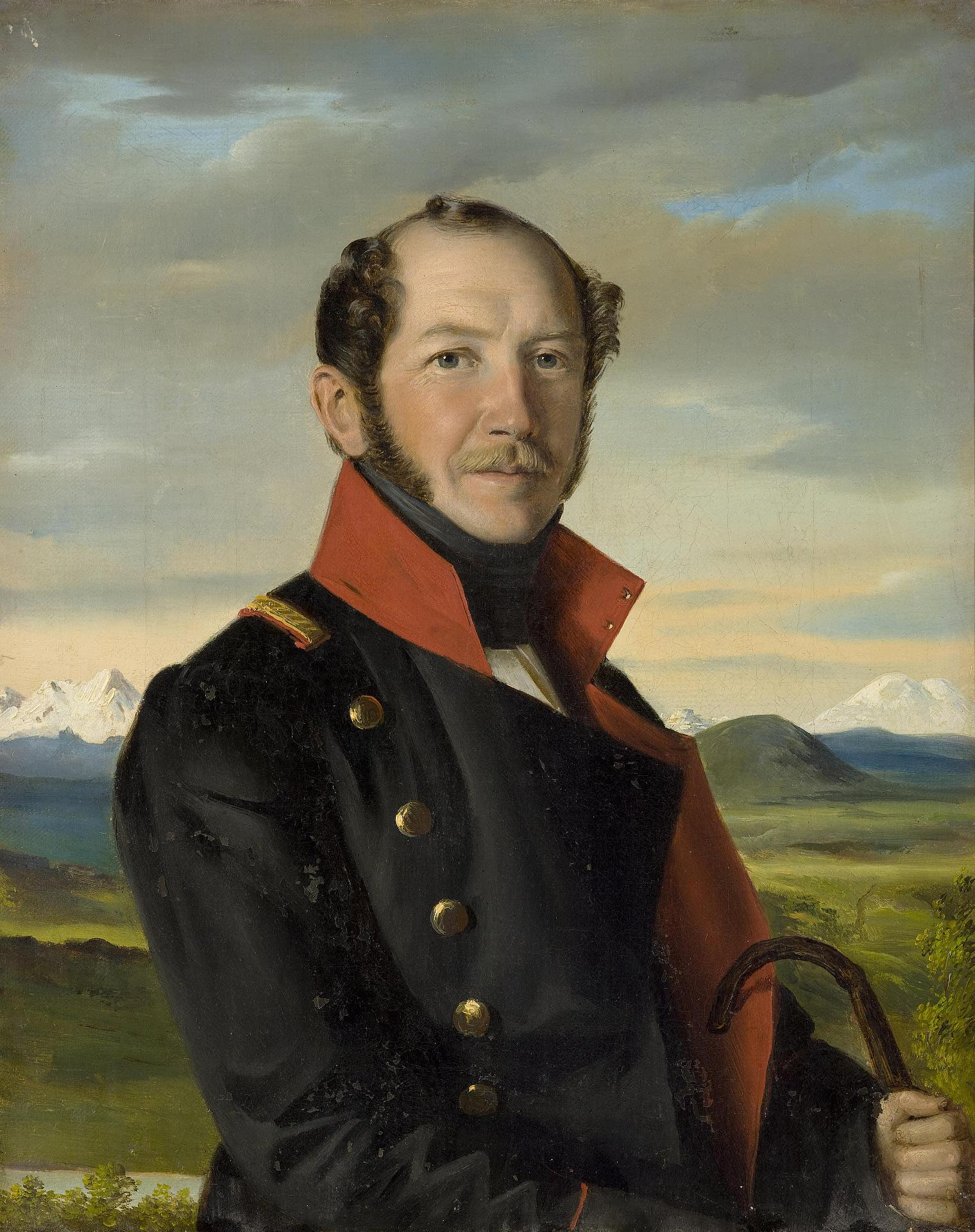
Robert Chvede - Portrait du décembriste Nikolaï Ivanovitch Lorer
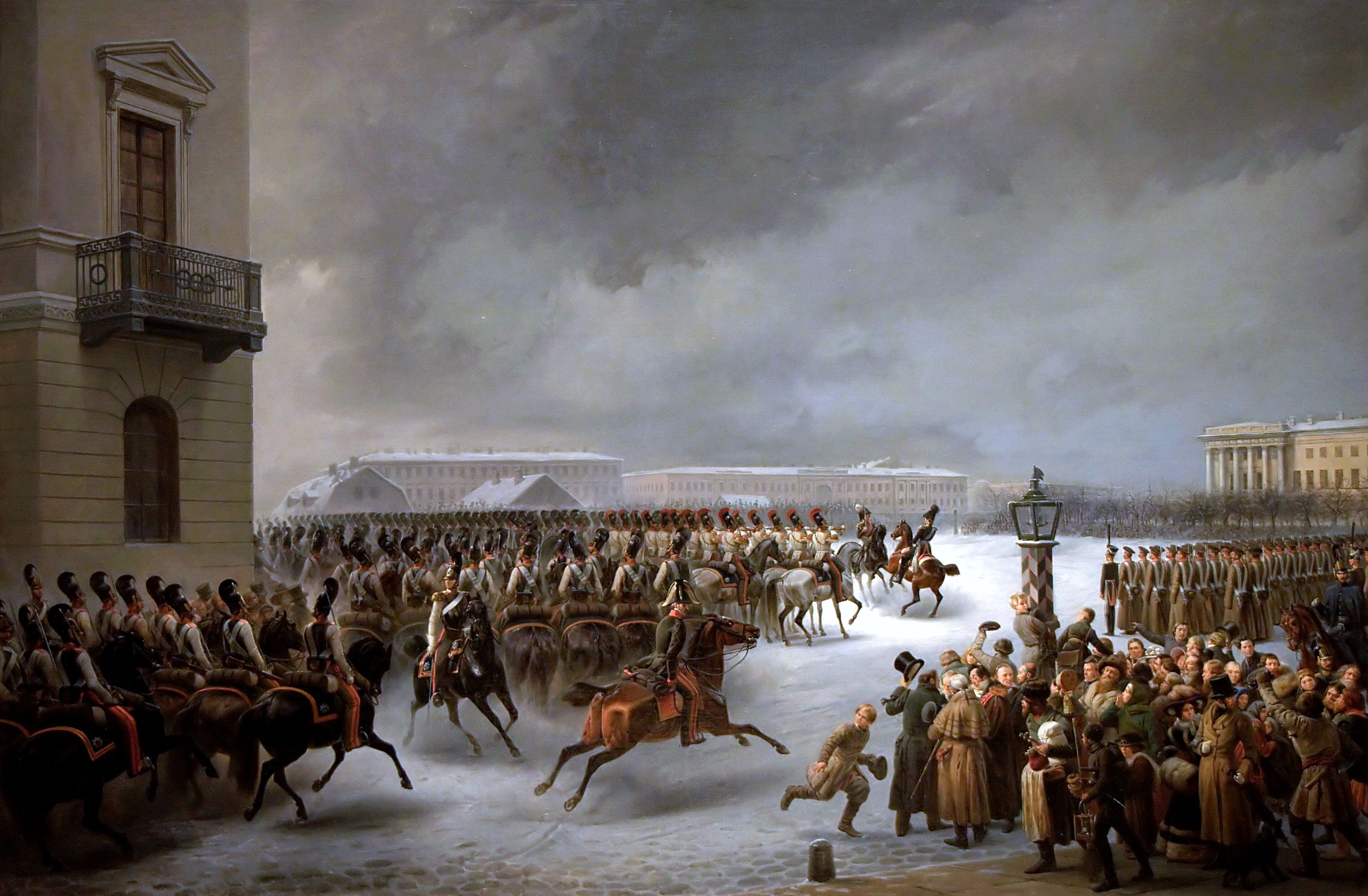
Georg Wilhelm Timm - Attaque du carré des décembristes par le régiment des gardes à cheval le 14 décembre 1825
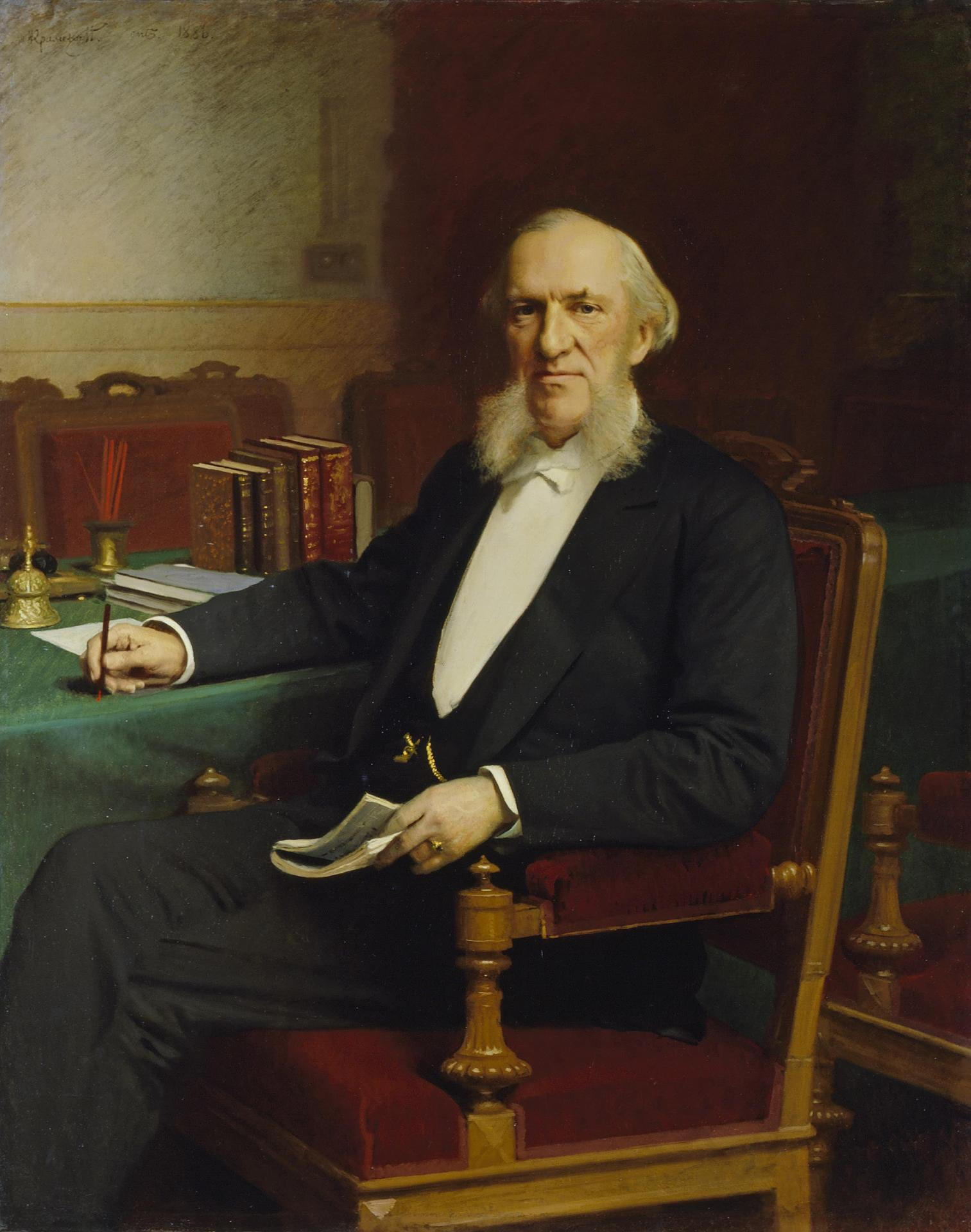
Ivan Kramskoi – Portrait du banquier Evgueni Lamanski
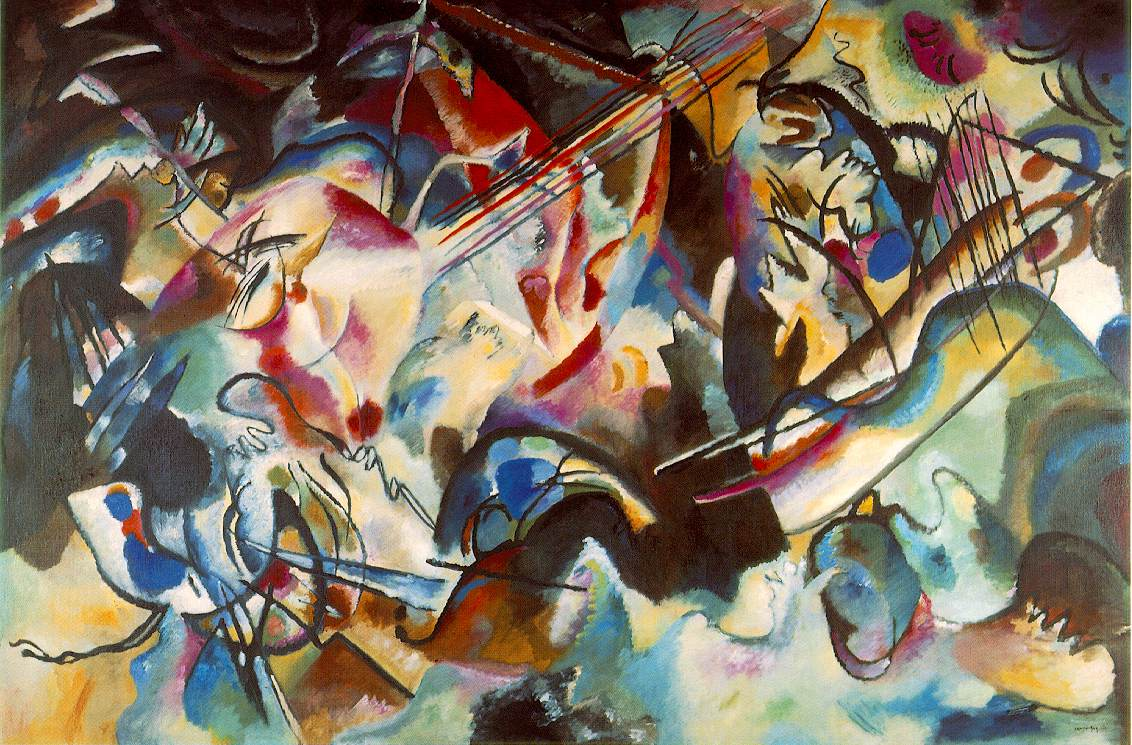
Vassili Kandinsky - Composition 6

## Peintres suédois
- David Klöcker Ehrenstrahl (1628-1698)
  - Entourage : Portrait de Charles XI (ГЭ-4464)
- David von Krafft germano suédois (1635-1724) : Portrait d'Ulrique-Éléonore (reine de Suède) œuvre attribuée (ГЭ-1372)
- Michael Dahl (1659-1743) : Portrait d'une femme (ГЭ-7220)
- Alexandre Roslin (1718-1793) : Portrait de Catherine II (ГЭ-1316) - Portrait (attribué) de Iekaterina Stroganova (ru) - Portrait de la grande-duchesse Maria Fiodorovna (ГЭ-1357) salle 151 - Portrait de la grande-duchesse Wilhelmine-Louise de Hesse-Darmstadt (ГЭ-1354) - Portrait de la grande-duchesse Wilhelmine-Louise de Hesse-Darmstadt (ГЭ-1355) salle 170 - Portrait d'Ivan Ivanovitch Betskoï (ГЭ-5826) - Portrait d'Ivan Ivanovitch Betskoï vêtu d'une robe de chambre (ГЭ-5832) - Portrait du comte Zakhar Tchernychev (ГЭ-7624) - Portrait du grand prince Pavel Petrovitch futur Paul Ier (ГЭ-1356) salle 151 - Portrait d'un homme portant un caftan rouge (ГЭ-5828)
- Pehr Hilleström (1732-1816) : Enfant se faisant bander l'index (ГЭ-5825) - Plats cassés (ГЭ-5834)
- Lorens Pasch le jeune (1733-1805) : Portrait de Sophie-Madeleine de Danemark (ГЭ-4478)
- Gotthard Wilhelm Åkerfelt (1740-après 1782) : Portrait de Christian VII roi de Danemark et de Norvège avec Peder Als (ГЭ-4471)
- Benjamin Patersen (1748 ou 1750-1814 ou 1815) : Appelé maintenant Château des Ingénieurs, Le Château Mikhaïlovski vu du quai de la Fontanka - De Saint-Pétersbourg, vue du Jardin d'été et du quai Gagarine maintenant appelé Quai Koutouzov (ЭРЖ-1670) - Faubourgs de Saint-Pétersbourg, près de la fabrique de porcelaine (ЭРЖ-1676) - Perspective Nevski à Saint-Pétersbourg - Porte de la Neva de la Forteresse Pierre-et-Paul (ЭРЖ-1671) - Le Quai des Anglais près de l'édifice du sénat (ЭРЖ-1668) - La Rue Sadovaïa près du Marché Nikolsky - Vue de la Cathédrale Saint-Nicolas-des-Marins de Saint-Pétersbourg (ЭРЖ-1906) - Vue de la Place du Palais et du Palais d'Hiver de la Perspective Nevski à Saint-Pétersbourg (ЭРЖ-1902) - Vue de la Place Sennaïa (ru) à Saint-Pétersbourg (ЭРЖ-1904) - Vue de Saint-Pétersbourg le jour de la célébration du centenaire, auteur présumé (ЭРЖ-1677) - Vue du Couvent Smolny de l'Okhta (ЭРЖ-1674) - Vue du Monastère Saint-Alexandre-Nevski de la rivière Okhta (ЭРЖ-1675) - Vue du Palais de Tauride du jardin (ЭРЖ-1903) - Vue du Pont Anitchkov (ЭРЖ-1908) - Vue du Pont Oboukhov à Saint-Pétersbourg (ЭРЖ-1905) - Vue du quai de la Fontanka près du Pont Belinsky appelé Pont Simeonovski jusqu'en 1923 (ЭРЖ-1673) - Vue du quai de l'Île Vassilievski et du Pont Saint-Isaac (ru) (ЭРЖ-1669) - Vue du quai de l'Île Vassilievski près de l'Académie russe des Beaux-Arts (ЭРЖ-1901) - Vue du Quai du Palais près de Palais de Marbre depuis la Forteresse Pierre-et-Paul (ЭРЖ-1907)
- Carl Edvard Bolin (1805-1864) : Autoportrait  (ЭРЖ-2925)
- Bengt Nordenberg (1822-1902) : Le Cerf mort (ГЭ-10110)

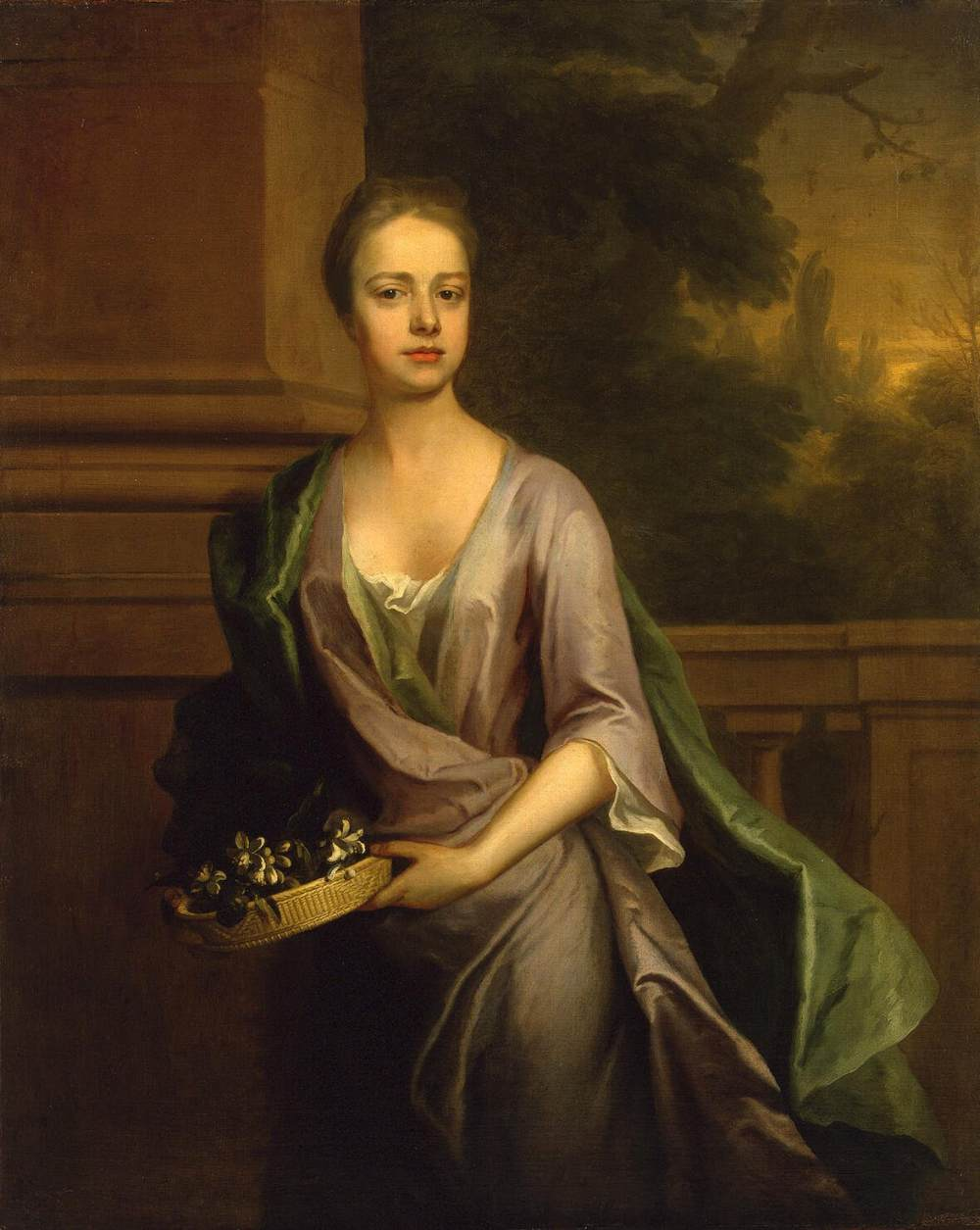
Michael Dahl - Portrait d'une femme
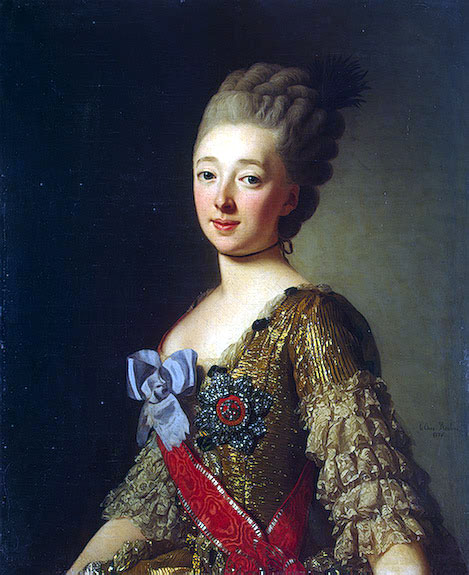
Alexandre Roslin - Natalia Alexeievna de Russie - 1776
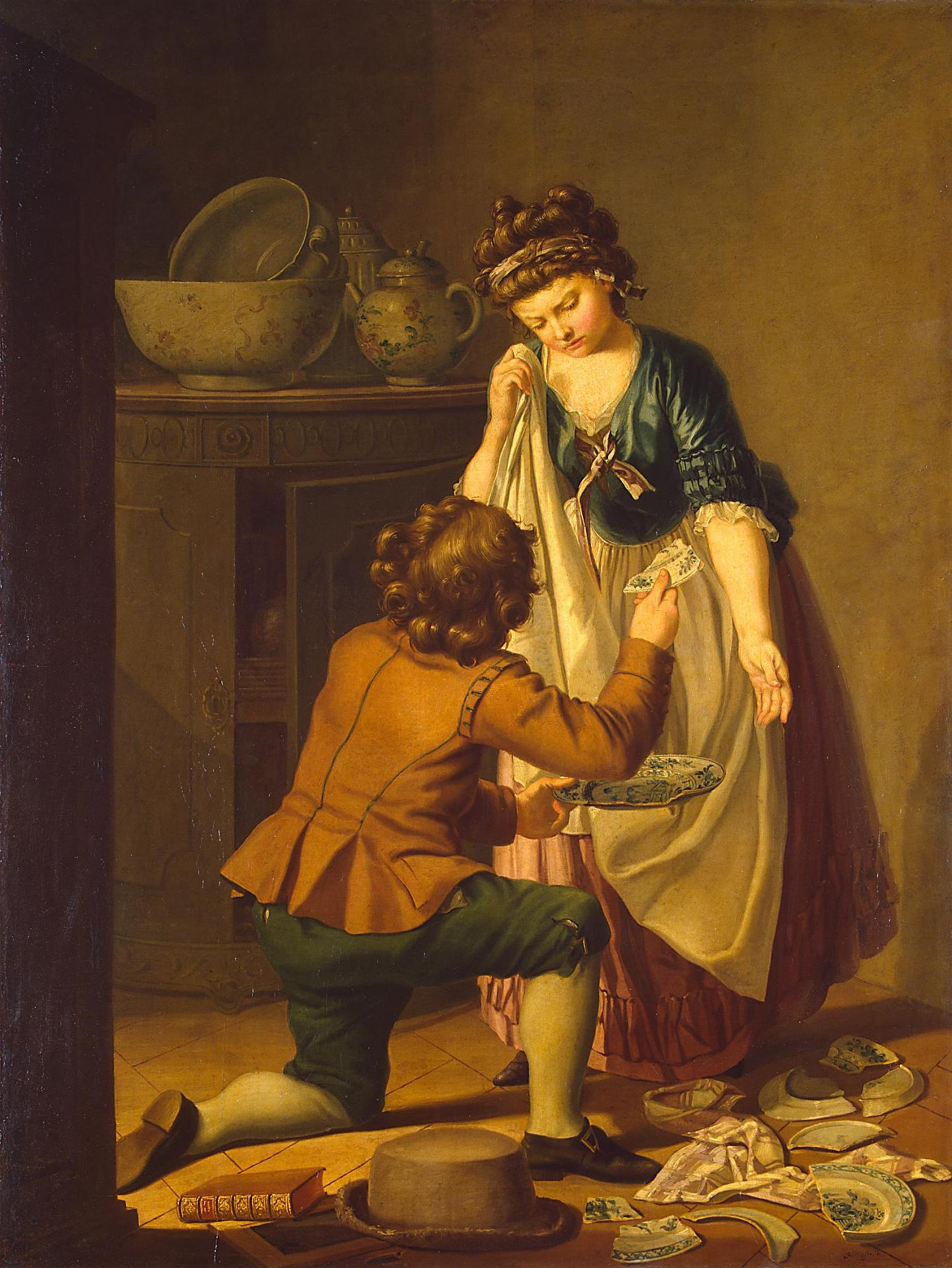
Pehr Hilleström - Plats cassés
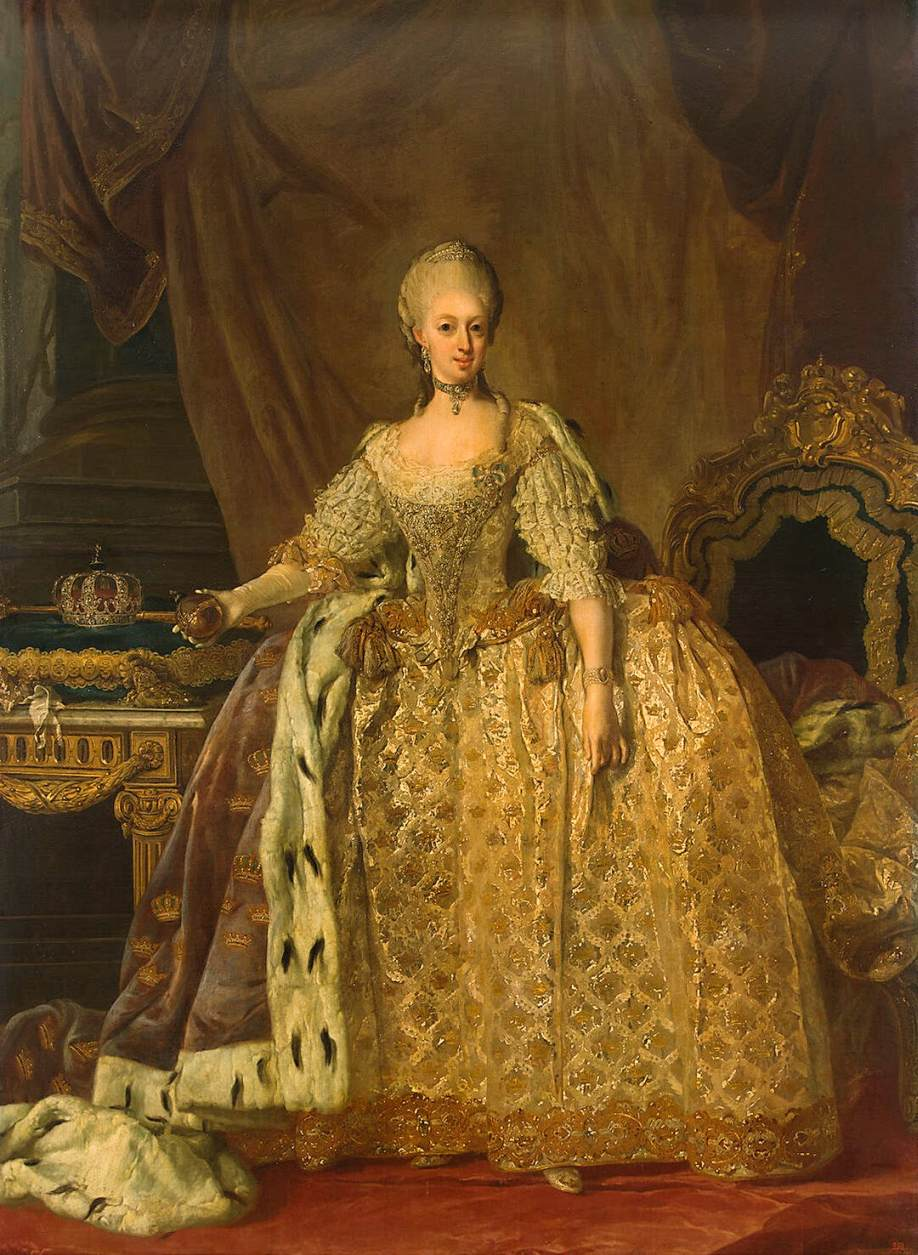
Lorens Pasch le jeune - Portrait de Sophie-Madeleine de Danemark
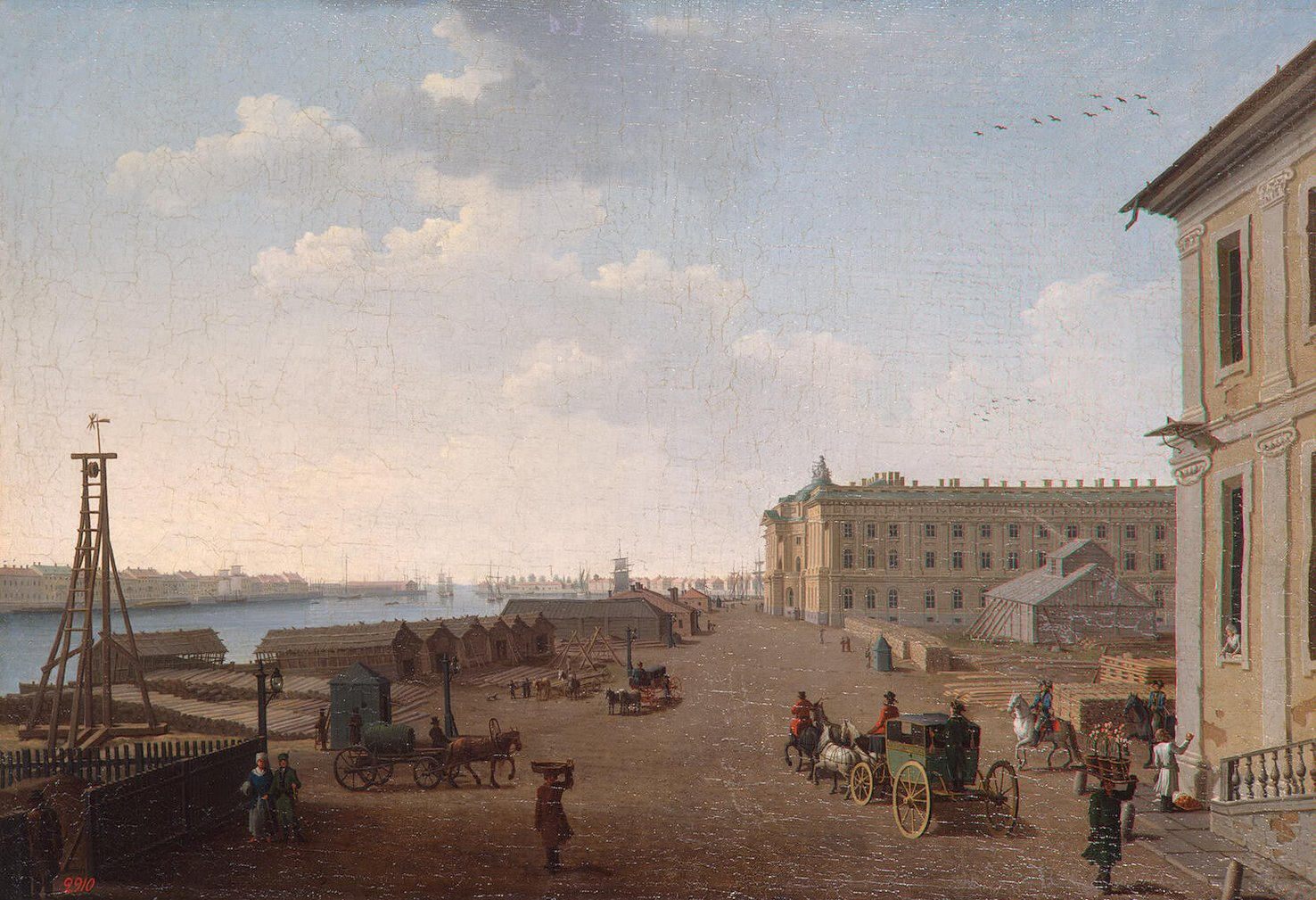
Benjamin Patersen - Vue du quai de l'Île Vassilievski près de l'Académie russe des Beaux-Arts
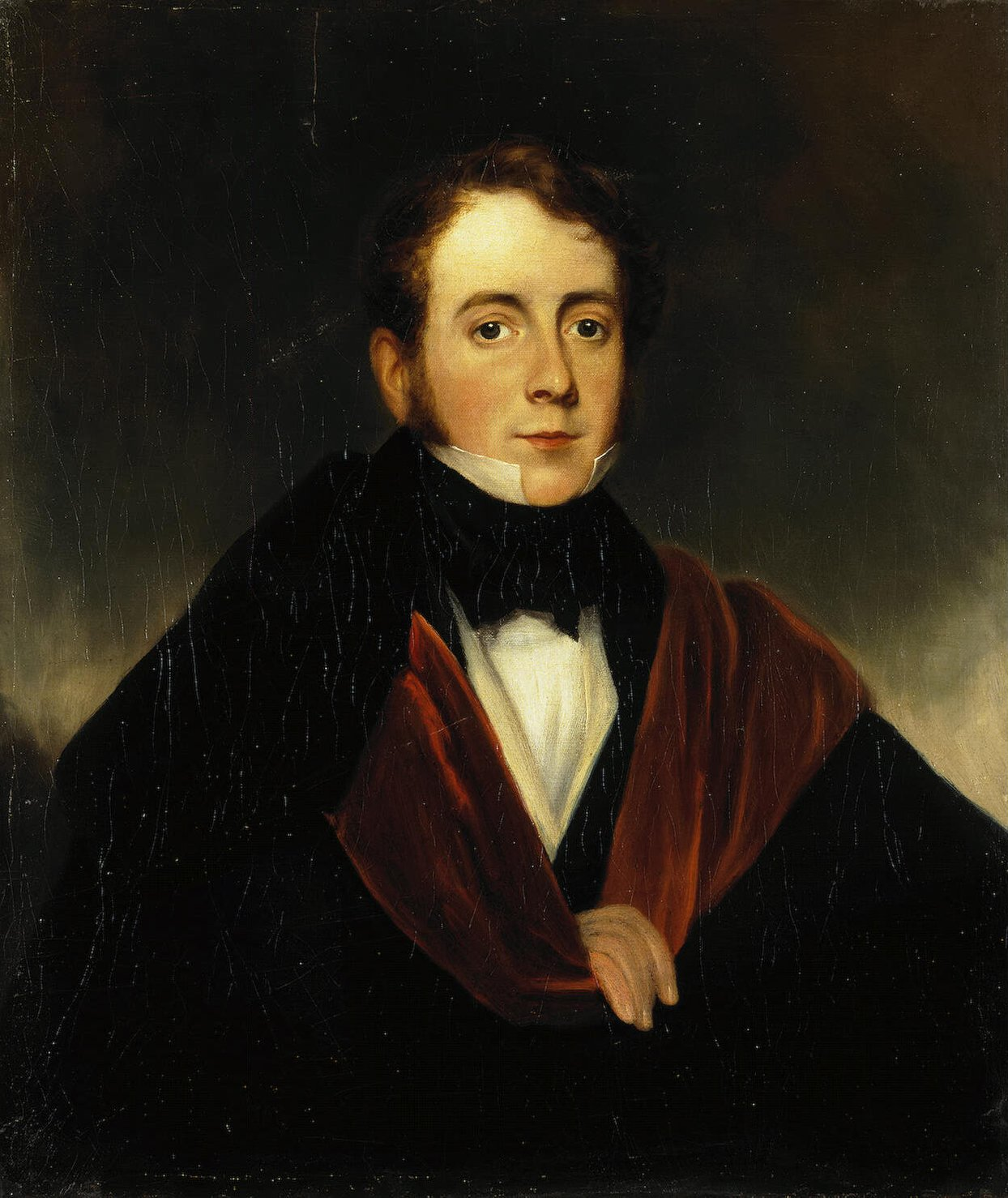
Carl Edvard Bolin – Autoportrait
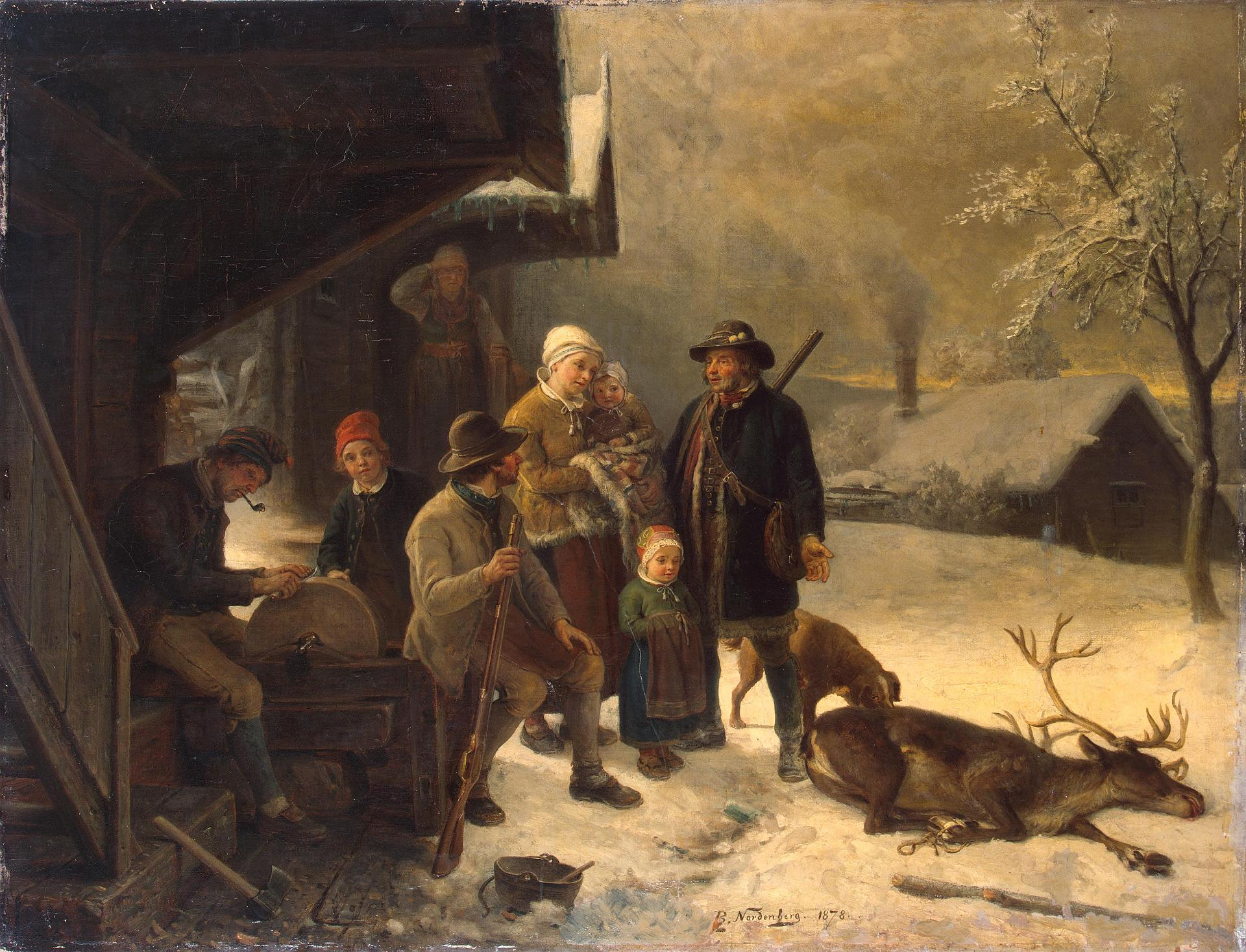
Bengt Nordenberg - Le Cerf mort - 1878

## Peintres suisses
- Joseph Plepp (1595-1642) : Nature morte (ГЭ-9759)
- Gueorg Gzel (ru) (1673-1740) : Portrait d'un homme  (ЭРЖ-3348)
- Jean Huber (1721-1786) : Voltaire accueille ses invités (ГЭ-6726) - Voltaire et le cheval - Voltaire jouant aux échecs avec le père Adam (ГЭ-6723) - Voltaire le matin - Voltaire plantant des arbres - Voltaire sur scène au théâtre
- Anton Graff (1736-1813) : Portrait de Georg Leopold Goguel (ГЭ-8701) - Portrait d'homme (ГЭ-4950)
- Christian Stöcklin (1741-1795) : Paysage d'architectures (ГЭ-2306)
- Louis Léopold Robert (1794-1835) : Pêcheur napolitain et sa famille (ГЭ-3941)
- Alexandre Calame (1810-1864) : Le Lac des Quatre-Cantons (ГЭ-2391) salle 346 - Paysage avec chênes (ГЭ-5779) - Paysage le soir (9136)
- Marc Louis Benjamin Vautier (1829-1898) : Enfants prenant leur déjeuner - Vieille femme assise sur une chaise (ГЭ-10396)
- Ferdinand Hodler (1853-1918) : Le Lac (ГЭ-4857)
- Félix Vallotton, franco-suisse (1865-1925) : Femme au chapeau noir (5108) - Femme au piano. Varangéville, madame Vallotton ((ГЭ-4860) - Intérieur. Chambre avec deux personnages (ГЭ-4902) - Paysage, Arques-la-Bataille (ГЭ-4908) - Portrait de Georges Haasen (ГЭ-4901) - Portrait de madame Haasen (ГЭ-6765)

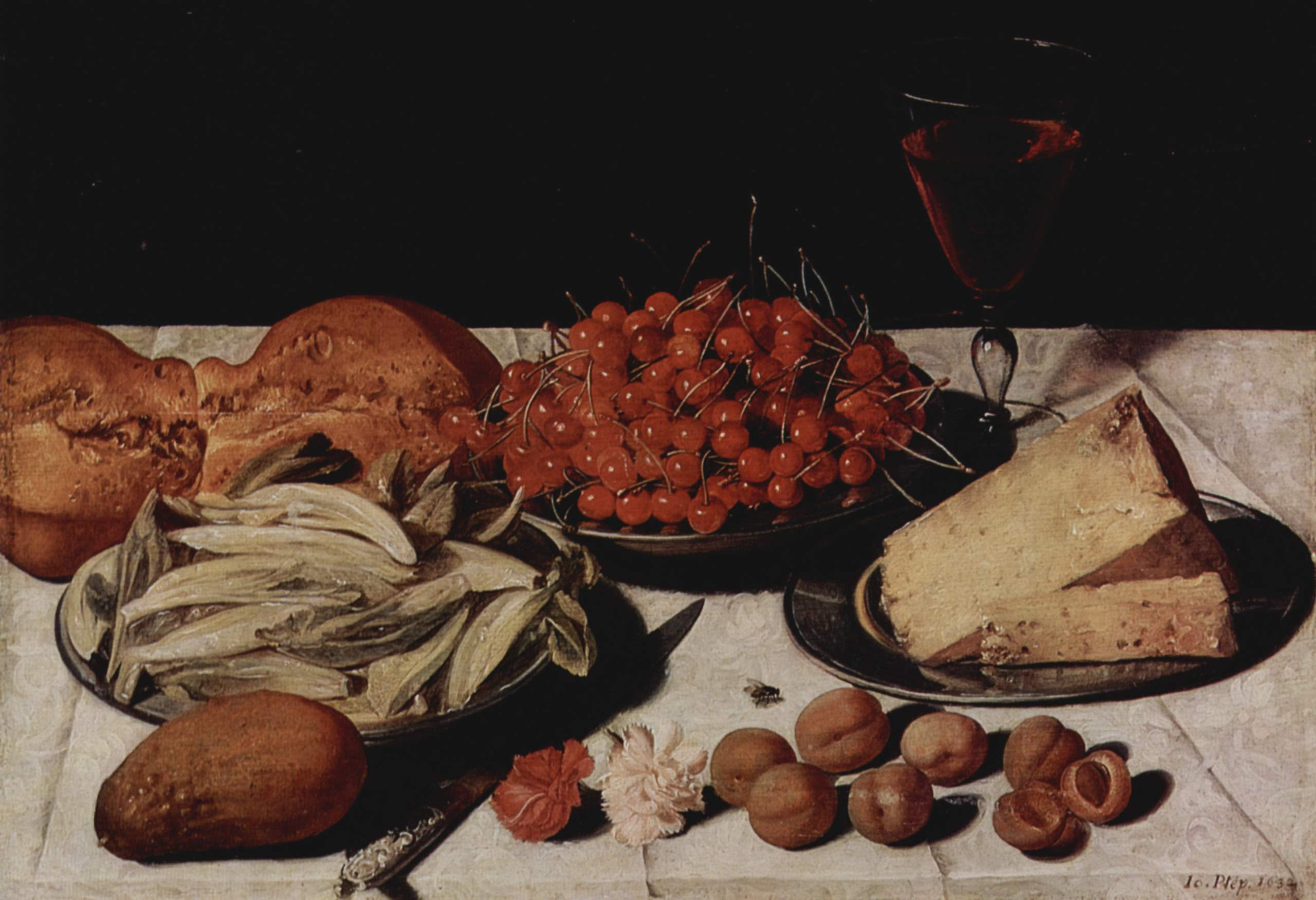
Joseph Plepp – Nature morte
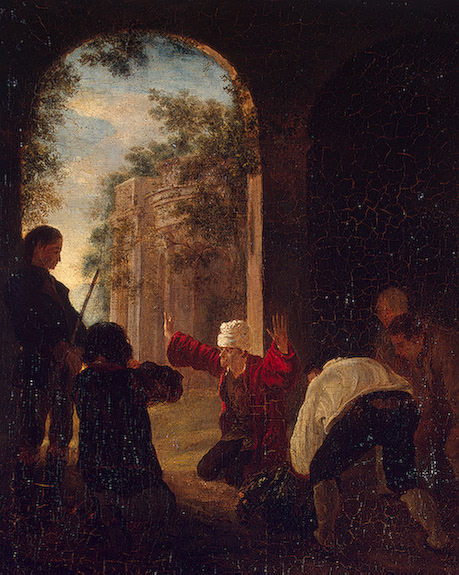
Jean Huber - Voltaire sur scène au théâtre
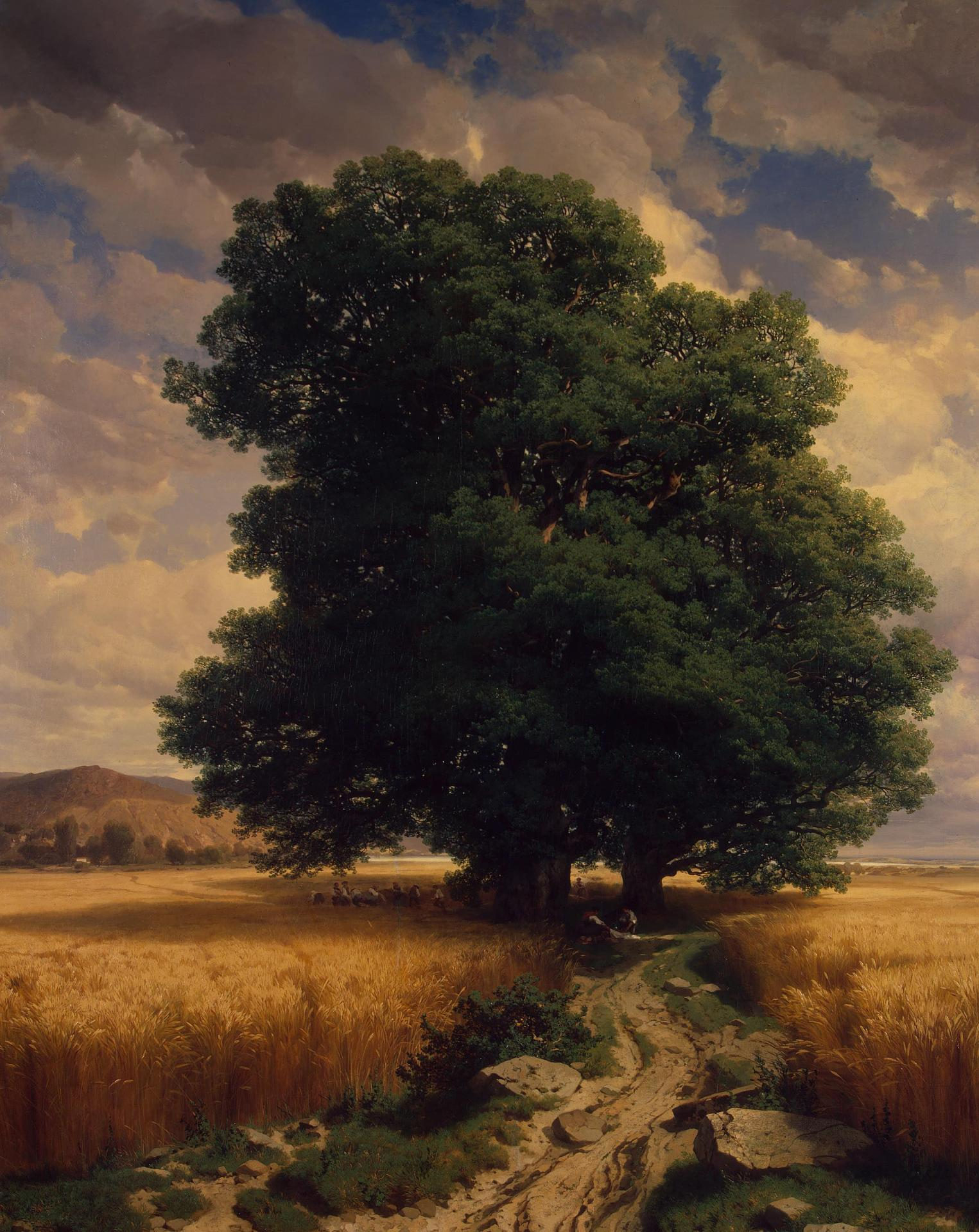
Alexandre Calame - Paysage avec chênes
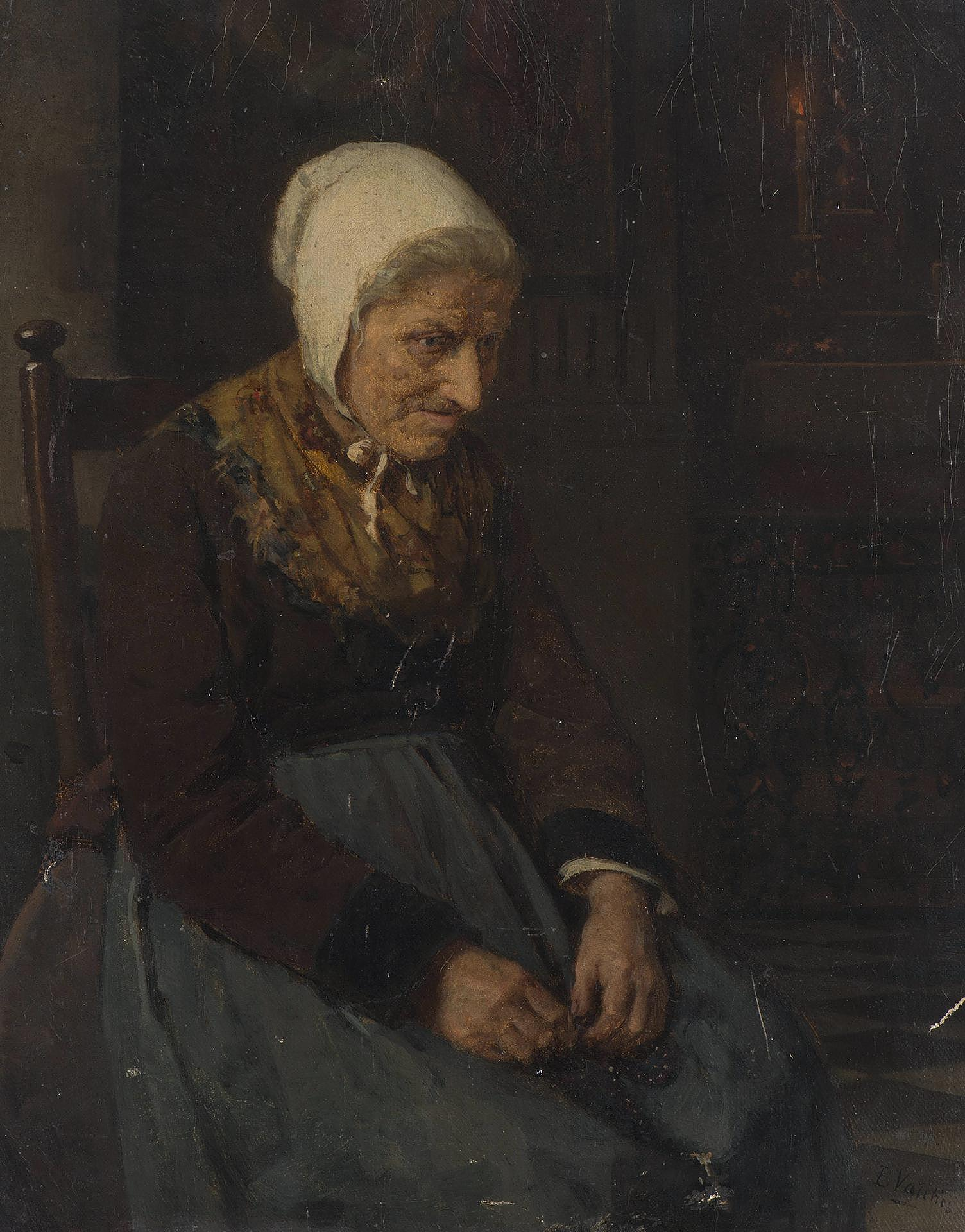
Marc Louis Benjamin Vautier - Vieille femme assise sur une chaise
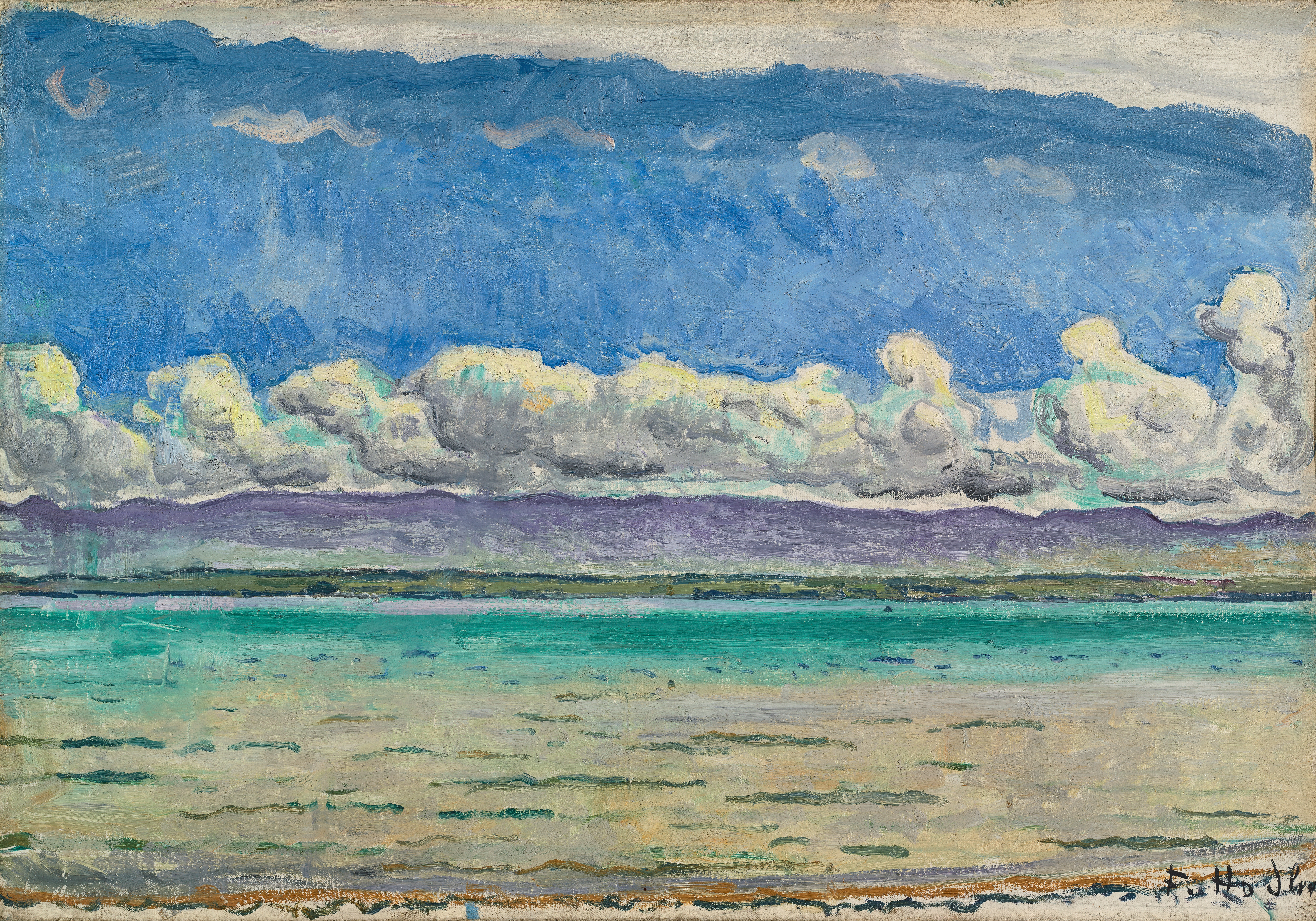
Ferdinand Hodler - Le Lac
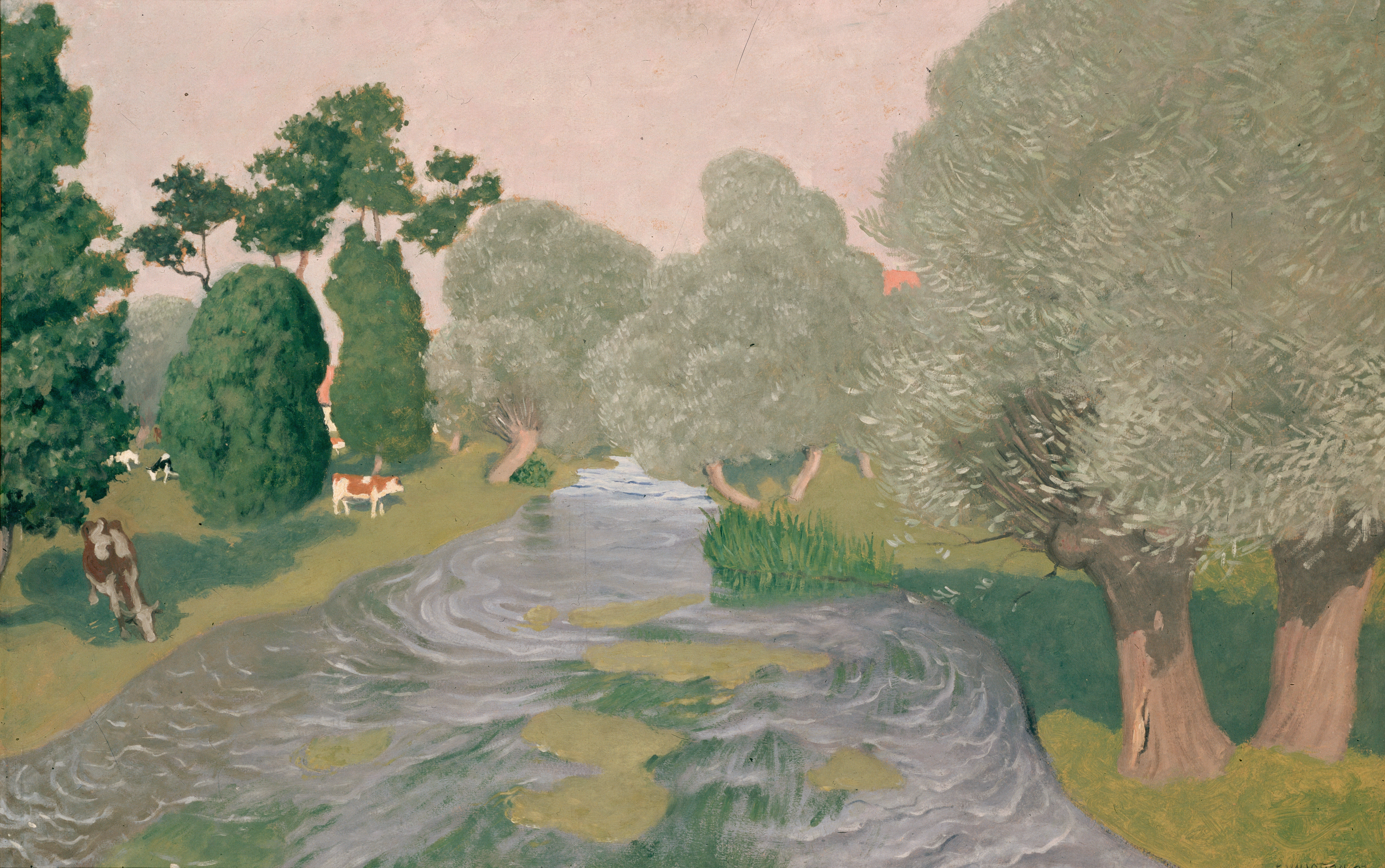
Felix Vallotton - Paysage. Arques-la-Bataille

## Peintres ukrainiens
- Dmitri Levitski (1735-1822) : Inconnu vêtu d'un cafetan bleu - Portrait d'Alekseï Ivanovitch Novikov (ЭРЖ-3428) - Portrait d'Iakov Ivanovitch Bilibine Ier marchand de la ligue de Kalouga (ЭРЖ-2615) - Portrait de Grigori Teplov (en russe : Григорий Николаевич Теплов) dessin gravé par Konstantine Iakovlevitch Afanassiev (en russe : Константин Яковлевич Афанасьев) - Portrait de Nikolaï Novikov (ЭРЖ-2614) salle 169 - Portrait de Nikolaï Novikov, auteur présumé (ЭРР-7748) - Portrait du commerçant Ivan Bilibine (ЭРЖ-2616) - Portrait du comte Mikhaïl Kretchetnikov (ЭРЖ-1897)
- Kirilo Glovatchevski (uk) (1735-1823) : Portrait de Savvy Ivanovitcha Krenitsyna (ЭРЖ-3260)
- Vladimir Borovikovski (1757-1825) : Portrait d'Aleksandr Labzine (ru) (ЭРЖ-2633) - Portrait du général de division Aleksandr D. Arseniev (1766-1819) (ЭРЖ-2611) - Portrait de Gavrila Derjavine (ЭРЖ-2623) - Portrait de la grande-duchesse Hélène Pavlovna de Russie (ЭРЖ-599) - Portrait de Pavel Semenovitch Massyoukov, capitaine de cavalerie du régiment de hussards de la garde impériale (ЭРЖ-2619) - Portrait de Sergueï Iakovlev (ЭРЖ-3188)
- Oleksi Florovitch Sentchilo-Stefanovski (uk) (1808-1866) : Portrait d'un général (ЭРЖ-220)
- Apollon Mokritski (ru), ukrainien et russe (1810-1870) : Galerie de peinture de l'Ermitage attenante au jardin suspendu (ЭРЖ-2432)
- Evgraf Krendovski (uk) (1810-1870) : La Salle du trône de l'impératrice Marie Féodorovna au Palais d'Hiver (ГРЖ-2435)
- Aleksandr Platonovitch Goloubtsov (1825-1858) : Tonneliers au travail (ЭРЖ-1593)
- Nikolaï Bodarevski (ru) d'origine ukrainienne (1850-1921) : Portrait de l'impératrice Alexandra Fedorovna née princesse Alix de Hesse-Darmstadt (ЭРЖ--647)
- Sergueï Vassilkovski (1854-1917) : La Marée (ЭРЖ-3235)
- Stepan Petrovitch Iaremitch (ru), russe et ukrainien (1869-1939) : Basilique Saint-Marc à Venise (ЭРЖ-2116) - Forêt, esquisse (ЭРЖ-2118) - Nature morte avec un miroir, esquisse (ЭРЖ-2115) - Paysage, esquisse (ЭРЖ-2111) - Paysage, esquisse (ЭРЖ-2114) - Paysage de printemps (ЭРЖ-2200) - Paysage urbain, esquisse (ЭРЖ-2112) - Paysage urbain de Pétersbourg esquisse (ЭРЖ-2109) - Paysage urbain de Pétersbourg esquisse (ЭРЖ-2110) - Portrait de Iekaterina Gay (1859-1918) (ЭРЖ-2059) - Portrait de Marfa Andreïevna Iaremitch épouse de l'artiste (ЭРЖ-2057) - Portrait d'un artiste (ЭРЖ-2086) - Vue de la cathédrale de Smolny (ЭРЖ-2058) - Vue de la cathédrale de Smolny avec des passants, esquisse (ЭРЖ-2113) - Vue de Venise (ЭРЖ-2117)
- Aleksandra Shchekotikhina-Pototskaïa (1892-1967) : Maurice Denis à Perros-Guirec, esquisse (ЭРЖ-3423)

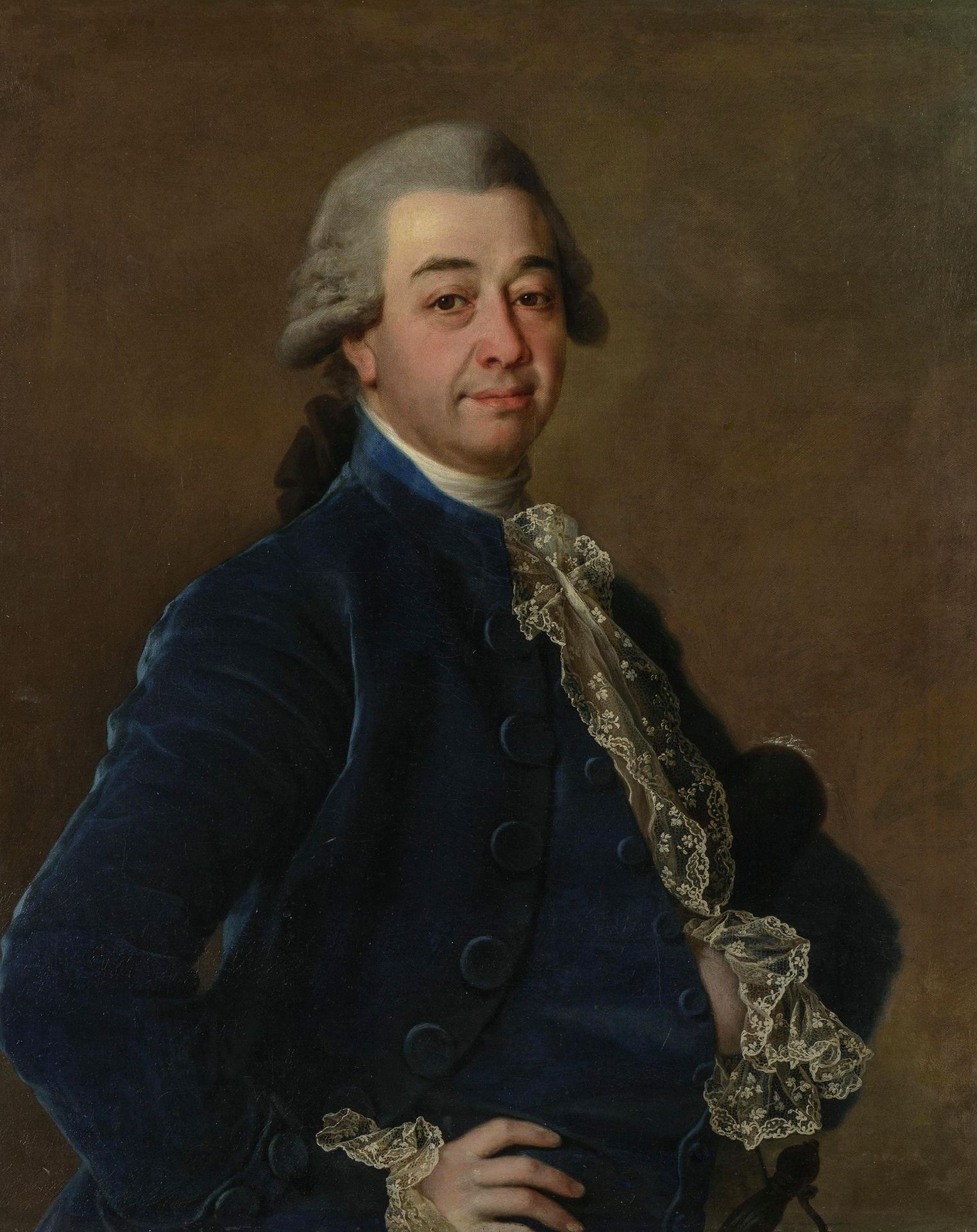
Dmitri Levitski : Inconnu vêtu d'un cafetan bleu
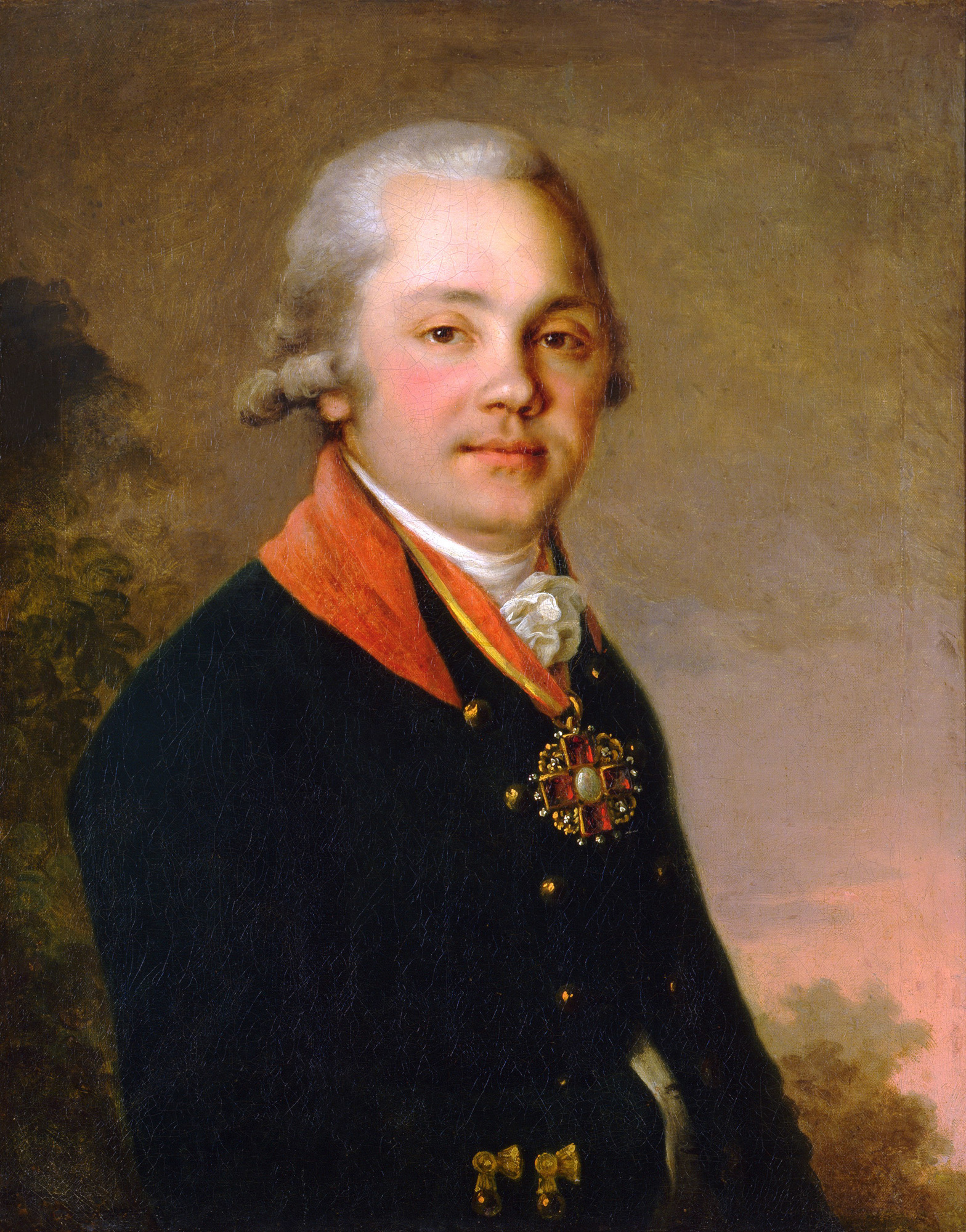
Vladimir Borovikovski : Portrait du général de division Aleksandr D. Arseniev
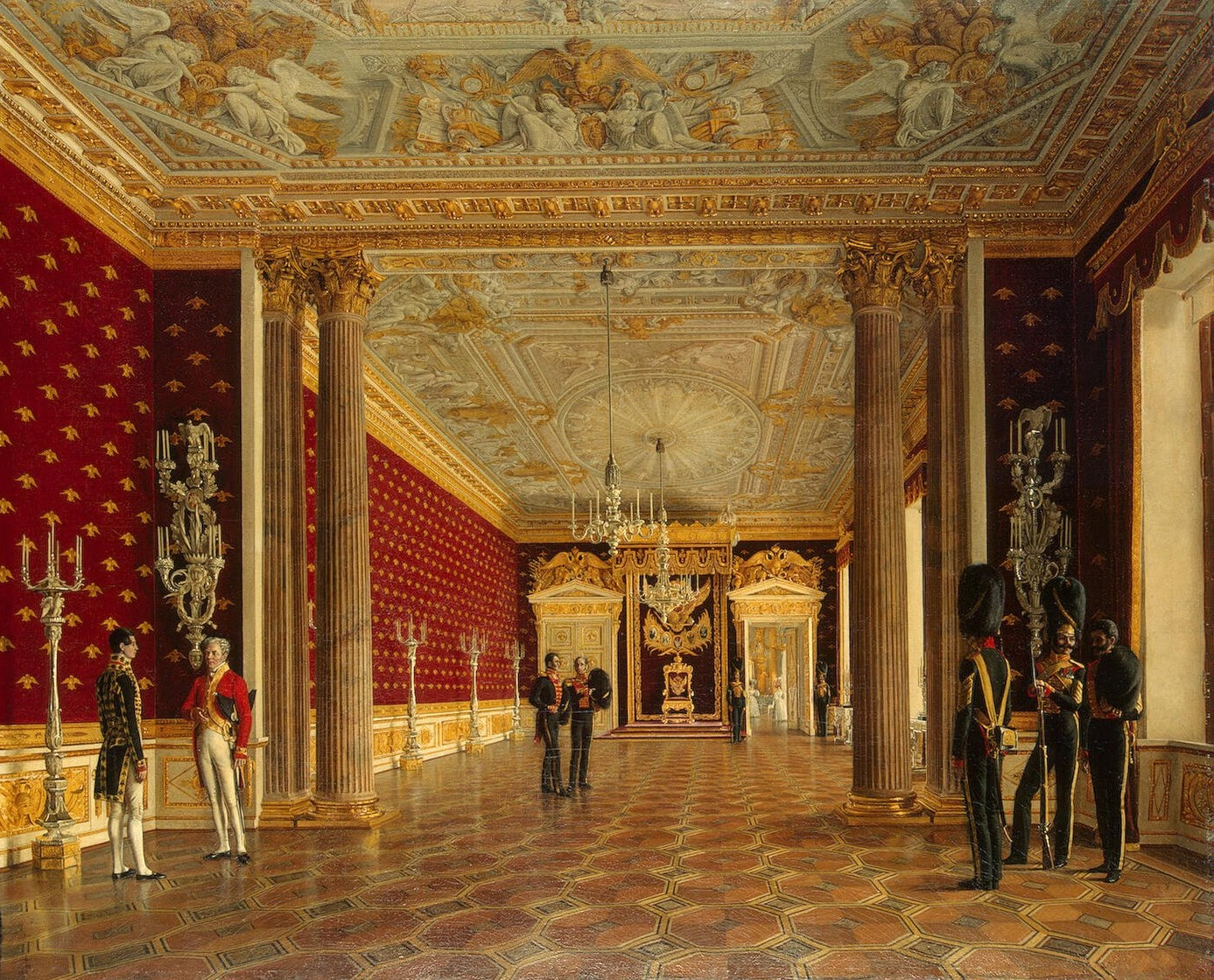
Evgraf Krendovski : La Salle du trône de l'impératrice Marie Féodorovna au palais d'Hiver
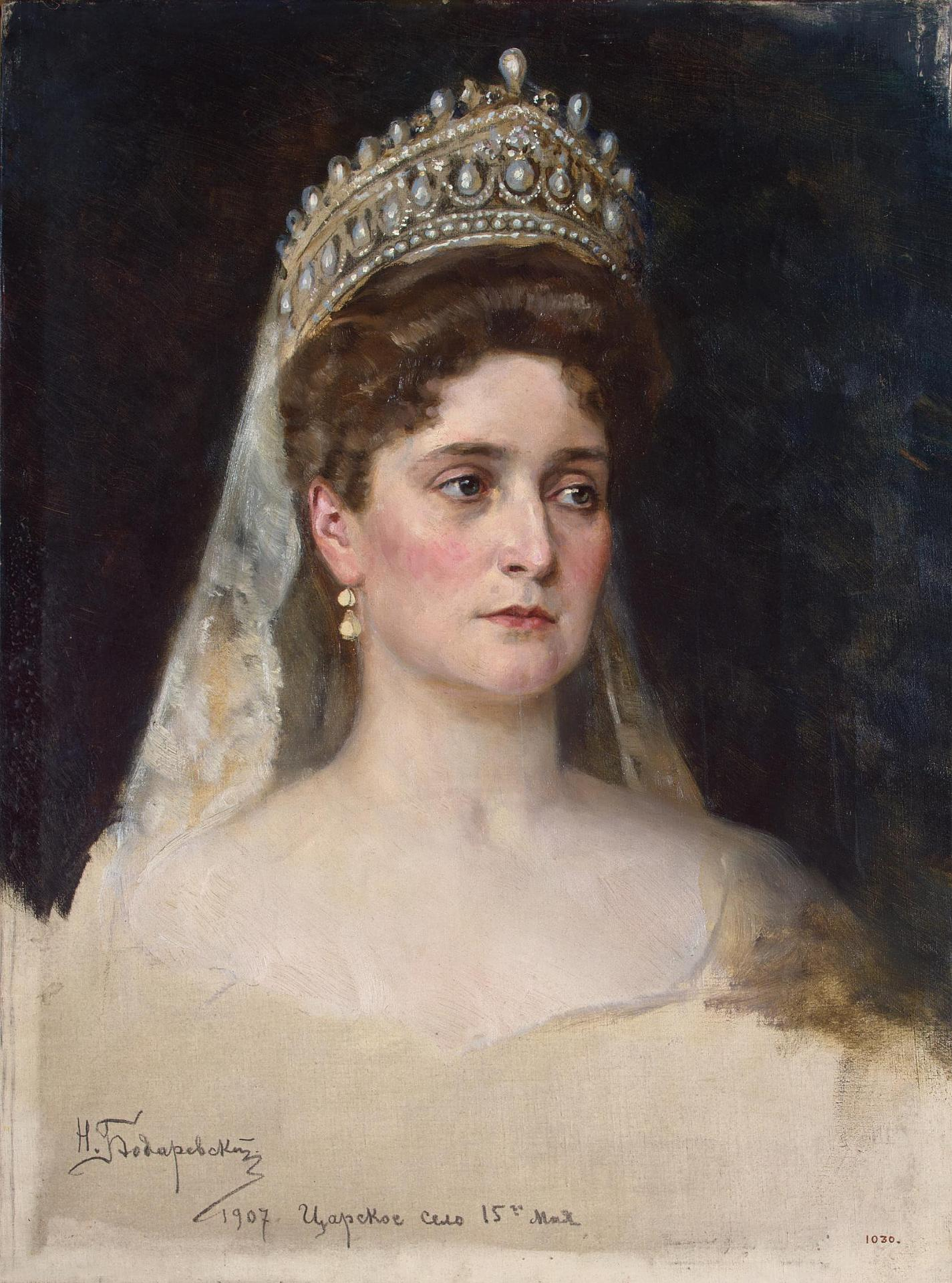
Nikolaï Bodarevski (ru) : Portrait de l'impératrice Alexandra Fedorovna née princesse Alix de Hesse-Darmstadt
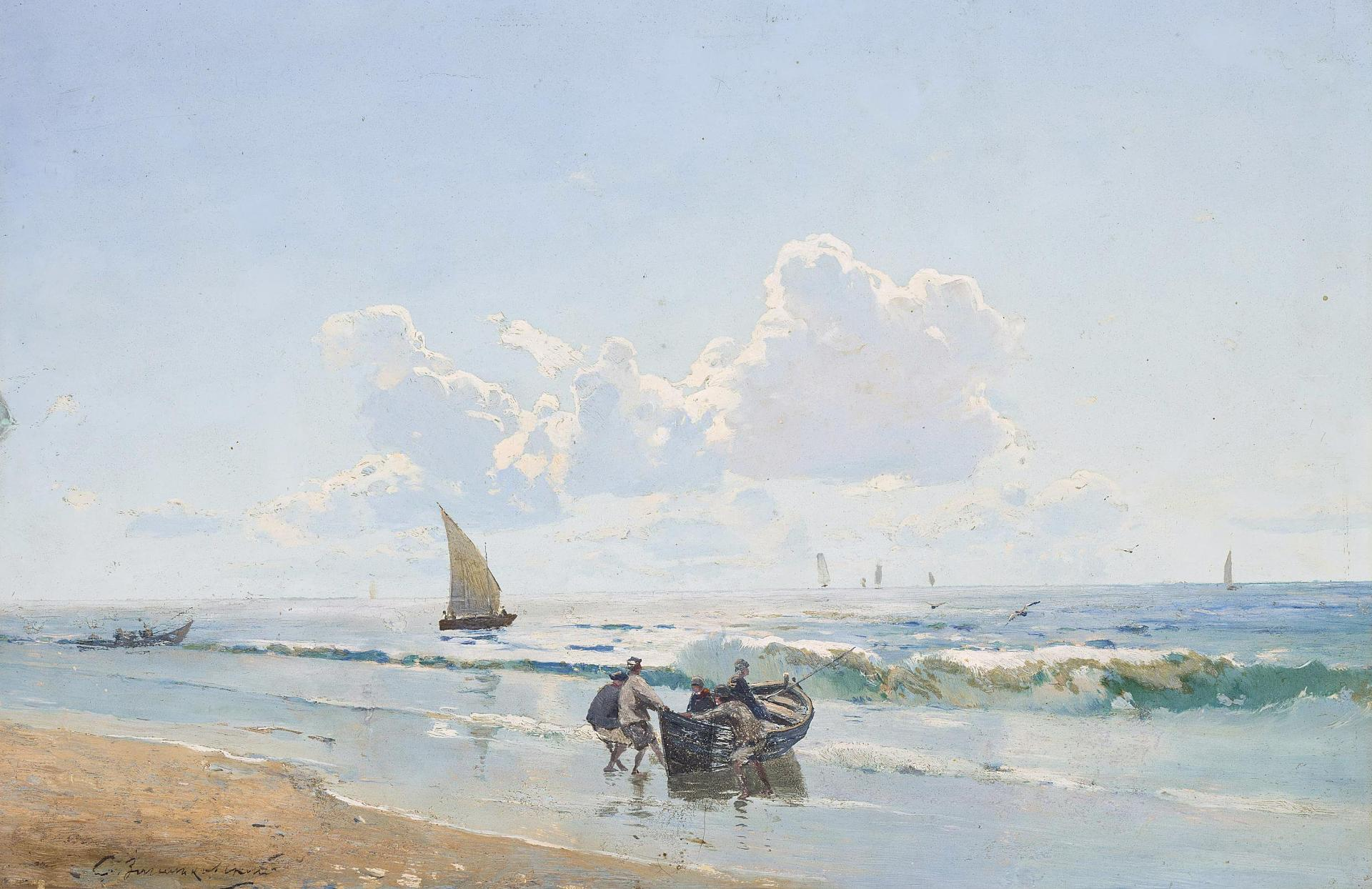
Sergueï Vassilkovski : La Marée
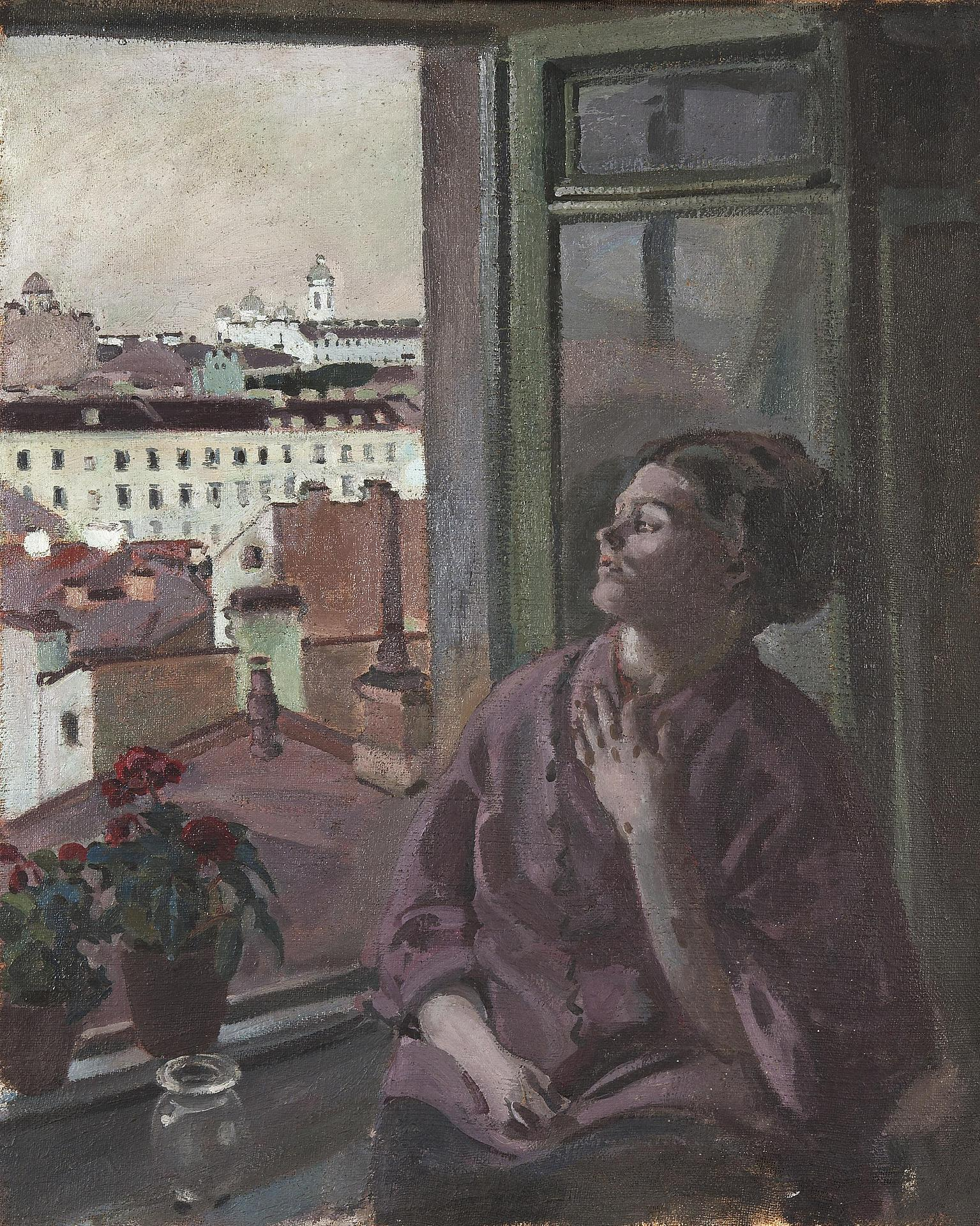
Stepan Petrovitch Iaremitch (ru) : Portrait de Marfa Andreïevna Iaremitch épouse de l'artiste

## Peintres d'autres nationalités
- Alvaro Pirez, portugais (actif entre 1411 et 1434) : Saint Georges (ГЭ-2473)
- Andreas Ritzos, grec (1421-1492) : Icône de la descente du Christ dans les limbes (І-184) - Icône de la Vierge à l'enfant avec François d'Assise et Vincent Ferrier (ГЭ-6663)
- Emmanouíl Lambárdos, grec (1567-1631) : La Crucifixion (I-44)
- Lucas Achtschellinck, brabançon période espagnole (1626-1699) : Paysage avec fuite en Égypte (ГЭ-1578)
- Richard Collin, luxembourgeois (1627-1697) : Gravure d'un autoportrait de Bartolomé Esteban Murillo (ОГ-62178)
- Philotheos Scoufos, crétois (1638-1685) : Icône de sainte Catherine (I-35)
- Charles Jervas, irlandais (1675-1739) : Cerf, chien et chat (ГЭ-634) - Chiens et nature morte (ГЭ-635)
- Wenzel Ignaz Brasch, tchèque (1708-1761) : Harde de cerfs dans une forêt (ГЭ-2319) - Léopards attaquant un sanglier (ГЭ-2317) - Sangliers au bord d'une rivière (ГЭ-2320)
- Miguel António do Amaral, portugais (1710-1780) : Portrait de Bénédicte de Portugal princesse du Brésil et princesse de Beira (ГЭ-4431) - Portrait de Joseph de Portugal prince du Brésil et prince de Beira (ГЭ-4430) - Portrait de Joseph Ier (ГЭ-4438) - Portrait de Marie-Anne-Victoire reine du Portugal (ГЭ-4429) - Portrait de Pierre III et prince du Brésil (ГЭ-4432)
- János Rombauer, hongrois (1782-1849) : Portrait d'Alekseï Bobrinski (ru) - Portrait d'Alekseï Klokatchiov (ru) (ЭРЖ-19) - Portrait de Pavel Ouchakov (ru) (ЭРЖ-2482) - Portrait du major général Iossif Sabir (ru) (ЭРЖ-3392)
- Wilhelm August Golicke, germano-balte (1802-1848) : Portrait d'une fille (ЭРЖ-2715) - Portrait d'un inconnu Н2600)
- Carl Timoleon von Neff, estonien (1804-1877) : Portrait de la princesse Tatiana Potiomkina (ru) (ЭРЖ-1309) - Portrait d'une jeune femme (ЭРЖ-1273)
- Hakob Hovnatanian, arménien (1806-1881) : Portrait d'une inconnue (ЭРЖ-1264)
- Eduard Hau, germano-balte (1807-1888) avec une longue série d'aquarelles représentant les intérieurs du Palais d'Hiver : L'Antichambre du tsarevitch Aleksandr Nikolaïevitch - Le Boudoir de la grande-princesse Maria Alexandrovna de Russie - Le Boudoir de l'impératrice Alexandra Feodorovna de Russie - Le Cabinet de l'impératrice (ОР-11705) - La Cathédrale du Palais d'Hiver - La Chambre à coucher de l'impératrice Alexandra Feodorovna de Russie - La Chambre à coucher du prince héritier Nicolas Alexandrovitch de Russie - Escalier menant à l'église - L'Étude de l'art italien (ОР-11711) - L'Étude de l'art italien (ОР-11737) - L'Étude de l'art italien (ОР-11742) - L'Étude de l'art italien (ОР-11743) - L'Étude de l'école flamande (ОР-11738) - L'Étude du prince héritier Nicolas Alexandrovitch de Russie - La Galerie de l'histoire de la peinture ancienne (ОР-11736) - La Galerie des vues de Saint-Pétersbourg - La Galerie est - La Galerie militaire (ОР-11830) - La Grande église du Palais d'Hiver - Le Hall Aleksandr - Le Hall Apollon - Le Hall du pavillon - Le Palier supérieur de l'escalier (ОР-11753) - Le Palier supérieur de l'escalier principal (ОР-11260) - La Partie nord de la galerie Romanov - La Partie sud de la galerie Romanov - La Salle de bains de la grande-princesse Maria Alexandrovna de Russie - La Salle de bains de l'impératrice Alexandra Feodorovna de Russie - La Salle de billard  d'Alexandre II - La Salle de l'art espagnol (ОР-11710) - La Salle de l'art italien (ОР-11255) - La Salle de l'art néerlandais et flamand (ОР-11722) - La Salle de l'école allemande (ОР-11728) - La Salle de l'école allemande (ОР-11744) - La Salle de l'école flamande (ОР-11364) - La Salle de l'école flamande (ОР-11747) - La Salle de l'école russe (ОР-11701) - La Salle d'entraînement dans la seconde partie du palais (ОР-14413) - La Salle des armoiries - La Salle des camées (ОР-11699) - La Salle des gardes - La Salle des peintures russes (ОР-11707) - La Salle des sentinelles - Le Salon dans le troisième appartement en réserve - Type de chambre du Palais d'Hiver placée dans un angle aquarelle
- Kondrati Korsaline (ru), biélorusse (1809-1883) : Portrait de l'archiprêtre en chef de l'armée et de la marine Vassili Koutnevitch (ru) (ЭРЖ-692) - Portrait de l'épouse de l'archiprêtre Vassili Koutnevitch (ru) (ЭРЖ-1229)
- Waldemar Hau germano-balte (1816-1895) : Portrait du colonel Anzelm Ambrossievitch Lychinski (en russe : Анзельм Амвросиевич Лыщинский) aquarelle (ЭРР-7429) - Portrait du colonel Piotr Fiodorovitch Loubianovski (en russe : Пётр Фёдорович Лубяновский) aquarelle (ЭРР-7433) - Portrait du général d'infanterie Nikolaï Petrovitch Annenkov (en russe : Николай Петрович Анненков) aquarelle (ЭРР-7426) - Portrait du lieutenant général Piotr Ivanovitch Kochkoul (en russe : Пётр Иванович Кошкуль) aquarelle
- Johann Köler, estonien (1826-1899) :  Portrait de Platon Aleksandrovitch Zoubov (1835) (ЭРЖ-1517) - Portrait d'un inconnu (ОБ-2)
- Mihály Zichy, hongrois (1827-1906) : Alexandre III sur son lit de mort entouré d'anges et de jeunes gens en deuil symbolisant la dynastie des Romanov (ЭРР-8022) - Antichambre du palais impérial à Tsarskoïe Selo (ОР-31274) - Arrivée de son altesse, la princesse Alice de Hesse à Livadia (Crimée) le 10 octobre 1894 - Bal costumé au palais de la princesse Elena Pavlovna Kotchoubeï, née Bibikova en l'honneur de l'empereur Alexandre III le 5 février 1865 - Bal dans la salle de concert du palais d'Hiver lors de la visite officielle de Nassereddine Shah en mai 1873 - Bal en l'honneur d'Alexandre II dans le bâtiment de la gare d'Helsinki en septembre 1863 - Cavaliers à la réunion de Nassereddine Shah - Couronnement d'Alexandre II le 26 août 1856 dans la cathédrale de l'Assomption de Moscou (ERR-5431) - Défilé devant le Palais Anitchkov le 26 février 1870 - Défilé en l'honneur de Guillaume Ier (empereur allemand) au théâtre Mikhaïlovski - Descente du cercueil abritant le corps d'Alexandre III sur le navire à Sébastopol (ЭРР-8029) - Devant le palais de Tsarskoïe Selo (ОR-31274) - Dîner de gala au Palais à Facettes dans le Kremlin de Moscou - L'Impératrice Maria Fiodorovna auprès du corps d'Alexandre III au Palais de Livadia (ЭРР-8020) - Petit-déjeuner des empereurs Alexandre II et Guillaume Ier (empereur allemand) dans le Palais d'Hiver en 1873 - Portrait de l'empereur Alexandre Ier - Portrait du prince Piotr Romanovitch Bagration (ru) (OP-39897) - Retrait du cercueil contenant le corps d'Alexandre III  (ЭРР-8030) - Retrait du corps d'Alexandre III du petit Palais de Livadia (ЭРР-8021) - Service commémoratif célébrant Alexandre III, dans sa chambre, au petit Palais de Livadia (ЭРР-8028)-
  - Dessins : Alexandre II et des courtisans dans le hall de l'arsenal du Palais de Gatchina aquarelle (ОР-40888) - Alexandre II et Nassereddine Shah lors d'un défilé dans la prairie de Tsaritsine en 1873, aquarelle, gouache, mine de plomb et badigeon (ЭРР-7036) - L'Amour de l'artiste fusain et blanc - Falstaff avec une chope de vin et une pipe aquarelle et blanc - Le Grand-duc Michel Nikolaïevitch de Russie aquarelle, gouache et badigeon (ОР-39905) - Le Grand-duc Nicolas Nikolaïevitch de Russie (1831-1891) aquarelle, gouache et badigeon (ОР-39895) - Iekaterina Nikolaievna Adlerberg (ru), croquis - Mariage du grand-duc Aleksandr Aleksandrovitch et de la grande-duchesse Marie Feodorovna le 28 octobre 1866 dans la cathédrale du Palais d'Hiver aquarelle, gouache et badigeon (ОР-27190) - Mariage du grand-duc Alexandre Mikhaïlovitch de Russie avec la grande-duchesse Xenia Alexandrovna de Russie dans la cathédrale du grand Palais de Peterhof le 25 août 1894, aquarelle (ЭРР-1029) - Nicolas Ier visitant le chantier de construction d'une maison dans la banlieue de Saint-Pétersbourg, au centre d'un groupe de fonctionnaires, d'ingénieurs et de l'architecte Andreï Stackenschneider aquarelle noire et badigeon - Portrait de l'héritier du grand-duc, le tsarévitch Aleksandr Aleksandrovitch chef du régiment des hussards de la garde impériale en uniforme de régiment, aquarelle - Portrait de l'impératrice Marie de Hesse-Darmstadt, de l'impératrice douairière Alexandra Feodorovna de Russie et de la grande-duchesse Alexandra de Saxe-Altenbourg crayon noir et graphite retouchés à la chaux (ОР-38954) - Portrait du général Aleksandr Bogdanovitch Boudberg (ru), aquarelle - Portrait du général de division, le comte Vassili Vassilievitch Levachov aquarelle, mine de plomb, peinture dorée (ЭРР-1669) - Portrait du général Dmitri Aleksandrovitch Tatichtchev (ru), aquarelle - Portrait du général Grigori Apollonovitch Khomoutov (ru), aquarelle - Portrait du général, le baron Ferdinand von Wintzingerode, aquarelle - Portrait du général, le baron Iegor Antonovitch Engelgardt (ru), aquarelle - Portrait du général, le baron Iegor Karlovitch Arpsgofen (ru), aquarelle - Portrait du général, le comte Illarion Vorontsov-Dachkov, aquarelle - Portrait du général Nikolaï Fiodorovitch Plaoutine, aquarelle - Portrait du maréchal, le comte Pierre Wittgenstein, aquarelle - Vendeur de harengs aquarelle
- Apollinari Goravski (ru), biélorusse (1833-1900) : Portrait d'Ivan Glazounov (1826-1889) (ЭРЖ-1527) - Portrait du général de corps d'armée, ingénieur des mines Fiodor Beguer (ru) (1792-1861) (ЭРЖ-1038) - Portrait du général de division Dmitri Zoubov (ru) (1724-1836) (ЭРЖ-1000)
- Piotr Grouzinski (ru), origine géorgienne (1837-1892) : Courrier "impérial?" (ЭРЖ-1600)
- Frits Thaulow, norvégien (1847-1906) : Nuit (8883) - Paysage d'hiver (OP-42321) - Rivière (43784)
- Erik Werenskiold, norvégien (1855-1938) : Paysage avec un lac (ГЭ-9825)
- Roderic O'Conor, irlandais (1860-1940) : Au repos (ГЭ-8909)
- Qi Baishi, chinois (1864-1957) : Crevettes (ЛТ-326)
- James Wilson Morrice, canadien (1865-1924) : Fête foraine à Montmartre (8968) - Paysage avec bateaux et bac (9153)
- Vilhelms Purvītis, letton (1872-1945) : Sur la rivière Lielupe (ГЭ-9064)
- Kálmán Kiss, hongrois (1878-1967) : Fillette près d'une table (9135)
- Xan Krohn, norvégien (1882-1959) : Portrait de Sergueï Chtchoukine - Portrait de Sergueï Chtchoukine en pied (9090)
- Diego Rivera, mexicain (1886-1957) : Nature morte
- Tarsila do Amaral, brésilien (1886-1973) : Pêcheur (8915)
- Béla Uitz, hongrois (1887-1972) : Portrait de Sallai Imre (9168)
- Oto Skulme, letton (1889-1967) : Le travail de la terre (8972)
- Xu Beihong, chinois (1895-1953) : Au lac (ЛТ-325)
- Pan Tianshou, chinois (1897-1971) :  Lotus (ЛТ-330)
- Leo Svemps, letton (1897-1975) : Deux femmes (9036)
- Zaha Hadid, irako-britannique (1950-2016) : Tectonique de Malevitch (КСИ-1690)

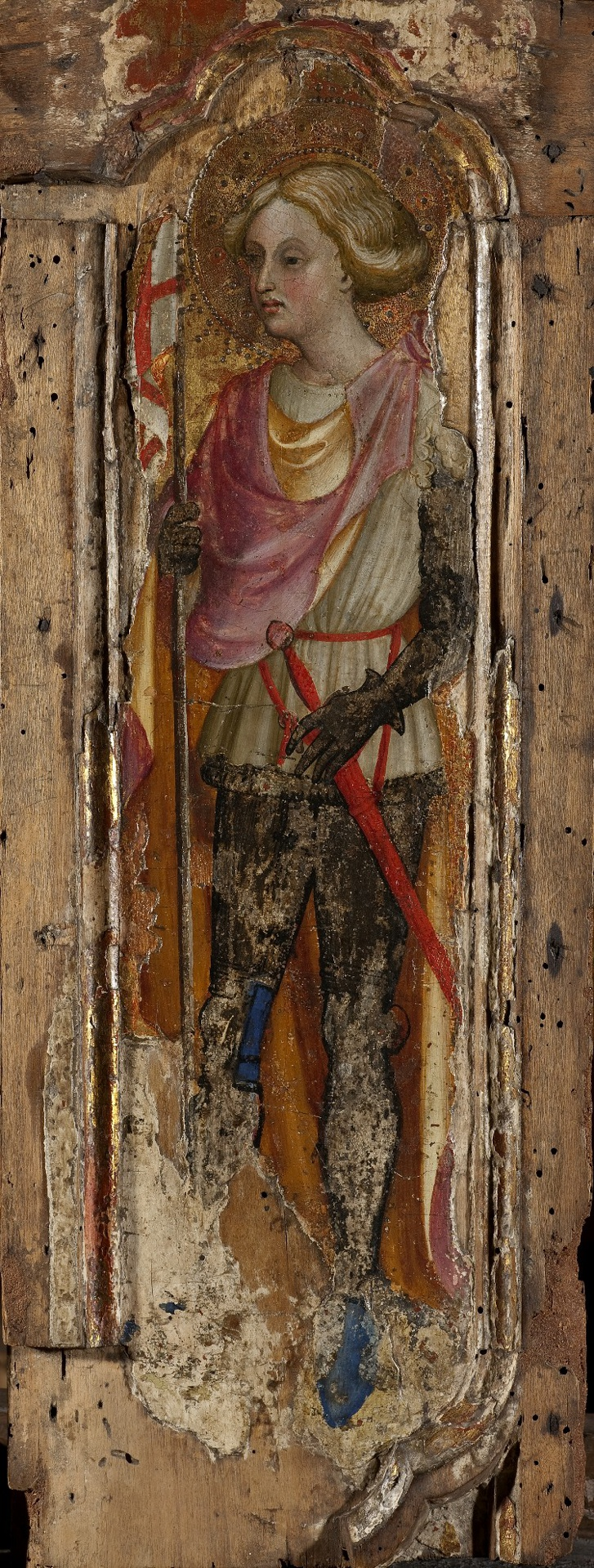
Alvaro Pirez. Saint Georges
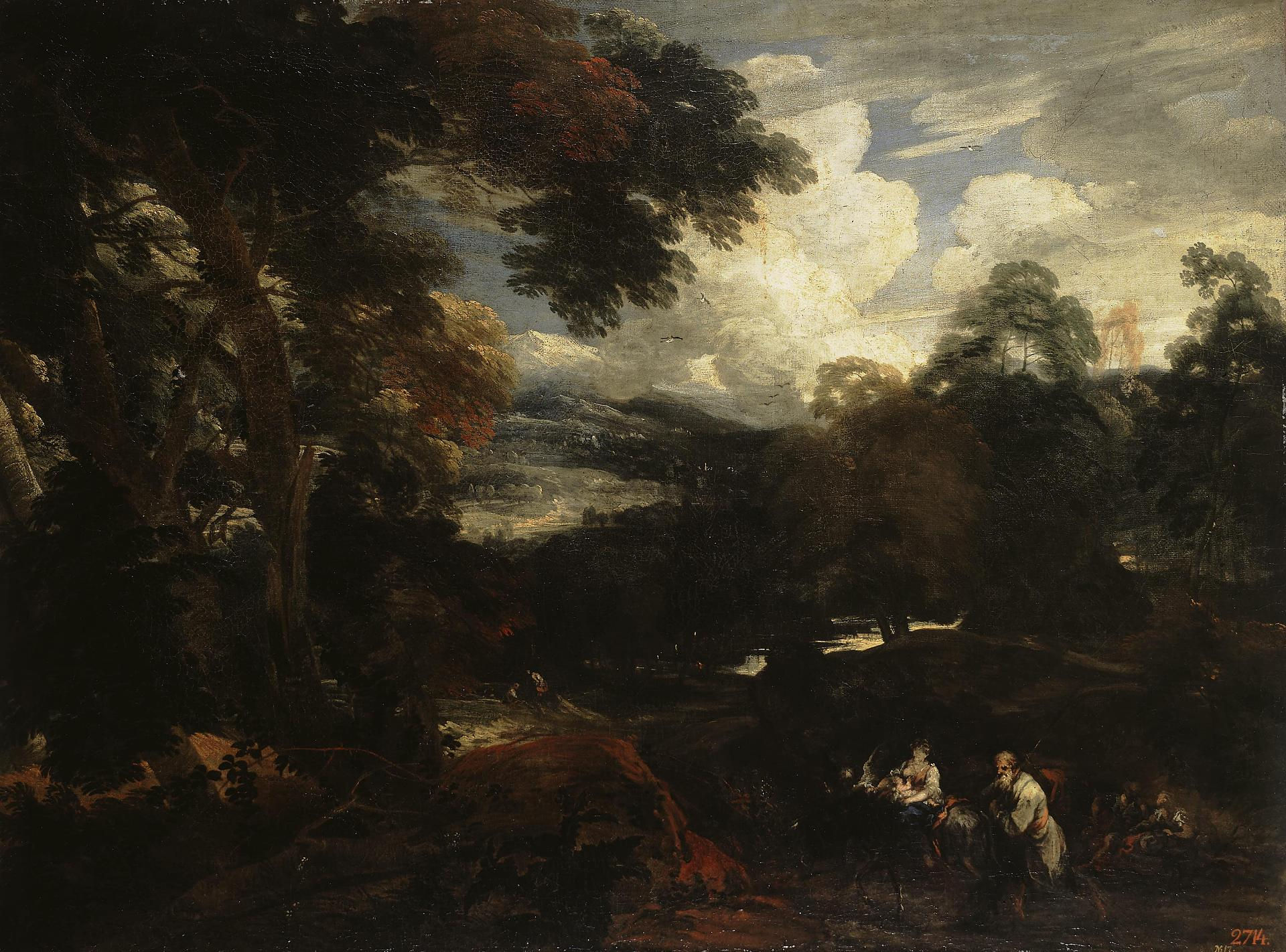
Lucas Achtschellinck. Paysage avec fuite en Égypte
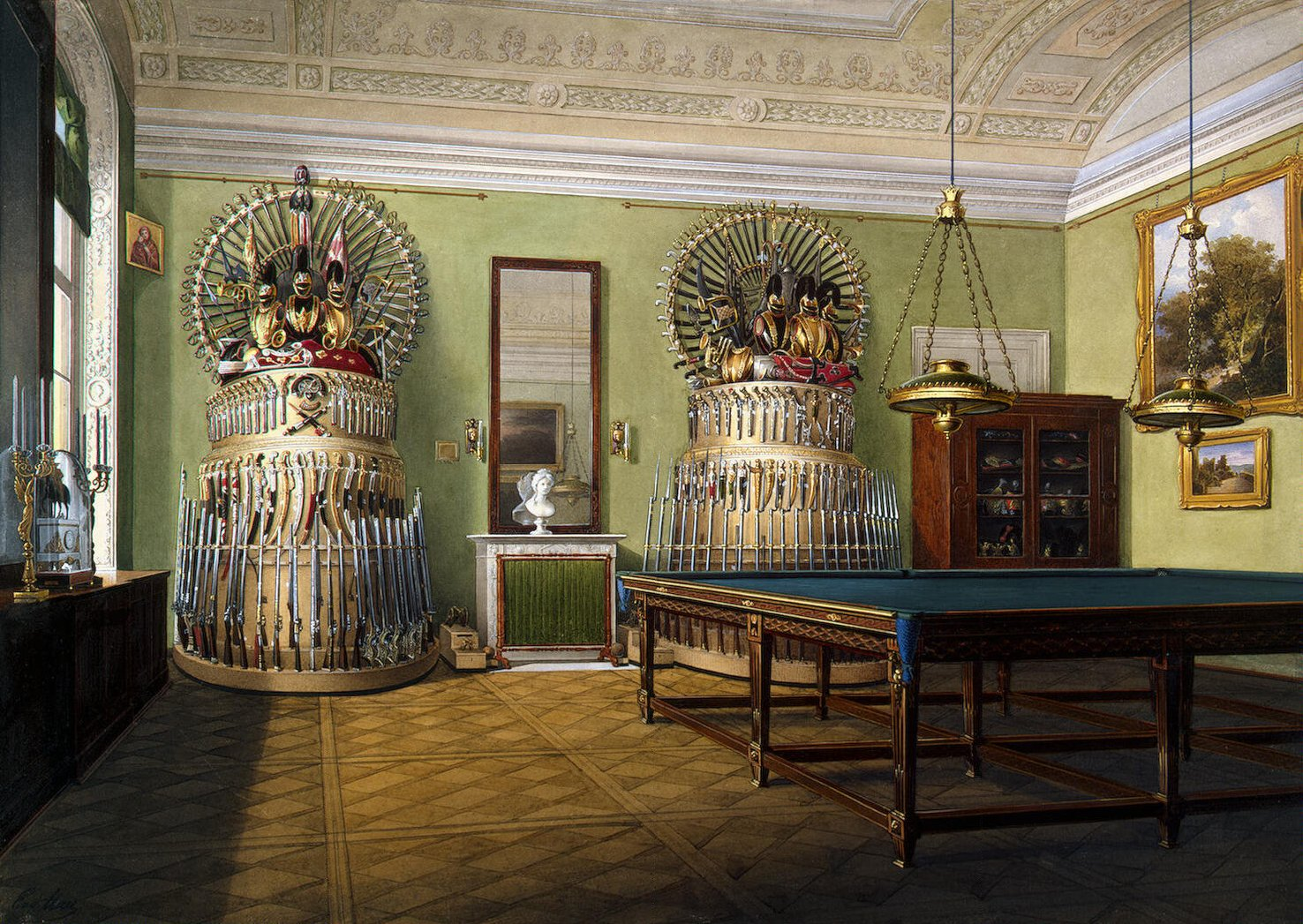
Eduard Hau. Intérieur du Palais d'Hiver. La Salle de billard  d'Alexandre II, empereur de Russie
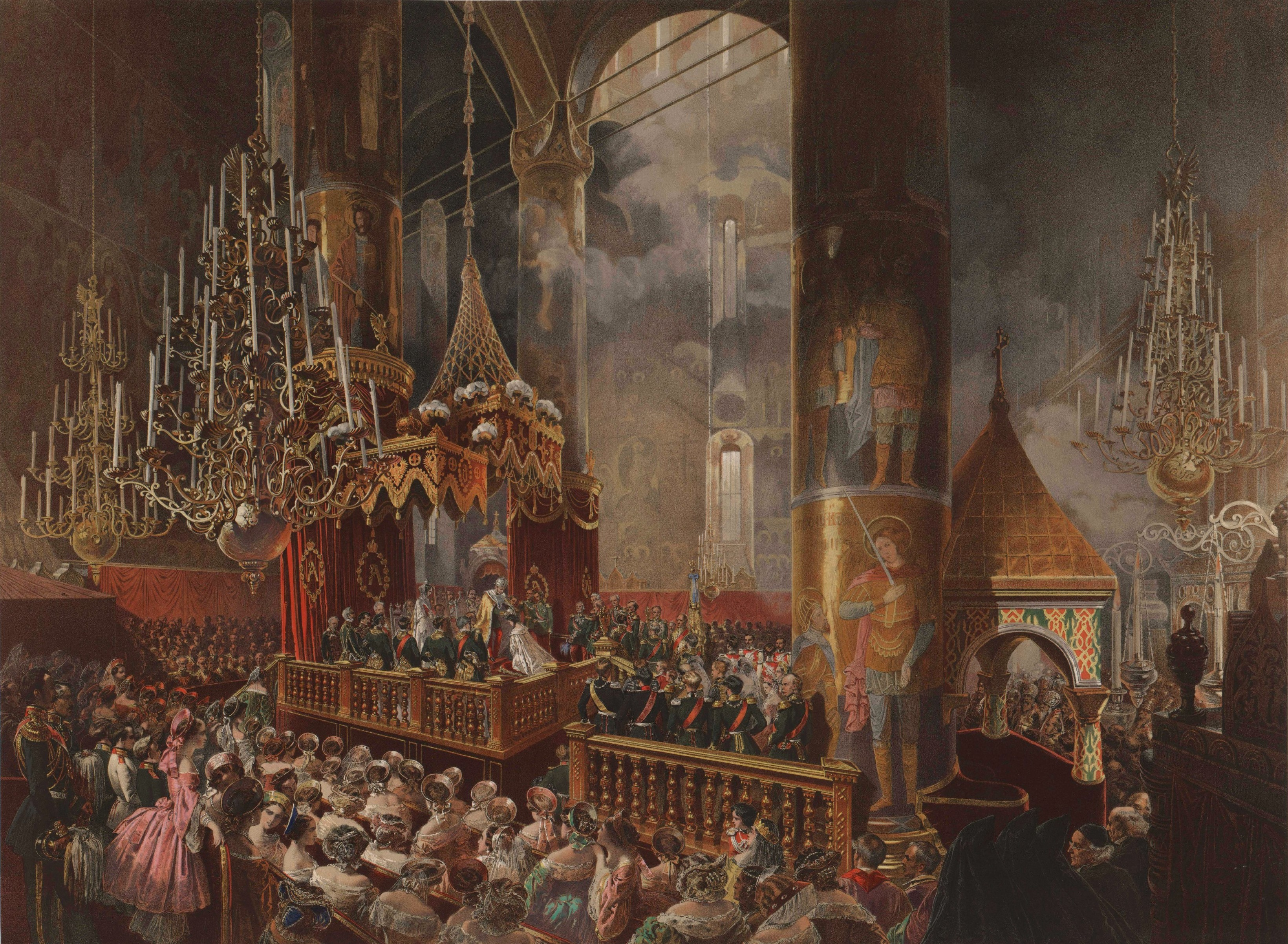
Mihály Zichy. Couronnement d'Alexandre II le 26 août 1856 dans la Cathédrale de la Dormition de Moscou
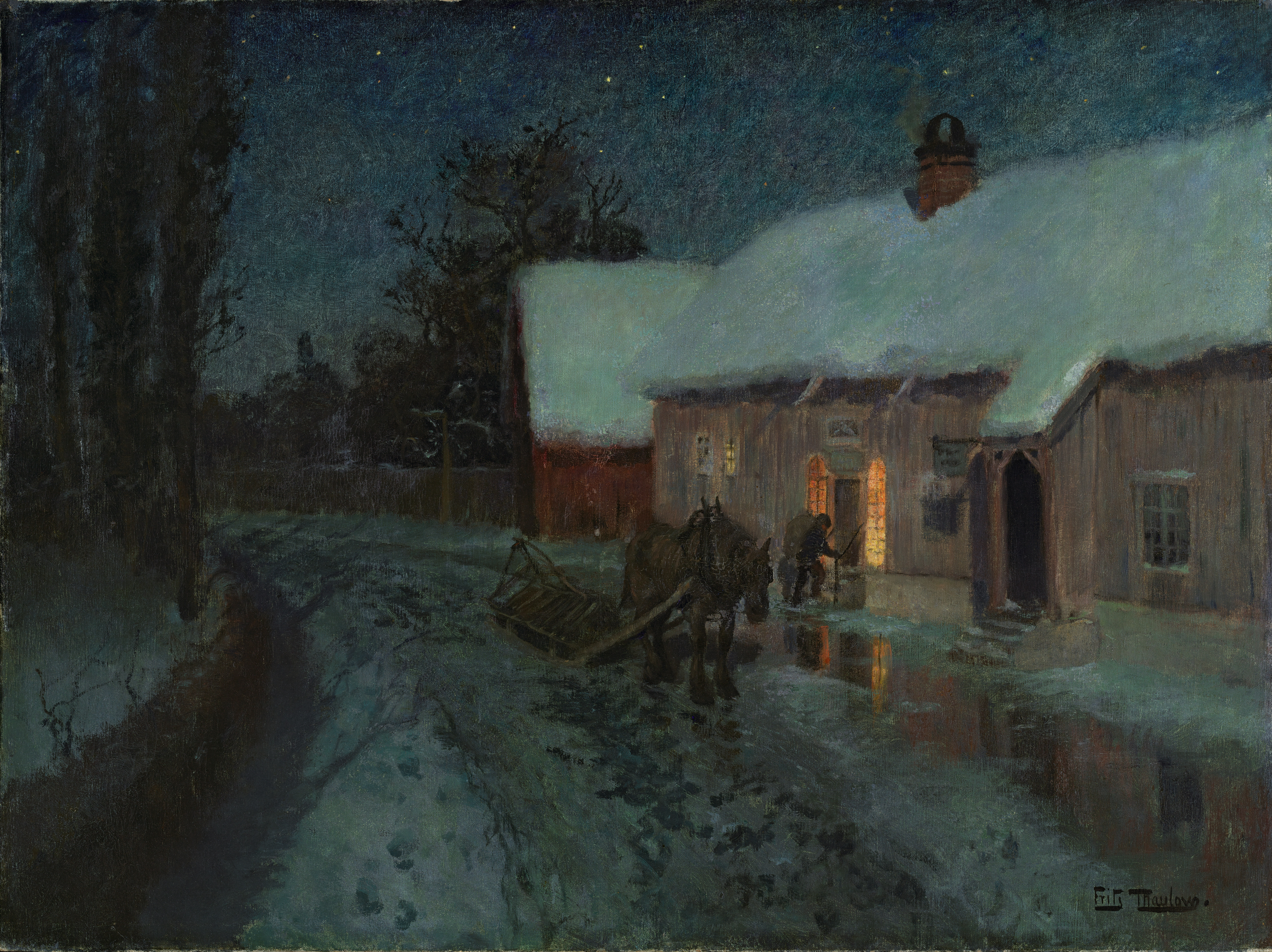
Frits Thaulow – Nuit
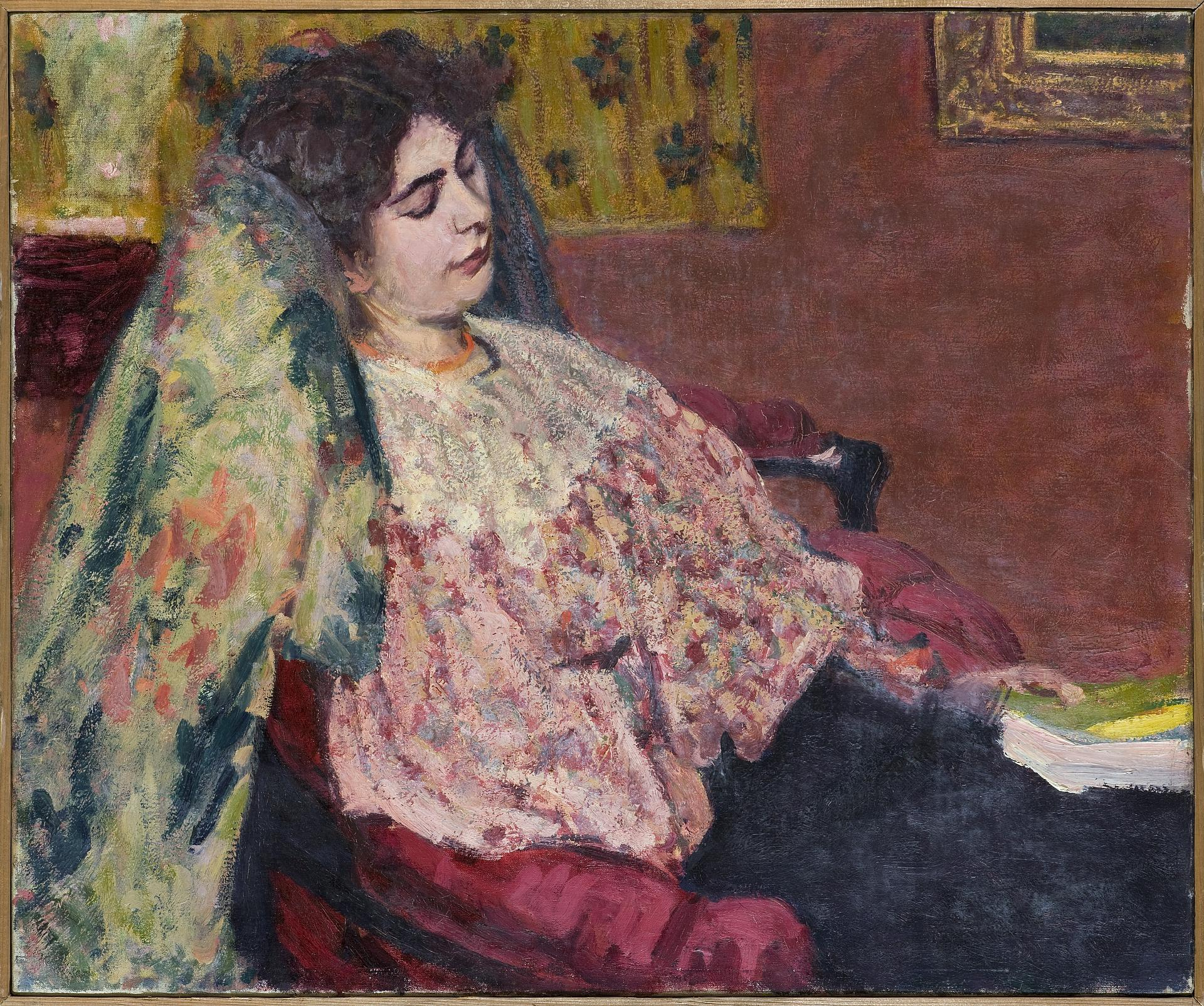
Roderic O'conor - Au repos

## Autres noms d'artistes peintres
Pour les noms qui suivent les renseignements que l'on possède ne permettent pas de les classer.
- Ivan Andreïev (fin du XVIIIe siècle) : Ivan Loukitch Loukine en 1790 (ЭРЖ-792)
- Armand : Portrait d'une jeune femme en 1841 (ЭРЖ-1248)
- J. Balde actif au XVIIe siècle : Tête d'homme coiffé d'un turban marron (ГЭ-3432)
- T. Bazykina : La Princesse Elena Aleksandrovna Liven (ru) principale de l'Institut Smolny à Saint-Pétersbourg (ЭРЖ-1384) - La Tsarine Eudoxie Lopoukhine (ЭРЖ-542)
- Belli : Portrait de Pierre Ier le Grand, copie d'après Godfrey Kneller XIXe siècle (ЭРЖ-3295)
- Maria Bikarioukova : Portrait du comte Dmitri Andreïevitch Tolstoï ministre de l'intérieur Russie 1889, copie d'un tableau d'Ivan Kramskoï (ЭРЖ-1525)
- Nikolaï Timofeïevitch Bogatski : Portrait du prince Alexandre Gortchakov, auteur présumé (ЭРЖ-1013)
- A. Bogatov ou Bagatov : La Baronne Maria L. Bode (ЭРЖ-1282)
- Grigory Borissov : Un jeune homme 1840, auteur présumé (ЭРЖ-922)
- Afanassi Bourtsev : Portrait de la baronne Elizaveta Dmitrievna Rozen avec sa fille Lidieï 1817/1818 (ЭРЖ-3031) - Portrait du baron Grigori Vladimirovitch von Rozen Russie vers 1817-1818 auteur présumé (ЭРЖ-3030) salle 343
- K. A. Chevelkine : Portrait d'Alexandre Ier (ЭРЖ-2025)
- Ivan Vladimirovitch Chevtsov : Portrait d'Anastasia Semenovna Vadkovskaïa née Vikoulina, 1828 (ЭРЖ-1194) - Portrait du colonel Aleksandr Sergueïevitch Lvov (ru) du régiment de  chasseurs à cheval de Tiraspol, 1832 (ЭРЖ-166) - Portrait d'un homme portant des lunettes, 1820/1830 (ЭРЖ-920) - Portrait d'un officiel Andreï Alekseïevitch Vikouline, 1822 (ЭРЖ-864)
- F. L. Choults : Une femme tenant une fillette, 1820 (ЭРЖ-1480)
- Ivan-Lioudvig Choults : L'Impératrice Sophie-Dorothée de Wurtemberg - Le Pasteur F. T. Rheinbott 1838 auteur présumé (ЭРЖ-1551)
- Nil Pavlovitch Chportounov (ou Chportoune) : Portrait d'un commerçant ? 1869 (ЭРЖ-455)
- Mikhaïl Ivanovitch Dikarev (ru) (?-1917): L'Archidiacre Laurent de Rome (ЭРЖ-2514) - Basile d'Ancyre (ЭРЖ-2511) - Grigori Dvoeslov (ЭРЖ-2308) - Ignace le messager de Dieu (ЭРЖ-2513) - Saint Michel Ier (métropolite de Kiev) icône de la menaion mensuelle - Saint Mstislav le Brave noble prince icône de la menaion mensuelle - Saint Roman Olgovitch (ru) bienheureux prince de Riazan icône de la menaion mensuelle - Vénérable Antoine de Petchersk icône de la menaion mensuelle - Vénérable Nikon de Radonège icône de la menaion mensuelle (ЭРЖ-2515) -
- Aleksandr Petrovitch Drabov : Portrait d'une vieille paysanne, 1858 (ЭРЖ-1291)
- Mikhaïl Efimovitch Efimov-Golovanov (?-1880) : Réparation de la machine, 1858 (ЭРЖ-1594)
- Maria Sergueïevna Engel ou Maria Sergueïevna Eng : Portrait d'un inconnu, 1886 (ЭРЖ-1027)
- Pierre Elisabeth Fontainieu, français : Paysage avec pins parasols (ГЭ-3705)
- V. Foufaïev : Le Comte Nikolaï Dmitrïevitch Zoubov (ru) (ЭРЖ-957)
- Mikhaïl Fountoussov, russe : La Résurrection du Christ encadrée par douze "vignettes" représentant des scènes de fêtes, icône, 1761 (ЭРЖ-2240) - Réunion des fidèles, synaxe, du très saint Théotokos, icône, 1755 (ЭРЖ-2241)
- J. Friedenrech : Grande salle du pavillon nord du Petit Ermitage Dessin
- G. Tch. (Monogramme) : Portrait d'un homme 1853 (ЭРЖ-2781)
- Vassili Semenovitch Galianov : Portrait d'Aleksandra Pivovarova épouse d'un commerçant, 1830 (ЭРЖ-721)
- S. F. Garnie : Vue de Tchita Russie entre 1800 et 1850 (ЭРЖ-2377)
- Andreas Kaspar Guioune (1749 ou 1758-1813) : Catherine II dépose des trophées de la Bataille de Tchesmé sur la tombe de Pierre Ier le Grand (ЭРЖ-1878)
- Herough (en russe : Эру) : Marine (8905) -
- Hueber : Une jeune femme parée d'un collier grenat, 1843 (ЭРЖ-3202)
- N. Iach, russe : Portrait d'un inconnu 1881 (ЭРЖ-1021)
- Grigori Iakovlev : Mikhaïl Lermontov (ЭРЖ-3193)
- Iouli Ivanovitch Iaounkalnine : Vue de la salle en verre «bisered» (jais de verre) aquarelle
- Louka Iouchanov : Evdokia (ou Avdotia), domestique chez le propriétaire Semion Ivanovitch Fedorov, 1840 (ЭРЖ-1783) - Portrait d'Aleksandra Fedorov née Chaplina, la dame du manoir (ЭРЖ-1773) - Portrait de Konstantine Semenovitch Fedorov, 1846 (ЭРЖ-1771) - Portrait de la mère du propriétaire terrien Semion Ivanovitch Fedorov (ЭРЖ-1772) - Portrait du propriétaire terrien de Tver Semion Ivanovitch Fedorov, 1846 (ЭРЖ-1770)
- Izvekov : Portrait d'un inconnu, 1870/1880 (ЭРЖ-1015)
- François Jacob (artiste) : Nicolas Ier (ЭРЖ-2367)
- Joukovski, russe : Le Conseiller d'état Dobrovolski milieu du XIXe siècle (ЭРЖ-945)
- F. Kalmykov : Anastasia Alekseïevna Dolgoroukova née Cheremetiev (ЭРЖ-1135)
- Guerman-Nikolaï Aleksandrovitch Kalpous (?-1886) : Le Conseiller privé, sénateur Ivan Fiodorovitch Aprelev (ru) (ЭРЖ-951)
- A. Korolev : Jeune femme, 1829 (ЭРЖ-1129)
- P. Kossitski : Portrait du comte Aleksandr Ivanovitch Ribopier (ru) copie d'une œuvre de George Dawe (ЭРЖ-2747)
- A. Korf : Portrait du grand-duc Nicolas Alexandrovitch de Russie sur une place à Novgorod Russie 1875 (ЭРЖ-691)
- Nektari Kouliouksine (? -1679) : Saint Jean l'évangéliste en méditation Russie du nord 1679 (ЭРИ-475)
- N. Koutouzov : Portrait d'Ivan Iakovlevitch Chaguine marchand de la 2e guilde à Saint-Pétersbourg 1883 (ЭРЖ-477)
- Nikita P. Kozlov : Camille Ivacheva (ЭРЖ-2387)
- T. Lagoda : Portrait d'une inconnue, 1900 (ЭРЖ-1934)
- Andreï Léontiev : Icône de Notre-Dame de Smolensk, entre 1800 et 1850 (ЭРЖ-2267)
- Maïtre de Sainte Agathe : La Mère de Dieu et l'enfant icône italienne entre 1266 et 1300 (I-290)
- Maître Victor : Une partie du Panagiarion montrant la résurrection icône de l'école crétoise, entre 1650 et 1700 (I-410)
- Aleksandr Malevski : Portrait d'un inconnu, 1843 (ЭРЖ-1962)
- A. Malioukov : Portrait de l'impératrice Alexandra Feodorovna de Russie épouse de Nicolas Ier (ЭРЖ-625)
- Jules Mayblum (en russe : Жюль Мейблюм), : Palais du comte Pavel Sergueïevitch Stroganov (ru) à Saint-Pétersbourg représenté par dix aquarelles exécutées entre 1863 et 1865 : La Bibliothèque - Le Boudoir - La Chambre d'angle - La Façade aquarelle et encre de Chine - Le Fumoir - La Salle à manger (ОР-41835) - Le Salon vert (ОР-41833) - Plan de la façade et coupe - Le Salon jaune - Une chambre (ОР-41834)
- Ilia Mokeïev : Portrait du métropolite Séraphin (Glagolevski) (ЭРЖ-673)
- I. Moukhine : Portrait d'un commerçant, fin du XIXe siècle (ЭРЖ-486)
- F. Noïgass : Portrait de E. M. Lazareva et de sa fille Anna, 1830 (ЭРЖ-1487)
- Nikita Ivanovitch Novossiolov, russe (actif au XIXe siècle) : Saint Nil Stolobenski (ru) et des épisodes de sa vie, 1902 (ЭРЖ-2343)
- K. Radouko : Portrait d'un inconnu, 1841 (ЭРЖ-915)
- Ad. Rine : I. Narychkine et sa fille en 1836 (ЭРЖ-1488)
- Rossov : Portrait d'un inconnu, milieu du XIXe siècle (ЭРЖ-954)
- Ludwig Rysbroeck  Flandres début du XVIIIe siècle : Paysage (ГЭ-4358)
- Salykov : Autoportrait, entre 1800 et 1833 (ЭРЖ-898)
- Fiodor Samoïlov : Portrait d'une inconnue Russie 1re moitié des années 1830 (ЭРЖ-1237)
- Paulus Schooten, néerlandais  du XVIIe siècle : Henri Ier de Germanie  surnommé Henri Ier l'oiseleur (ГЭ-3314)
- M. Silav : Portrait d'un inconnu Russie 1860 (ЭРЖ-997)
- V. Somov, russe : Portrait d'un commerçant 1888 (ЭРЖ-485)
- Nikita Stolpnik (ru) :  Icône Russie fin du XVe siècle, début du XVIe siècle (ЭРИ-611)
- Alekseï Grigorievitch Svechnikov : Portrait du commerçant P. I. Borochnev Russie entre 1850 et 1900 (ЭРЖ-462)
- Fiodor Tabountsov : Portrait d'un inconnu Russie 1827 (ЭРЖ-2626)
- Nikolaï Petrovitch Taiourski : Portrait de Valerian Aleksandrovitch Bibikov, 1874 (ЭРЖ-1009)
- E. Tcharykov : Portrait d'un pasteur, XIXe siècle (ЭРЖ-1553)
- Ossip Semionovitch Tchirikov (ru) (? - 1903) : L'Apôtre Barthélémy (ЭРЖ-2519) - Icône de l'exaltation de la croix honnête et vivifiante du seigneur - Joseph le Beau le juste (ЭРЖ-2518) - Nonna la juste (ЭРЖ-2523) - Le Révérend Savvati Solovetski (ru) (ЭРЖ-2522) - Saint André Ier Bogolioubski icône de la menaion mensuelle - Saint Fiodor Iaroslavitch (ru) le bienheureux icône de la menaion mensuelle - Saint Venceslas de Bohême le bienheureux icône de la menaion mensuelle -
- Iefim Toukharinov : Vue de la rotonde du Palais d'Hiver, 1834, auteur présumé (ЭРЖ-2434)
- Nikolaï Ivanovitch Trifanov : Portrait d'un jeune officier Russie 1843 (ЭРЖ-763)
- A. Tronine : Portrait d'Aleksandra Aleksandrovna Korf née Samsonov XIXe siècle (ЭРЖ-2766)
- Khrisanf Troubitsyne : Portrait du comte Ilia Andreïevitch Bezborodko (ru) (ЭРЖ-286)
- Aleksandr Ignatievitch Tsepkov : Saint Nicolas le thaumaturge et sainte tsarine Alexandra, 1898 (ЭРЖ-2285)
- N. Tsimbaline : Portrait d'un inconnu, 1881 (ЭРЖ-1022)
- N. Tyranov : Portrait d'un jeune commerçant Russie entre 1800 et 1825 (ЭРЖ-359)
- Uchihashi (en russe : Уиаши) : Derrière le grill de l'impérialisme (9044)
- O. Vassiliev : Portrait de Dimitri Cheremetiev auteur présumé (ЭРЖ-196)
- Charles White (peintre anglais) :  auteur supposé de Fleurs et oiseaux 1780 (ГЭ-3784)
- Aleksandr Aleksandrovitch Zotov : La Baronne Meller-Zakomelskaïa en 1857 (ЭРЖ-1311)
- N. Zoubrov (?-1906) : Portrait de Firs Mironovitch Sadovnikov, commerçant (ЭРЖ-456)

## Galerie de la Guerre patriotique de 1812
Une page est consacrée à la galerie de la Guerre patriotique de 1812 : Galerie militaire du Palais d'Hiver.

## Œuvres de peintres anonymes au musée de l'Ermitage
Une page est consacrée aux œuvres de peintres anonymes :  Œuvres de peintres anonymes au musée de l'Ermitage.

## Œuvres de peintres français au musée de l'Ermitage
Une page est consacrée aux peintres français : Œuvres de peintres français au musée de l'Ermitage.